# Zahnradbahn

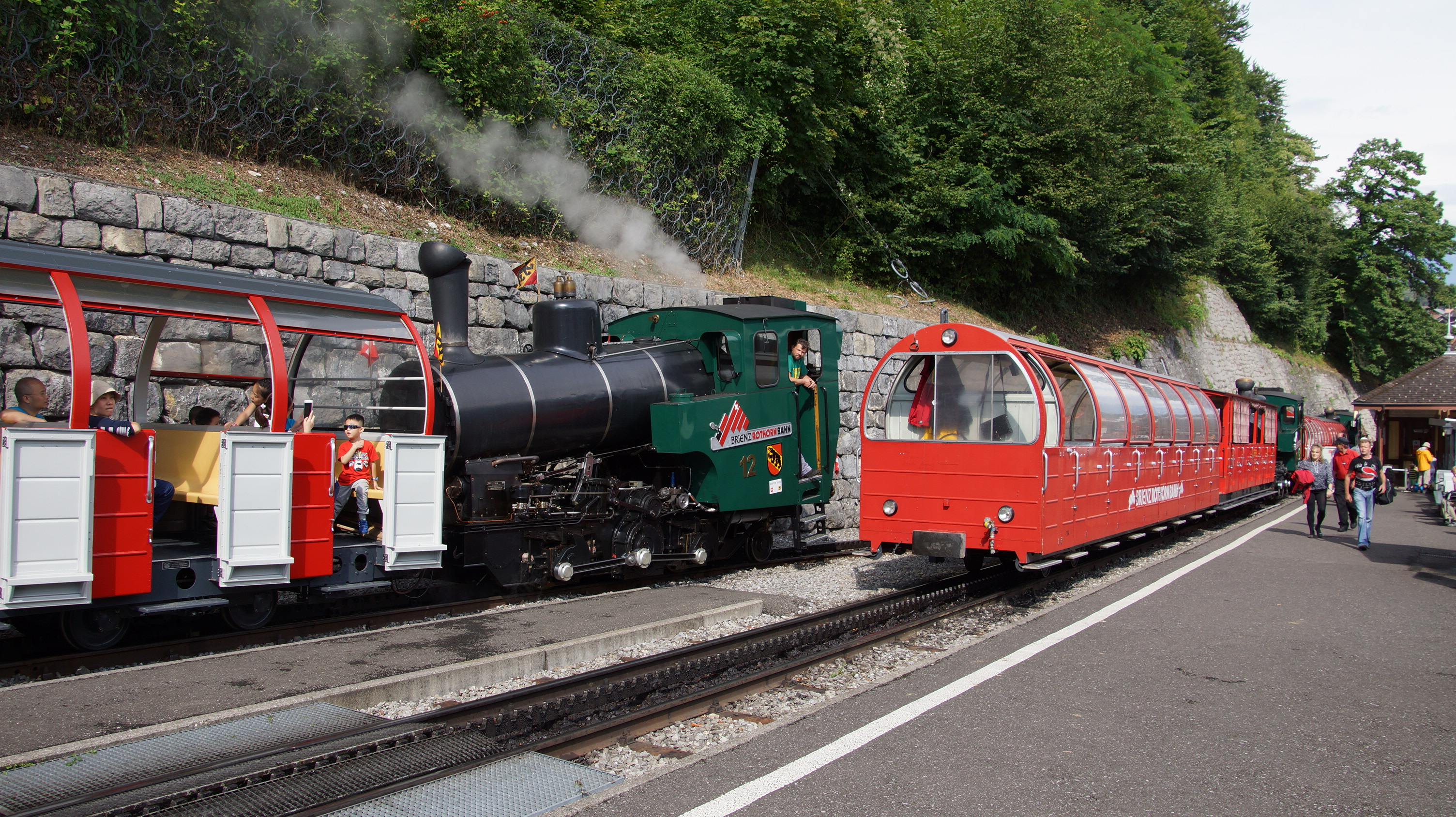
Zahnradbahn auf das Brienzer Rothorn

Eine Zahnradbahn, historisch auch Zahnbahn oder Zahnstangenbahn, ist ein schienengebundenes Verkehrsmittel, bei dem die Vortriebs- oder die Bremskraft zwischen Triebfahrzeug und Fahrbahn formschlüssig mittels eines Zahnstangengetriebes übertragen wird. Das Zahnradsystem besteht fahrzeugseitig aus Trieb- und Bremszahnrädern und infrastrukturseitig aus Zahnstangenstrecken. In eine zwischen den beiden Schienen auf den Schwellen befestigte Zahnstange greifen ein oder mehrere am Triebfahrzeug angetriebene Zahnräder ein.
Durch Anwendung des Formschlusses (Zahnradbahn) lassen sich wesentlich größere Neigungen als mit Reibungsschluss (Adhäsionsbahn) befahren:
- Adhäsionsbahnen bis etwa 75 ‰ Neigung (in Einzelfällen bis zu 116 bzw. 135 ‰),
- Zahnradbahnen bis etwa 300 ‰ Neigung, maximal bis zu 500 ‰.[Anm. 1]

Bei Bahnen im Gebirge stehen für die Bewältigung der bedeutenden Höhendifferenzen oftmals nur kurze Distanzen zur Verfügung. Es müssen größere Neigungen bewältigt werden als der Adhäsionsantrieb (wegen des Durchdrehens der angetriebenen Räder auf den Schienen bei größerer Neigung) zulässt. Die Schafbergbahn überwindet Neigungen von bis zu 255 ‰, die Pilatusbahn ausnahmsweise bis 480 ‰ (zwei liegende Zahnräder verhindern gegenseitig das Herausdrängen der Räder aus der Zahnstange), die besonders schweren Treidelloks (mit 50 t das Mehrfache üblicher Zahnradbahnloks) am Panamakanal bis zu 500 ‰. Es gibt auch Zahnradbahnen auf Hanglagen in Städten, so zum Beispiel in Stuttgart.
Die auf die Vertikale bezogene Steiggeschwindigkeit der Zahnradbahnen ist meistens höher als bei Gebirgsbahnen mit Adhäsionsantrieb.
Die ersten Zahnradbahnen wurden 1869 in den USA auf den Mount Washington und 1871 in der Schweiz auf die Rigi eröffnet. Ursprünglich wurden die Zahnradbahnen ausschließlich mit Dampflokomotiven betrieben, heute herrscht die elektrische Traktion vor. Seit den 1920er Jahren wurden viele Zahnradstrecken mit geringeren Neigungen auf reinen Adhäsionsbetrieb umgestellt oder der Betrieb wurde vollständig eingestellt.
Es kommen verschiedene Zahnstangensysteme zum Einsatz, die nur teilweise miteinander kompatibel sind. Zahnradbahnen unterscheiden sich in verschiedenen Bereichen von Adäsionsbahnen. Bei Zahnstangenweichen sind spezielle Konstruktionen notwendig. Wegen den großen Neigungen werden aus Sicherheitsgründen mehrere voneinander unabhängige Bremssysteme verwendet. Weitere speziell bei Zahnradbahnen zu beachtende Sicherheitsaspekte sind die Sicherheit gegen Entgleisen, die Helixverwindung und bei Bahnen mit gemischtem Zahnrad- und Adhäsionsbetrieb die Betriebsartenüberwachung. Beim Übergang von Adhäsions- auf Zahnstangenabschnitt sind Zahnstangeneinfahrten notwendig, wobei es unterschiedliche Systeme gibt. Einzelne Zahnradbahnen betreiben auch Güterverkehr.
Die Zahnstange ist im Prinzip ein Zahnrad mit unendlich großem Teilkreisdurchmesser. Zahnradantriebe erfordern allgemein höheren Konstruktions- und Fertigungsaufwand als auf Schienen rollende Räder.

## Übersicht
Für Zahnradbahnen gibt es verschiedene Antriebsarten, die den betrieblichen Anforderungen entsprechend konzipiert sind. Man unterscheidet zwischen reinen Zahnradbahnen und Bahnen mit gemischtem Adhäsions- und Zahnradantrieb.

### Reine Zahnradbahnen

Reine Zahnradbahn: Zug der Schynige-Platte-Bahn mit zwei Vorstellwagen

Bei reinen Zahnradbahnen – meist wenige Kilometer lange Bergbahnen – ist der Zahnradantrieb ständig im Eingriff. Die Laufräder der Triebfahrzeuge sind in der Regel nicht angetrieben. Die Fahrzeuge können sich auf Strecken ohne Zahnstange nicht fortbewegen, weshalb meistens auch die relativ kurzen ebenen Abschnitte in den Endbahnhöfen und die Zufahrten zur Werkstatt mit Zahnstangen ausgerüstet sind.
Früher bestanden die Züge der reinen Zahnradbahnen je nach Neigung in der Regel aus einer Lokomotive und einem bis drei Wagen. Die Lokomotive war stets talwärts eingeordnet, so dass die Wagen bergauf geschoben wurden und sich der Einbau der zwei vorgeschriebenen mechanischen Bremsen auf das Triebfahrzeug beschränkte. Heute kommen mehrheitlich Triebwagenzüge oder Triebwagen zum Einsatz.

### Bahnen mit gemischtem Adhäsions- und Zahnradbetrieb

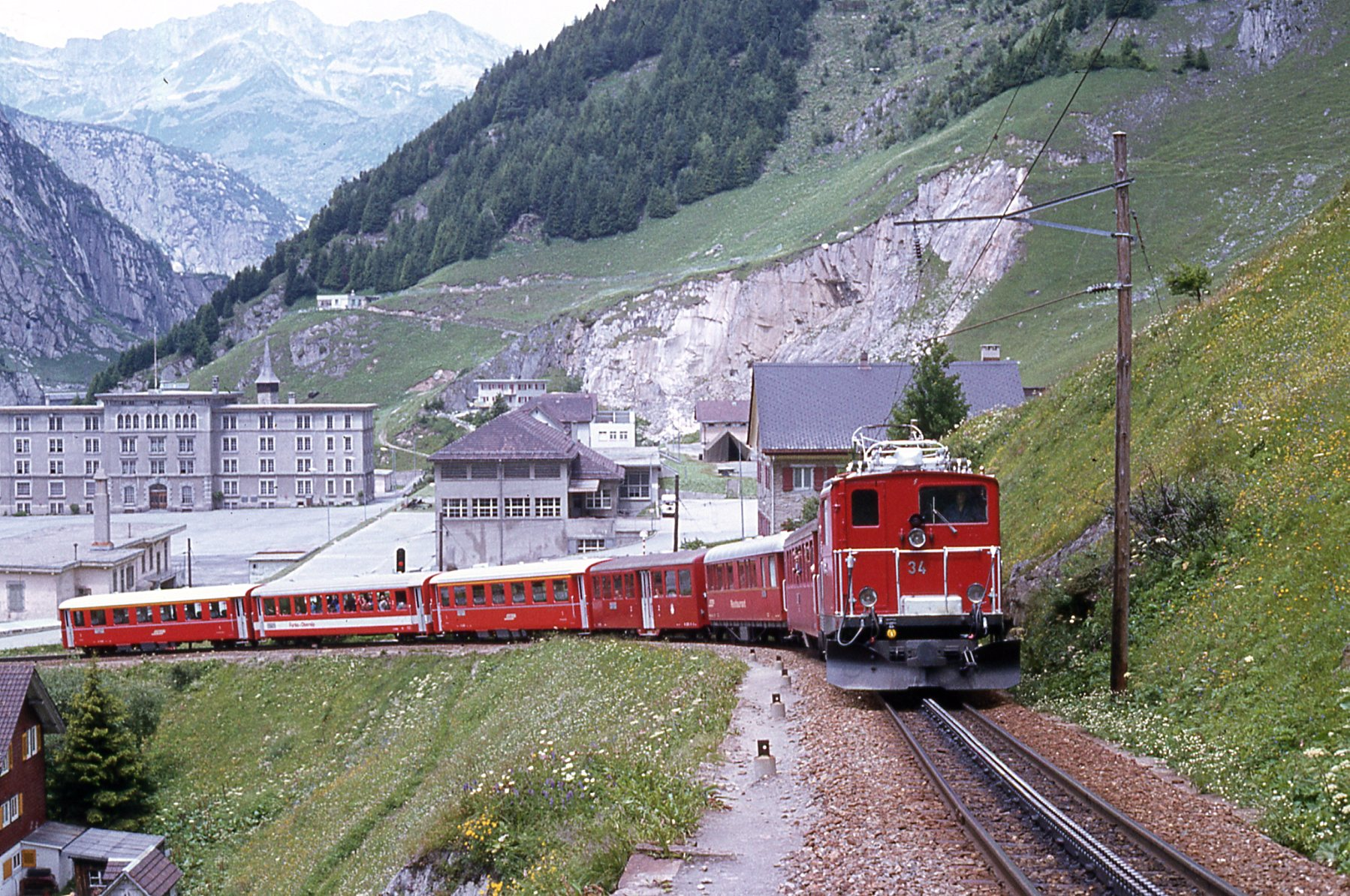
Gemischter Betrieb: Zug der Furka-Oberalp-Bahn auf einem Zahnstangenabschnitt

Bahnen mit gemischtem Adhäsions- und Zahnradbetrieb wurden dort gebaut, wo nur einzelne Abschnitte mit starken Neigungen vorhanden sind. Bei solchen Bahnen sind die Triebfahrzeuge mit einem kombinierten Antrieb ausgerüstet. Vereinzelt gibt es getrennte Antriebe für die Laufräder und das Zahnrad. Zudem gab es Bahnen, bei denen Adhäsionstriebwagen auf den Zahnstangenabschnitten von Zahnradlokomotiven geschoben wurden (z. B. die Stansstad-Engelberg-Bahn oder die Rittner Bahn).
Der Vorteil gemischter Antriebe ist, dass dort, wo das Zahnrad nicht im Eingriff ist, mit höherer Geschwindigkeit gefahren werden kann. Auf Zahnstangenabschnitten ist die Geschwindigkeit nach den Schweizer Vorschriften, die in diesem Bereich meist als Referenz gelten, auf 40 km/h begrenzt. Zumindest ein Teil der Wagen muss auf derartigen Strecken mit Bremszahnrädern ausgerüstet sein.
Der Nachteil gemischter Antriebe ist der technische Aufwand, der vor allem zur ungestörten Einfahrt in die Zahnradstrecken bei möglichst ungeminderter oder nur wenig reduzierter Fahrgeschwindigkeit erforderlich ist. Die Zähne der Antriebs- und Bremsräder müssen bei der Einfahrt im Idealfall die Lücken in einer Zahnstange genau treffen. Der ungünstigste Fall ist, wenn die Zahnköpfe aufeinander treffen und das Fahrzeug „aufsteigt“. Bei den (nicht angetriebenen) Bremszahnrädern kommt erschwerend hinzu, dass ihre Drehzahl vor der Einfahrt passend zur Fahrgeschwindigkeit gemacht werden muss.
Siehe auch: Abschnitte Triebfahrzeuge für reine Zahnradbahnen und Triebfahrzeuge für gemischte Bahnen

### Treidellokomotiven

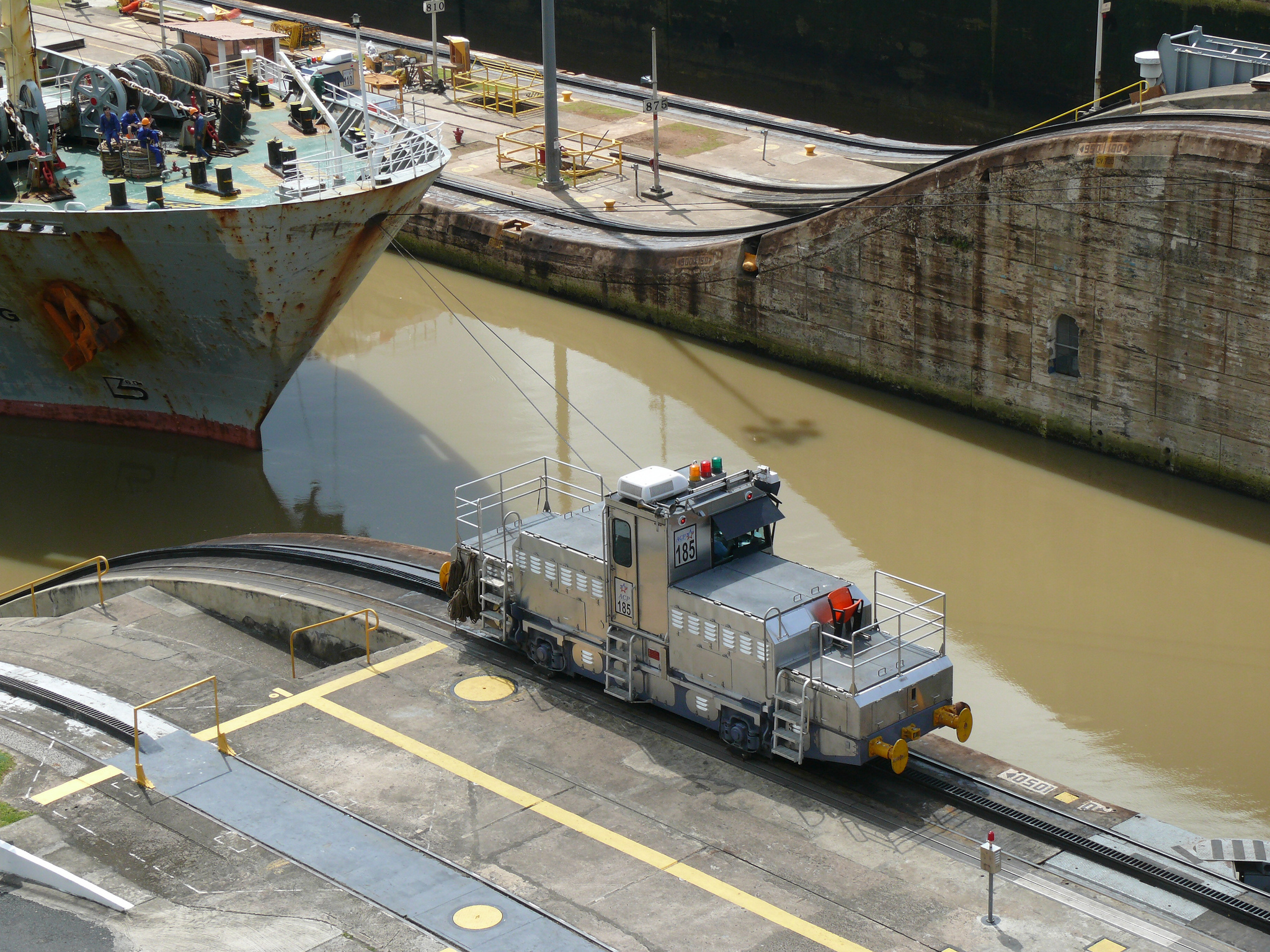
Treidellokomotiven, Panamakanal

Mit zahnradgetriebenen Treidellokomotiven werden Schiffe durch die Schleusen des Panamakanals getreidelt. Um die Zugkraft der Lokomotiven zu erhöhen, liegt die Zahnstange in den Treidelgleisen durchgehend, also auch in den waagerechten Abschnitten. Die erheblichen seitlichen Zugkräfte, die beim Ziehen der Schiffe auftreten, nehmen waagerechte Führungsrollen auf. Diese rollen an den Flanken der Zahnstangen, die der Bauart Riggenbach ähneln.
In den parallel liegenden Gleisen für die Leerfahrten zurück liegen Zahnstangen nur in den kurzen, aber bis zu 500 ‰ steilen Rampen neben den Schleusenhäuptern.

### Zahnstangen bei Standseilbahnen

Nerobergbahn, Wasserballastbahn mit Zahnstangenbremse

Bei den ersten Standseilbahnen, die meistens mit Wasserballast angetrieben waren, wurden eine Bremszahnstange und Bremszahnräder ausschließlich zum Bremsen verwendet. Bedient wurde die Bremse von einem Wagen (den talfahrenden) aus. Die Zahnstangen und -räder verschwanden ab Ende des 19. Jahrhunderts, als auf elektrischen Antrieb des Seiles übergegangen wurde und die Brems- mit der Antriebseinrichtung an der Umlenkrolle in der Bergstation kombiniert wurde.
Eine Bremszahnstange und Bremszahnräder besitzt die noch in Betrieb befindliche Nerobergbahn in Wiesbaden.

### Spurweite
Zahnradbahnen können in jeder Spurweite gebaut werden, sofern sie den Einbau der Zahnradantriebe in die Laufwerke ermöglicht. Die ältesten Zahnradbahnen der Schweiz sind normalspurig, entweder weil vor 1872 eine andere Spurweite nicht erlaubt war oder um den Übergang auf benachbarte Normalspurstrecken zu ermöglichen. Bei Bahnen in Normal- und Meterspur sind die Fahrzeuge weniger kippgefährdet als bei solchen mit 800 oder 750 Millimeter Spurweite, was insbesondere bei Föhnstürmen von Bedeutung ist. Normal- und Breitspurbahnen erlauben eine größere Transportkapazität, erfordern wegen der potentiell schwereren Fahrzeuge jedoch eine massivere Bauweise von Ober- und Unterbau sowie größere Bogenradien. Weil diese Bedingungen bei Bergbahnen oft nicht erfüllt sind, ist die Mehrheit der Zahnradbahnen meter-, seltener normalspurig. Breitspurige Zahnradstrecken sind auch wegen des geringen Vorkommens von Breitspuren überhaupt eine Ausnahme. Ein Beispiel ist der Abschnitt Raiz da Serra – Paranapiacaba der Strecke Santos–Jundiaí im brasilianischen Bundesstaat São Paulo mit einer Spurweite von 1600 Millimetern.

## Vor- und Nachteile

### Verwendungsbereich

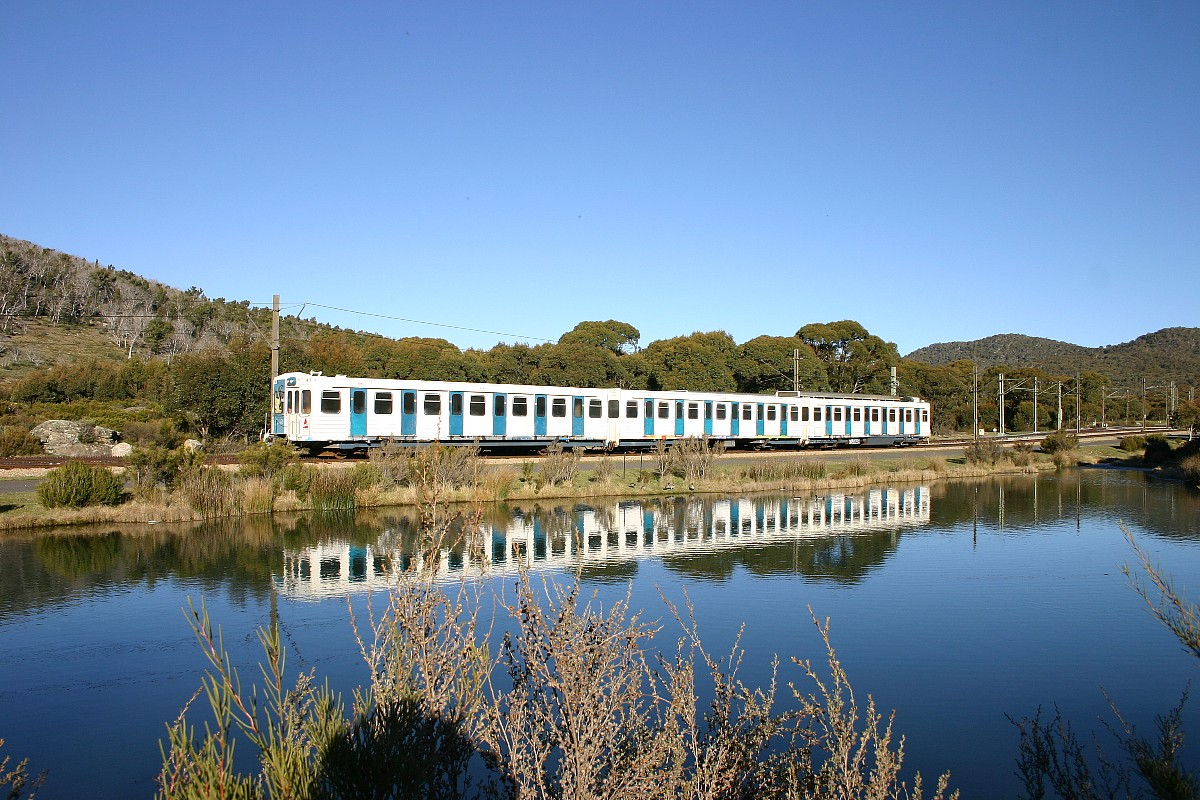
Zahnradbahnen können sehr leistungsfähig sein. Der abgebildete vierteilige Zahnrad-Triebzug der Perisher Skitube in Australien kann in Doppeltraktion verkehren und so 1768 Fahrgäste transportieren.

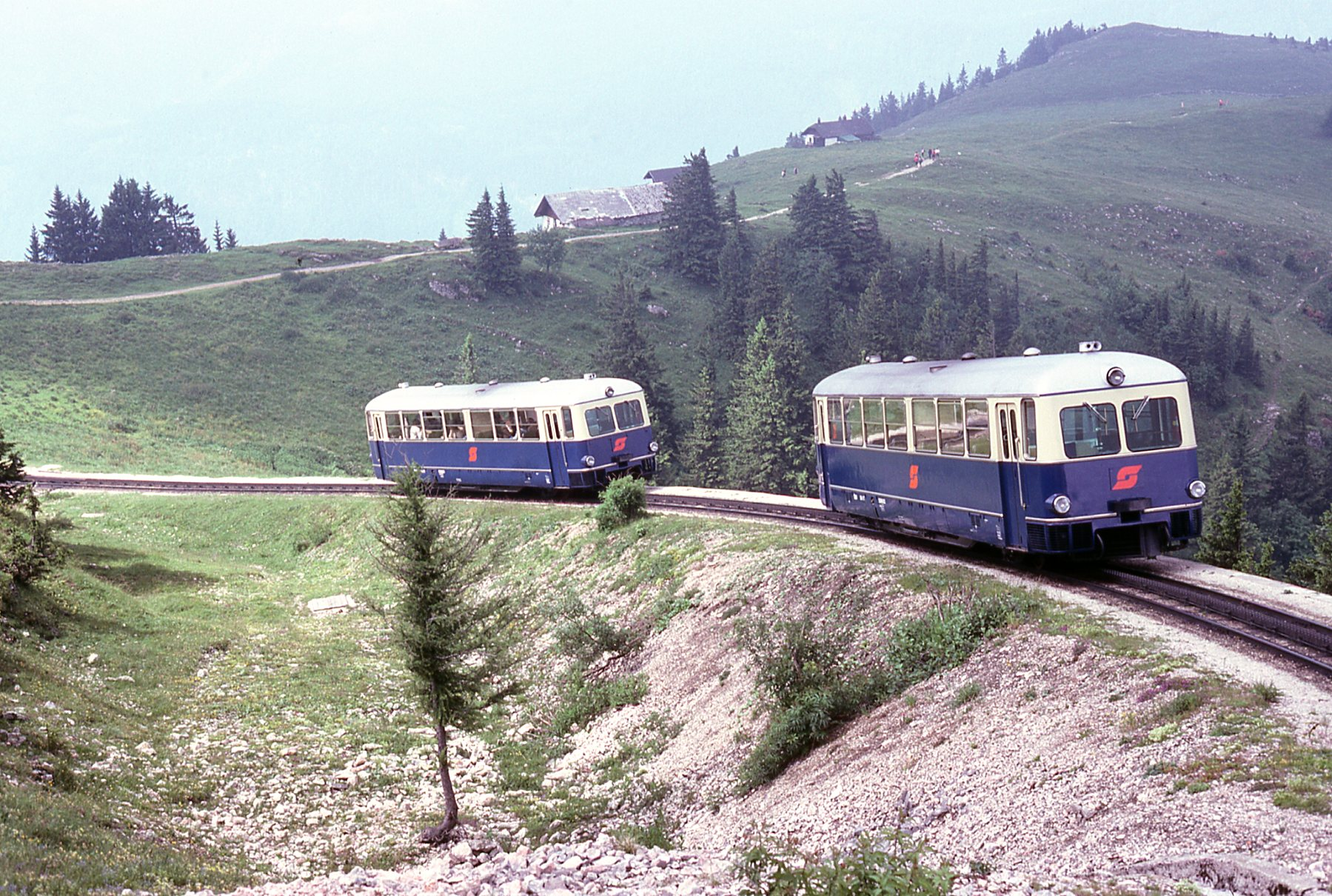
Auf Neigungen über 250 ‰ dürfen Züge nicht gezogen werden. Einzeln verkehrende Triebwagen auf der Reihe 5099 auf der 255 ‰ steilen Schafbergbahn in Österreich.

Zahnradbahnen finden ihren Verwendungsbereich zwischen den Adhäsionsbahnen und den Seilbahnen. Zahnradbahnen sind vor allem zur Verkehrserschließung von topographisch unterschiedlich beschaffenem Gelände geeignet, wo abwechslungsweise flachere und steile Streckenabschnitte im Adhäsions- bzw. im Zahnstangenbetrieb durchgehend befahren werden können. Zudem haben sie ihre Berechtigung bei verhältnismäßig langen Steilstrecken mit großen geforderten Transportkapazitäten. Vorteilhaft ist ihre unbegrenzte Streckenlänge, wobei die Bahn je nach Gelände für einen wahlweisen Adhäsions- und Zahnstangenbetrieb gebaut werden kann. Zusätzlich können Steigungen und Gefälle abwechselnd aufeinander folgen. Traktorbetrieb ist aufwendiger als der Betrieb einer gemischten Zahnradbahn. Typische Beispiele für in das Eisenbahnnetz eingebundene Strecken sind die Matterhorn-Gotthard-Bahn und die Zentralbahn, die nicht nur dem Tourismus, sondern auch der regionalen Erschließung für die einheimische Bevölkerung dienen.

### Kosten
Nachteilig sind die hohen Investitionskosten, vor allem, wenn die Trassen in schwierigem Gelände angelegt werden müssen. Der Bau der Fahrbahn und die Erstellung von Brücken, Tunnels und Verbauungen gegen Steinschlag und Lawinen sind kostspielig, so dass der Bau einer Zahnradbahn wesentlich teurer sein kann als der einer Luftseilbahn. Kostenintensiv sind zudem die Spezialkonstruktionen an Fahrzeugen und Oberbau. 1991 plante die damalige Luzern-Stans-Engelberg-Bahn eine Vergrößerung ihrer Transportkapazität. Der Preis eines leistungsfähigen Doppeltriebwagens mit 2100 kW für 246 ‰ Neigung wurde auf 16 Millionen Schweizer Franken veranschlagt, so viel wie für einen kurzen Intercity-Zug mit einer Lokomotive 2000 und fünf Eurocity-Wagen. Allein der Ersatz der vorhandenen acht Triebwagen BDeh 4/4 hätte rund 130 Millionen Franken gekostet. Man zog es vor, stattdessen den für 68 Millionen Franken budgetierten Tunnel Engelberg mit 105 ‰ Neigung zu bauen.

### Fahrgeschwindigkeit
Ein weiterer Nachteil sind die relativ geringen Fahrgeschwindigkeiten, vor allem aus Sicherheitsgründen bei der Talfahrt mit Rücksicht auf ein sicheres Bremsen bei normalem Betrieb und in Notfällen.
| Fahrzeugart / Gefälle              | ≤ 20 ‰ | 60 ‰ | 90 ‰ | 120 ‰ | 160 ‰ | 250 ‰ | 300 ‰ | 480 ‰ |
| ---------------------------------- | ------ | ---- | ---- | ----- | ----- | ----- | ----- | ----- |
| Ältere Fahrzeuge (gebaut vor 1972) | 35     | 28   | 22,5 | 19    | 16    | 12    | 10,5  | 6     |
| Moderne Drehgestellfahrzeuge       | 40     | 39   | 32   | 27,5  | 23    | 17,5  | 15    | 9     |

Auf der Bergfahrt kann die Fahrgeschwindigkeit höher sein. Sie ist im Wesentlichen durch die Traktionsleistung des Triebfahrzeugs bestimmt.

### Eignung für Güterverkehr
Zahnradbahnen sind zum Personen- wie zum Gütertransport geeignet, was vor allem für Strecken, die der regionalen Erschließung dienen, von besonderer Bedeutung ist. Die Matterhorn-Gotthard-Bahn (MGB) und die Wengernalpbahn spielen eine wichtige Rolle bei der Erschließung der autofreien Orte Zermatt und Wengen. Die MGB erschloss auch eine Baustelle des Gotthardbasistunnels und führte täglich Güterzüge mit Baumaterialien über ein Anschlussgleis mit Zahnstange zum Bau des Gotthard-Basistunnels. Es gibt oder gab auch Zahnradbahnen, die fast ausschließlich oder ganz für den Güterverkehr bestimmt sind, wie die Bahnstrecke zwischen São Paulo und der Hafenstadt Santos in Brasilien, die eingestellte Kohletransportbahn Padang–Sawahlunto der Indonesischen Staatsbahn und die ebenfalls eingestellte Transandenbahn zwischen Chile und Argentinien.

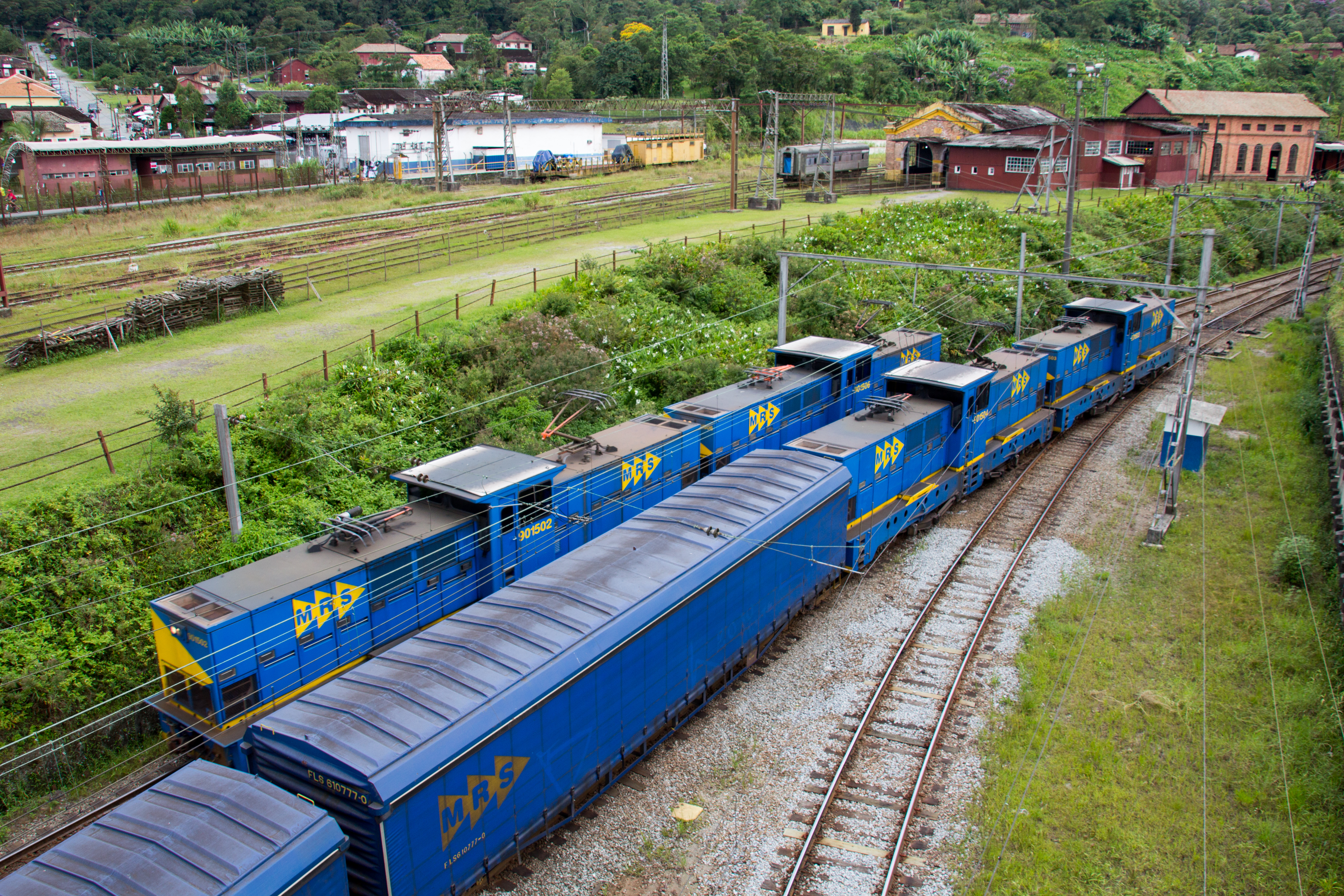
Zwei He 4/4 der MRS Logística befördern auf 104 ‰ Steigung Güterzüge mit bis zu 750 t Anhängelast.
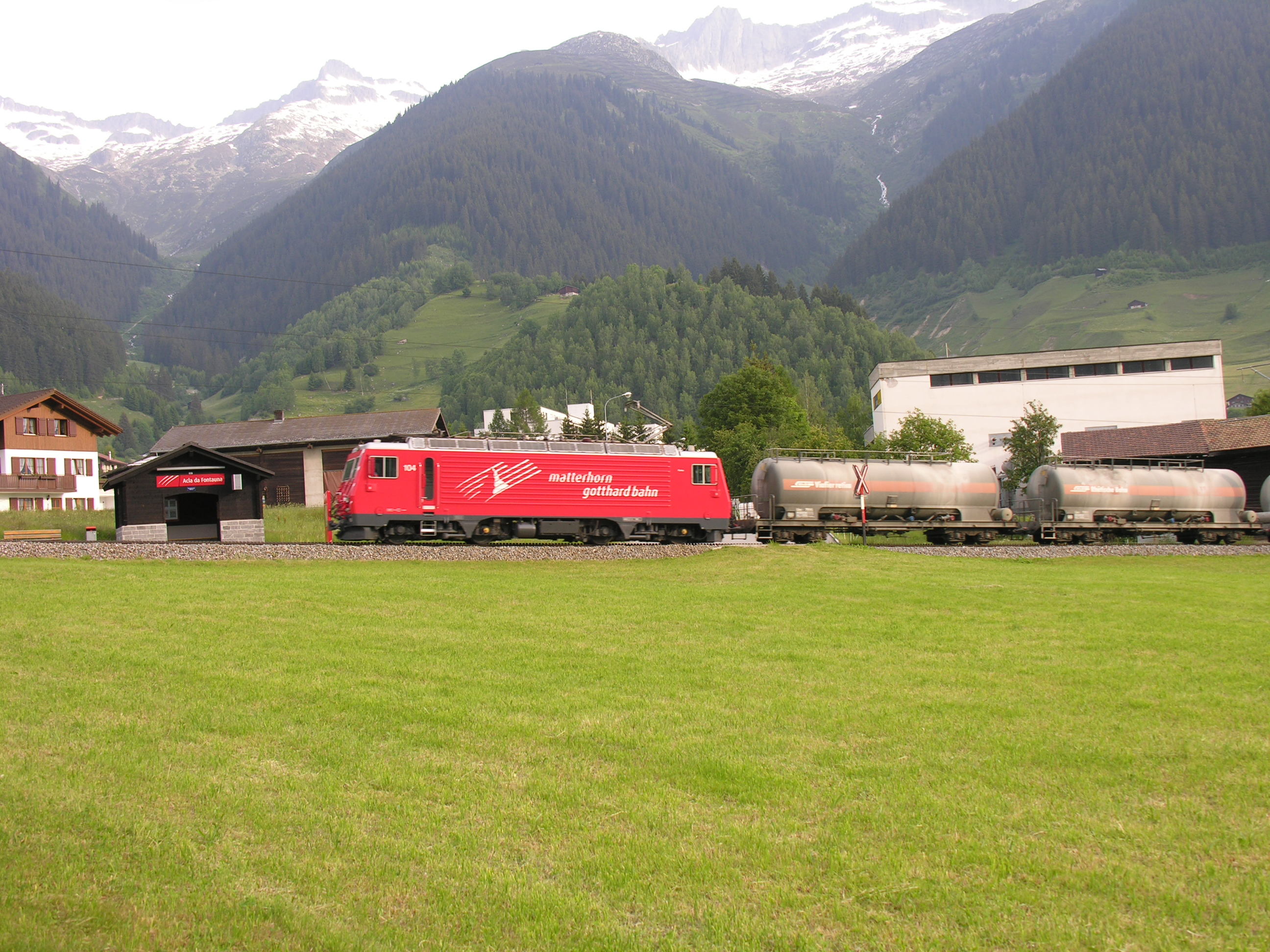
Zementzug der Matterhorn-Gotthard-Bahn (MGB) auf der Oberalpstrecke mit einer HGe 4/4 II
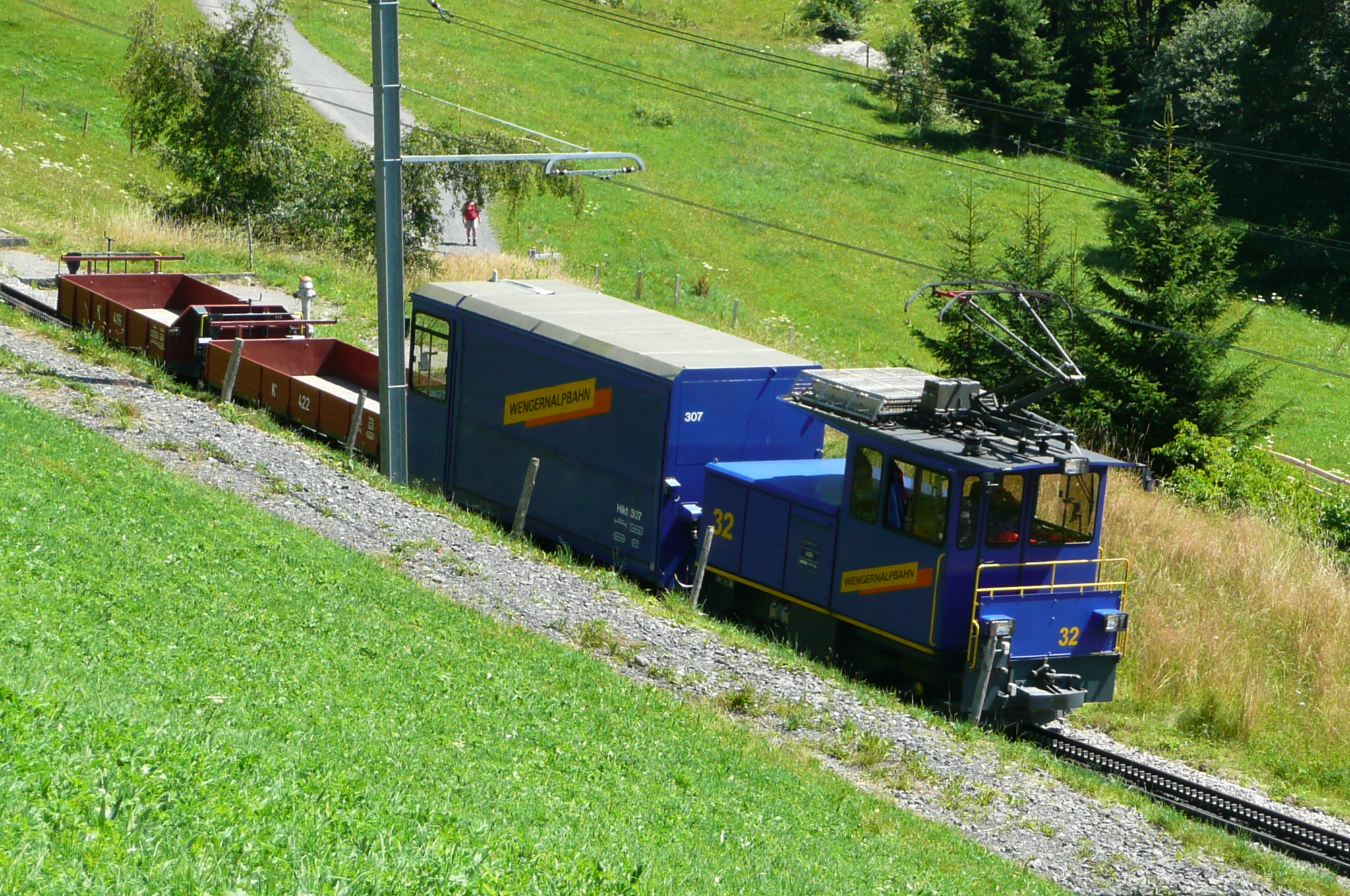
Talwärts fahrender Güterzug der Wengernalpbahn mit einer He 2/2
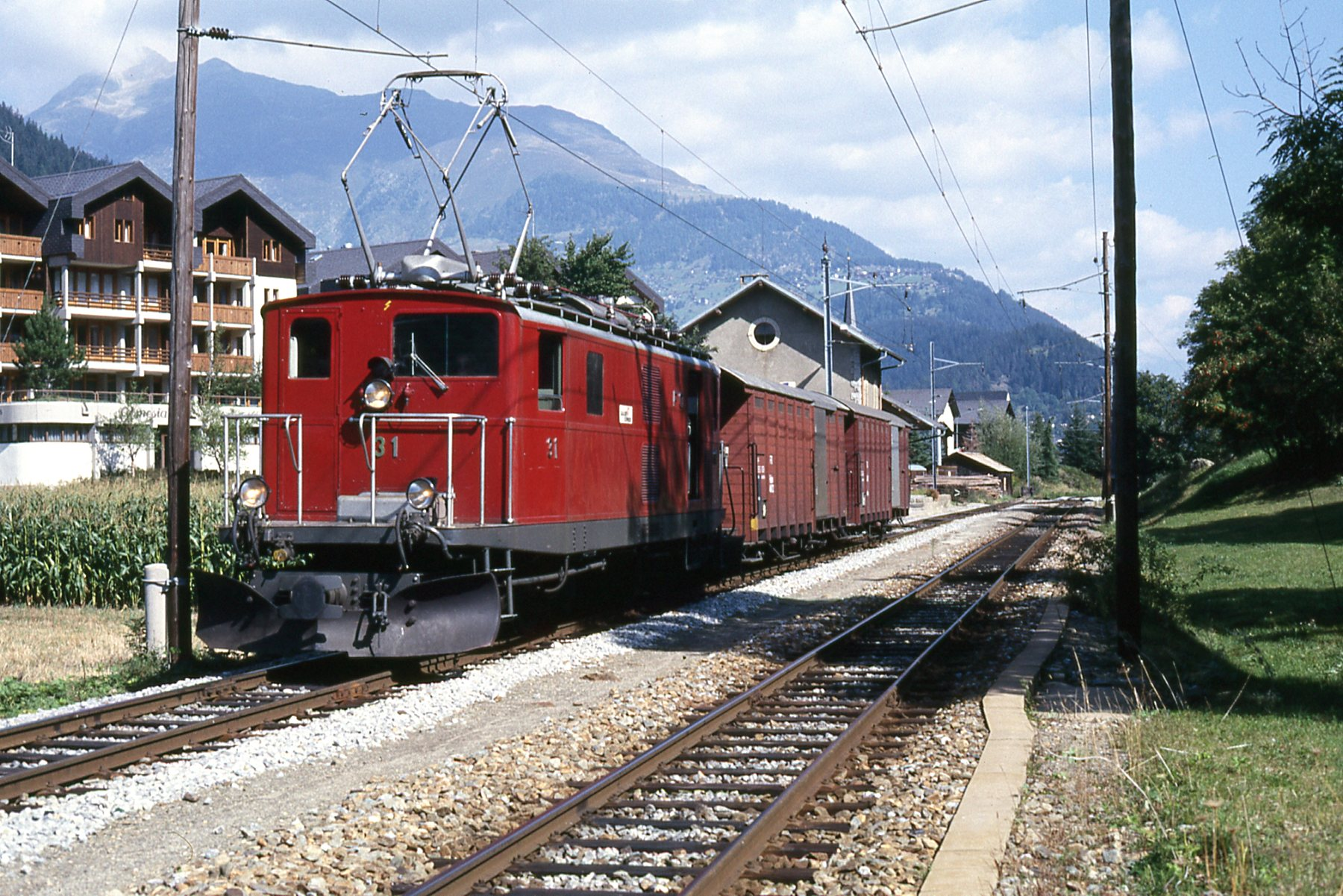
HGe 4/4 I vor einem Güterzug der damaligen Furka-Oberalp-Bahn um das Jahr 1980
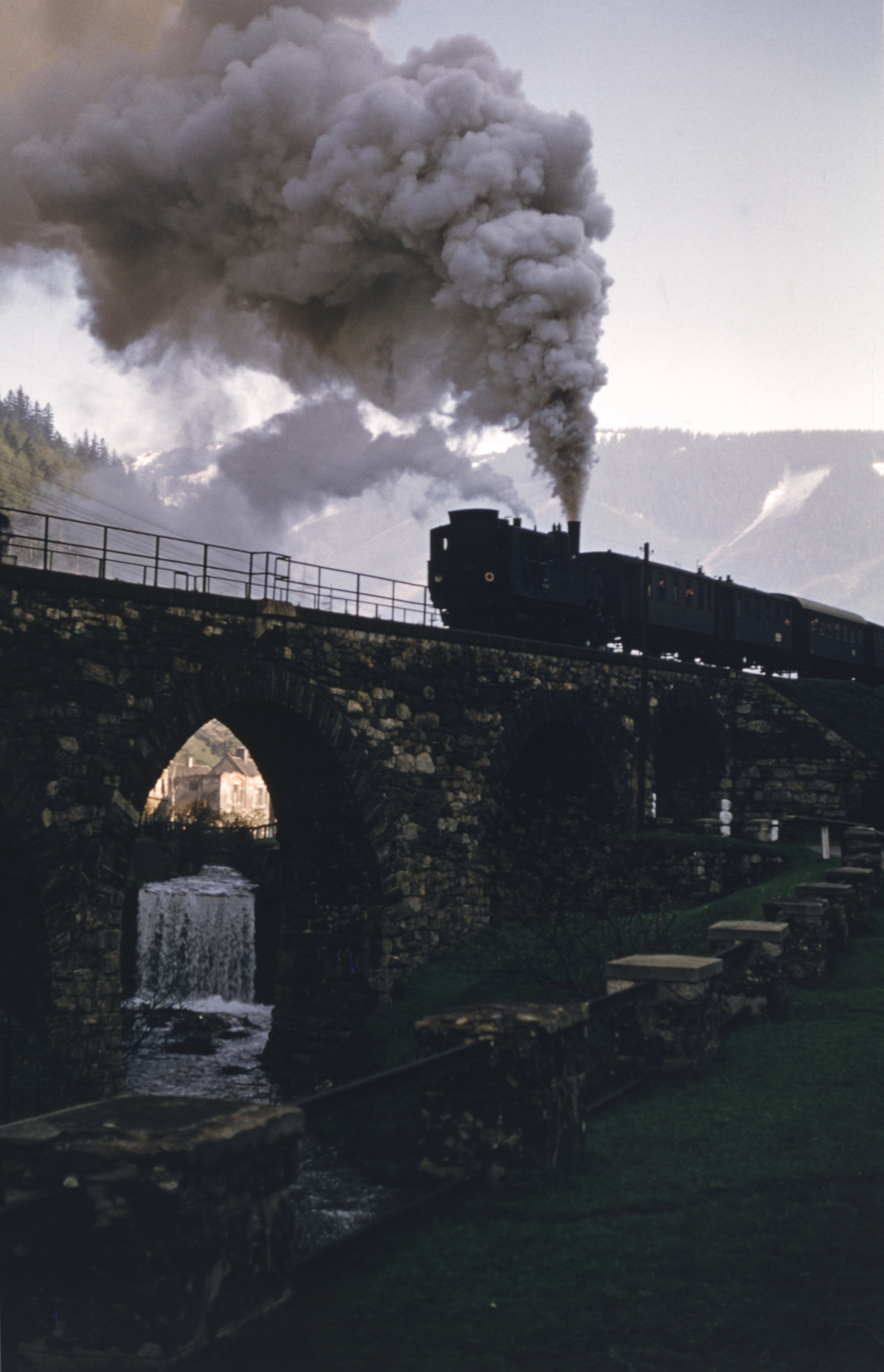
Die Erzbergbahn in Österreich wurde für den Transport von Eisenerz gebaut und 117 Jahre lang im Güterverkehr betrieben.

Die meist sehr kurzen Werkbahnen machten einen geringen Teil der weltweiten Zahnradstrecken aus. Die meisten Werkbahnen mit Zahnradantrieb wurden in Deutschland vor allem für den Bergbau und die Schwerindustrie erstellt.

### Umweltaspekte

Schmierfettablagerungen an einer Zahnstange der Appenzeller Bahnen

Wegen der höheren Umweltbelastung wird eine dieselelektrische Zahnradlokomotive der elektrisch betriebenen Matterhorn-Gotthard-Bahn meistens nur für Schneeräumfahrten eingesetzt.

Obwohl Zahnradbahnen sowie Adhäsionsbahnen umweltfreundliche Verkehrsmittel sind, können gewisse nachteilige Einflüsse kaum vermieden werden. Der Bau der Trasse führt bei allen Landverkehrsmitteln zu baulichen Eingriffen in die Natur. Dank der Möglichkeit der steilen Linienführung kann jedoch ein kurzer Weg gewählt und das Gleis ins Gelände eingepasst werden. Zur Durchquerung von Wäldern ist eine Schneise im Hochwald von etwa zehn Metern Breite notwendig (außerhalb einer schmaleren Schneise ist aber ein Niederwaldstreifen möglich. Niederwald ist ein wertvoller Lebensraum, der seit den 1950er Jahren selten geworden ist). Wildtiere gewöhnen sich an den Bahnbetrieb und lassen sich von den Zügen nicht stören.
Der Energieverbrauch von Zahnradbahnen ist beträchtlich höher als im Adhäsionsbetrieb. Ein 50 Tonnen schwerer Zug benötigt für die Bewältigung des Neigungswiderstands auf 250 ‰ Neigung rund 30 kWh/km. Ein Teil davon kann allerdings bei talfahrenden Zügen durch die elektrische Rekuperationsbremse zurückgewonnen werden. Elektrische Antriebe führen zu höheren Erstellungskosten als mit Diesellokomotiven betriebene Bahnen. Sie haben aber einen besseren Wirkungsgrad, sind lokal abgasfrei und produzieren weniger Lärm.
Wie alle beweglichen Verzahnungen benötigt auch die einer Zahnradbahn eine Schmierung, typischerweise durch Fett. Dies ist eine Verbrauchsschmierung, folglich bleibt auf der Zahnstange Schmierstoff zurück. Die benötigte Schmiermittelmenge hängt stark von der Witterung ab und ist bei einem Schneesturm am höchsten. Schmiermittel kann z. B. durch Niederschläge ins Erdreich gespült werden. Um Umweltschäden zu vermeiden, darf folglich kein gewöhnliches Maschinenfett (Mineralölprodukt) verwendet werden, sondern nur vergleichsweise teure – und weniger temperaturbeständige – pflanzliche oder tierische Fette.

## Technik

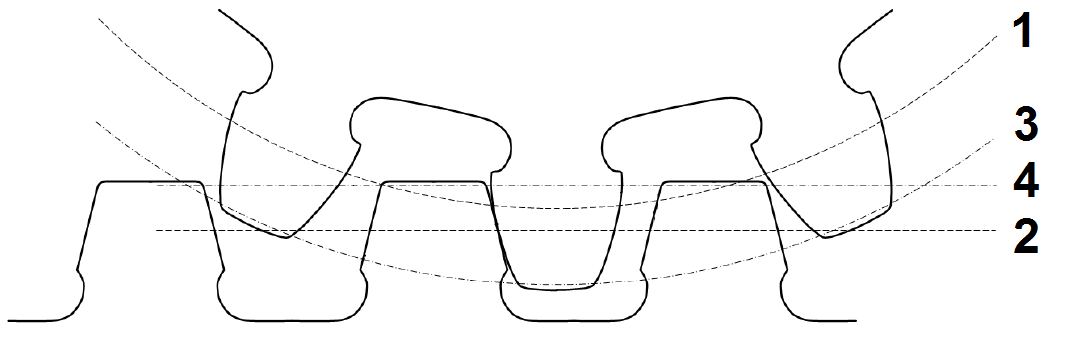
Eingriff des Zahnrads in die Zahnstange einer Zahnradbahn
3) theoretischer Kopfkreis des Zahnrades (bezüglich Platzanforderung etwas größer)
4) theoretische Kopflinie der Zahnstange (bezüglich Platzanforderung etwas höher)

Bei der Unterscheidung zwischen verschiedenen technischen Lösungen spricht man von verschiedenen Zahnstangensystemen. Nur die Zahnstangen unterscheiden sich deutlich, während die Zahnräder alle ähnlich sind.

### Zahnstangensysteme

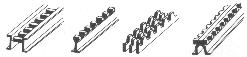
Zahnstangensysteme von links nach rechts: Riggenbach, Strub, Abt (mit drei „Lamellen“) und Locher

Die vier weltweit bekanntesten Zahnstangensysteme tragen den Namen ihres jeweiligen Erfinders, die alle Schweizer waren:

1. System Riggenbach: Leiterzahnstange (Trapezzähne zwischen zwei Walzprofilen),

2. System Strub: Zahnstange („Zahnschiene“),

3. System Abt: 2 oder 3 parallele Zahnstangen („Lamellen“),

4. System Locher: liegende Zahnstange mit beidseitiger Verzahnung.
Ihre Lösungen haben sich alle von Anfang an bewährt. Sie wurden von anderen Konstrukteuren oft variiert, aber keine von ihnen musste im Laufe der Zeit grundlegend verändert werden (die Variation betraf i. d. R. nur die Schiene und die Verbindung der Zähne mit ihr).

#### Leiterzahnstangen

Tiefliegende Riggenbach-Zahnstangen in einer Weiche: die Zwischenschienen (grün) und Zahnstangen (rot) werden gemeinsam bewegt

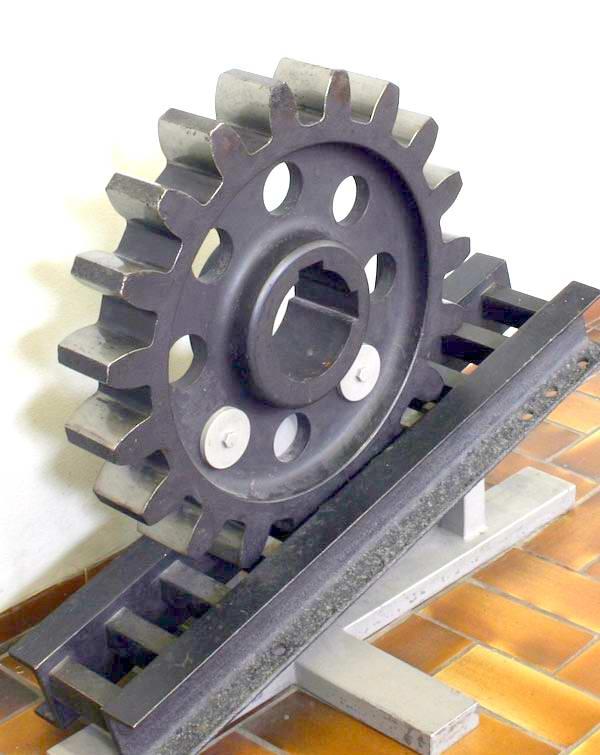
System Riggenbach

Übergang System Von Roll auf Leiterzahnstange (rechts) – Sonderkonstruktion für Bahnübergänge

- System Riggenbach

Die Zahnstange von Niklaus Riggenbach wurde 1863 in Frankreich patentiert. Zwischen zwei U-förmige Profile sind die Zähne als Sprossen eingesetzt. Ursprünglich waren sie genietet, heute werden sie geschweißt. Diese Bauart zeichnet sich aus durch trapezförmige Zähne, was Evolventenverzahnung und damit eine konstante Kraftübertragung ermöglicht. Untersuchungen zeigten, dass die eingeführte Zahnform optimal war. Deren Flankenwinkel wurden auch für die späteren Zahnstangenbauarten übernommen. Ende der 1860er Jahre entwickelte Riggenbach seine Zahnstange zur Serienreife. Die Riggenbach-Zahnstange ist wegen ihrer massiven Konstruktionsweise robust und lässt sich mit einfachen Mitteln fertigen. Sie erreichte die zweitgrößte Verbreitung aller Systeme.
Bei den 1871 bis 1875 in Betrieb genommenen Bahnen auf die Rigi ragen die Zahnräder unter die Schienenoberkante. Bei der 1875 eröffneten Rorschach-Heiden-Bergbahn (RHB) befindet sich der Zahnrad-Kopfkreis über der Schienenoberkante, so dass die Triebfahrzeuge über konventionelle Weichen hinweg in den Bahnhof Rorschach einfahren können.
Da sich die Leiterzahnstange wegen der erforderlichen Längenänderung der beiden seitlichen U-Profile nachträglich nicht biegen lässt, müssen die Zahnstangenabschnitte genau für den jeweils benötigten Radius hergestellt werden. Eine Zahnstangenstrecke mit Riggenbach-Leiterzahnstangen wird deshalb so geplant, dass sie mit möglichst wenigen Grundelementen erstellt werden kann. Auf den insgesamt 9,3 km langen Zahnstangenabschnitten der Brünigbahn beispielsweise gibt es deswegen nur Bögen mit einem Radius von 120 Metern.

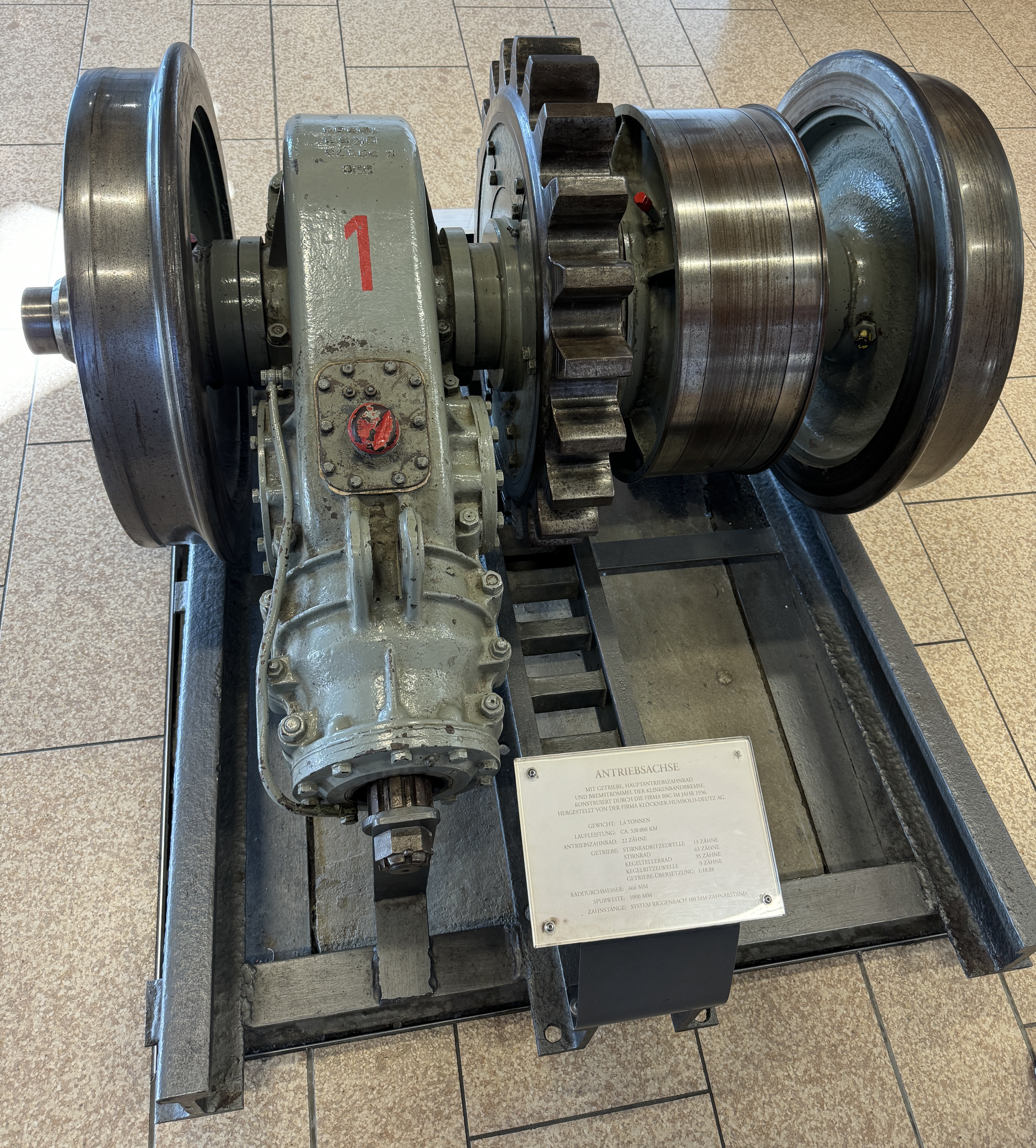
Treibradsatz eines Triebwagens der Drachenfelsbahn mit Getriebe, Triebzahnrad und Bremstrommel der Klinkenbandbremse.

Der Einbau von Riggenbach-Zahnstangen in Weichen erfordert Sonderkonstruktionen. Im Bereich der Zungenvorrichtung laufen die beiden U-Profile auseinander, die Sprossen werden dafür entsprechend verlängert. Bei ausreichend Abstand spaltet sich die Zahnstange dann in zwei Stränge auf. Hochliegende Zahnstangen werden über die Schienen geführt. Der die jeweils zu befahrende Zwischenschiene kreuzende Zahnstangenabschnitt wird seitlich weggedreht. Bei tiefliegenden Zahnstangen werden die Zwischenschienen gemeinsam mit den Zahnstangen verschoben, Anfänglich wurden Schiebebühnen verwendet, während heute die Riggenbach-Zahnstange innerhalb einer konventionellen Weiche u. a. durch eine biegbare Zahnstange ersetzt wird (siehe Abschnitt Weichen und andere Gleisverbindungen).
Riggenbach-Zahnstangen werden auf Stahlsätteln gelagert oder direkt auf den Schwellen befestigt. Bei Verwendung der relativ schmalen Sättel wird Schnee auch an diesen Stellen nach unten weggedrückt und nicht zwischen den U-Profilen verdichtet.
Eine Normierung fand bei diesem Zahnstangentyp und den vielen Varianten davon kaum statt, ganz im Gegenteil wurden sie mit einer Vielzahl an unterschiedlichen Zahnteilungen, Breiten und Höhenlagen hergestellt. Alleine die Teilung variierte von 75 bis 120 mm.
Daneben gibt es verschiedene abgeänderte Arten:
- System Riggenbach-Pauli – Arnold Pauli[18]

Die von der Maschinenfabrik Bern (später Von Roll) verbesserte Zahnstange ermöglicht kleinere Bogenradien. Die „Zähne“ (Bolzen) liegen höher, die Zahnräder tauchen weniger tief zwischen die beiden seitlichen U-Profile ein.
Die Riggenbach-Pauli-Zahnstange wurde erstmals 1893 bei der Wengernalpbahn und der Schynige Platte-Bahn angewendet.
- System Bissinger-Klose – Adolf Klose

Damit sich die Bolzen mit Zahnprofil nicht verdrehen können, liegen sie mit ihrer ebenen Unterseite auf einer ebenfalls horizontal zwischen den beiden Stangen eingefügten Rippe auf.
Dieses etwas aufwendigere System wurde als Zahnstange Riggenbach-Klose nur für die Appenzeller Straßenbahn St. Gallen–Gais–Appenzell und auf der Strecke Freudenstadt–Baiersbronn der Murgtalbahn und als System Bissinger-Klose bei der Höllentalbahn und der Zahnradbahn Honau-Lichtenstein verwendet.
- System Riggenbach: Sonderkonstruktion für Bahnübergänge

Bei der Sanierung eines Teilstücks mit Strub-Zahnstange (s. u.) baute die St. Gallen-Gais-Appenzell-Altstätten-Bahn im Jahr 1981 für zwei Bahnübergänge eine Sonderkonstruktion einer Riggenbach-Zahnstange ohne Wangenüberhöhung (siehe auch Bild links im Abschnitt Zahnstangensysteme).
Die Achenseebahn baute ihre Eisenbahnkreuzungen im Zahnstangenabschnitt anderweitig um: Die Zähne sind dort mit dem Straßenbelag bündig, dafür sind die Fahrschienen in einem breiten Kanal entsprechend tief versenkt.
- System Riggenbach: Panamakanal

Bei den Treidelbahn am Ufer des Panamakanals werden zur Überwindung der Höhenunterschiede an den Schleusen spezielle Zahnstangen verwendet, die ebenso auf dem System Riggenbach beruhen.
- System Morgan – Edmund C. Morgan

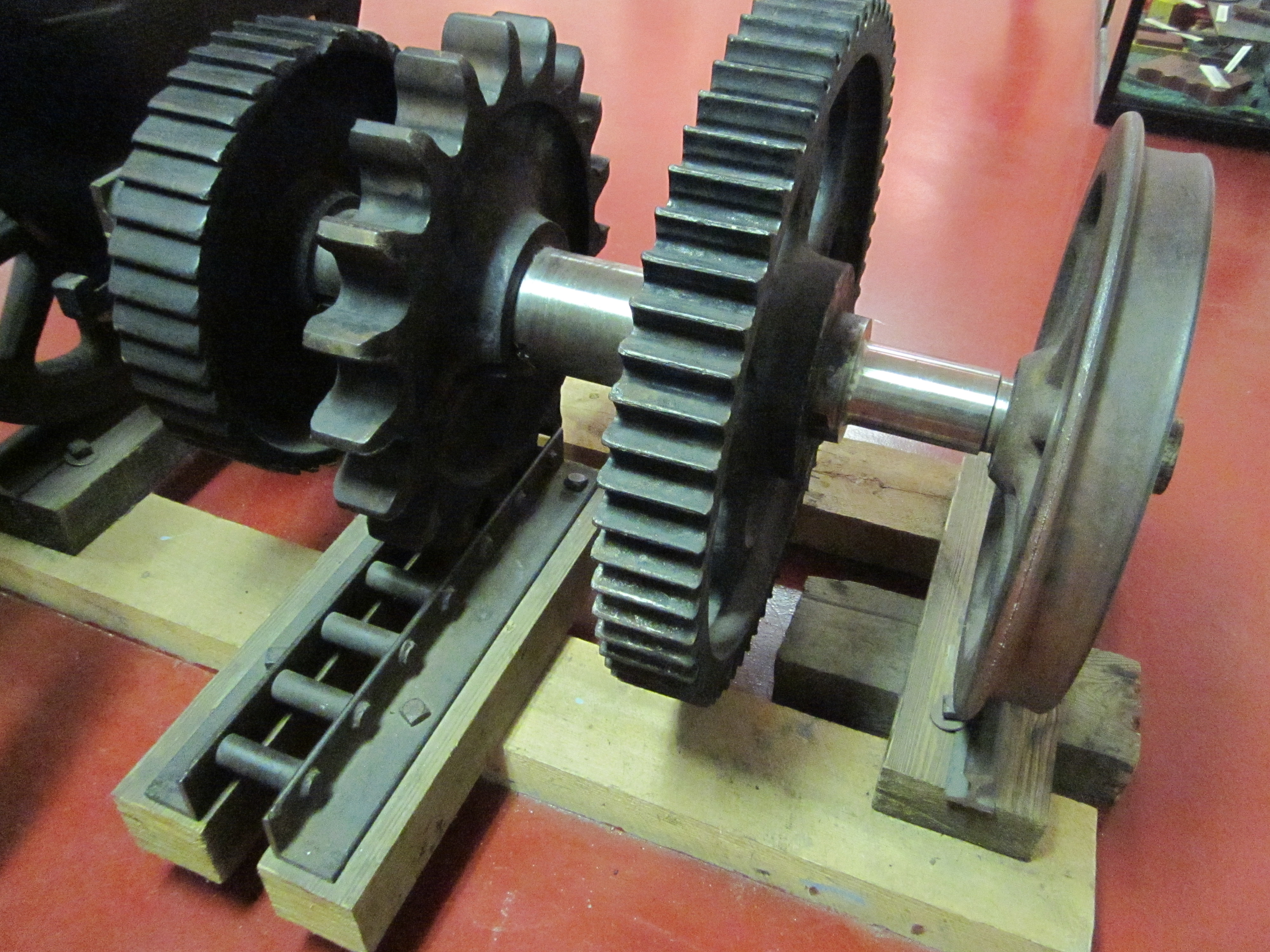
System Marsh: Bolzen zw. L-Profilen

Morgan entwickelte ein mit der Riggenbach-Zahnstange verwandtes System, das die Zahnstange als dritte Schiene zur Stromversorgung der elektrischen Lokomotiven verwendete. Das System wurde in den USA in Bergwerken und bei der Chicago Tunnel Company eingesetzt.
- System Marsh – Sylvester Marsh

Das System besteht aus einer Leiterzahnstange mit Zähnen aus Rundstäben zwischen zwei L-Profilen (U-Profil bei Riggenbach). Es wird bei der ab 1866 gebauten und 1869 fertiggestellten Mount Washington Cog Railway eingesetzt und wurde auch für die Steinbruchbahn in Ostermundigen bei Bern verwendet. Im Gegensatz zu Riggenbach verzichtete Marsh weitgehend auf die Vermarktung seines Systems. Diese Triebstockverzahnung weist gegenüber der später verwendeten Evolventenverzahnung den großen Nachteil einer ungleichmäßigen Fortbewegung auf.
Bei der 1871 eröffneten Werkbahn Ostermundigen wurden die Zahnstangen so hoch verlegt, dass sich der Kopfkreis der Zahnräder so weit über der Schienenoberkante befand, dass die Lokomotiven die Regelweichen im Bahnhof Ostermundigen befahren konnten.

#### Zahnschienen
- System Strub – Emil Strub

Bremse an Strub-Zahnschiene

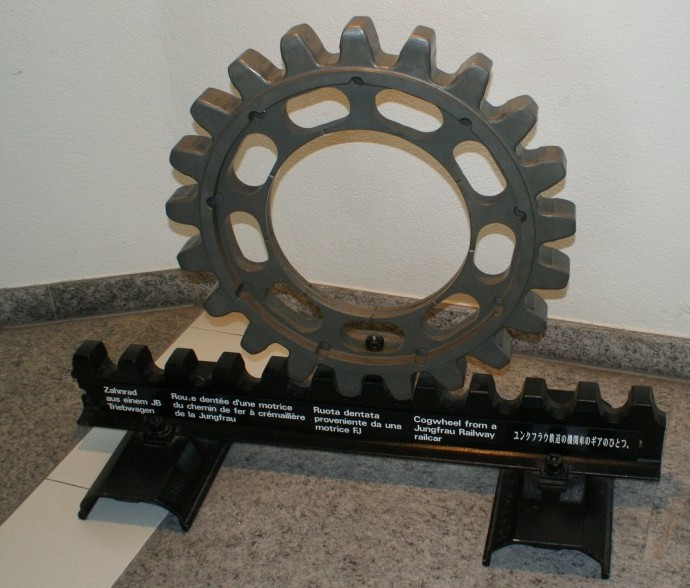
System Strub

Die Strub’sche Breitfußschiene mit Evolventenverzahnung ist das jüngste der drei Systeme mit nach oben zeigenden Zähnen (Riggenbach, Strub und Abt). Die erste Anwendung war 1898 die Jungfraubahn im Berner Oberland. Die seitdem gebauten Zahnradstrecken verwendeten vorwiegend nur noch diese Zahnstange. Trotz ihrer Vorteile blieb ihre Verbreitung aber verhältnismäßig gering, weil ein Großteil der Zahnradbahnen zu diesem Zeitpunkt bereits in Betrieb war. Als einziges mehrfach verwendetes System wurde die Zahnteilung einheitlich auf 100 mm festgelegt. Höhenlage und Breite variierten wie bei den anderen Systemen auch, allerdings in etwas geringerem Umfang.
Die Zähne sind in eine der Keilkopfschiene ähnlichen Schiene eingefräst. Die Herstellung der Strub-Zahnstangen ist teuer, ihre Verlegung aber einfach. Sie werden wie Fahrschienen nach der Oberbauform K mit Rippenplatten auf den Schwellen befestigt (gleiches Befestigungsmaterial für Fahr- und Zahnschienen), sie können lückenlos verschweißt werden und im Unterhalt sind sie anspruchslos.
Auf dem Meterspurnetz der Appenzeller Bahnen wurden Zahnstangen vom System Strub mit den gleichen Zahnrädern wie die Riggenbachsche Leiterzahnstangen befahren, weil die Teilung und Höhenlage beider Zahnstangen identisch war.
Durch Haken, die um den Schienenkopf herumgreifen, soll bei besonders steilen Abschnitten ein Aufklettern verhindert werden, d. h. die Lokomotive oder ein Triebwagen kann durch die an den Zähnen auftretenden Kräfte nicht aus dem Gleis gehoben werden. Die Erfahrungen mit diesen Sicherheitszangen waren nicht eindeutig. Die Jungfraubahn war die einzige Zahnradbahn, bei der die Zahnstange ursprünglich auch Teil einer schleifenden Zangenbremse war. Wegen der kleinen Berührungsfläche an der Schiene war die Abnutzung zu groß, so dass diese Anwendung aufgegeben wurde. Die Zangenbremse wurde nur noch als Festhaltebremse für Güterwagen benutzt.
- System Strub TN70 – Tensol Rail

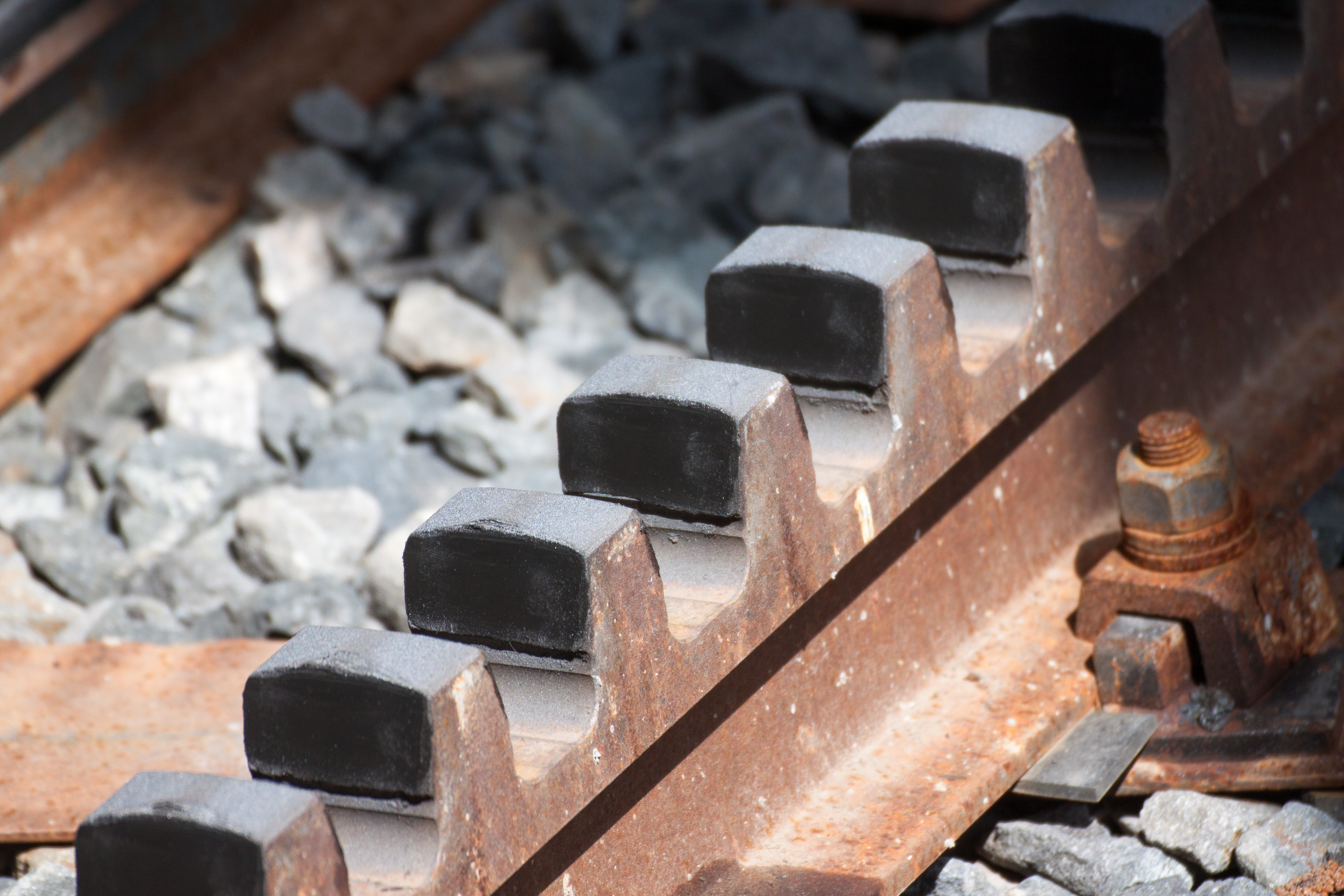
Neue Strub-Zahnstange mit deutlich erkennbarem Schienenprofil

Da das ursprüngliche Keilkopfschienenprofil nicht mehr hergestellt wurde, bot die Firma Tensol Rail ab 2008 einen Nachfolger unter der Bezeichnung TN70 an. Das Keilkopfprofil wurde dabei verlassen, das Profil ähnelt einer Fahrschiene mit einem sehr großen Kopf, aus welchem das Zahnstangenprofil herausgefräst wird. Die Zahnstangen mit einer Länge von bis zu 12 m können lückenlos verschweißt werden und mit üblichen Befestigungsmitteln mit den Stahlschwellen verbunden, auch mit Y-Schwellen.
Unter anderem bei folgenden Zahnradbahnen fand diese Zahnstange bislang Anwendung:
- Blonay–Les Pléiades, Erneuerung ab 2008 (vorher System Strub)[28]
- Panoramique des Dômes auf den Puy de Dôme, Neubau 2010 bis 2012[29]
- Tramway du Mont-Blanc, laufende Erneuerung 2014 bis 2019 (vorher System Strub)
- Chemin de fer du Montenvers, laufende Erneuerung 2012 bis 2021 (vorher System Strub)[30]
- Manitou and Pike’s Peak Railway, Kompletterneuerung 2017 bis 2021 (vorher System Abt)
- Zahnradbahn Štrba–Štrbské Pleso, Kompletterneuerung 2020 bis 2022 (vorher System Von Roll)
- Chemin de Fer de la Rhune, Kompletterneuerung Winter 2022/2023 (vorher System Strub, spezielle Bearbeitung der Zahnstange für die Notbremszangen)

#### Lamellenzahnstangen

System Abt auf Strecke und in klassischer Weiche

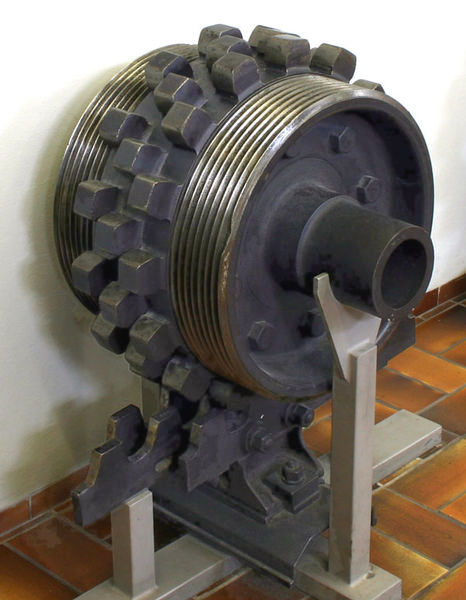
System Abt mit Dreilamellenzahnstange

- System Abt – Carl Roman Abt

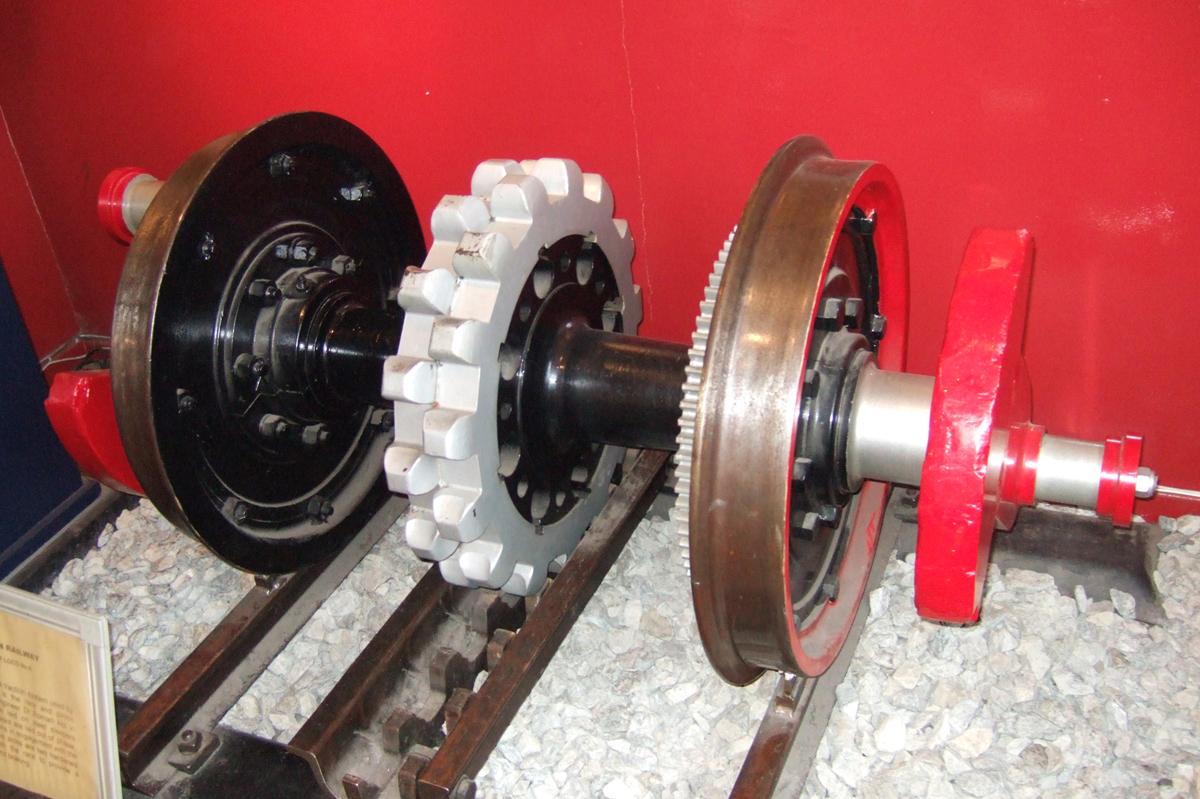
System Abt mit Zweilamellenzahnstange

Als Weiterentwicklung zum System Riggenbach wurden zwei oder drei mit nach oben zeigenden Zähnen versehene Zahnstangen („Lamellen“) nebeneinander eingebaut. Die relativ schmalen Stangen sind zur Anpassung an beliebige Bogenradien genügend biegbar. Durch die Vervielfältigung der Stangen blieb die Kontaktfläche zwischen Zahnrad und Zahnstangen ausreichend groß. Die Breite der Lamellen hängt vom größten auftretenden Zahndruck ab und variiert zwischen 16 und 40 mm, ihr Abstand beträgt mehrheitlich 32–40 mm. Die Zahnteilung beträgt meist 120 mm anstelle der sonst oft üblichen 100 mm, in einzelnen Fällen kam allerdings eine leicht geringere Teilung von 118,375, 119,5 oder 119,5244 mm zum Einsatz. Wie sonst auch kamen hier ebenfalls viele unterschiedliche Höhenlagen zur Ausführung, zum Teil sogar bei Betrieben mit Wagenübergang (früher in Brig, immer noch in Zermatt).
Die Abt’sche Lösung sollte zudem die bei der Rigibahn entstandenen Probleme mit Teilungsfehlern an den Zahnstangenstößen vermeiden, aber auch preisgünstiger als die Riggenbach-Zahnstange sein.
Diese Mehrlamellenbauart erreichte weltweit die größte Verbreitung. Die Anwendung der dreilamelligen Zahnstange blieb in Europa auf die seinerzeitige Harzbahn beschränkt. In Übersee kommt das dreilamellige Abt-System auf der Strecke Santos–Jundiaí und der Ikawa-Linie sowie früher bei der Transandenbahn, der Bahn über den Usui-Pass und in Venezuela bei der Strecke Puerto Cabello–Valencia zum Einsatz.
Die Lamellen ruhen auf Gusssätteln, die mit den Schwellen verschraubt sind. Sie sind um die Hälfte beziehungsweise einem Drittel ihrer Länge gegeneinander verschoben, dass die Stöße nicht auf gleicher Höhe liegen. Ein besonderer Vorteil bei Verwendung mehrerer Lamellen ist die ruhige, stoßfreie und betriebssichere Kraftübertragung durch die um einen halben bzw. drittel Zahn versetzte Teilung der Lamellen; dabei ist allerdings eine Torsionsfederung der Triebzahnräder-Scheiben gegeneinander erforderlich, um eine annähernd gleichmäßige Aufteilung des Zahndrucks auf die Lamellen zu erreichen. Die Zahnstangeneinfahrten mit gefederter Spitze und kleineren Zähnen waren von Anfang an Teil des Systems.
Vorteilhaft ist, dass in Zahnstangenweichen beim System Abt in der Regel keine beweglichen Zwischenschienen erforderlich sind. Die Lamellen werden im Kreuzungsbereich nach beiden Seiten aus dem Durchlaufbereich der Räder herausgeschwenkt. Mit der Einführung weicherer Triebzahnradfederungen traten dabei aber zunehmend Probleme auf, weshalb mittlerweile auch Weichen für das System Abt mit demselben Aufwand wie andere Zahnstangenweichen gebaut werden. Beide Lamellen werden dabei durchgängig verlegt und die Zwischenschienen entsprechend verschwenkt.
Das System wurde insbesondere für den durchgehenden Betrieb auf Strecken mit Zahnstangen- und Adhäsionsabschnitten entwickelt, die Zahnräder liegen generell oberhalb der Schienenoberkante. Die erste Anwendung war die zwischen 1880 und 1886 gebaute Harzbahn von Blankenburg nach Tanne der Halberstadt-Blankenburger Eisenbahn.
- System Von Roll – Firma Von Roll

Teilweiser Ersatz alter Strub-Zahnstangen (rechts) durch solche des Systems Von Roll (links) auf der Strecke St. Gallen–Gais–Appenzell

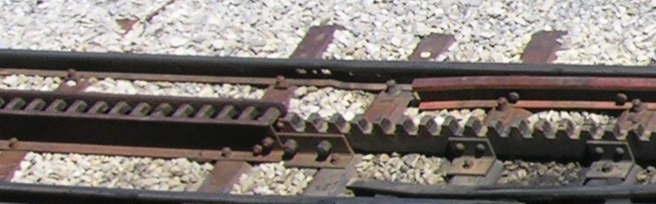
Übergang von einer Riggenbach-(links) zu einer Von-Roll-Zahnstange (rechts). Teilweiser Ersatz alter Riggenbach-Zahnstangen durch solche des Systems Von Roll bei der Schynige Platte-Bahn

Die früher von der Firma Von Roll hergestellte Zahnstange ist eine einlamellige Zahnstange. Sie kann in beliebiger Zahnteilung als Ersatz für Zahnstangen der Systeme Riggenbach oder Strub aus einem massiven Flachstahl gefräst werden, auch die Höhenlage ist durch Profilstahl-Sättel frei wählbar. Sie kann auch durchgehend verschweißt werden.
Diese Zahnstange kommt in erster Linie als preisgünstiger Ersatz alter Zahnstangen nach dem System Riggenbach zur Anwendung. Neben der günstigeren Herstellung ist dabei vor allem das mögliche Biegen entsprechend dem Bogenradius von großem Vorteil. Separate Radien-Segmente sind hier nicht notwendig, trotz der meist großen Dicke (30–80 mm, je nach Zahndruck). Bekannte Einsatzorte in jüngerer Vergangenheit sind unter anderem die Luzern-Stans-Engelberg-Bahn (2010), die Bayerische Zugspitzbahn (2011) oder auch die Strecke über den Brünigpass (zuletzt im Herbst 2023).
Auch bei Neubauten oder beim Ersatz von Zahnstangen der Bauart Strub kamen diese Lamellen zum Einsatz. Seit die Bauart TN70 verfügbar ist, wird aber dieses Profil bevorzugt verwendet und löste bei Umbauten teilweise auch Zahnstangen der Bauart Abt oder Von Roll ab.
Nach der Ausgliederung der Tensol Rail bei Von Roll Infratec im Jahr 2000 übernahm Tensol die Herstellung der Lamellen, auch anderes Zahnstangenzubehör wird dort hergestellt.

#### Zahnstangen für waagrechten Eingriff zweier Zahnräder
- System Locher – Eduard Locher

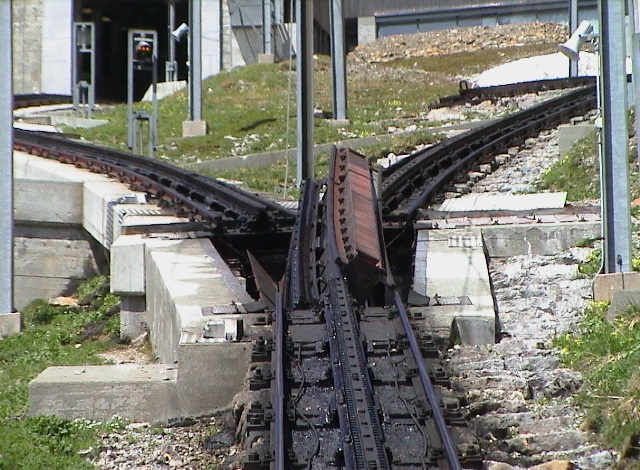
Gleiswender mit Zahnstangensystem Locher während des Wendens; Nähe Bergstationen der Pilatus-Bahn

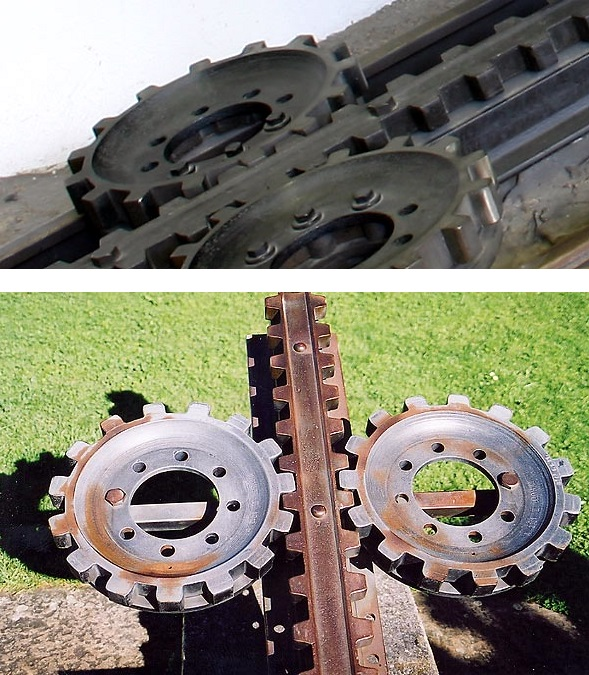
System Locher

Zwei gegenüber liegende Zahnräder greifen von den Seiten aus in die fischgrätenartige Zahnstange ein. Die Zahnteilung beträgt 85,7 mm. Das Herausdrängen der Zahnräder aus der Zahnstange („Aufklettern“) wird durch die entgegengesetzte Anordnung der beiden Zahnpaarungen kompensiert.
Je ein Ring auf der Unterseite der Zahnräder dient zur horizontalen Führung der Fahrzeuge (dieser Ring wirkt radial gegen den Unterbau der Zahnstange) und ist eine zusätzliche Maßnahme gegen Trennung der Verzahnung in Breitenrichtung (Hochsteigen des Triebwagens; Spurkranz wirkt axial von unten gegen eine schmale Zusatzschiene am Unterbau).
Das System Locher ermöglicht als einziges der verwendeten Zahnstangensysteme die Überwindung von wesentlich mehr als 300 ‰ Neigung, weil es das Aufsteigen aus der Zahnstange verhindert. Es wurde bislang nur bei der Pilatusbahn verwendet. Eine weitere Verwendung hat die Locher-Zahnstange wegen der großen Kosten nicht gefunden (nur ähnliches System am Schiffshebewerk am Krasnojarsker Stausee).
Gleisverbindungen verlangen Schiebebühnen oder Gleiswender, da Weichen nicht ausführbar sind. Für Mischbetriebsstrecken (sowohl Zahnstangen-, als auch Adhäsionsantrieb) war es nicht vorgesehen.
- System Peter – H. H. Peter

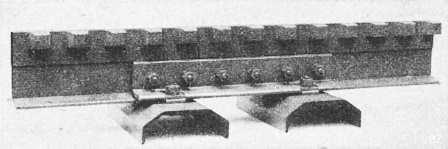

Die Fischgräten-Zahnstange Peter besteht wie die von Strub aus einem schienenartig geformten Träger, in dessen Kopf beidseits waagrechte Zähne ausgefräst werden. Die Zahnstange ist einfacher herzustellen als die von Locher. Sie war für die Karlsbad-Dreikreuzberg-Bahn mit 500 ‰ Neigung vorgesehen, deren Bau wegen des Ausbruchs des Ersten Weltkrieges eingestellt wurde.

#### Andere Bauarten
- System Wetli – Kaspar Wetli

Das Walzenradsystem sollte bei der Wädenswil-Einsiedeln-Bahn Verwendung finden, kam auf Grund eines Unfalles bei einer Probefahrt am 30. November 1876 aber nicht in den kommerziellen Betrieb.
- System Fell – John Barraclough Fell

Das System Fell ist keine eigentliche Zahnradbahn, sondern ein Mittelschienen-Reibradantrieb durch liegende Reibräder auf eine in der Gleismitte erhöht liegende dritte Schiene.

### Anordnung des Zahnstangensystems

Bahnübergang mit absenkbarer Zahnstange bei der DFB in Oberwald

Warnschild der AB für Straßenbenutzer

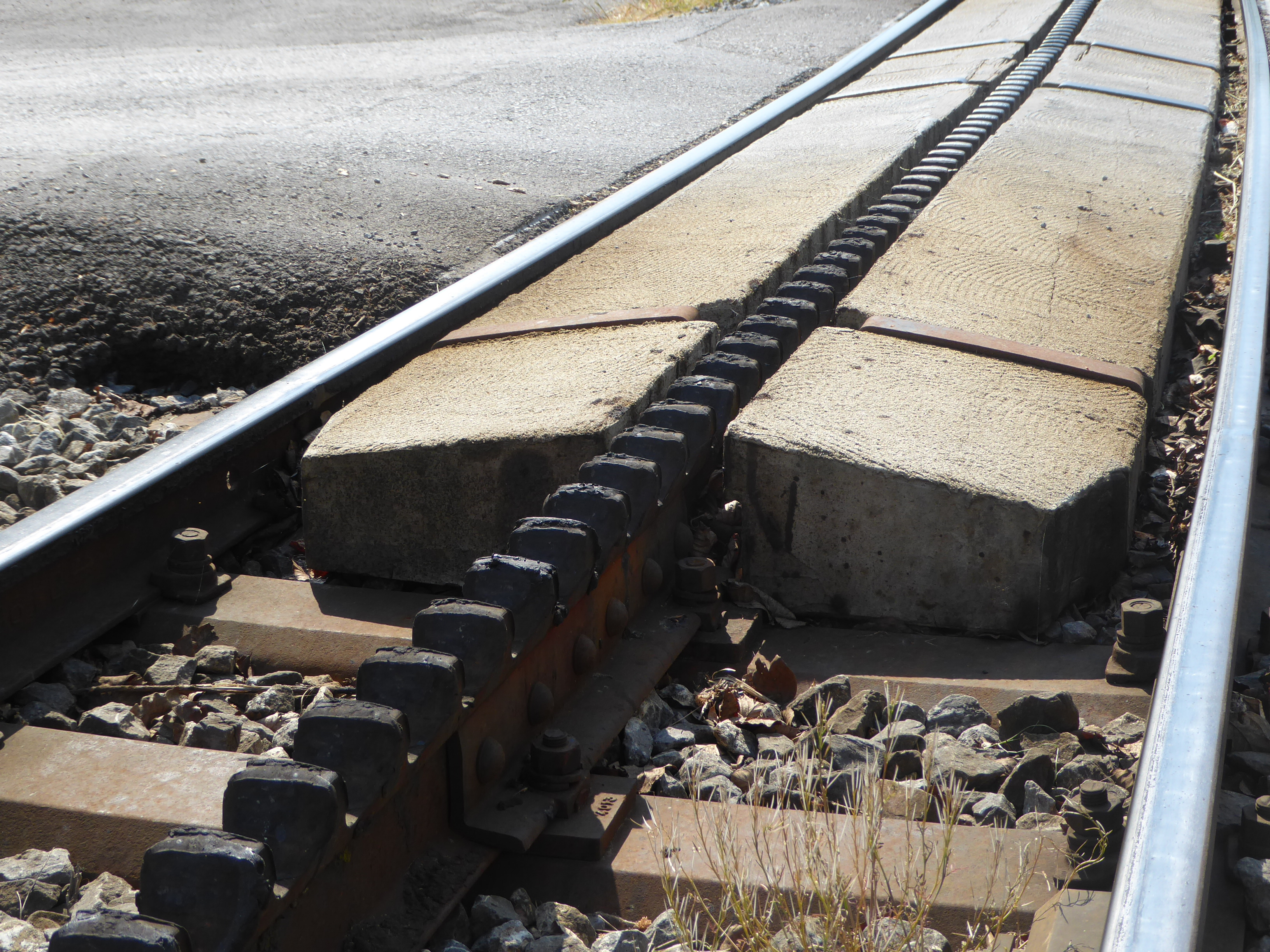
Überweg der Appenzeller Bahnen (AB) mit hochliegender Zahnstange

Eingedecktes Gleis der Zahnradbahn Stuttgart mit tiefliegender Zahnstange

#### Lage der Zahnstangen im Gleis
Die Zahnstange wird immer in der Gleismitte angeordnet und mittels üblichen Schienenbefestigungsmitteln auf den Bahnschwellen befestigt. Sie liegt entweder in Höhe der Schienenoberkanten der Fahrschienen oder darunter, oder ihre Zähne überragen die Schienenoberkante (SOK).
Tiefliegende Zahnstangen sind günstig für Bahnübergänge, da keine Höhendifferenzen im Straßenplanum auftreten, und die entstehenden Rillen in der Straße nicht breiter als bei Schienenrillen sind. Der Weichenbau ist aber aufwändig, weil tiefliegende Zahnstangen für den Durchgang der unter Schienenoberkante ragenden Zahnräder bewegliche Zwischenschienen erfordern. Wegen der ebenfalls tiefliegenden Zahnräder können entsprechende Fahrzeuge andere Gleise nicht kreuzen und Regelweichen nicht befahren.
Hochliegende Zahnstangen stören die Überfahrt der Straßenfahrzeuge (Bodenwelle). Eine aufwändige Lösung ist das zeitweise Versenken der Zahnstange im Überwegbereich. Eine besonders hohe Lage weisen die Zahnstangen der Strecke Martigny–Châtelard (Schweiz) auf, weil die anschließende, mit Adhäsionsantrieb befahrene Strecke bis nach Saint-Gervais (Frankreich) in Gleismitte angeordnete Bremsschienen des Systems Fell aufwies. Damit ein Wagendurchlauf auf der Gesamtstrecke möglich wurde, liegt der Teilkreis der Zahnstange 123 mm über Schienenoberkante. Ein Vorteil der hochliegende Zahnstangen ist der weniger aufwändige Weichenbau: Die Zwischenschienen sind durchgehend, weil sich die Zahnstangen darüber einschwenken lassen. Wegen der ebenfalls hochliegenden Zahnräder können entsprechende Fahrzeuge andere Gleise kreuzen und Regelweichen befahren.
Zahnstangenstöße können auf neuzeitlichem, schwerem Oberbau wie die Fahrschienen lückenlos verschweißt werden. Die einzelnen Lamellen von Abt-Zahnstangen haben in Bögen nicht die gleiche Länge. Zum Längenausgleich wurden bisher vergleichsweise kurze Lamellen mit in den beiden Lamellenzügen verschieden breiten Stoßfugen (und damit verbundenen Teilungsfehlern) verwendet. Heute wird in Bögen eine der beiden Zahnstangenlamellen mit veränderter Teilung ausgeführt.

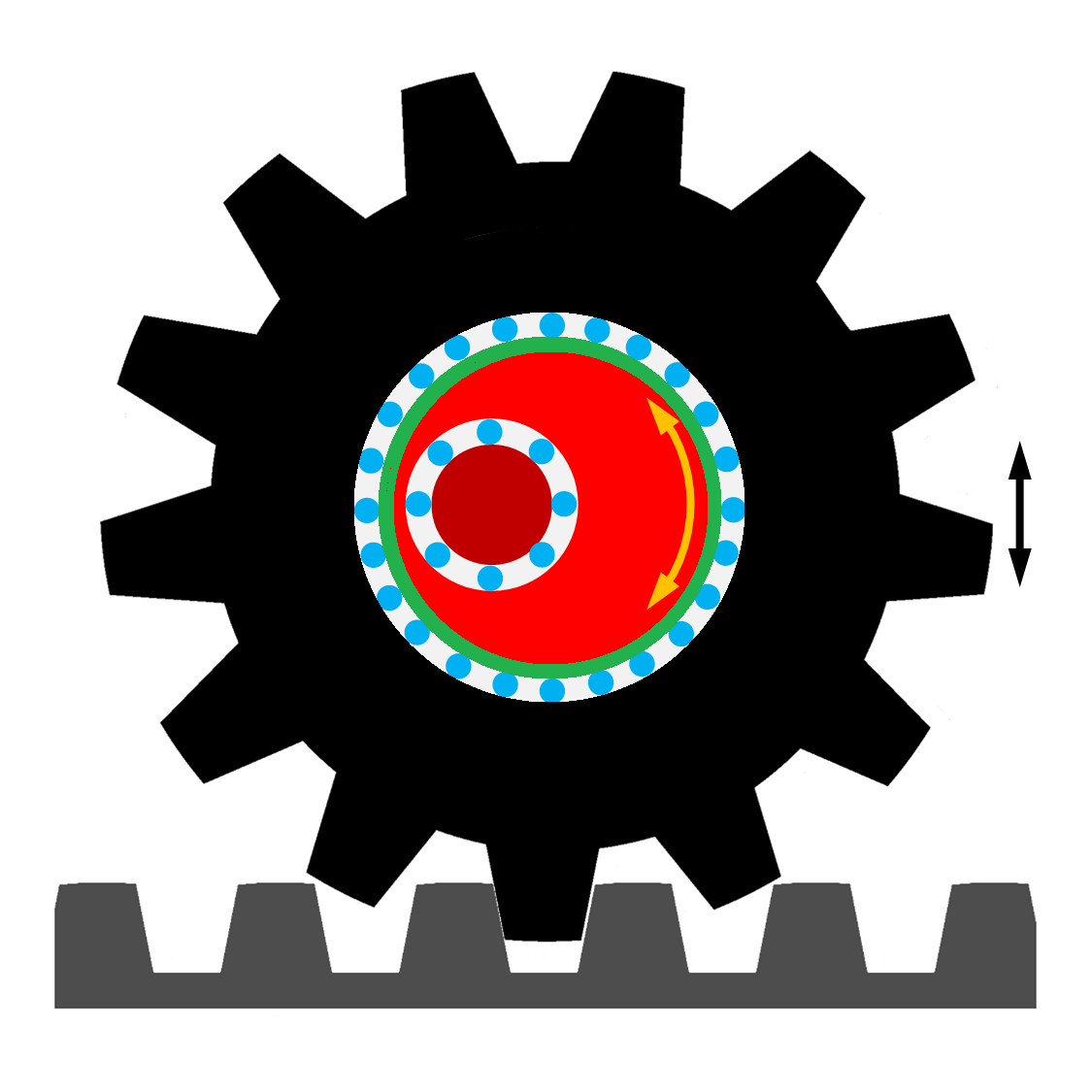
Exzentrische Zahnrad-Höhenverstellung: Trieb-/Bremszahnrad (schwarz),
Wälzlager-Rollen (blau),
exzentr. Hohlwelle (grün),
Exzenterscheiben (rot),
Radsatzwelle (dunkelrot)

Montagetoleranz für die Höhenlage der Zahnstange sowie höchste und tiefste Lage des Teilkreises der eingreifenden Zahnräder

Runde Zahnköpfe erleichtern das Einfahren in die Zahnstange und verhindern das Aufklettern bei Teilungsfehlern, wie die Erfahrungen der Rigibahn schon sehr früh zeigten.

#### Eingriff der Zahnräder in die Zahnstange
Die Toleranz für die Höhenlage der Zahnstange beträgt +2 mm, die für den Höhenunterschied an den Zahnstangenstößen ±1 mm. Die höchste Lage der Trieb- und Bremszahnräder ergibt sich bei neuen Laufrädern oder Radreifen auf einem Gleis mit neuen Fahrschienen. Bei ihrer tiefsten Lage (größte Laufradabnützung und abgefahrene Schienenköpfe) dürfen kein Verklemmen in der Zahnstange und keine Berührung zwischen Zahnkopf und Zahngrund auftreten.
Die Laufräder nutzen sich während des Betriebs ab, wodurch sie im Durchmesser kleiner werden. Bei gemischten Betrieb (Adhäsions- und Zahnradantrieb) ist die Abnutzung wegen der relativ großen Laufleistungen groß. Trieb- und Bremszahnräder hingegen verschleißen zwar an ihren Zahnflanken, aber der für den Eingriff maßgebliche Teilkreisdurchmesser ändert sich nicht. Bei Adhäsions- und Zahnradantrieb auf der gleichen Radsatzwelle reduziert sich der vom Radsatz bei einer Umdrehung zurückgelegte Weg, während der vom Triebzahnrad zurückgelegte Weg gleich bleibt. Weil bei Drehgestell-Triebfahrzeugen oder neueren Rahmenlokomotiven die Trieb- und Bremszahnräder fest auf der Triebachse aufgepresst und die Räder lose auf der Achse oder auf einer Hohlwelle gelagert sind, ist nur eine geringe Radreifenabnutzung zulässig (siehe auch Abschnitte Elektrische und dieselelektrische Triebfahrzeuge und Elektrische und dieselbetriebene Triebfahrzeuge).
Bei den mit getrennten Antrieben ausgestatteten ABeh 150 und ABeh 160/161 der Zentralbahn ist die Einschränkung der geringen Radreifenabnutzung hinfällig geworden. Bei den in den Jahren 2012 und 2016 abgelieferten Gelenktriebwagen kommt ein neu entwickelter Zahnradantrieb mit exzentrischer Höhenverstellung zum Einsatz, der konstruktiv einem üblichen Zahnradantrieb mit Tatzlagerung entspricht, wie er von reinen Zahnradbahnen bekannt ist. Die Trieb- beziehungsweise Bremszahnräder stützen sich nicht direkt auf der Radsatzwelle ab, sondern auf einer zusätzlich eingefügten, nicht umlaufenden Hohlwelle, die sich auf der Radsatzwelle über Exzenterscheiben abstützt. Durch Drehen an den Exzenterscheiben lässt sich der Zahneingriff auf einfache Weise dem Radverschleiß entsprechend anpassen.

SIG-Drehgestell Typ Schelling mit Bremszahnrad eines Wagens der Appenzeller Bahnen

Bei Dampflokomotiven mit dem Antriebssystem Winterthur sind der Adhäsions- und der Zahnradantrieb im gemeinsamen Rahmen gelagert. Das erlaubt, bei abnehmender Radreifendicke die Tiefe des Zahneingriffs durch Anziehen der Tragfedern nachzustellen.
Wagen, die regelmäßig auf Zahnradstrecken mitgeführt werden sollen, benötigen wegen ihrer größeren Masse in der Regel ein Bremszahnrad, das in einem der Drehgestelle eingebaut ist. Dem Radverschleiß entsprechend wird die Höhe des Bremszahnrads nachjustiert.
Wagen von gemischten Adhäsions- und Zahnradbahnen können mit einer Adhäsions- und einer verzögert wirkenden Zahnradbremse, einer sogenannten Nachbremse, ausgerüstet sein. Bei den auf der 246 ‰ steilen Zahnstangenstrecke nach Engelberg verkehrenden Wagen waren beide Drehgestelle mit einem Bremszahnrad ausgestattet, nachdem sich die Bremsen der 1964 beschafften sehr leichten Personenwagen mit nur einem Bremszahnrad nicht bewährt hatten. Wagen, die auch auf dem Abschnitt Giswil–Meiringen der Brünigbahn und auf den Strecken der Berner-Oberland-Bahn mit Neigungen bis 120 ‰ einsetzbar sein sollten, wurden zur Vermeidung von Überbremsungen auf diesen Abschnitten mit einer Umstellvorrichtung ausgerüstet.

### Zahnstangeneinfahrt
Bei Bahnen mit gemischtem Adhäsions- und Zahnradantrieb müssen bei der Einfahrt in die Zahnstange die Trieb- und Bremszahnräder mit der Zahnstange synchronisiert  und konphas gemacht werden. Bei der Kupplung zwischen Zahnrad- und Laufradantrieb ist die Synchronität bereits vorhanden. Beim Konphasmachen der beiden Zahnreihen müssen die Laufräder geringfügig auf den Schienen durchrutschen.
Im Lauf der Zeit wurden zahlreiche mechanische Einfahrsysteme entwickelt, die bei allen Zahnstangensystemen anwendbar sind, sich aber nur mehr oder weniger gut bewähren.

#### Ein- und Ausfahrgeschwindgkeit
Bei der von Niklaus Riggenbach 1870 konzipierten Steinbruchbahn Ostermundigen hielt die Lokomotive auf der abgesenkten Einfahrlamelle an, worauf die Lamelle über einen Exzentermechanismus angehoben wurde. Je nach Position des Zahnrads gegenüber der Zahnstange wurde das Zahnrad durch die Dampfmaschine leicht bewegt.
Mit den danach entwickelten Einfahr-Mechanismen musste zwar nicht mehr angehalten, aber immer noch mit reduzierter Geschwindigkeit gefahren werden. Die zulässige Einfahrgeschwindigkeit betrug lange Zeit nur etwa 5 km/h. Dabei stellten die geringen umlaufenden Massen der Zahnradantriebe von Dampflokomotiven nicht einmal so hohe Anforderungen wie elektrische Lokomotiven, deren Motoren wesentlich höhere rotierenden Massen aufweisen. Nach der Umstellung auf elektrischen Betrieb gelang es dennoch bald mit den heute üblichen 10 km/h ein- und mit 20 km/h weiterzufahren, bis alle Wagen eingefahren sind. Die modernen Triebzüge mit über die ganze Zuglänge verteilten Zahnradantrieben müssen aber über die vollständige Zuglänge mit 10 km/h einfahren, was zu Zeitverlusten führt.

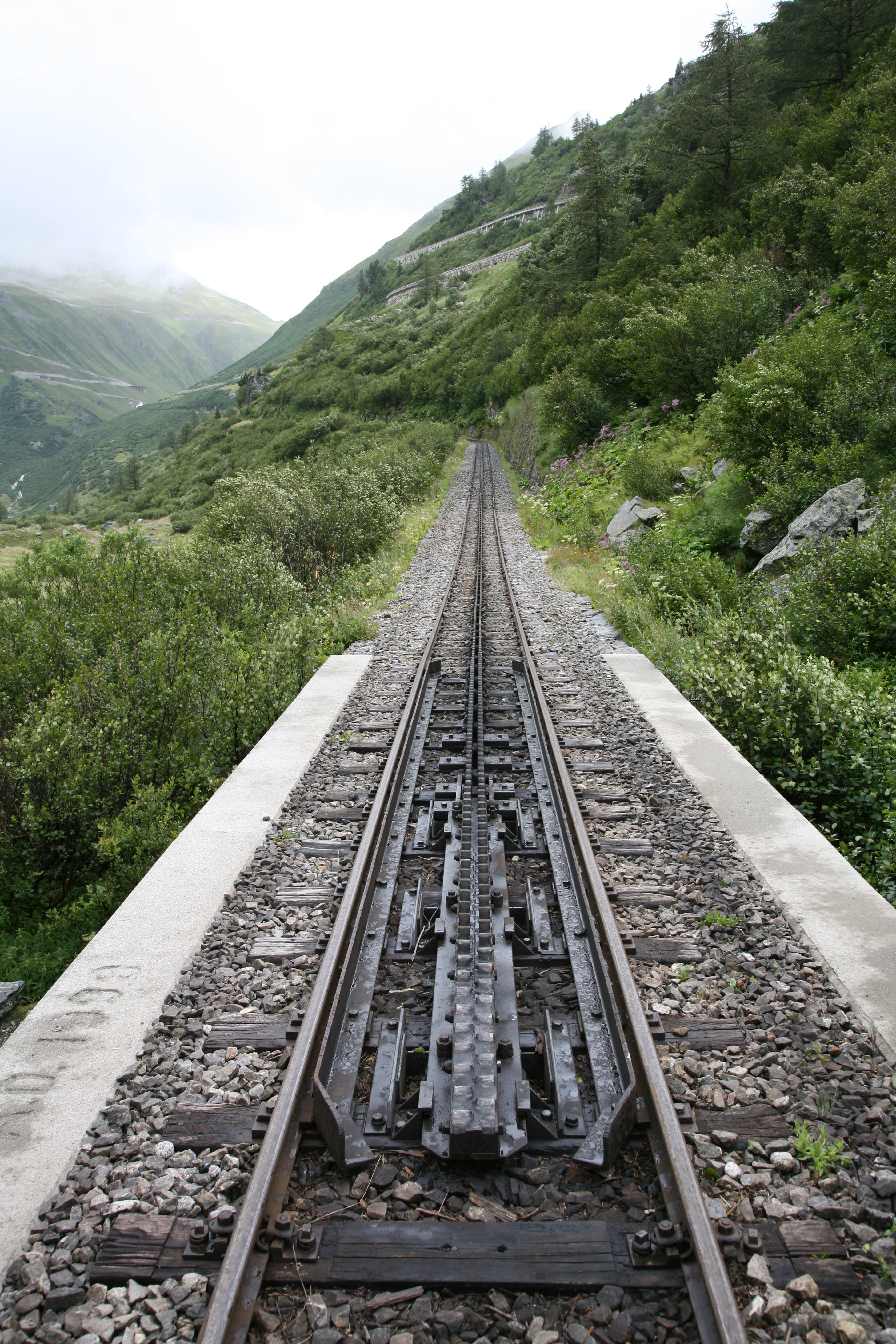
Zahnstangeneinfahrt System Abt auf Abt-Zahnstange, Radlenker, Furka-Bergstrecke

Bei der Ausfahrt wird eine Ausfahrgeschwindigkeit von 40 km/h angestrebt. Das führt bei Einfahrlamellen mit variabler Teilung (System Brünig) zu starken Vibrationen, die zu Brüchen in der Mitte der Lamellen führen. Die Ausfahrgeschwindigkeit musste zum Teil auf 20 km/h beschränkt werden.

#### System Abt
Bei der Harzbahn Blankenburg–Tanne realisierte Carl Roman Abt, der Erfinder des nach ihm benannten Zahnstangensystems, 1883 eine Zahnstangeneinfahrt mit einer gefederten Einfahrlamelle. Diese später weit verbreitete Zahnstangeneinfahrt besteht aus einem vor der festen Zahnstange eingebauten, an seiner Spitze (früher an beiden Enden) gefedert gelagerten Einfahrlamelle. Mit der festen Zahnstange ist sie (heute) drehbar verbunden. Die Höhe der Zähne nimmt von anfänglich fast Null kontinuierlich bis am Ende auf Norm-Höhe zu. Meist wächst auch die Zahnteilung kontinuierlich von leichtem Übermaß am Anfang auf Normmaß am Ende. Diese Zähnegeometrie dient vor allem dem Konphasmachen. Zwischen die verkürzten Stangen-Zähne greift zunächst nur ein Rad-Zahn ein, sodass dieser ohne durch einen weiteren Rad-Zahn daran gehindert zu werden, die Mittenlage in der kleiner und höher werdenden Stangen-Zahnlücke einnehmen kann. Wegen der anfänglich etwas größeren Zahnteilung ist die Wahrscheinlichkeit, eine Zahnlücke zu treffen, größer. Sollte ein auf einen verkürzten und angespitzten Stangenzahn treffender Radzahn nicht in eine Lücke einrutschen und es zu einem Aufsteigen kommen, verhindern zwei relativ hohe und lange Radlenker das Entgleisen. Bis zum Ende der Radlenker muss die Verzahnung allerdings wieder eingegriffen haben.

Zahnstangeneinfahrten: System Abt
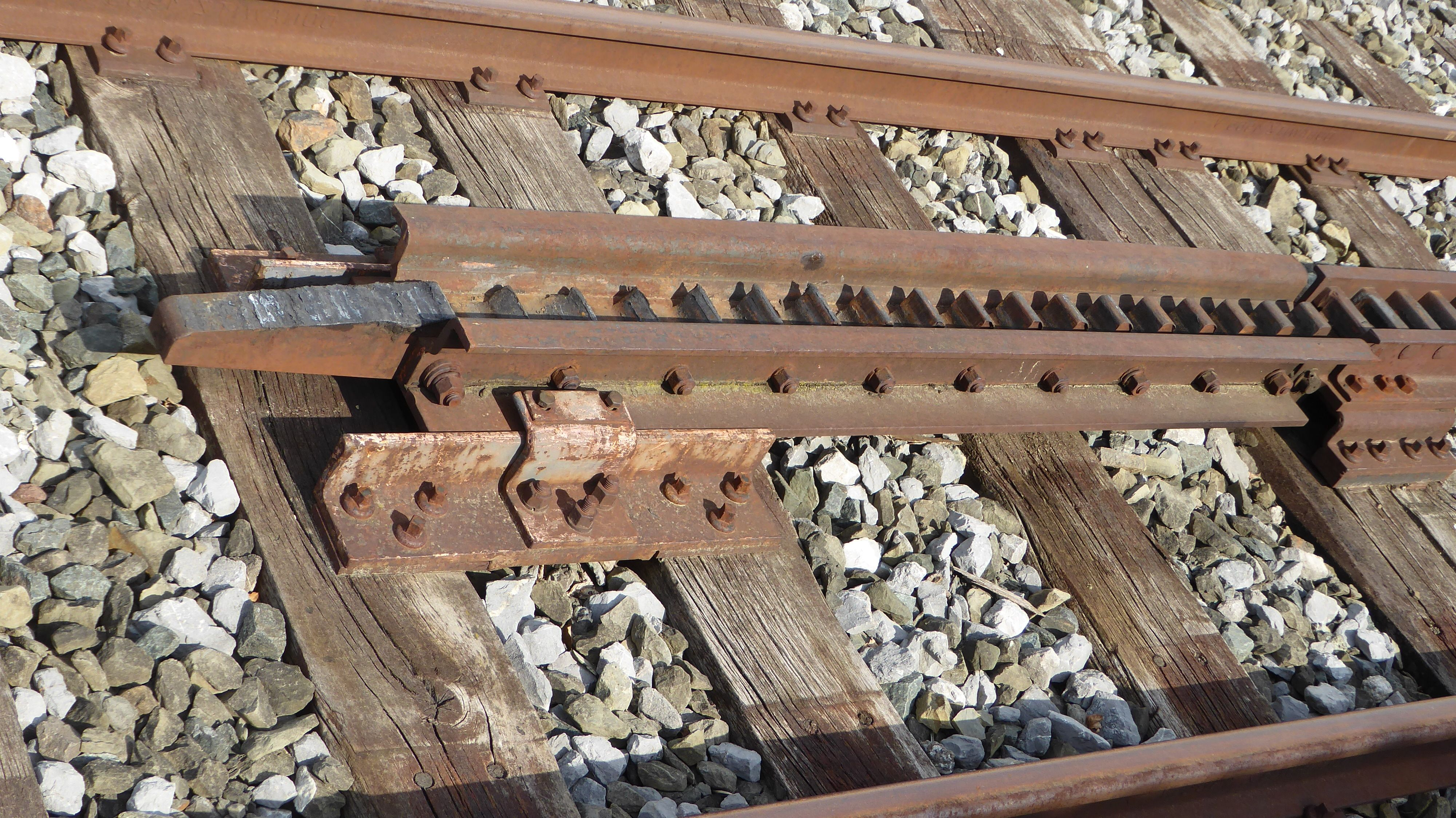
Zahnstangeneinfahrt auf Riggenbach-Zahnstange, gefedert eingebautes Zahnstangenstück, keine Radlenker. Bahnhof Heiden der Appenzeller Bahnen
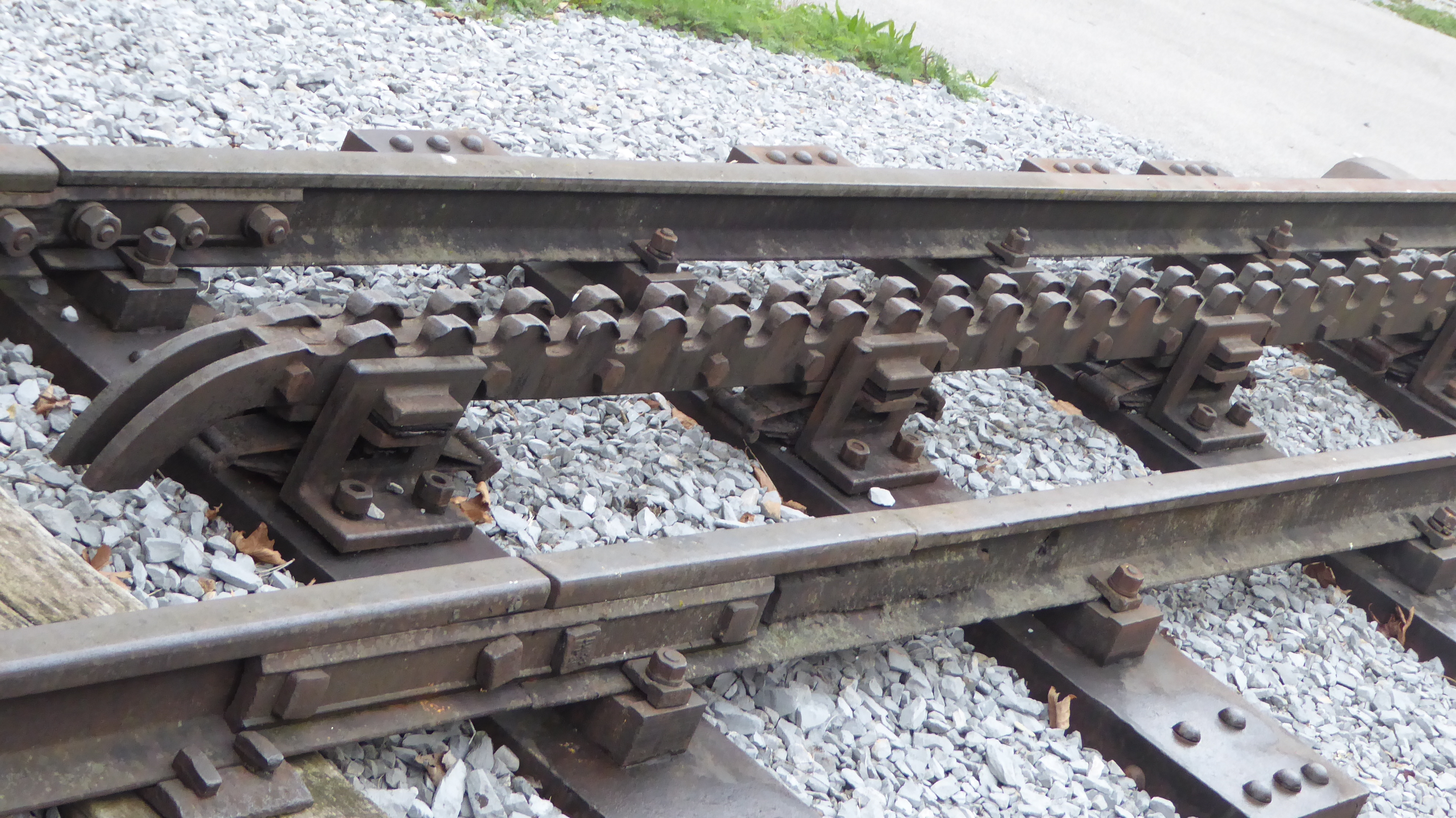
Zahnstangeneinfahrt auf Abt-Zahnstange (zwei Lamellen), keine Radlenker. Bosnisch-Herzegowinischen Staatsbahnen Eisenbahnmuseum Ljubljana
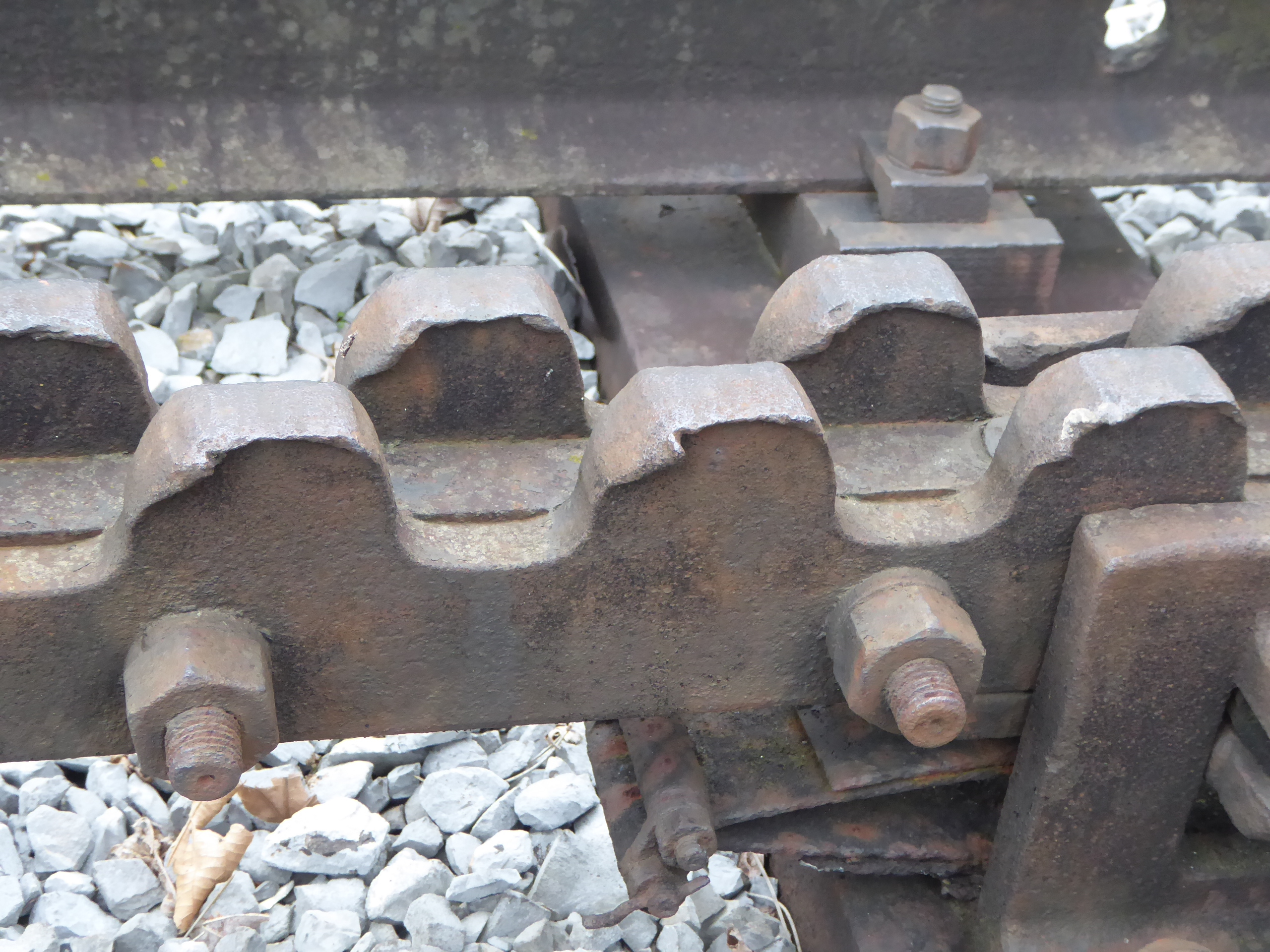
Ausschnitt von linkem Bild (vor zweiter Stangen-Lagerstelle): Zahnabnutzung durch die Bremszahnräder, die bei Einfahrt aufprallen, um auf Einfahrdrehzahl beschleunigt zu werden
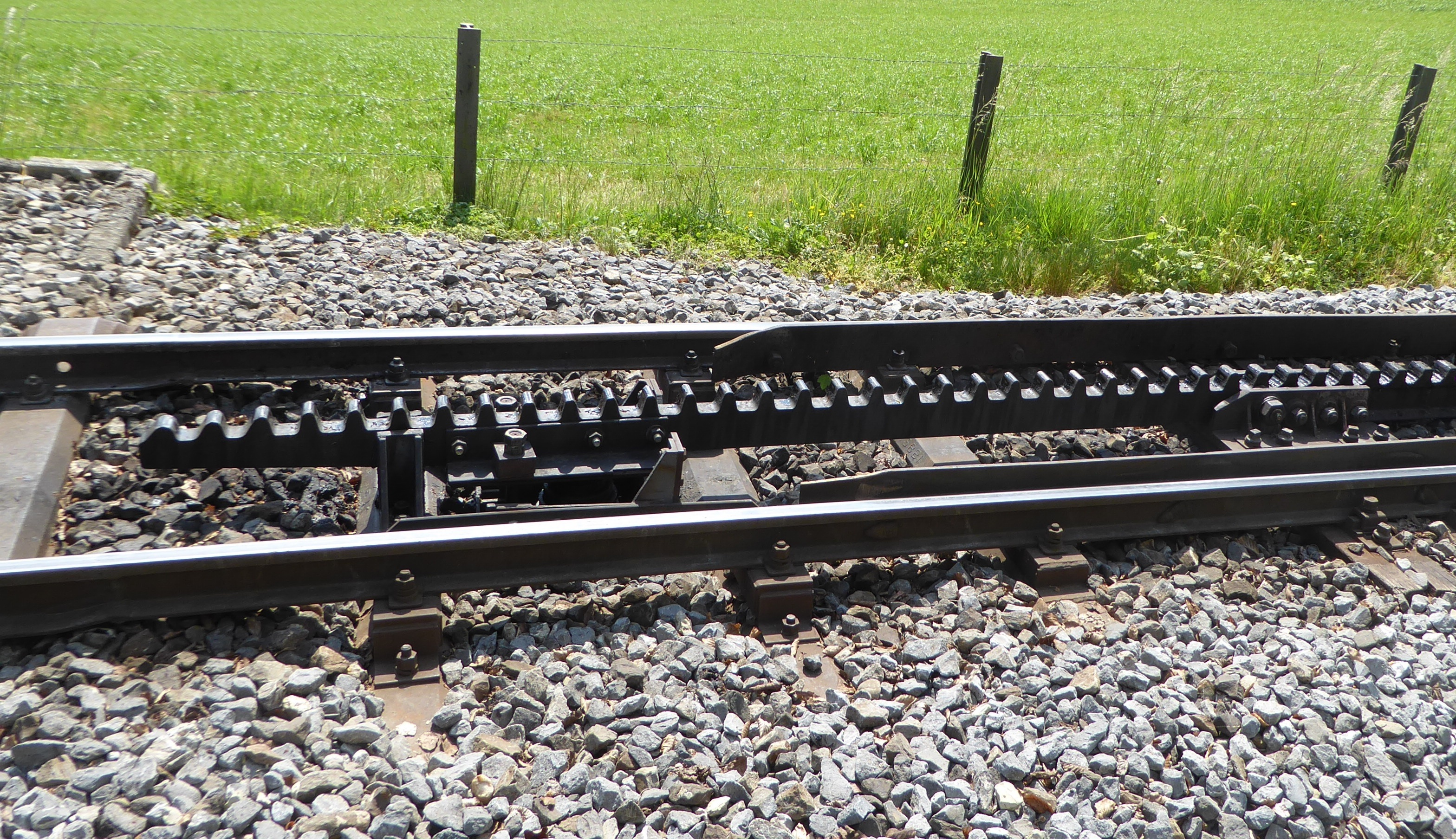
Zahnstangeneinfahrt auf Von-Roll-Zahnstange (auf der Strecke Strub-Zahnstange) mit Radlenker.  Bahnstrecke Altstätten–Gais der Appenzeller Bahnen
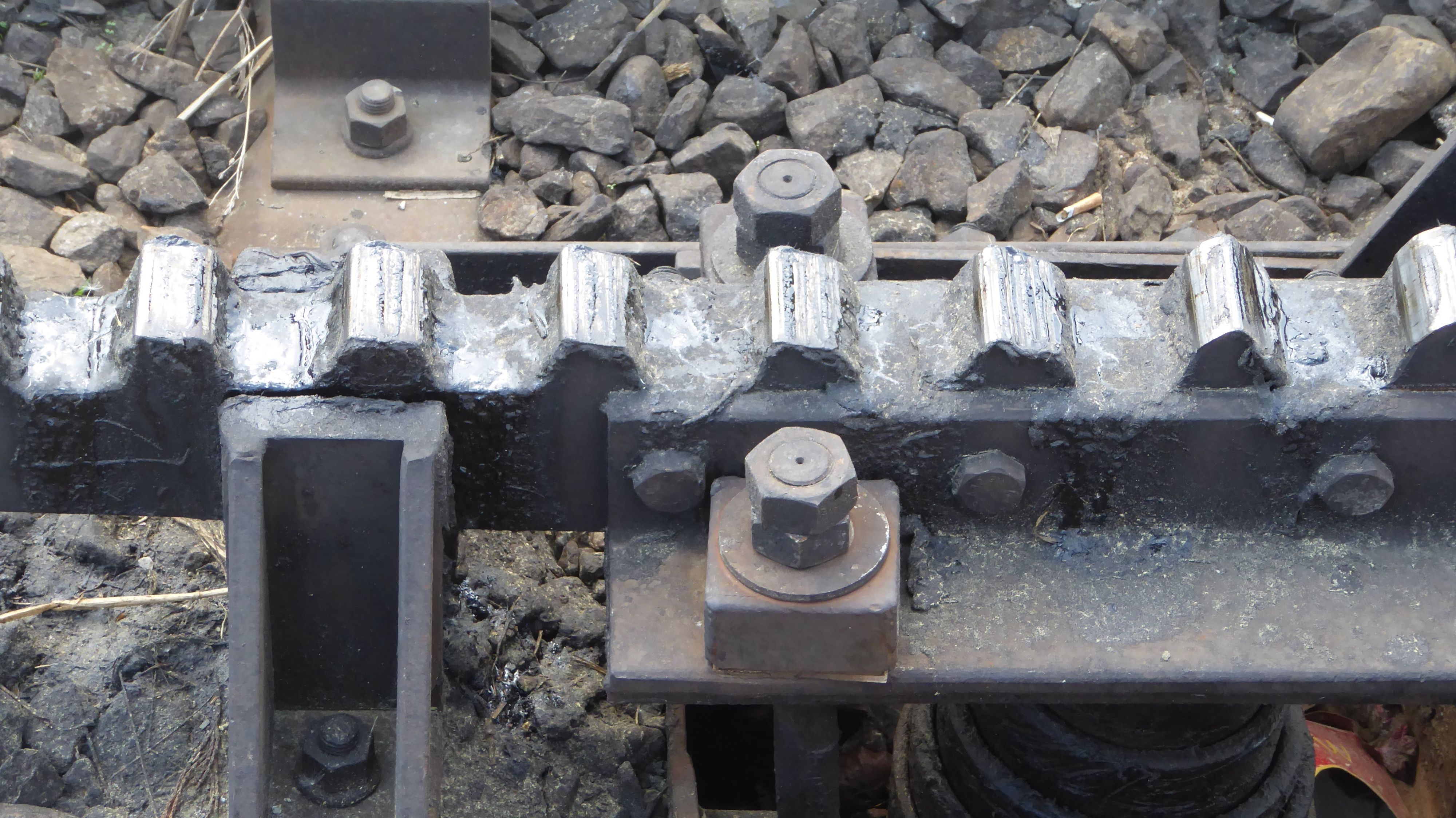
Ungleich abgenutzte Zähne der Zahnstangeneinfahrt bei der Haltestelle Stoss der Appenzeller Bahnen (andere Einfahrt als im Bild links)

#### System Brünig

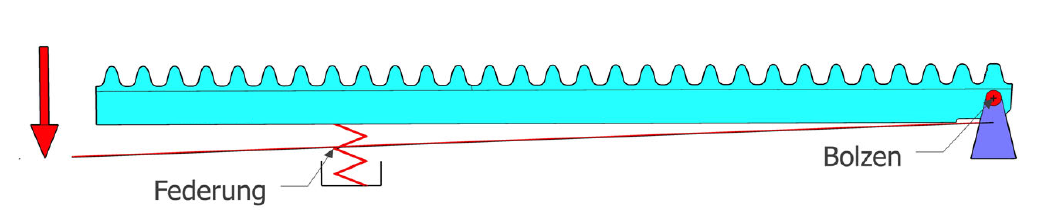
Schematische Darstellung einer Einfahrlamelle (Zahnstangenanfang) bei der Brünigbahn. Ihre Zähne sind alle ungleich geformt und ihre Köpfe gerundet. Erst der letzte Zahn ist gleich denen auf der folgenden Strecke.

Die Einfahrlamelle nach System Brünig hatte keine verkürzten, aber am Anfang dünnere und an den Köpfen abgerundete Zähne. Bei ungünstiger Zahnstellung drückten die Zahnräder auch die Spitze der Einfahrlamelle nieder. Die Bremszahnräder wurden durch den Reibkontakt mit einem davor angeordneten Beschleunigungsbalken auf ungefähr synchrone Drehzahl zwischen ihm und den Zahnköpfen gebracht. Solche Einfahrthilfen wurden erstmals 1941 bei der Elektrifizierung der Brünigbahn verwendet und kamen auch bei der Berner-Oberland-Bahn (BOB) und andernorts zum Einsatz.
In der Mitte der Einfahrlamellen kam es häufig zu Brüchen. Bei der Ausfahrt führte die variable Zahnteilung zur heftigen Vibrationen, die zu Rissen zwischen den Zähnen führten. Die Risse vertieften sich senkrecht nach unten, bis die Lamelle bei zu kleinem Restquerschnitt brach.

#### System Marfurt

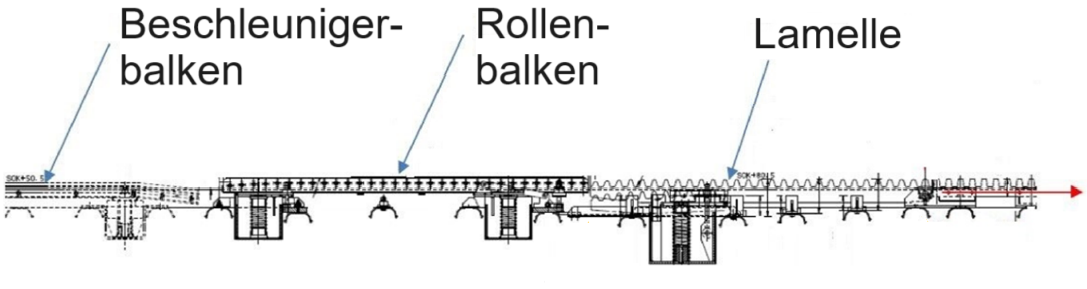
Zahnstangeneinfahrt System Marfurt:
• Beschleunigungsbalken für den Antrieb der nicht drehenden Bremszahnräder
• Rollenbalken (die Bremszahnräder konphas machende
Lamelle)
• Einfahrlamelle für das Einfahren und Eingreifen in die Zahnstange für Achsantriebe mit verkuppelten Adhäsions- und Zahnradantrieb
• Feste Zahnstange (roter Pfeil) als breite Lamelle ausgeführt für den Übergang in die Leiterzahnstange

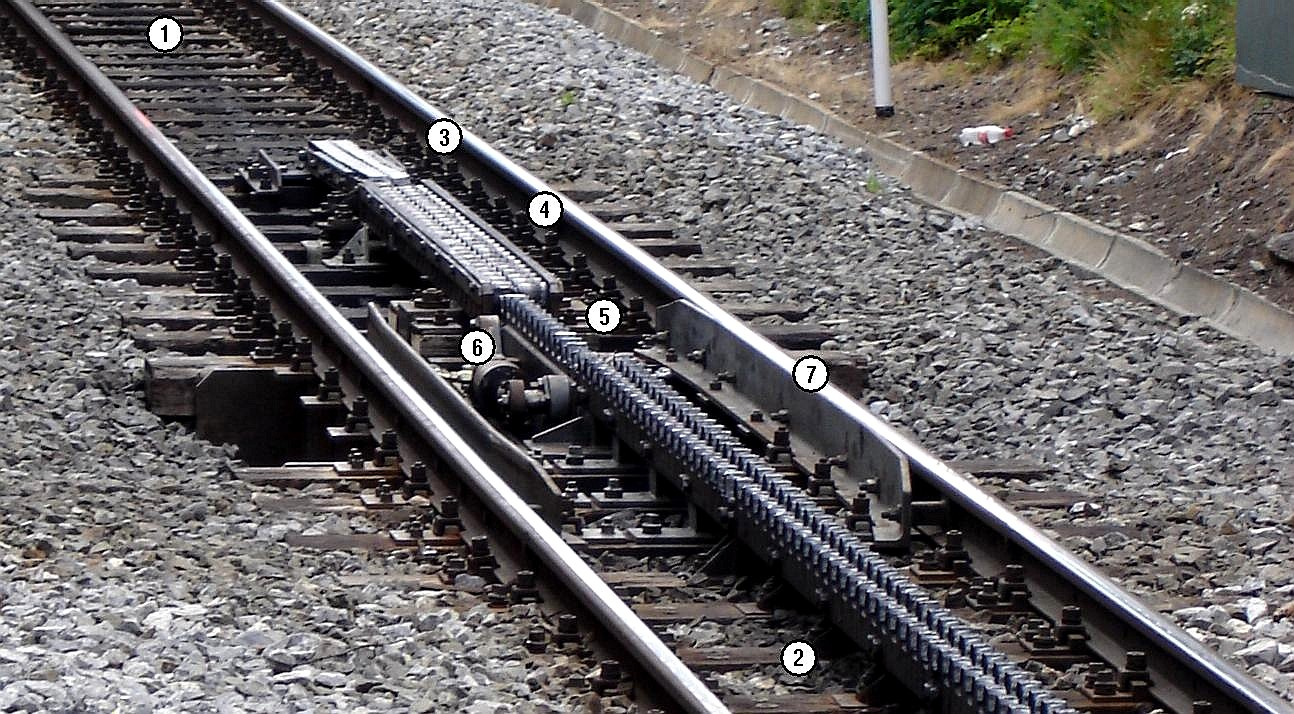
Zahnstangeneinfahrt System Marfurt der Matterhorn-Gotthard-Bahn
1) Adhäsionsabschnitt
2) Zahnstangenabschnitt
3) Beschleunigungsbalken
4) die Bremszahnräder konphas machende Lamelle
5) gefederte Einfahrlamelle
6) Zahnstangenfederung
7) Radlenker

Um die Nachteile der Zahnstangeneinfahrten mit variabler Zahnteilung (System Brünig) zu vermeiden – insbesondere die sehr großen Vibrationen während der Ausfahrt –, ging man dazu über, die konphase Lage durch Längsverschiebung (vor und zurück) der Einfahrlamelle zu erreichen. Einen entsprechenden selbsttätigen Mechanismus entwickelte Jakob Marfurt von der Firma Tensol Rail. Die erste Einfahrt System Marfurt wurde 1996 bei den Berner-Oberland-Bahnen (BOB) eingebaut.
Die Zahnstangeneinfahrt nach Marfurt besteht aus drei Teilen mit je einer Teilaufgabe:
- Beschleunigungsbalken: ein mit Gummi belegter Balken, auf dem die stillstehenden Bremszahnräder der nicht angetriebenen Wagen durch Reibkontakt auf ungefähr synchrone Drehzahl gebracht werden,[54]
- Eine Rollenbatterie verbessert die Synchronisierung der Bremszahnräder und stellt ihre richtige (konphase) Zahnstellung her. Die folgende Einfahrlamelle bleibt untätig, d. h. in Ruhelage.[54]
- Einfahrlamelle: eine sich bei Auffahrt der Triebzahnräder durch Niederdrücken deren Spitze etwas entgegen der Fahrtrichtung bewegende kurze Zahnstange.

Die wesentliche Neuerung ist die Einfahrlamelle. Ihre Rückwärtsbewegung beim Herunterdrücken bewirkt, dass je ein Zahn der Lamelle und des Zahnrades gegeneinander bewegt werden, wodurch deren richtige (konphase) gegenseitige Lage herstellt wird. Die Lamelle steht auf zwei schrägen Hebeln. In Grundstellung ist ihr vorderes Ende angehoben, und das hintere geht zur fest verlegten Zahnstange über. Das auffahrende Zahnrad drückt das vordere Ende nach unten und in Fahrtgegenrichtung (nach vorn, d. h. rückwärts). Das hintere Ende wird gehoben. Das vorwärts rollende Zahnrad findet die passenden Lücken in der Stange und hilft schließlich, deren hinteres Ende wieder herunter und in passende Lage zur festen Stange zu bringen. Die Einnahme der Grundstellung geschieht in erster Line mit Hilfe einer kräftigen ,hydraulisch gedämpften Rückstelleinrichtung.
Das System Marfurt erlaubt eine sanftere Einfahrt mit höherer Geschwindigkeit (bei Versuchsfahrten bis 30 km/h) und dank der nahezu vollständigen Vermeidung von Einfahrgeräuschen eine deutliche Lärmreduktion. Die Abnutzung ist geringer, die Verschleißteile sind definiert und leicht zu wechseln.

Zahnstangeneinfahrt: System Marfurt bei den Appenzeller Bahnen (AB) im Güterbahnhof St. Gallen, 2017
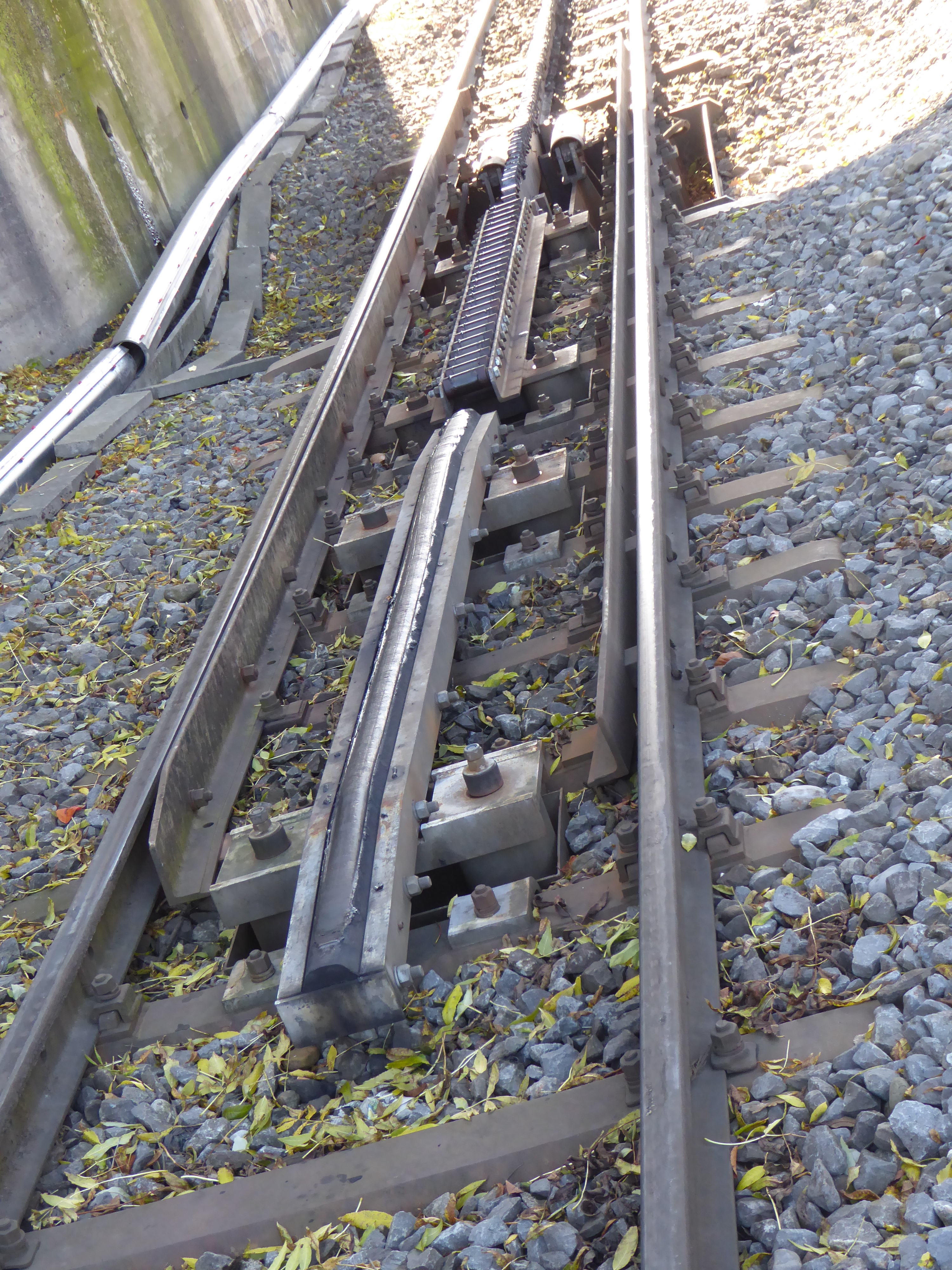
Zahnstangeneinfahrt, von vorn nach hinten: Beschleunigungsbalken, die Bremszahnräder konphas machende Lamelle, Einfahrlamelle, Strub-Zahnstange
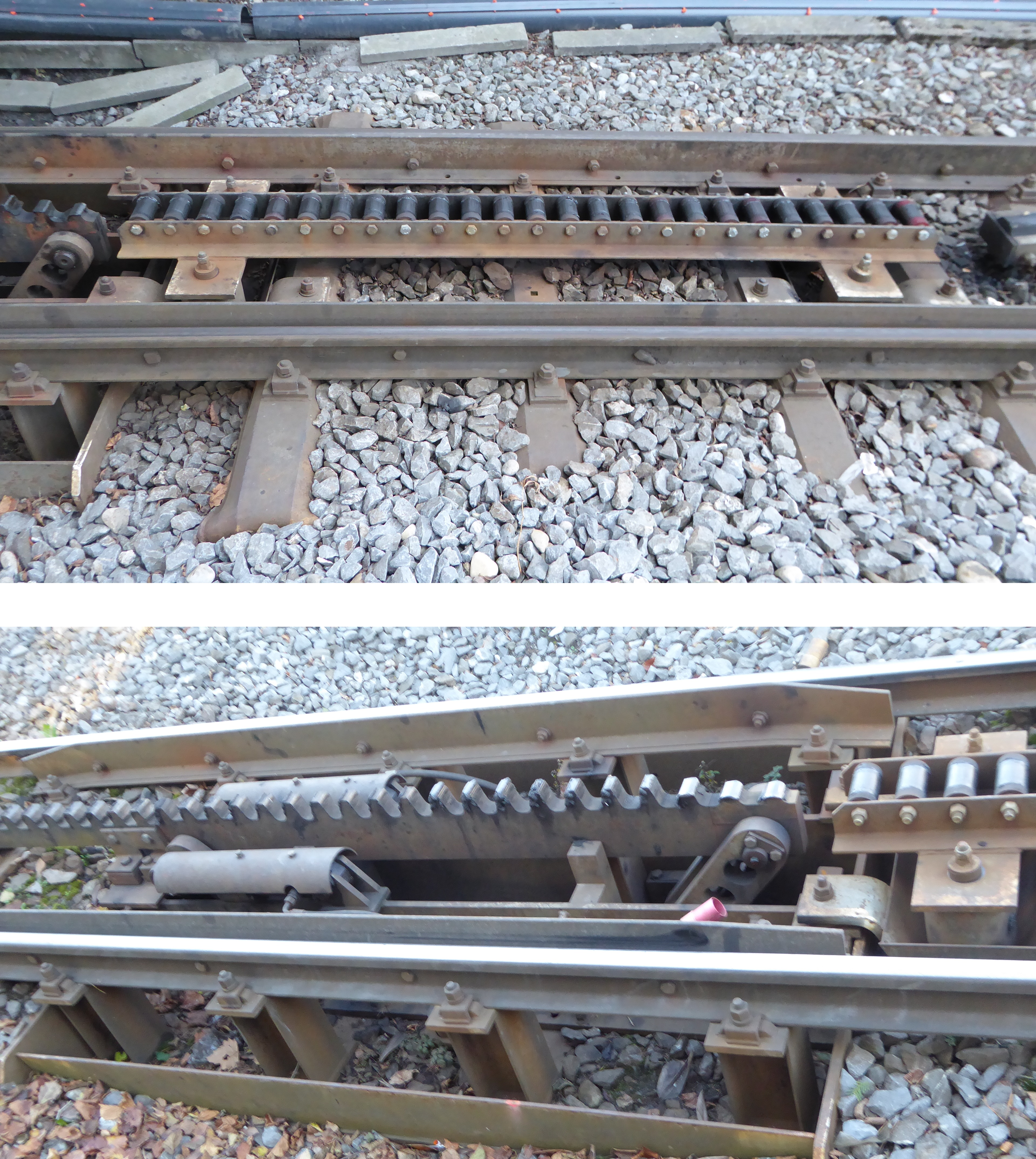
oben: Synchronisierungslamelle, Einfahrt von links unten: Einfahrlamelle mit hydraulisch gedämpfter Rückstelleinrichtung (links, zweifach), Einfahrt von rechts
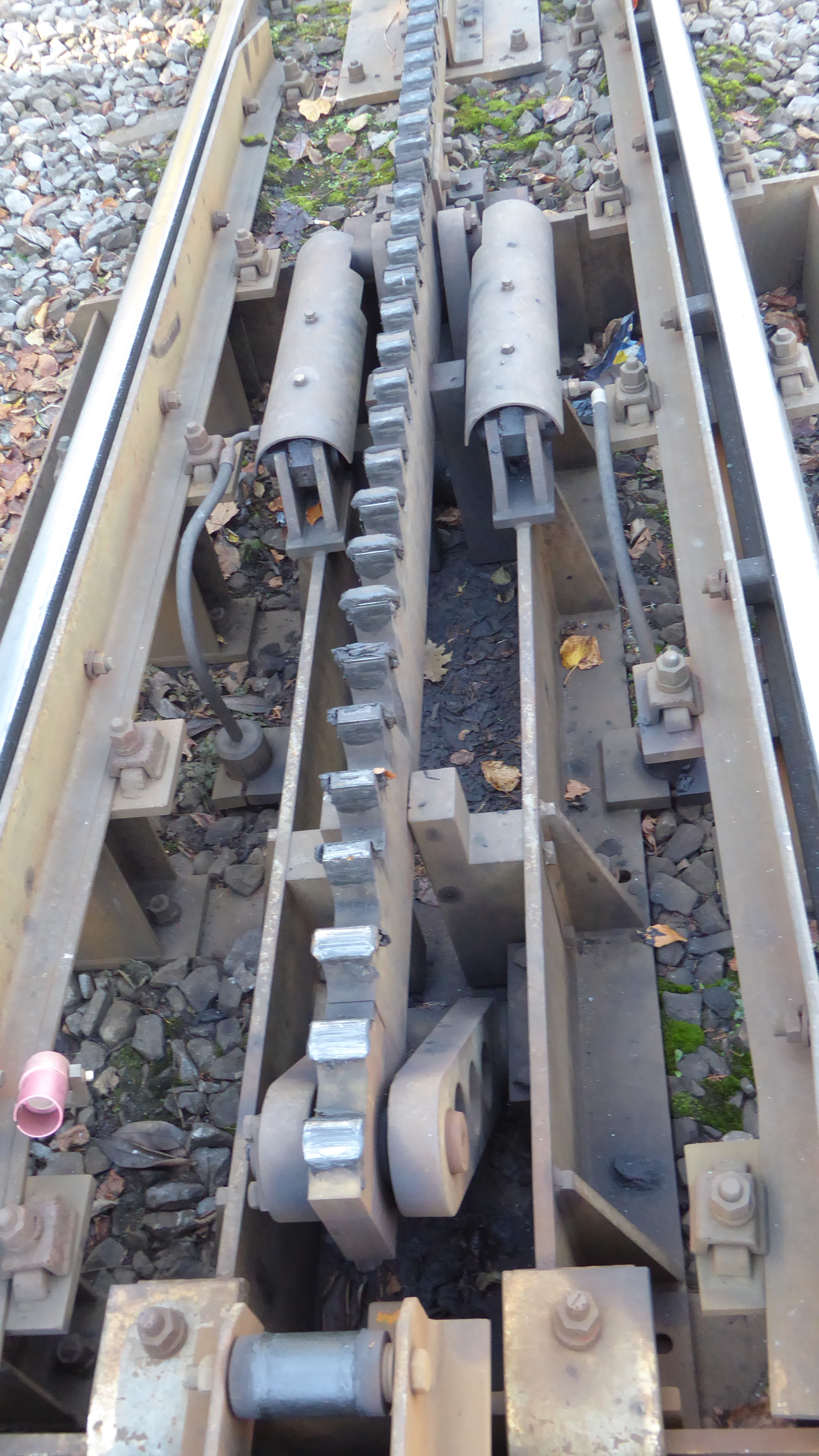
Einfahrlamelle aus der Sicht des Triebfahrzeugführers Lamelle auf zwei Hebeln gelagert, zwei hydraulisch gedämpfte Rückstelleinrichtung

#### Signalisation

Zahnstangeneinfahrt mit Beschilderung der Wendelsteinbahn in Bayern beim Bahnhof Aipl

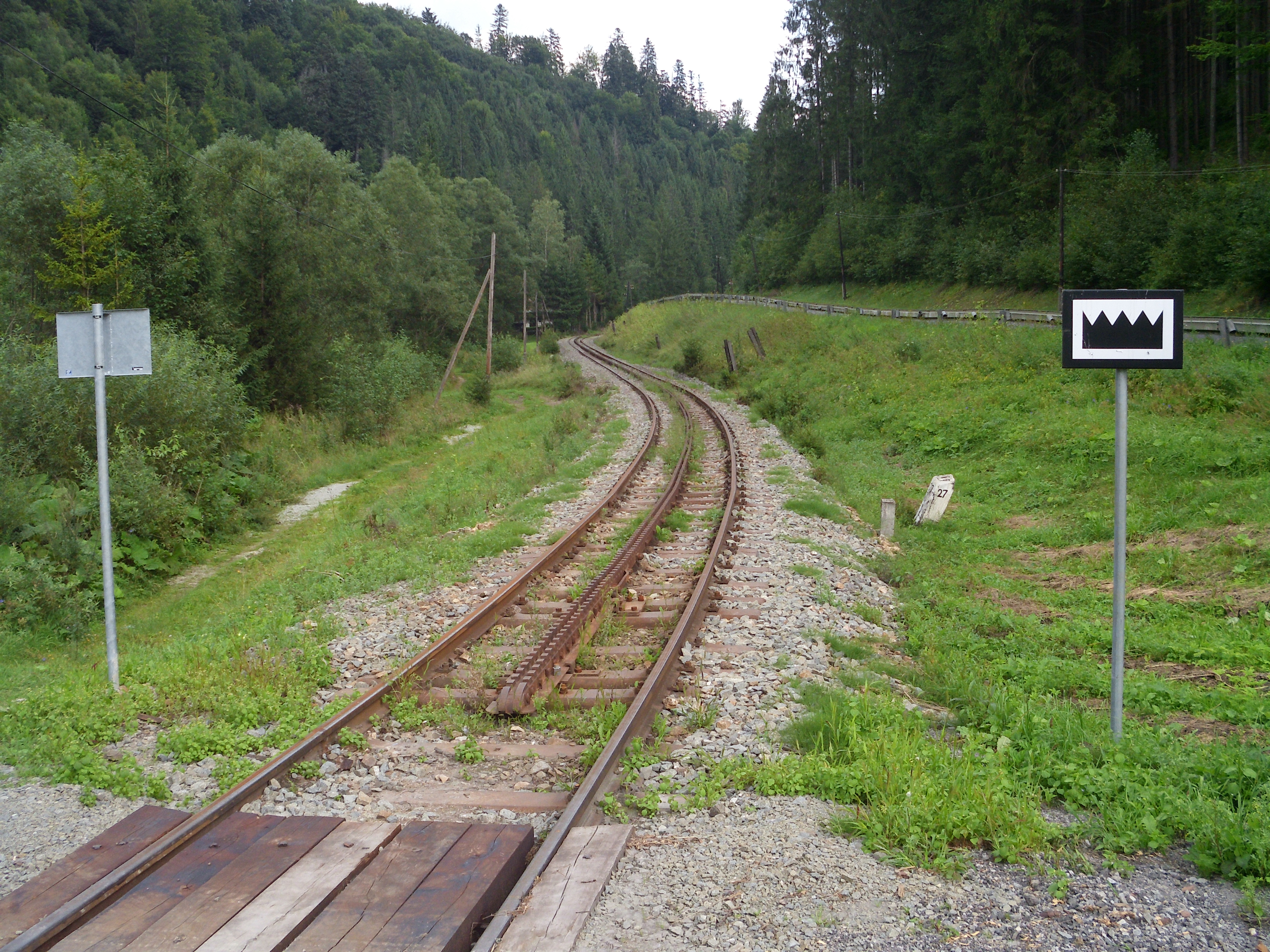
Zahnstangeneinfahrt an der Strecke Podbrezová–Tisovec in der Slowakei

Zahnstangenabschnitt werden in der Schweiz an der Strecke wie folgt signalisiert:
| Bezeichnung                                                    | Bedeutung | Beziehung zu andern Signalen                                  | Bild Deutschschweiz | Bild Romandie |
| -------------------------------------------------------------- | --- | ------------------------------------------------------------- | ------------------- | ------------- |
| Vorsignal für Zahnstangenabschnitt                             | Ab dem Anfangssignal gilt die signalisierte Höchstgeschwindigkeit. | Das Vorsignal steht etwa 150 m vor dem Anfangssignal.         |                     |               |
| Anfangssignal für Zahnstangenabschnitt (tronçon à crémaillère) | Bei diesem Signal befindet sich die Einfahrt in die Zahnstange. Bei der Einfahrt in die Zahnstange gilt bis zum Passieren des letzten Wagens die signalisierte Höchstgeschwindigkeit. | Es kann ein Vorsignal vorausgehen und es folgt ein Endsignal. |                     |               |
| Endsignal (signal final) für Zahnstangenabschnitt              | Bei diesem Signal befindet sich das Ende der Zahnstange. | Es geht ein Anfangssignal voraus.                             |                     |               |

### Weichen und andere Gleisverbindungen

#### Schiebebühnen, Drehscheiben und Gleiswender
Zur Zeit der ersten Zahnradbahnen war die Weiche bei Schienenbahnen längst Stand der Technik. Weichen für Zahnradbahnen, in denen sich die Zahnstangenstränge mit den Innenschienen kreuzen, mussten erst entwickelt werden, weshalb zunächst vorwiegend Schiebebühnen als Gleisverbindungen benutzt wurden, so auch bei der ältesten Zahnradbergbahn am Mount Washington und bei der
Arth-Rigi-Bahn.
Schiebebühnen oder Drehscheiben gibt es noch heute in Bahnhof- und Depotbereichen der Zahnradbahnen.

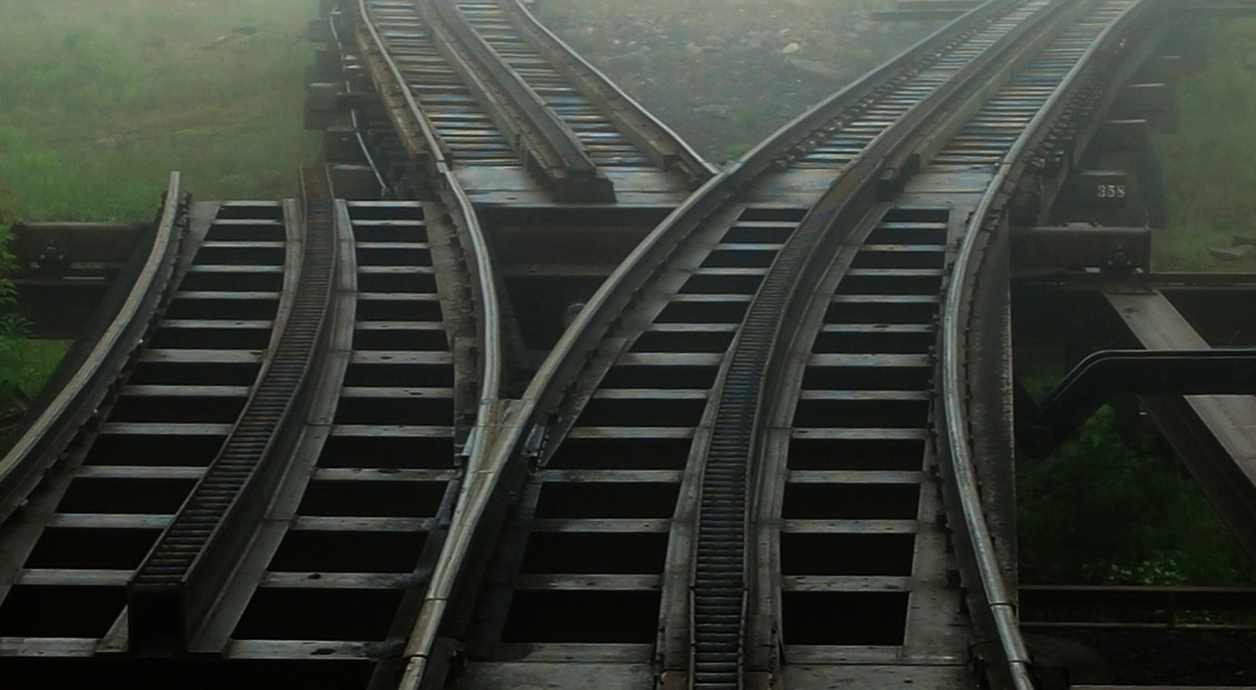
Schiebebühne mit gebogenen Gleisabschnitten anstelle einer Weiche bei der ältesten Zahnrad-Bergbahn, der Mount Washington Cog Railway.
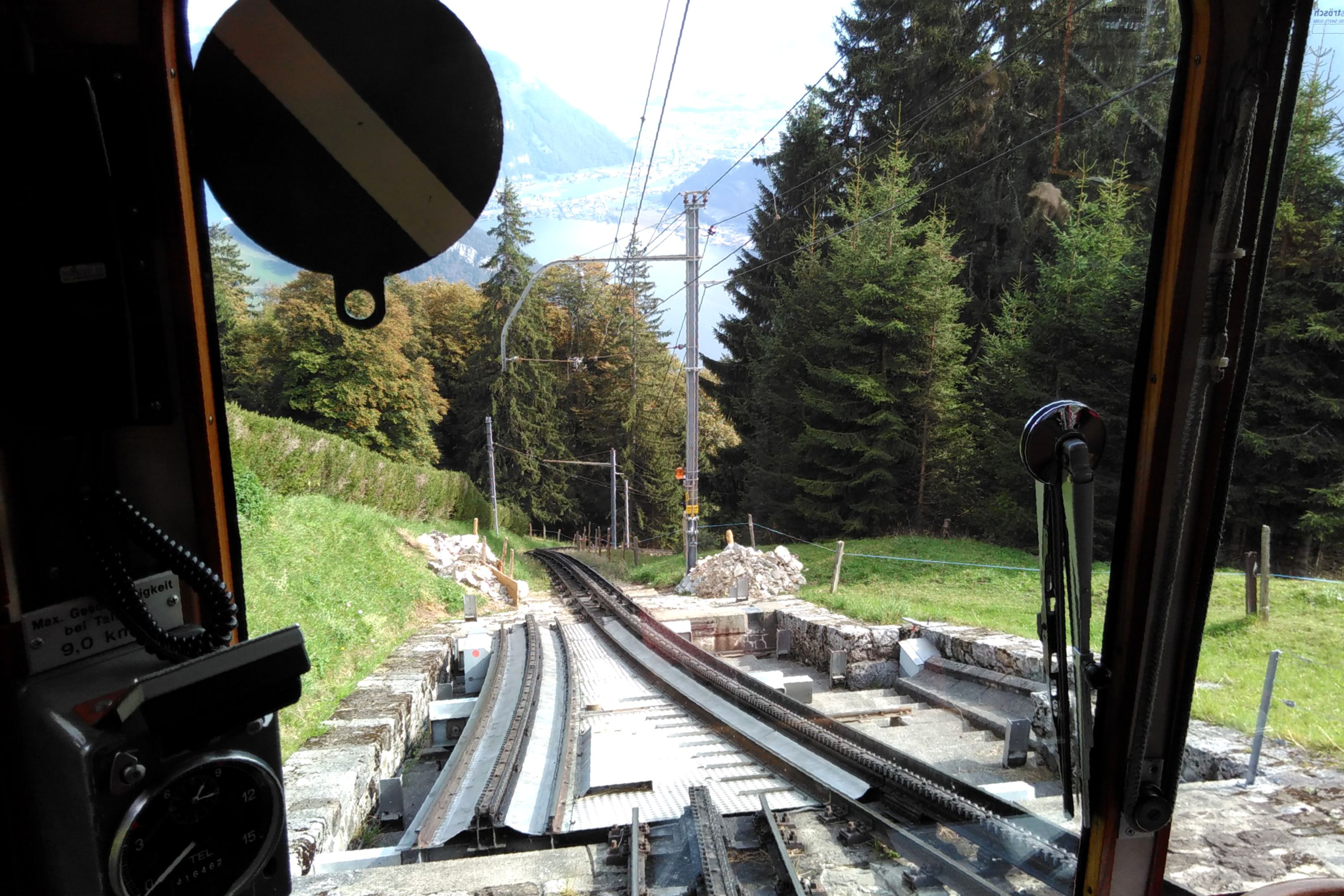
Schiebebühne der Pilatusbahn in der Kreuzungsstation Ämsigen; das System Locher ermöglicht keine Weichen.
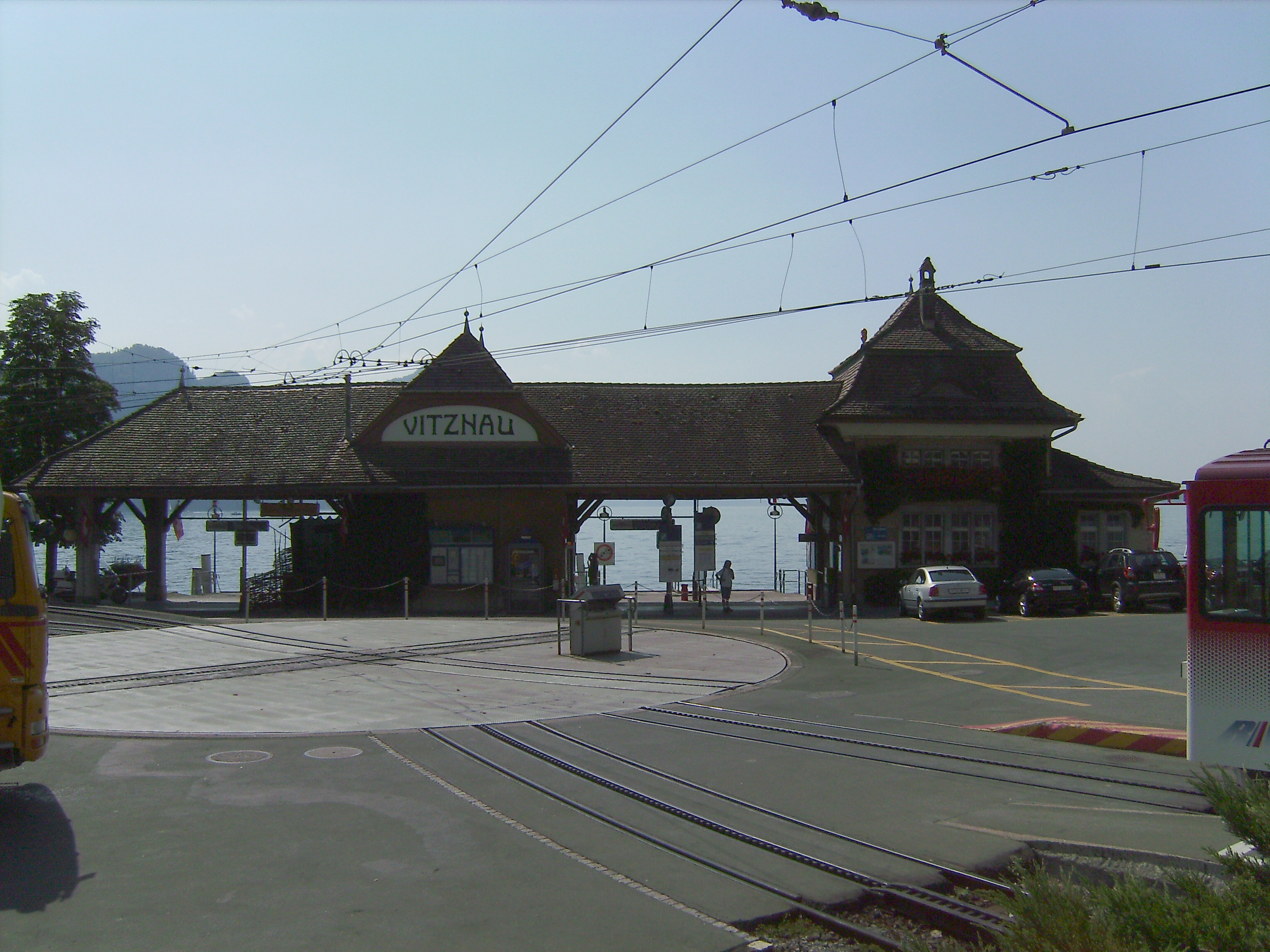
Drehscheibe in der Talstation der Vitznau-Rigi-Bahn

#### Zungenweichen

Plan der 1875 von Riggenbach erbauten Zahnstangenweiche

Durchgehend mit Riggenbach-Zahnstange versehene Weiche der Rorschach-Heiden-Bahn

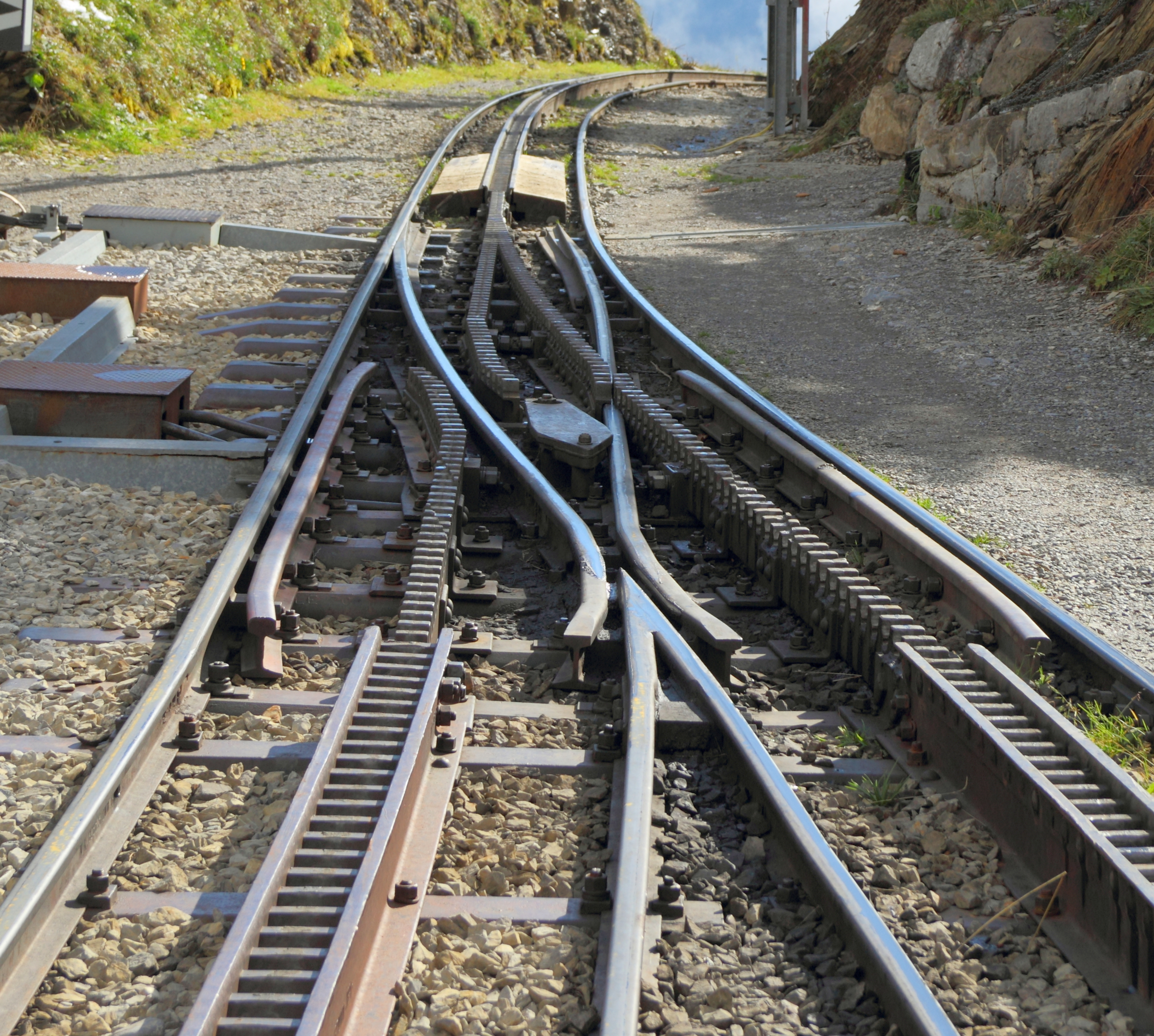
Auffahrbare Zahnstangenweiche System Riggenbach bei der Schynige-Platte-Bahn. Der führende Radsatz eines auffahrenden Fahrzeuges drückt das Druckstück vor dem Herzstück in die andere Lage und stellt damit die Weiche mit den beweglichen Zahnstangenlamellen um.

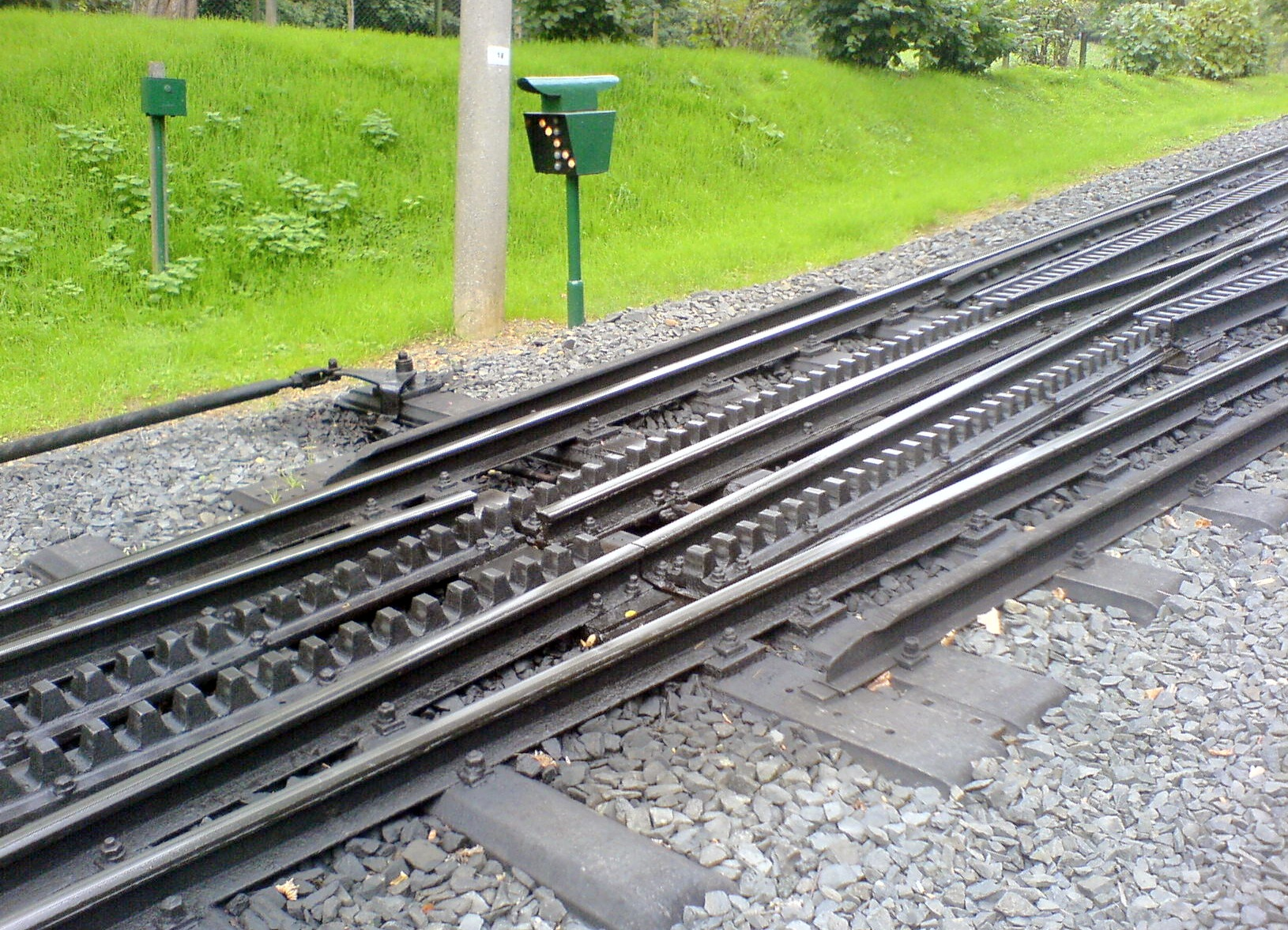
Riggenbach-Weiche mit tiefliegender Zahnstange und unterbrochenen Zwischenschienen bei der Drachenfelsbahn

Zahnstangenweichen sind mit beweglichen Zahnstangenelementen ausgerüstet, damit die Zahnstangen des einen Strangs die Schienen des andern Strangs kreuzen können. Weil damit ein ununterbrochener Zahnradeingriff gewährleistet ist, können sie auch auf geneigten Strecken eingebaut werden. Bei Bahnen mit gemischtem Antrieb befinden sich die Weichen oft auf den Adhäsionsabschnitten, weil Zahnstangenweichen aufwendiger und teurer als gewöhnliche Weichen sind. Andererseits muss bei Kreuzungsbahnhöfen mit durchgehenden Zahnstangen wie in Tschamut-Selva auf der Oberalpstrecke die Geschwindigkeit nicht reduziert werden, weil keine Zahnstangeneinfahrt nötig ist.
Der Vorteil von Zungenweichen mit Zahnstange gegenüber klassischen Schleppweichen mit verschiebbarem Gleisrost sind die nur geringen temperaturbedingten Längenänderungen der kurzen beweglichen Zahnstangenteile. Nennenswerte Teilungsfehler können durch Temperaturänderungen nicht auftreten. Zahnstangenweichen werden aufgrund der geringen Geschwindigkeiten mit vergleichsweise kleinen Zweiggleisradien gebaut, mehrere Verschlüsse im Zungenbereich oder bewegliche Herzstückspitzen sind deshalb nicht erforderlich.
1875 baute Riggenbach die erste Zahnstangenweiche auf der Rorschach-Heiden-Bergbahn in Wienacht ein, um eine Zufahrt zum dortigen Sandsteinbruch zu ermöglichen. Innerhalb der Weiche befindet sich statt der Riggenbach-Leiterzahnstange eine einlamellige Zahnstange. Diese Zungenweiche entspricht der für einlamellige Zahnstangenstrecken noch heute verwendeten Bauart, die auch bei Bahnen mit Riggenbach-Zahnstange mehrheitlich eingesetzt wird.

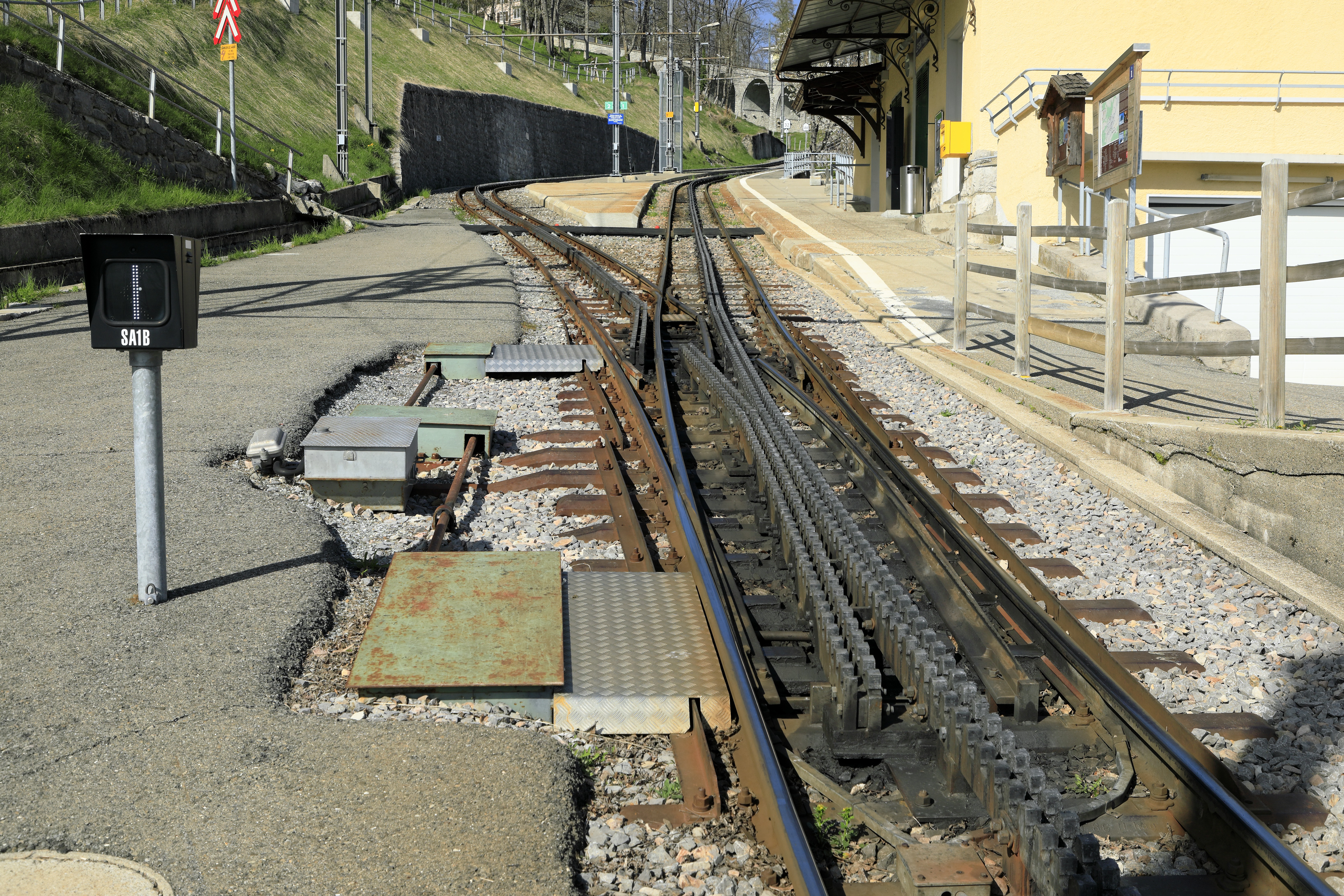
Weiche der Strecke Aigle–Leysin mit vollem Zahnstangenquerschnitt

Bei den Weichen der 1893 eröffneten Wengernalpbahn und Schynige-Platte-Bahn mit 800 mm Spurweite und Riggenbach-Zahnstange war die Zahnstange auf einer Länge von 90 cm unterbrochen. Zur Gewährleistung eines unterbrechungsfreien Eingriffs benötigten die Lokomotiven zwei Triebzahnräder. Heute setzen die beiden Bahnen Weichen mit beweglichen Lamellen ein.
Bereits seit 1890 verwendet die Monte-Generoso-Bahn Zahnstangenweichen des Systems Abt. Deren Konstruktion ist dank der zweilamelligen Zahnstange einfacher, weil innerhalb der Weiche abschnittweise nur eine der beiden Zahnstangenlamellen benutzt wird (siehe Bild im Abschnitt Lamellenzahnstangen). Eine solche Weiche kann aber nur in geringen Neigungen verwendet werden, wo nicht die volle Zugkraft auf die Zahnstange wirkt. Die bei neueren Triebfahrzeugen weicheren Tangentialfedern der Triebzahnräder führen nach einlamelligen Abschnitten zu starkem Verschleiß beim Wiedereingriff in die zweite Lamelle, da der belastete Zahnkranz gegenüber dem unbelasteten verdreht wird. Traditionelle Zahnstangenweichen des Systems Abt sollte deshalb nicht mehr angewendet werden. Sollen Zahnstangenweichen System Abt mit der vollen Antriebs- oder Bremskraft befahren werden, dann erhalten sie für das Durchführen des vollen Zahnstangenquerschnittes bewegliche Zwischenschienen und zusätzlich im Zungenbereich bewegliche Zahnstangen nach dem Schleppweichenprinzip. Beispiele sind die Weichen bei der Gornergratbahn und in der Schöllenenschlucht
Die Berner Oberland-Bahnen rüsteten ihre neuen Zahnstangenweichen mit drei Einzelantrieben aus, um das im Winter störanfällige Gestänge zu vermeiden.
Zahnstangenweichen mit tiefliegenden Zahnstangen oder mit unterbrochenen Zwischenschienen sowie jede Form von Schleppweichen sind nicht auffahrbar. Weil ein Auffahrvorgang immer zur Entgleisung mit insbesondere in starken Neigungen schwerwiegenden Folgen führt, müssen Auffahrvorgänge unbedingt vermieden werden. Beim System Abt und bei hochliegenden Riggenbach-Zahnstangen mit nicht unterbrochenen Zwischenschienen wurden auffahrbare Weichen, die sich schon beim Befahren des Herzstückes auf rein mechanischem Weg in die erforderliche Lage umstellen, realisiert (siehe Bild weiter oben). Eingebaut wurden sie beispielsweise bei der Rochers-de-Naye- und der Schynige-Platte-Bahn.

#### Federweichen

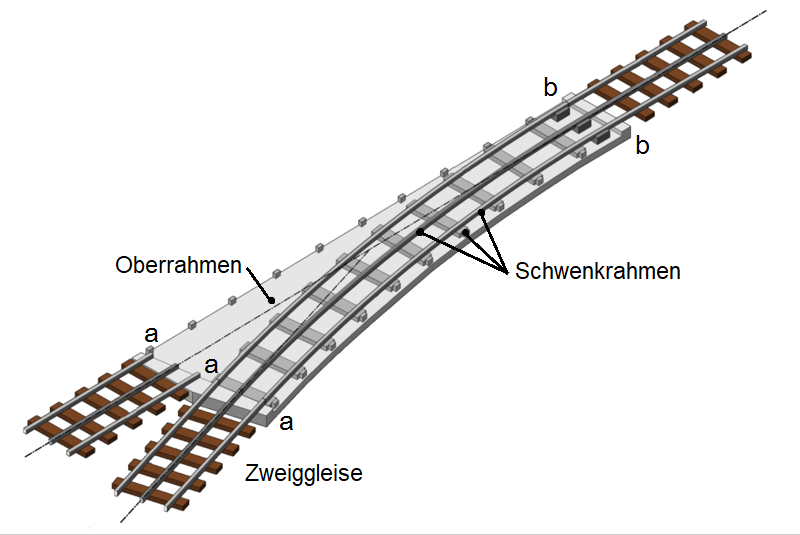
Federweiche Rigi-VTW 2000 der Rigi-Bahnen

Neuartige Federweichen der Rigi-Bahnen in Arth-Goldau

Seit 1999 setzen die Rigi-Bahnen und seit 2004 die Dolderbahn neu entwickelte Federweichen ein, in welchen das Gleis von der einen Endlage in die andere entlang einer definierten Kurve gebogen wird. Zur Kompensation der temperaturbedingten Längenänderungen über die gesamte Weichenlänge ist die Federweiche so konstruiert, dass die Längendehnungen der Zahnstange und des darunter liegenden Rahmens in entgegengesetzter Richtung wirken. Damit heben sich die beiden Längendehnungen gegenseitig auf, der Zahnabstand an der Stoßstelle bleibt innerhalb der Toleranz und Zahnteilungsfehler werden vermieden.
Die einfache Konstruktion der Federweiche hat – im Gegensatz zur konstruktiv von Adhäsionsweichen abgeleiteten üblichen Zahnstangenweichen – weniger bewegliche Teile mit entsprechend weniger Verschleiß und benötigt keine Weichenheizung. Die Anwendung wäre auch bei Adhäsionsbahnen möglich, z. B. als Doppel- oder Kreuzungsweiche. Nachteilig ist allerdings, dass sie wie alle Schleppweichen nicht auffahrbar sind. Rollt ein Fahrzeug stumpf auf eine derartige Weiche zu, kommt es zwangsläufig zu einer Entgleisung, die in steil abfallendem Gelände fatale Folgen haben kann.

#### Helixverwindung in der Weiche
Auf Gleisabschnitten mit Neigungen über 40 ‰ ist in Gleisbögen die Helixverwindung zu berücksichtigen (vgl. Abschnitt Helixverwindung). Weichen stellen diesbezüglich einen Spezialfall dar. Sie müssen sich in einer Ebene befinden, damit sie richtig schließen und sich die Zungen nicht verklemmen. Bei einer Weiche in einer Neigung ist die Verwindung des abzweigenden Strangs somit konstruktionsbedingt unterbunden. Erst nach der letzten durchgehenden Schwelle kann sich das Gleis wieder verwinden.
Liegt eine Weiche in der Neigung mit Weichenanfang talseitig, so ergibt sich allein aus der Geometrie eine Überhöhung der bogenäußeren Schiene des abzweigenden Stranges. Die Überhöhung entspricht in der Tendenz jener, die aus fahrdynamischen Gründen in einen Bogen ohne Weiche eingebaut worden wäre. Wenn der Bogen nach der Weiche endet, kann das Gleis verwunden werden.
Befindet sich dagegen eine Weiche umgekehrt mit dem Weichenanfang bergseitig, ist die Überhöhung aus den gleichen geometrischen Gründen auf der bogeninnen Schiene. Das ist aber fahrdynamisch ungünstig, denn die nun negative Überhöhung verstärkt die auf das Fahrzeug wirkenden Fliehkräfte. Eine solche Weiche darf nur mit verringerter Geschwindigkeit im abzweigenden Strang befahren werden. Der Effekt kann mit einem größeren Weichenradius und somit einer geringeren Weichenneigung sowie mit einer Außenbogenweiche reduziert werden. Bei der Außenbogenweiche kann der Fehler auf die beiden Gleisstränge verteilt werden. Auch bei dieser Weichenkonstallation wird das Gleis nach der letzten durchgehenden Schwelle verwunden.
Bei den bei der Pilatusbahn (System Locher) verwendeten Schiebebühnen und Gleiswendern ist die Helixverwindung bedeutungslos, denn die Verwindungen der beiden Gleisstränge sind voneinander unabhängig. Bei anderen Zahnstangensystemen sind solche Gleisverbindungen aus Kostengründen keine Alternative.

### Triebfahrzeuge

Im Systemwechselbahnhof Interlaken Ost treffen zwei meterspurige Strecken mit Zahnstangenabschnitten und unterschiedlichen Stromsystemen aufeinander. Links im Bild ein Zug der Berner-Oberland-Bahn (1500 Volt Gleichspannung), rechts eine Komposition der Zentralbahn (15 kV Wechselspannung).

Auf Zahnradbahnen werden elektrische und dieselbetriebene Triebfahrzeuge sowie auch heute noch Dampflokomotiven eingesetzt. Von den weltweit verkehrenden Zahnradtriebfahrzeugen sind nur etwa 15 % Diesel- und 5 % Dampftriebfahrzeuge.
Bei den bestehenden elektrischen Zahnradbahnen sind folgende drei Stromsysteme im Gebrauch:
- Gleichstrom mit verschiedenen Spannungen bei kurzen und mittleren Betriebslängen. Die Mehrzahl der Gleichstrombahnen verwendet eine Spannung von 1500 Volt. Sie erlaubt Abstände von vier bis fünf Kilometern zwischen den Gleichrichterstationen.
- Einphasenwechselstrom bei einigen reinen Zahnradbahnen und bei längeren gemischten Adhäsions-/Zahnradbahnen (siehe Liste von Zahnradbahnen). Die hohe Spannung des Wechselstroms erlaubt große Abstände zwischen den Umspannwerken, die Triebfahrzeuge benötigen jedoch einen Transformator, dessen hohe Masse nachteilig ist.
- Drehstrom bei den reinen Zahnradbahnen auf die Jungfrau, den Gornergrat, den la Rhune und den Corcovado. Klassische Drehstromtechnik benötigt zweipolige Oberleitungen, erlaubt jedoch einfache Rekuperationsbremsen, die aber auf der Bergfahrt keine höhere Geschwindigkeit als talwärts erlaubt.

Der Bau und Betrieb von Zahnradtriebfahrzeugen sind und waren technisch sehr anspruchsvoll. Im Vergleich zu Adhäsionsbahnen sind Grenzen gesetzt durch:
- enge Bögen, große Klimaunterschiede und rauer Winterbetrieb,
- Belastungsgrenzen der Zahnstange und der Zugvorrichtungen,
- Sicherheit gegen Entgleisen des Zuges auf der Talfahrt auch in engen Bögen bei Maximalgefälle.[64]

Wichtigster Hersteller von Zahnradtriebfahrzeugen war seit 1874 die Schweizerische Lokomotiv- und Maschinenfabrik (SLM) in Winterthur. Nach der Auflösung der SLM im Jahr 1998 wurde der Zahnradbahnbereich von Stadler Rail übernommen. Von den weltweit bei bestehenden Zahnradbahnen in Betrieb stehenden Triebfahrzeugen stammen mehr als zwei Drittel von der SLM oder von Stadler. Die Lokomotivfabrik Floridsdorf in Wien besaß die alleinigen Patente des Zahnstangensystems Abt für das Gebiet Österreich-Ungarns. Sie wurde damit neben der weltweit tätigen SLM zur größten Produzentin von Zahnradbahntriebfahrzeugen und lieferte fast alle in der Doppelmonarchie bestellten Zahnradlokomotiven, unter anderem die Maschinen der Erzbergbahn und der Bosnisch-Herzegowinischen Landesbahnen. In Deutschland erwarb sich die Maschinenfabrik Esslingen einen besonderen Ruf durch den Bau von Zahnradlokomotiven. In den USA belieferte Baldwin Locomotive Works in Philadelphia einige amerikanische Auftraggeber.
Die Bauartbezeichnungen der Schweizer Lokomotiven und Triebwagen unterscheiden zwischen reinen und gemischten Zahnradbahnen. Bei reinen Zahnradfahrzeugen kommt das h an erster Stelle nach den Großbuchstaben (z. B. Zahnradtriebwagen Bhe 4/4), bei kombiniertem Adhäsions- und Zahnradantrieb am Schluss (Beh 4/4). Eine H 2/2 ist eine reine Zahnraddampflokomotive, eine HG 2/2 eine kombinierte Adhäsions- und Zahnradlokomotive.

#### Triebfahrzeuge für reine Zahnradbahnen
Bei den reinen Zahnradbahnen werden die Räder nur für die Abstützung und Führung der Fahrzeuge benützt. Die Fortbewegung der Fahrzeuge erfolgt ausschließlich über die Zahnräder. Solche Zahnradbahnen überwinden mit vertikal eingreifenden Zahnrädern Maximalneigungen von 250–300 ‰.

##### Dampflokomotiven
Dampflokomotiven für reine Zahnradbahnen weisen in der Regel zwei Triebzahnräder oder ein Triebzahnrad und ein Bremszahnrad auf. Für größere Zugmassen müssen zwei Triebzahnräder angewendet werden (recht häufig beim System Abt), damit der Zahndruck nicht zu hoch wird und um der Gefahr des Aufkletterns des Zahnrads aus der Zahnstange zu begegnen. Solche Lokomotiven der Bauart Abt wurden z. B. von der Wengernalp-, der Snowdon-, der Schafberg- und der Schneebergbahn beschafft. Eine Lokomotive mit drei Triebzahnrädern ist bei Pike’s Peak Railway zur Anwendung gekommen.
Zahnraddampflokomotiven sind fast ausschließlich als Tendermaschinen gebaut, um die gesamte Zugmasse möglichst tief zu halten und die gesamte Lokomotivmasse für die Sicherung des Zahneingriffs auszunutzen. Für die Ergänzung des Speisewasservorrats wird unterwegs mehr Zeit einberechnet.
Da man in den unterschiedlichen Neigungen störende Schwankungen des Wasserstands im Kessel befürchtete, wurden der ersten Lokomotiven der Vitznau-Rigi-Bahn mit stehendem Kessel ausgerüstet. Im Betrieb und besonders im Unterhalt bewährten sich diese Kessel nicht, so dass sie nach 12 bis 19 Jahren durch liegende, um etwa 10 % geneigte Kessel ersetzt wurden.
Die marktbeherrschende Stellung der SLM führte zu einer gewissen Standardisierung der Bauarten. Die Bilderreihen illustrieren jeweils die Entwicklung der Zahnradtriebfahrzeuge, wobei bei nicht von der SLM oder Stadler Rail stammenden Fahrzeugen der Hersteller erwähnt ist:

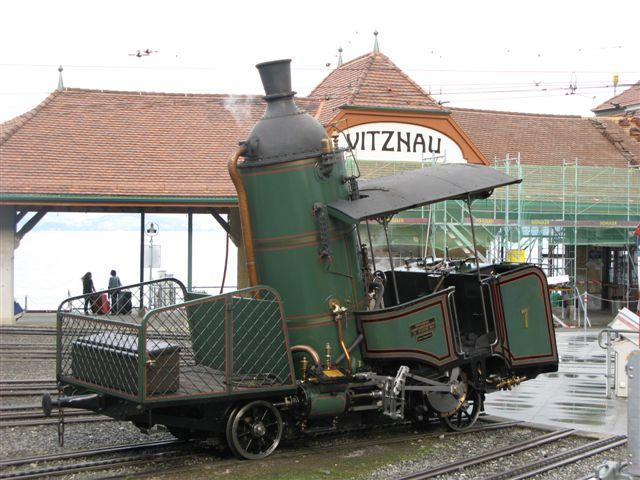
Normalspurige H 1/2 der Vitznau-Rigi-Bahn mit einem Triebzahnrad und stehendem Kessel. Die Spurweite verbesserte die Stabilität des stehenden Kessels. (1870, SCB)
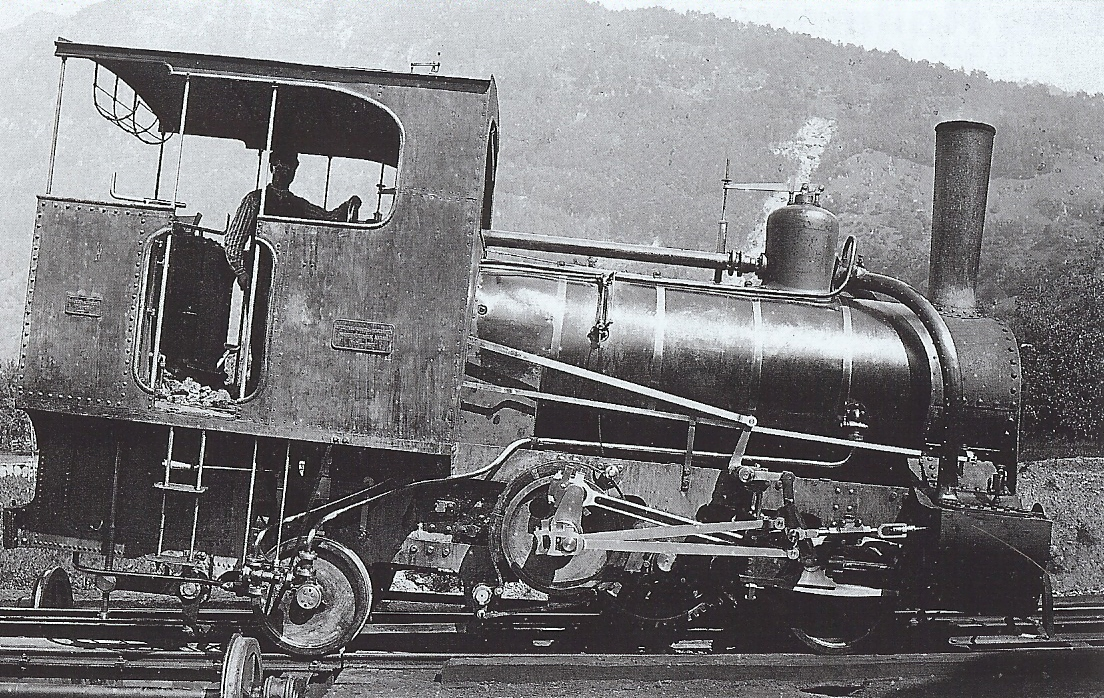
H 1/2 der Arth-Rigi-Bahn mit einem Triebzahnrad und liegendem Kessel, geliefert von der Internationalen Gesellschaft für Bergbahnen (1875)
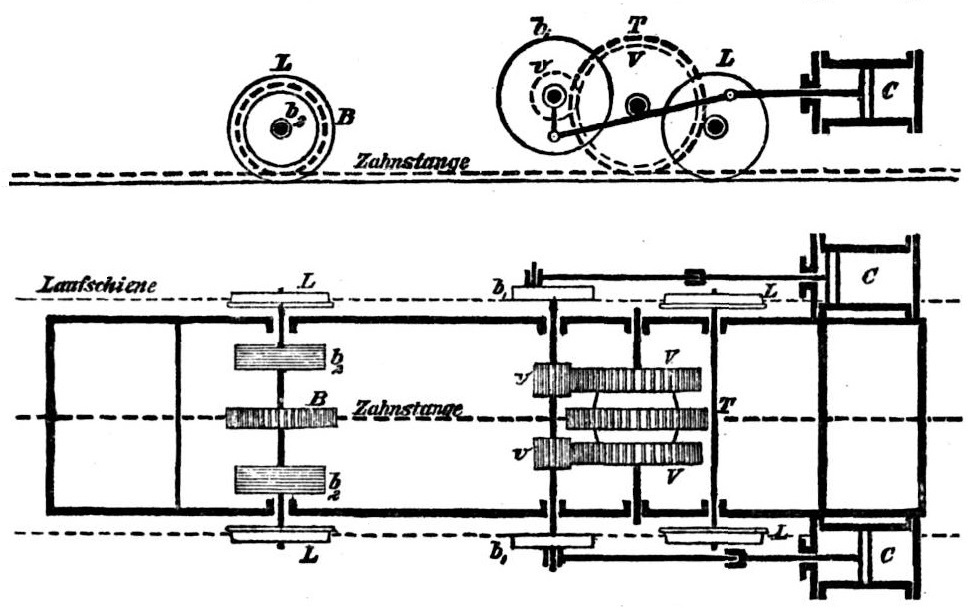
Maschine mit einem Triebzahnrad T, das mit Blindwelle b1 und Übersetzung von den Zylindern C angetrieben wird. Hintere Laufachse L mit Bremszahnrad und Bremsscheiben b2
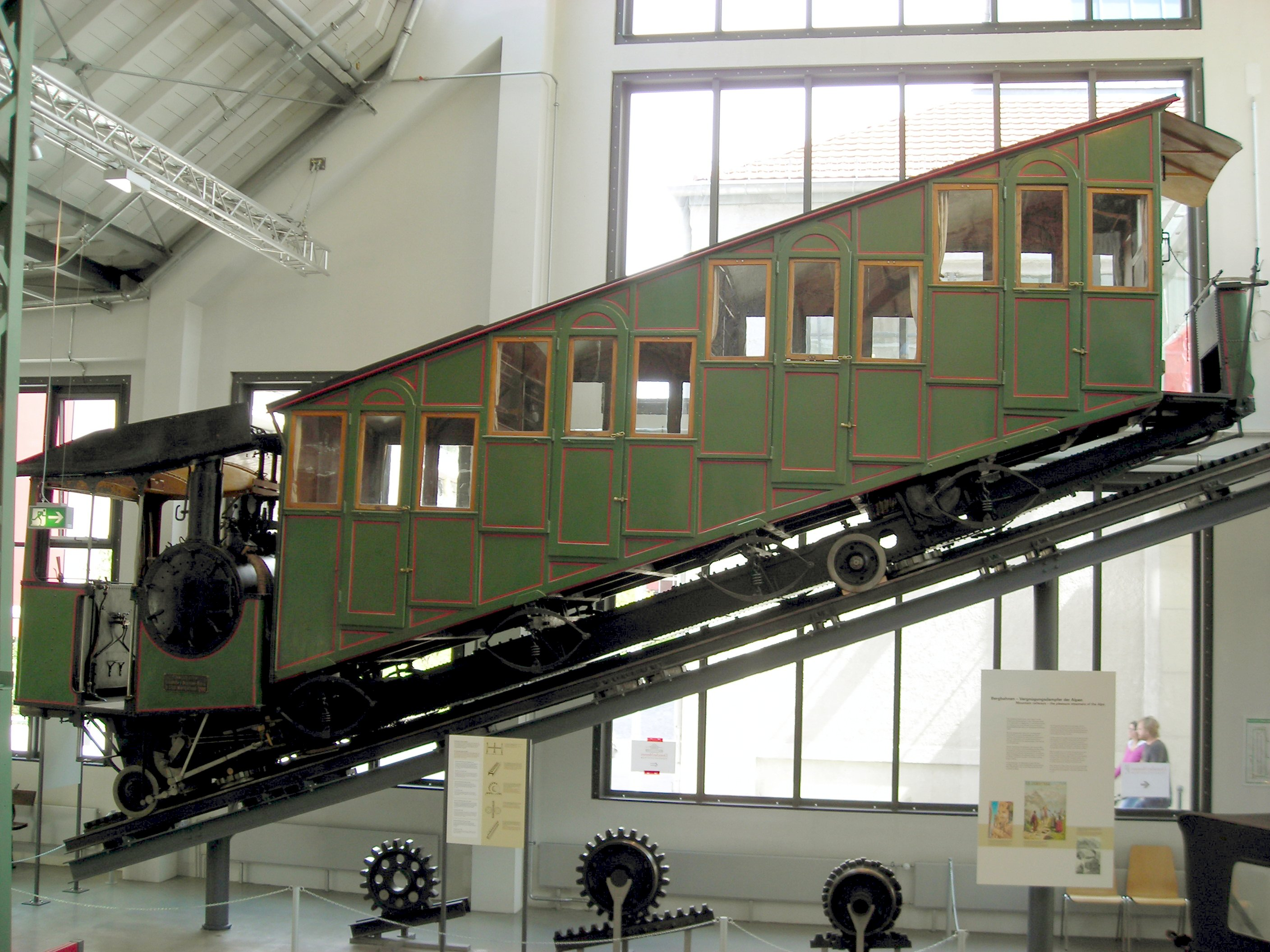
Die Dampftriebwagen Bhm 1/2 der Pilatusbahn sind eine Sonderkonstruktion für das Zahnstangensystem Locher (1886)
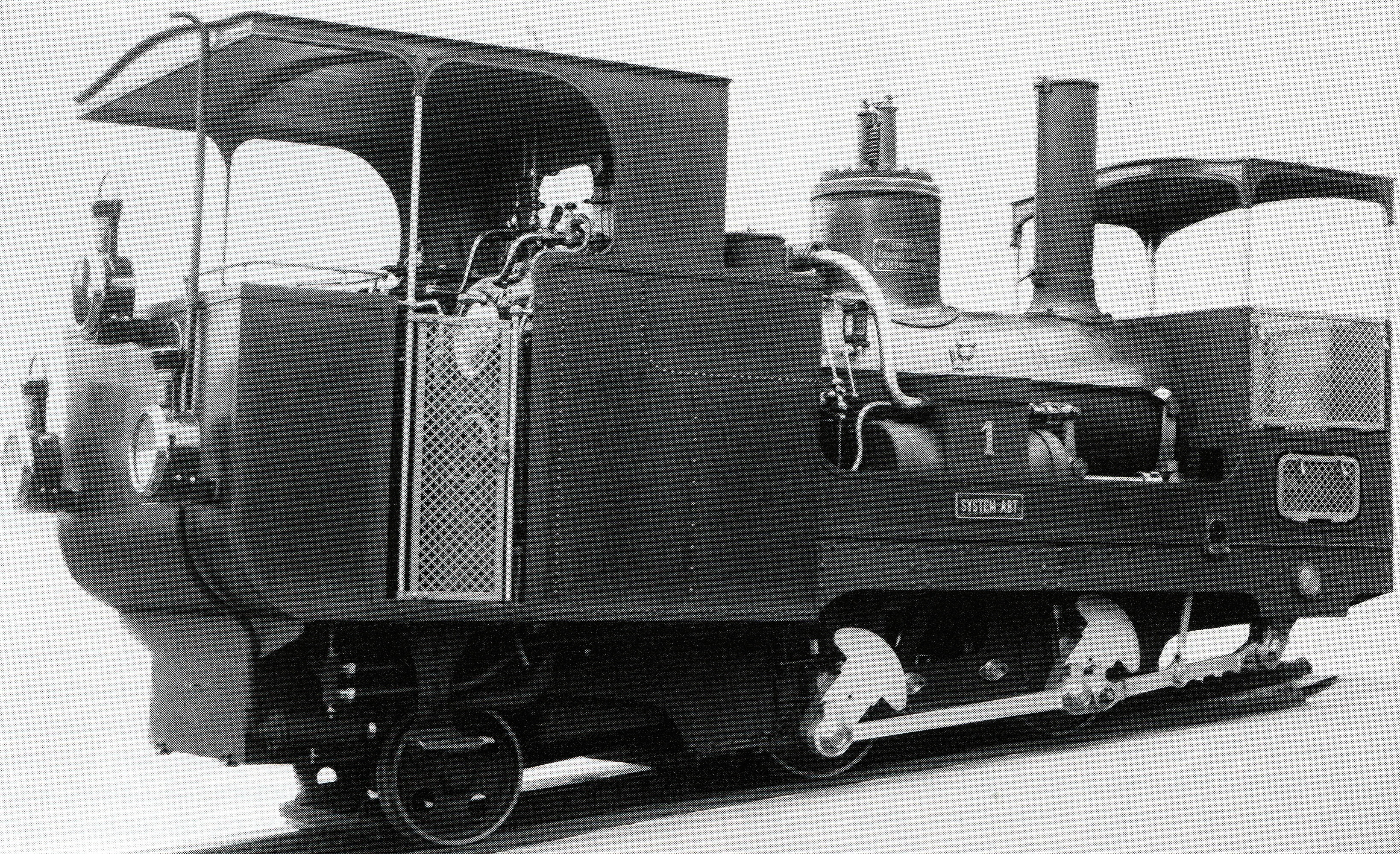
Die Abtsche Zahnradlokomotive H 2/3 der Monte-Generoso-Bahn mit zwei Triebzahnrädern war eine Originalkonstruktion der SLM (1889)
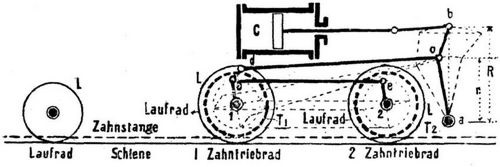
Bei Maschinen mit zwei Triebzahnrädern erfolgt der Antrieb über eine einarmige Schwinge R mit tiefliegendem Drehpunkt a
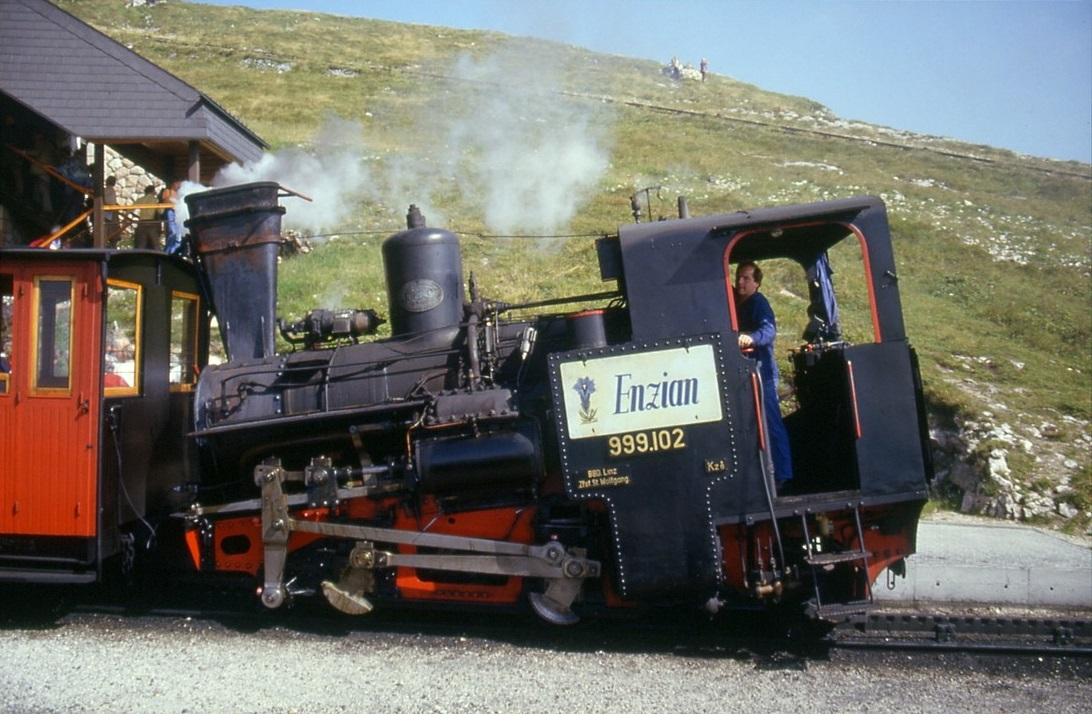
Lokomotive der Reihe 999.1 der Schafbergbahn mit zwei Triebzahnrädern, hergestellt von Krauss in Linz (1893)

##### Elektrische und dieselelektrische Triebfahrzeuge

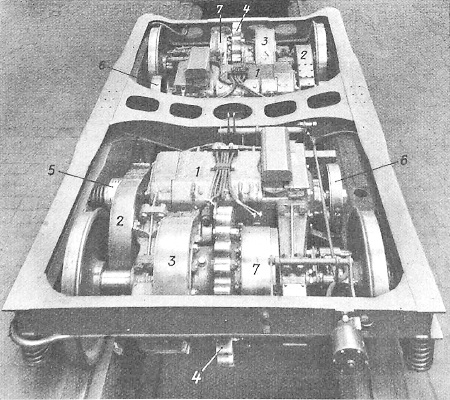
Triebdrehgestell (Vitznau-Rigi-Bahn, Bhe 2/4)
1) Motoren
2) Vorgetriebe
3) Getriebe
4) Triebzahnrad
5) Rutschkupplung
6) Bandbremse auf Motorwelle
7) Bandbremse (Klinkenbremse),
mit dem Triebzahnrad fest verbunden

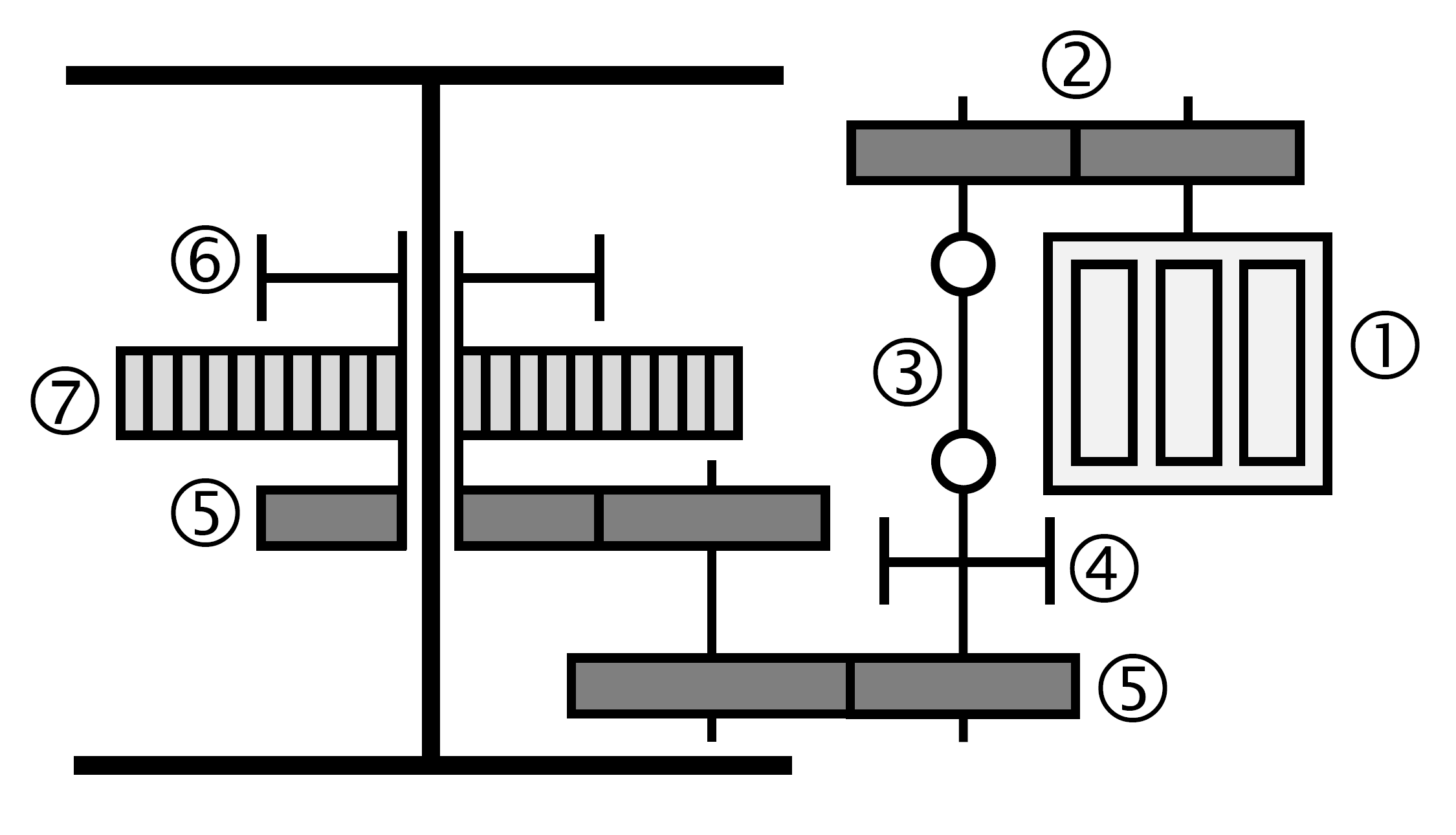
Reiner Zahnradantrieb (schematische Anordnung)
1) Fahrmotor
2) Vorgetriebe
3) Kardanwelle
4) Getriebebremse
5) zweistufiges Getriebe
6) Zahnradbremse
7) Triebzahnrad

Da in vielen Gebirgen ausreichend Wasser zur Stromerzeugung zur Verfügung steht, wurde bereits 1892 mit der Chemin de fer du Salève in den Hochsavoyen die erste elektrische Zahnradbahn der Welt dem Verkehr übergeben, die mit 600 Volt Gleichspannung betrieben wurde. Noch vor der Jahrhundertwende wurden die Gornergrat- und die Jungfraubahn eröffnet, wobei man sich dem damaligen Stand der Technik entsprechend zur Verwendung von Drehstrom entschied. Seit dem 20. Jahrhundert verkehrt die große Mehrheit der elektrisch betriebenen Zahnradbahnen mit Gleichstrom.
Der Antrieb heutiger Fahrzeuge erfolgt mit Kompakteinheiten, die Motor, Getriebe, Bremstrommel und Triebzahnrad umfassen. Jeder Fahrmotor treibt ein an einem Radsatz frei drehend gelagertes Triebzahnrad an. Wegen der verhältnismäßig kleinen Fahrgeschwindigkeit hat das Getriebe meistens eine doppelte Übersetzung. Zur Vermeidung von unerwünschten Radentlastungen durch die Motordrehmomente werden die Fahrmotoren üblicherweise quer im Drehgestell eingebaut. Die Triebzahnräder mit Evolventenverzahnung greifen immer mindestens mit zwei Zähnen in die Zahnstange. Sie sind tangential gefedert zum Ausgleich von Stößen, die durch Zahnstangenteilungsfehler verursacht werden können.
Die Anzahl der Triebachsen wird durch die notwendige Zugkraft bestimmt. Für moderne Doppeltriebwagen mit vier baugleichen Drehgestellen genügt in vielen Fällen eine einmotorige Auslegung. Drehgestelle mit je einer Trieb- und einer Laufachse haben den Vorteil gleichmäßiger Zahnstangenbelastung, erlauben Doppeltraktion zweier Doppeltriebwagen und sind im Fall einer Entgleisung sicherer als zwei Trieb- und zwei Laufdrehgestelle.

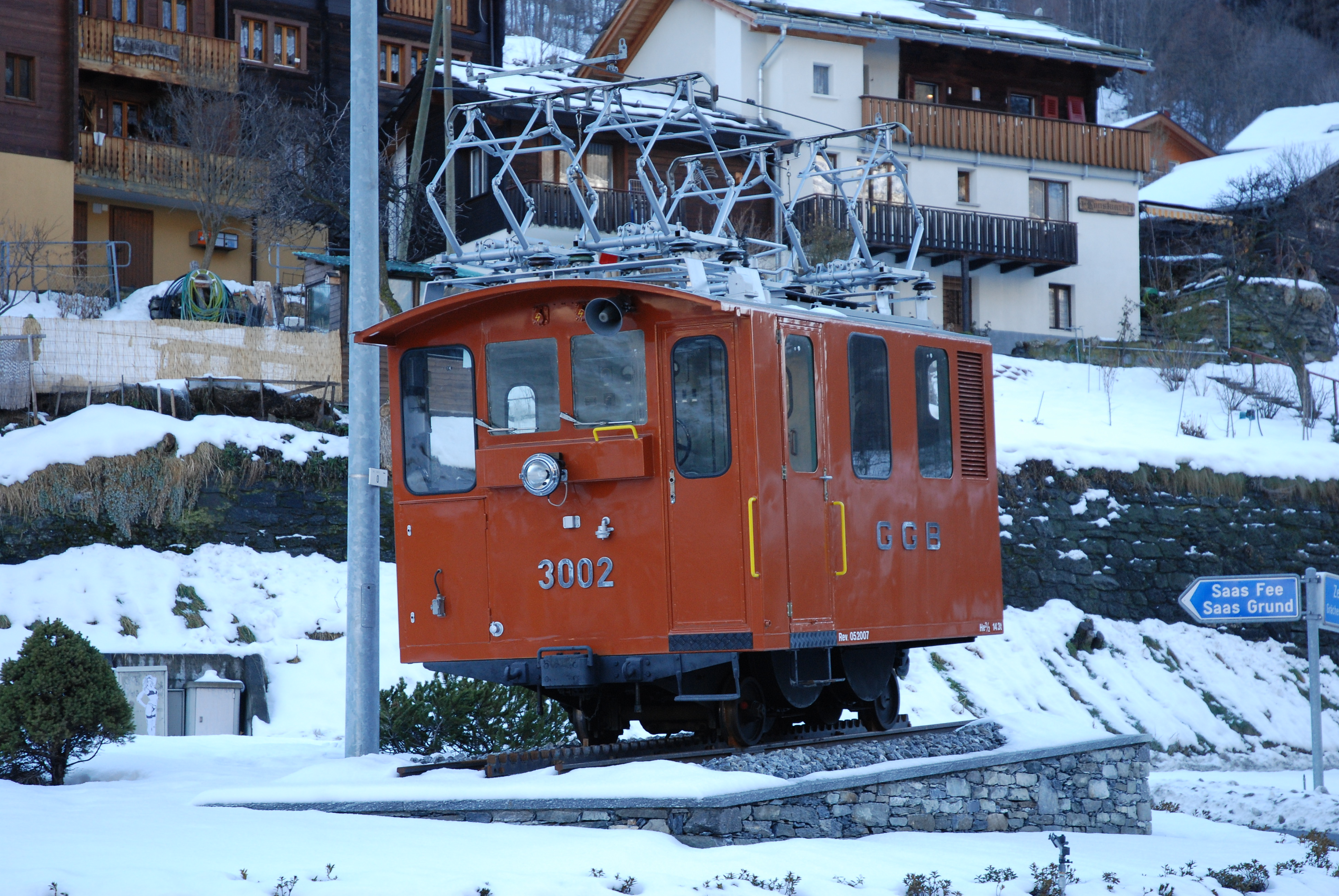
He 2/2 der Gornergratbahn, hier als Denkmal in Stalden, mit zwei Motoren und zwei Triebzahnrädern (1898)
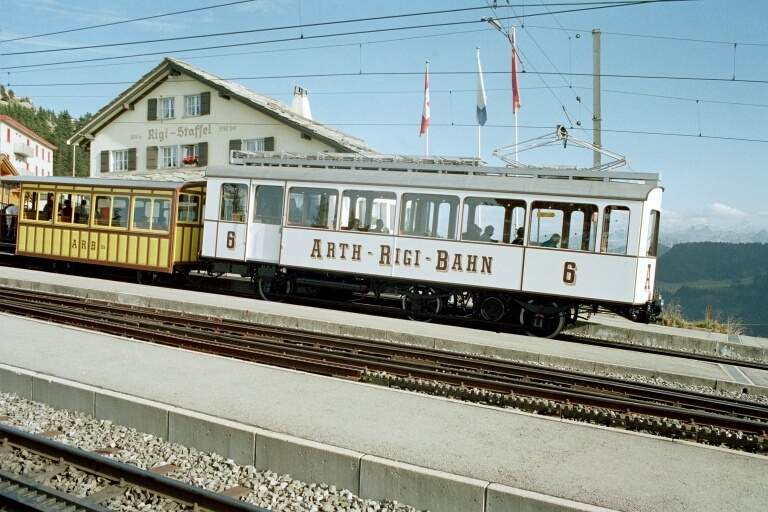
Der BCeh 2/3 der Arth-Rigi-Bahn für 1500 V Gleichspannung ist der älteste noch in Betrieb stehende Zahnradtriebwagen der Welt (1911)
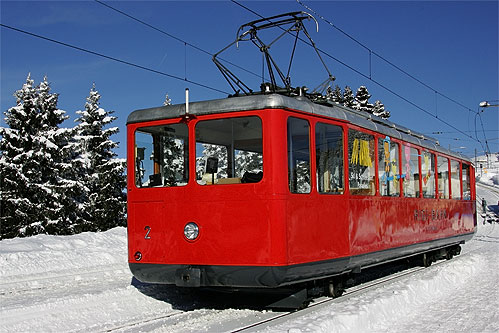
Bhe 2/4 der Vitznau-Rigi-Bahn, Wagenkasten in selbsttragender Stahlkonstruktion, talseitiges Lauf- und bergseitiges Triebdrehgestell mit zwei Motoren und Tatzlagerantrieb (1937)
BChe 2/4 der Rochers-de-Naye-Bahn mit je einer Trieb- und Laufachse pro Drehgestell (1938)
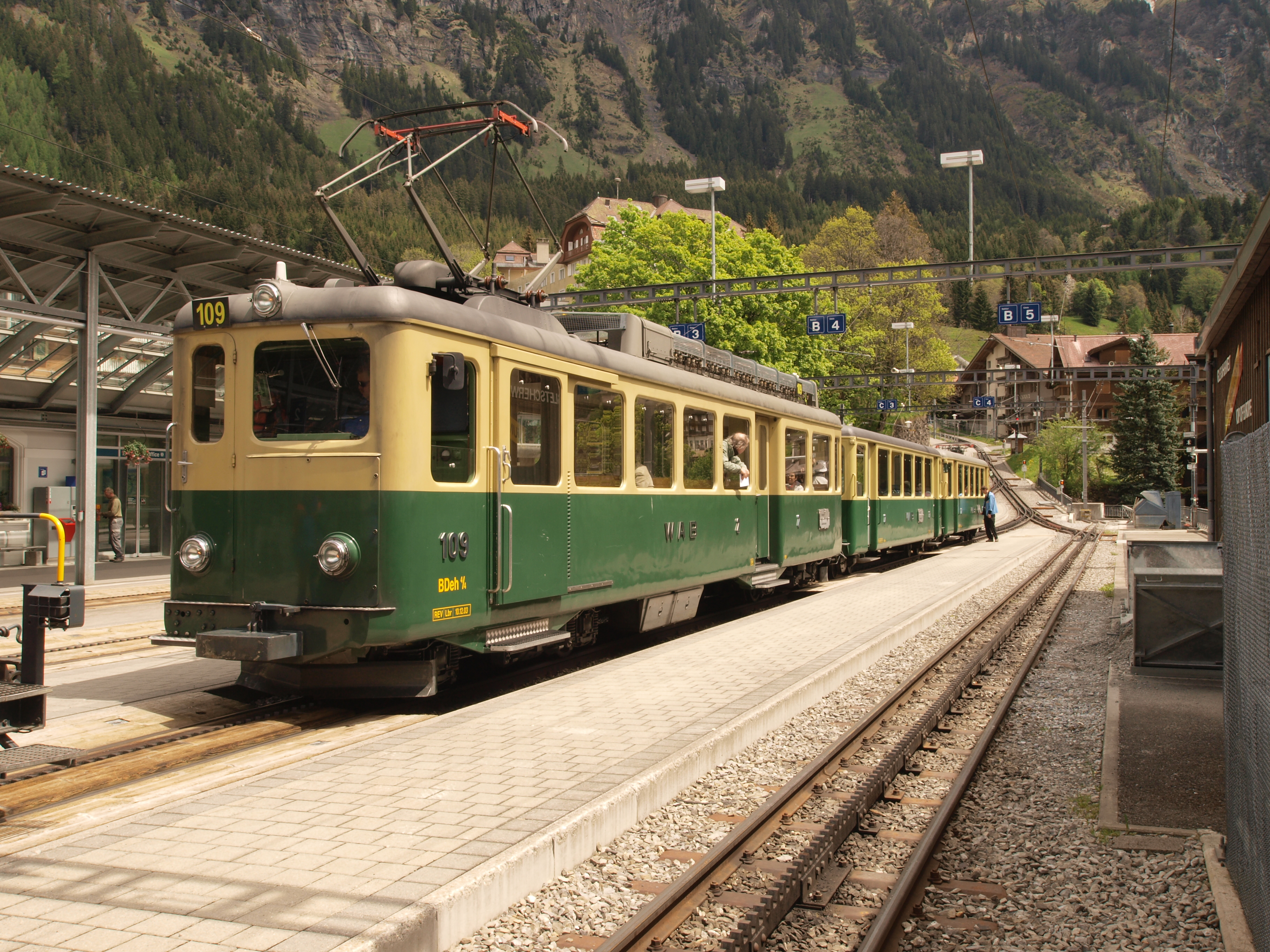
Die viermotorigen ABDhe 4/4 der Wengernalpbahn mit Steuerwagen ersetzten lokbespannte Züge (1947)
Dieselelektrischer Zahnradtriebwagen Bhm 2/4 der Pike's Peak Railway mit zwei Unterflur-Dieselmotoren (1960)
Der Doppeltriebwagen Bhe 4/8 der Gornergratbahn hat vier Drehgestelle mit je einer Trieb- und Laufachse. (1965)
Die Anschnittsteuerung der BDhe 4/8 der Jungfraubahn ermöglicht auch bei Drehstrom-Fahrzeugen eine schnellere Berg- als Talfahrt. (1992)[12]
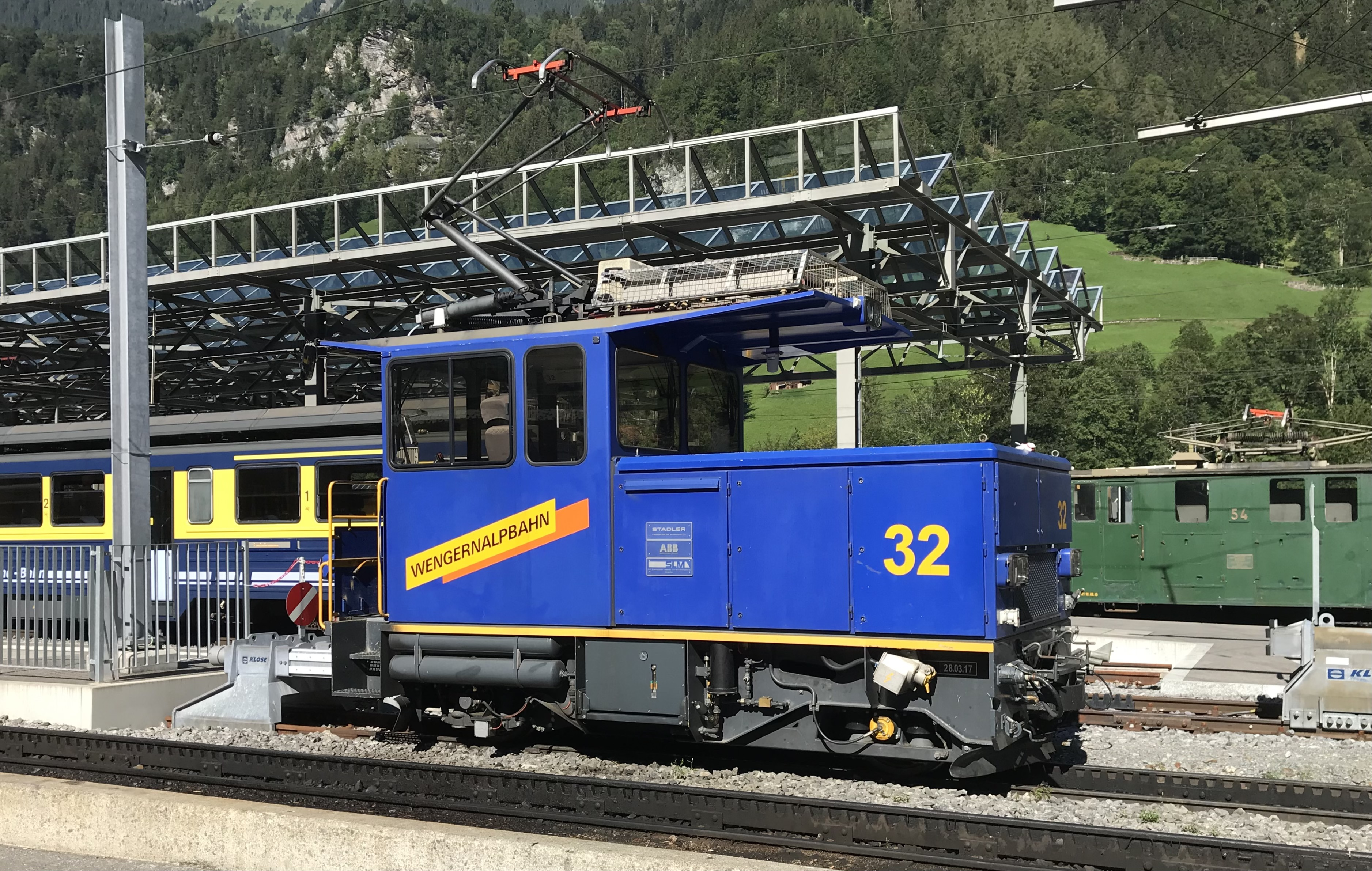
Die He 2/2 der Wengernalpbahn ist das erste Zahnradfahrzeug mit Drehstrom-Umrichterantrieb. (1995)
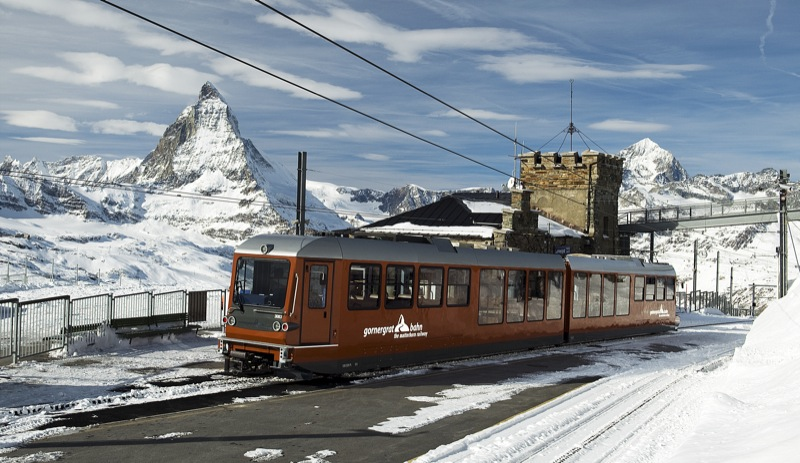
Bhe 4/6 3083 der drehstrombetriebenen Gornergratbahn mit Drehstrom-Drehstrom-Umrichter (2006)
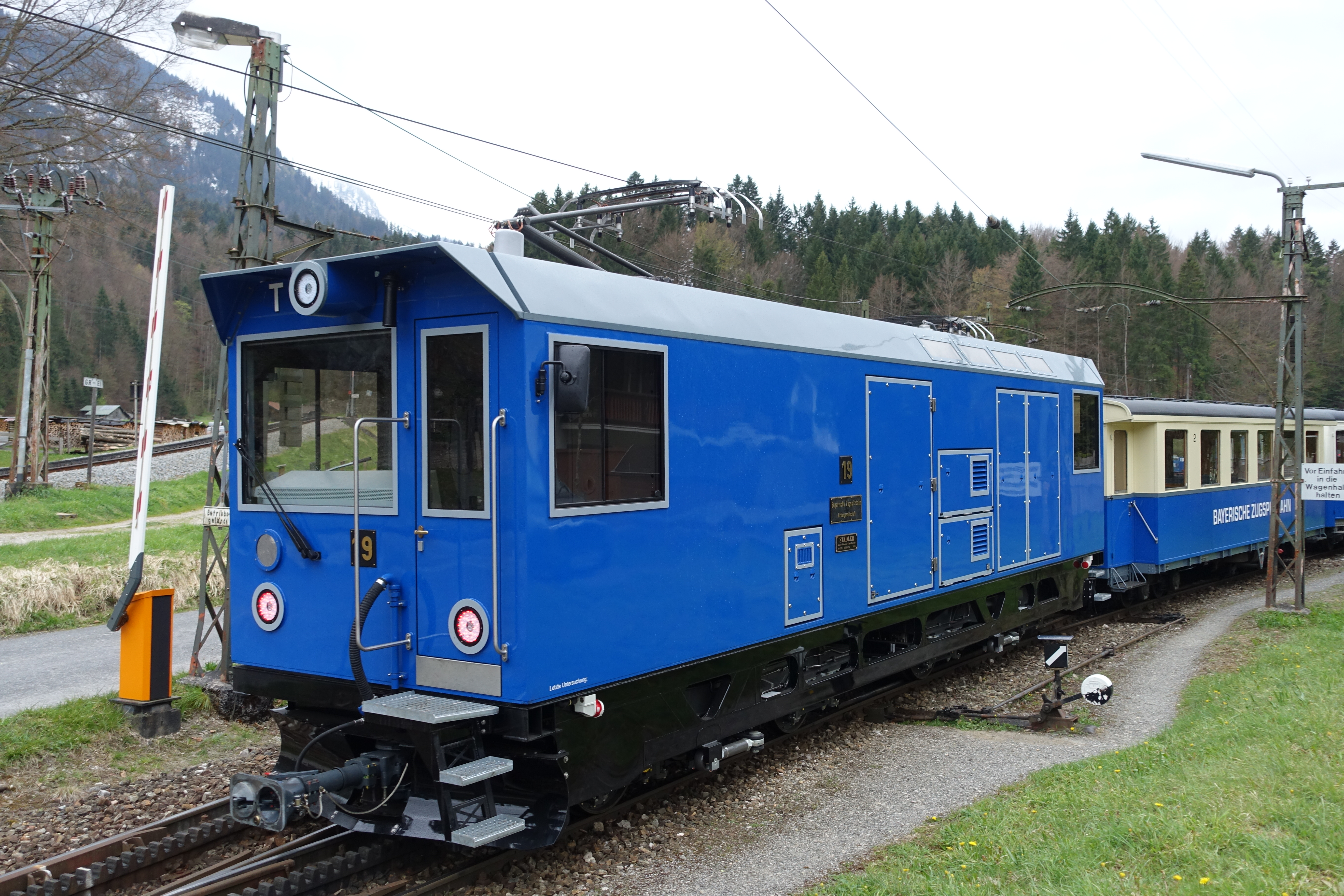
Vierachsige Umrichter-Berglokomotive 19 der Bayerischen Zugspitzbahn für 40 t Vorstelllast auf 250 ‰ (2016)

Die neueren technischen Entwicklungen finden sowohl bei reinen als auch gemischten Zahnradbahnen Anwendung:

Triebwagen Nr. 6 der Bayerischen Zugspitzbahn mit Sicken in den Seitenwänden zur Masseeinsparung (1978)
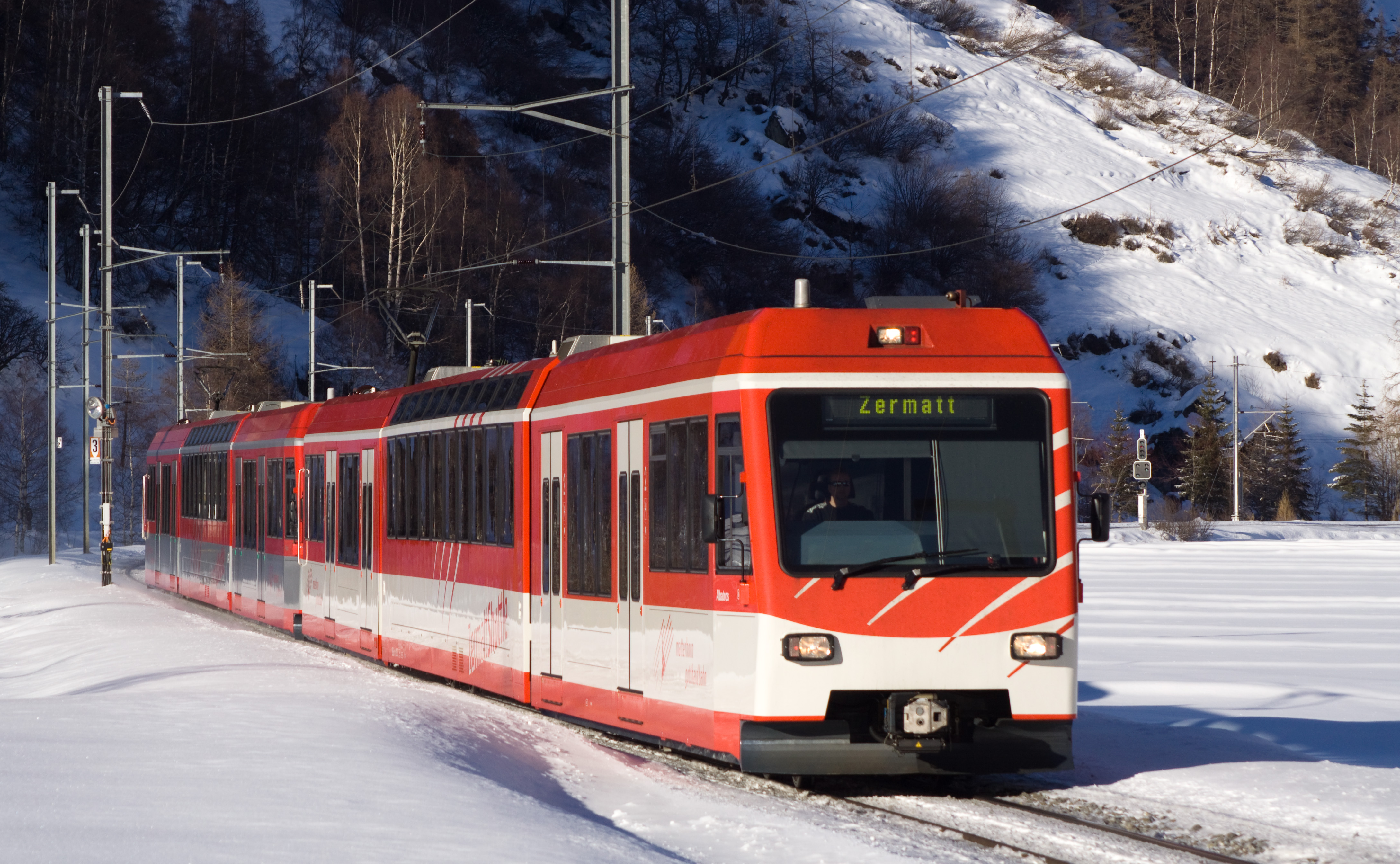
Zwei dreiteilige BDSeh 4/8 der Matterhorn-Gotthard-Bahn mit Panorama- und Niederflurwagen und Drehstrom-Umrichterantrieb (2002)
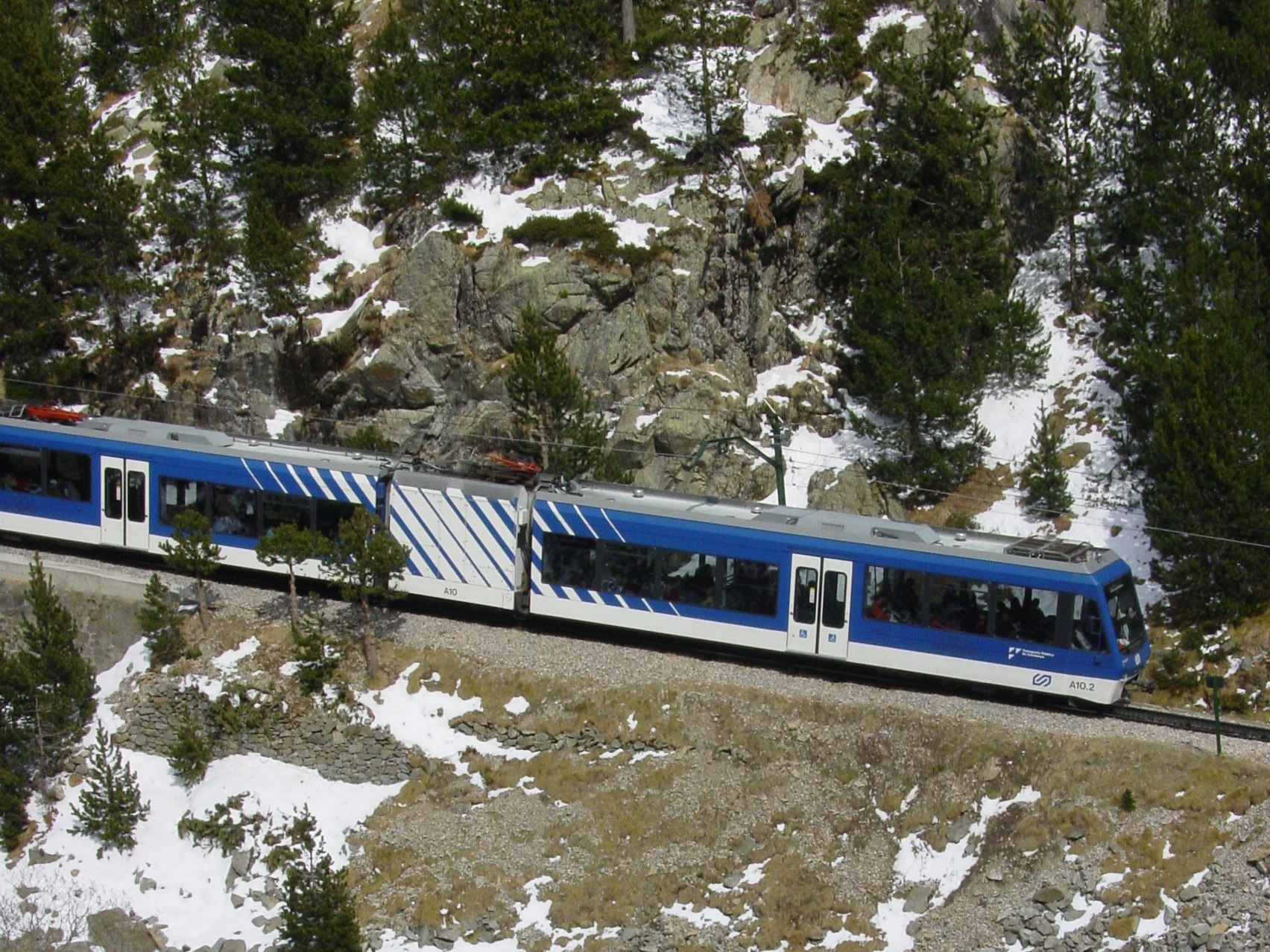
Der Zahnrad-GTW der Cremallera de Núria basiert auf einer Großserie von Adhäsionsfahrzeugen, was Kosten spart. (2003)
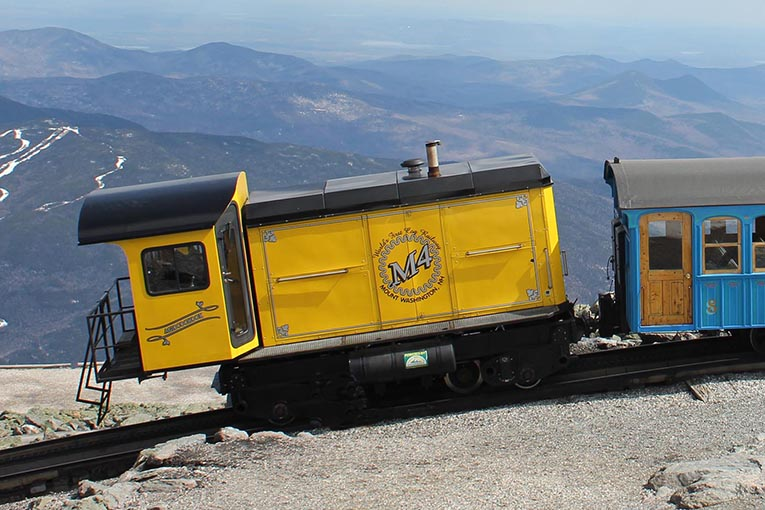
Mit Biodiesel betriebene Lokomotive M4 „Agiocochook“ der Mount Washington Cog Railway, ein Eigenbau der Bahngesellschaft (2008)

#### Triebfahrzeuge für gemischte Bahnen

##### Dampflokomotiven

###### Gekuppelter Antrieb
Die erste Lokomotive für gemischten Adhäsions- und Zahnradbetrieb war die „Gnom“ für die 1350 Meter lange Werkbahn des Sandsteinbruchs Ostermundigen bei Bern. Das Zahnrad lief auf der Adhäsionsstrecke ohne Eingriff leer mit.
Bei der Erzbahn Žakarovce und dann bei der Brünigbahn und der Padangbahn auf Sumatra wurden zunächst Lokomotiven mit zwei Zylindern und gekuppelten Adhäsions- und Zahnradtriebwerk verwendet. Die einfach gebauten Maschinen eigneten sich für kleinere Zugkräfte, jedoch bewährten sie sich nicht im Betrieb auf längeren Strecken wie der Brüniglinie.

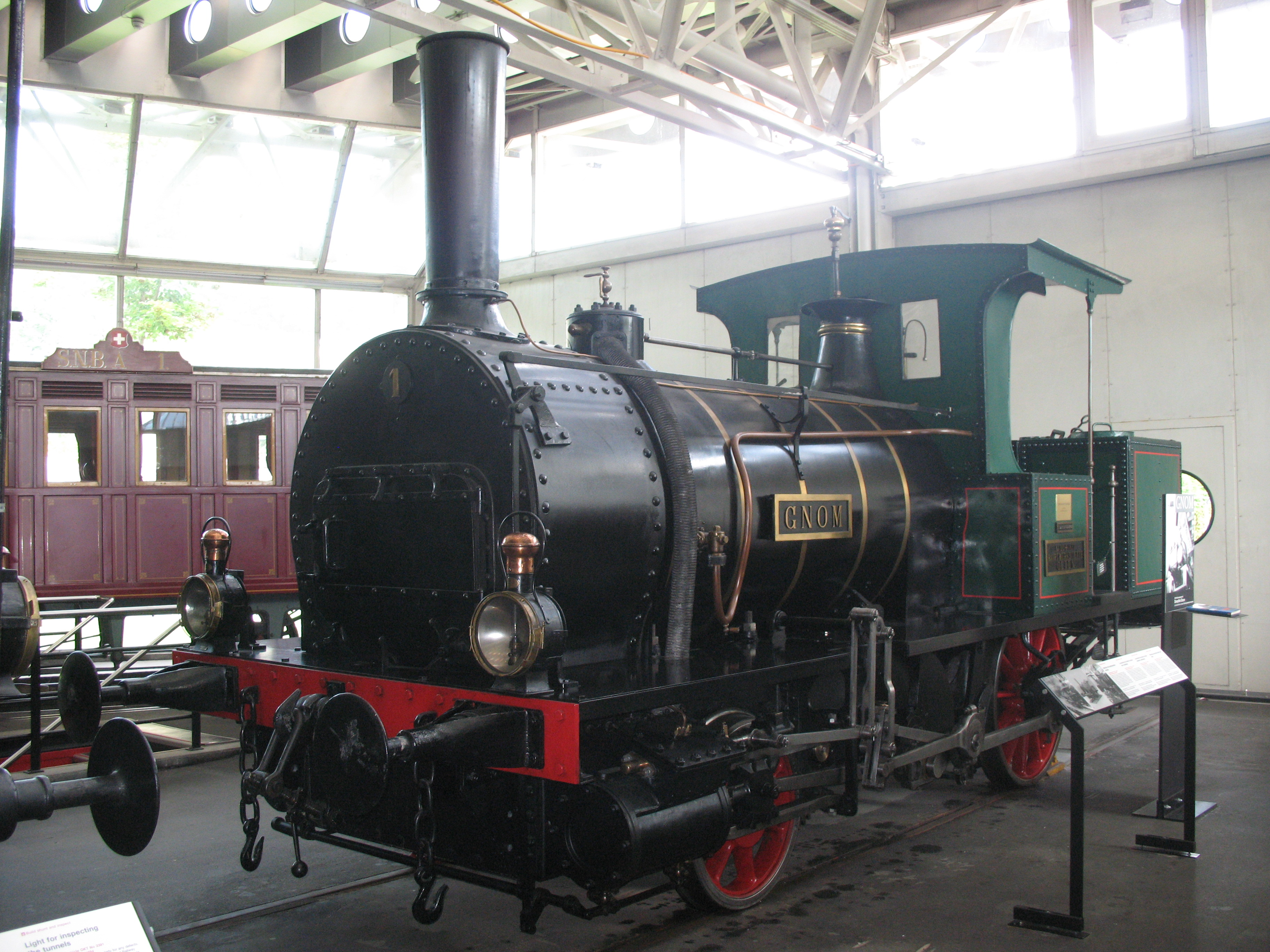
„Gnom“ des Steinbruchs Ostermundigen (1871, Internationale Gesellschaft für Bergbahnen)
Lok der Erzbahn Žakarovce in der heutigen Slowakei für gemischten Adhäsions- und Zahnradbetrieb (1884, Maschinenfabrik Esslingen)
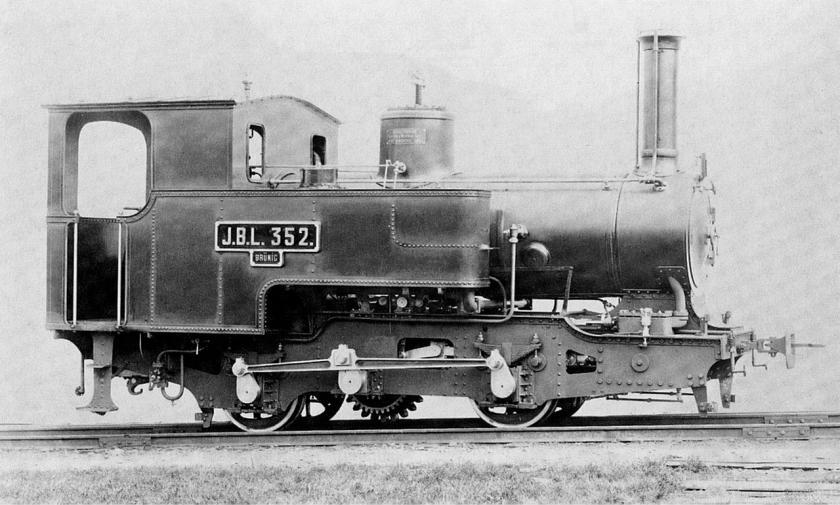
HG 2/2 für die Brüniglinie der Jura-Bern-Luzern-Bahn für gemischten Betrieb (1887)
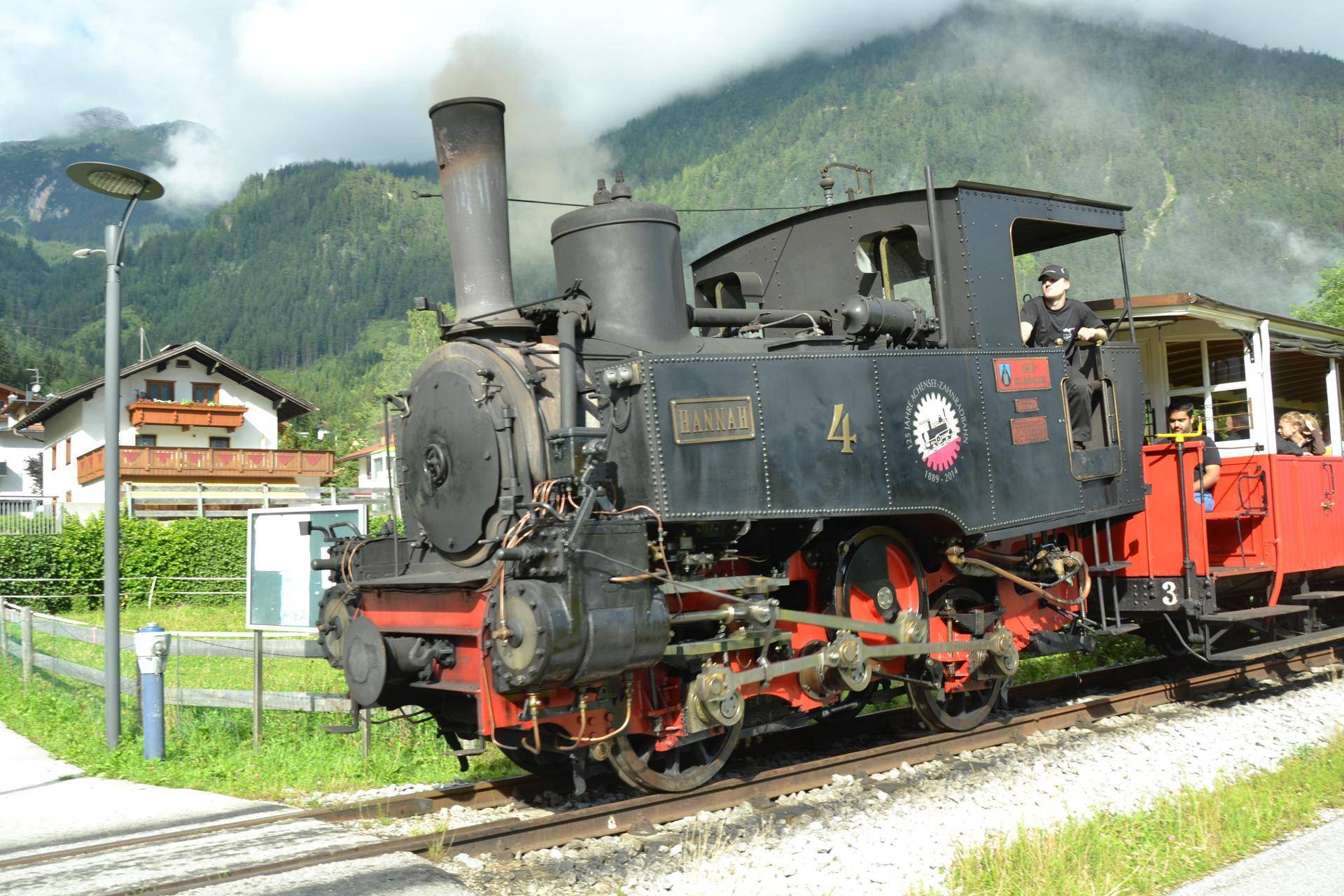
Lokomotive der  Achenseebahn von 1889 mit kombiniertem Adhäsions- und Zahnradantrieb (nach System Riggenbach), gebaut von der Lokomotivfabrik Floridsdorf.
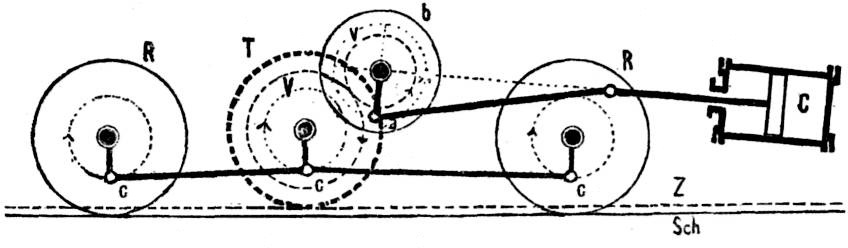
Gekuppelte Triebwerke mit Zylindern C, Blindwelle b, Übersetzung v/V, Triebzahnrad T, Kuppelstange c und Triebachsen R
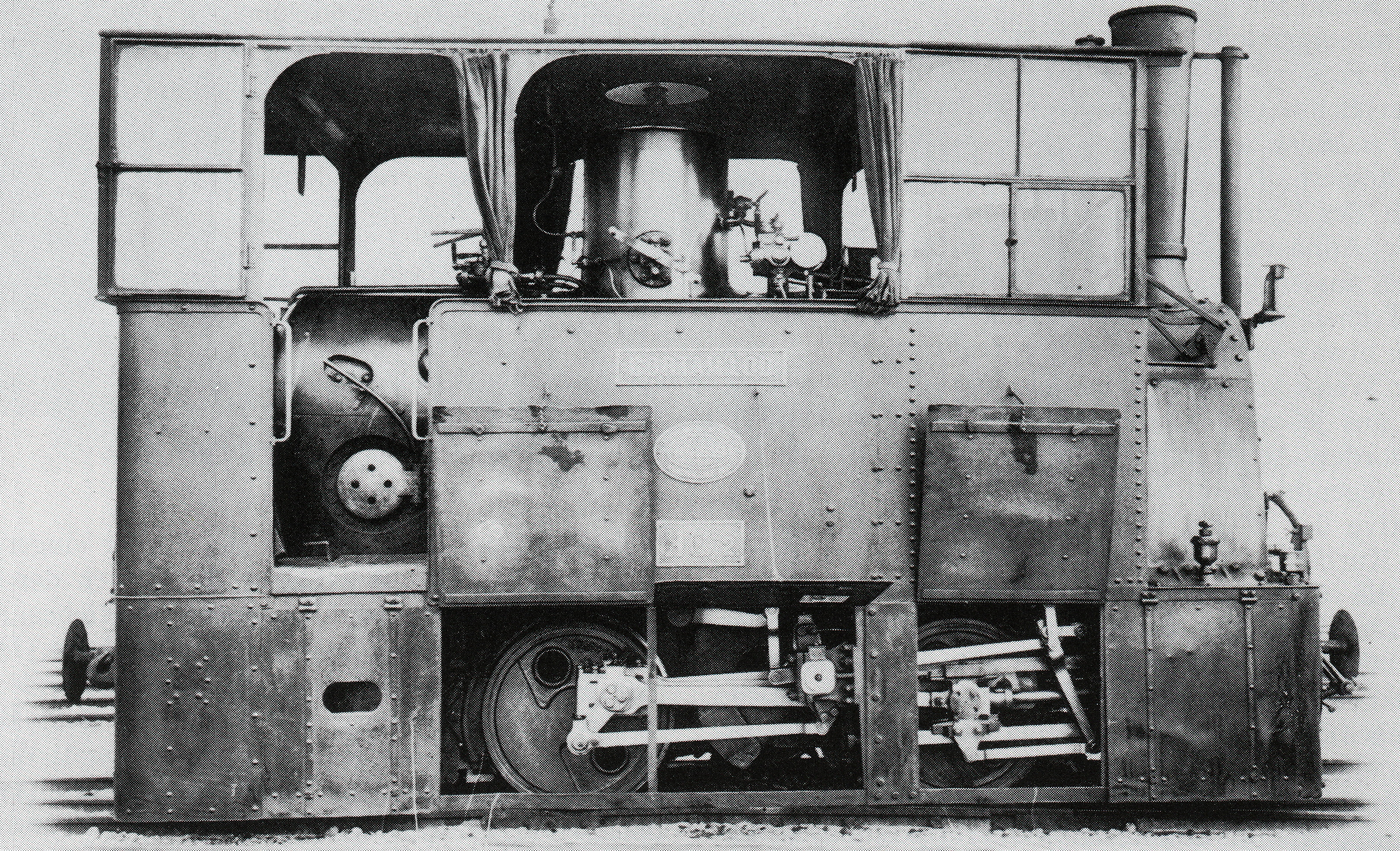
Tramlokomotive „Cortaillod“ der Straßenbahn Neuenburg (1892, Krauß München)

###### Getrennte Zahnrad- und Adhäsionsantriebe
Ab dem Jahr 1885 hat man damit begonnen, bei längeren Adhäsionsbahnen einzelne Abschnitte mit Zahnstangen für die Überwindung steiler Talstufen anzuwenden (anstelle künstlicher Längenentwicklungen). Für diesen Betrieb waren verkuppelte Antriebe wegen der auftretenden Zwängungskräfte schlecht geeignet. Das hatte zur Folge, dass Adhäsions- und Zahnradtriebwerk getrennt wurden, wodurch die Abnutzung der Adhäsionsräder problemloser wurde. Der Adhäsionsantrieb wird dabei grundsätzlich auf der ganzen Strecke verwendet. Das Zahnradtriebwerk wird nur auf den Zahnstangenabschnitten aktiviert und nach dem Verlassen der Steilrampe wieder stillgesetzt. Anfänglich wurden die Lokomotiven nach der Bauart Abt mit innen liegendem Zahnradtriebwerk konstruiert und beide Triebwerke hatten einen eigenen Regler und Steuerung. Zur Minderung des Dampfverbrauchs wurde später der Verbundantrieb verwendet wie bei den HG 3/4 der Furka-Oberalp-Bahn.
siehe auch: Zahnrad-Dampflokomotiven der Bauart Abt
Bei Schmalspurlokomotiven für Adhäsions- und Zahnstangenstrecken war es aber oft schwierig, die Innentriebwerke unterzubringen. Eine gute Lösung fand die SLM mit dem System Winterthur, das für Adhäsions- und Zahnradtriebwerk äußere Lage und doch getrennte Ausführung erlaubt. Das ermöglicht eine gute Zugänglichkeit und damit eine einfachere Wartung des Triebwerks. Bei zunehmender Radreifenabnutzung lässt sich die Tiefe des Zahneingriffs leicht nachstellen.

Dampflokomotiven mit dem System Winterthur werden auf den Zahnstangenabschnitten als Verbundlokomotiven betrieben. Die Hochdruckzylinder C_{1} treiben die Reibungsachse 2 an, die mit den Achsen 1 und 3 gekuppelt ist. Das drehbar auf einer Achswelle sitzende Triebzahnrad T wird durch die Niederdruckzylinder C_{1} und das Übersetzungszahnrad v angetrieben. Im reinen Adhäsionsbetrieb arbeitet die Maschine mit einfacher Dampfdehnung.

Die zwei untenliegenden Hochdruckzylinder wirken auf das Adhäsionstriebwerk und bei reinem Adhäsionsbetrieb arbeiten sie mit einfacher Dampfdehnung. Der Dampf entweicht anschließend direkt ins Blasrohr. Auf den Zahnstangenabschnitten arbeitet die Lokomotive in Verbundwirkung, indem der Dampf nach den unteren Adhäsions-Hochdruckzylindern in die oben liegenden Zahnrad-Niederdruckzylinder geleitet wird. Durchmesser und Kolbenhub der vier Zylinder sind dabei annähernd gleich groß. Bedingt durch die Übersetzung des Vorgeleges arbeitet das Zahnradtriebwerk mit ungefähr der doppelten Drehzahl wie das Adhäsionstriebwerk, womit das richtige Volumenverhältnis zwischen den Hoch- und Niederdruckzylindern entsteht.
Durch die Verbundwirkung wird der Dampf besser ausgenutzt und es resultiert ein geringerer Kohle- und Wasserverbrauch. Es ergibt sich ein guter Ausgleich zwischen dem Zahnrad- und dem Adhäsionsantrieb, der das Schleudern des Adhäsionsantriebs vermindert, aber nicht ausschließen kann. Die raschen, aber nicht zu starken Auspuffschläge des Zahnradtriebwerks bewirken eine gute Feueranfachung und damit Dampfentwicklung. Die Einfahrt in einen Zahnstangenabschnitt bleibt dennoch komplex, weil zuerst das Zahnradtriebwerk über ein Hilfsventil auf die passende Drehzahl beschleunigt werden muss. Erst nach vollendeter Einfahrt kann das Umschaltventil zwischen Hoch- und Niederdruckzylinder betätigt werden und die beiden Triebwerke arbeiten dann mit zweistufiger Dampfdehnung im Verbundbetrieb. Bei der Einfahrt ins Gefälle muss zusätzlich auch noch die Steuerung in die Gegenrichtung ausgelegt werden und das Umschaltventil für das Ansaugen von Frischluft geöffnet werden. Anschließend kann die Geschwindigkeit durch die Gegendruckbremsen beider Triebwerke reguliert werden.
Das System Winterthur sicherte der SLM eine große Zahl von Aufträgen im In- und Ausland. Es kam bei vielen Dampflokomotiven mit gemischtem Adhäsions- und Zahnradantrieb zum Einsatz und wurde auch von der Maschinenfabrik Esslingen verwendet. Durch das Vorgelege des Zahnradtriebwerks läuft dieses im Betrieb in umgekehrter Drehrichtung wie das Adhäsionstriebwerk

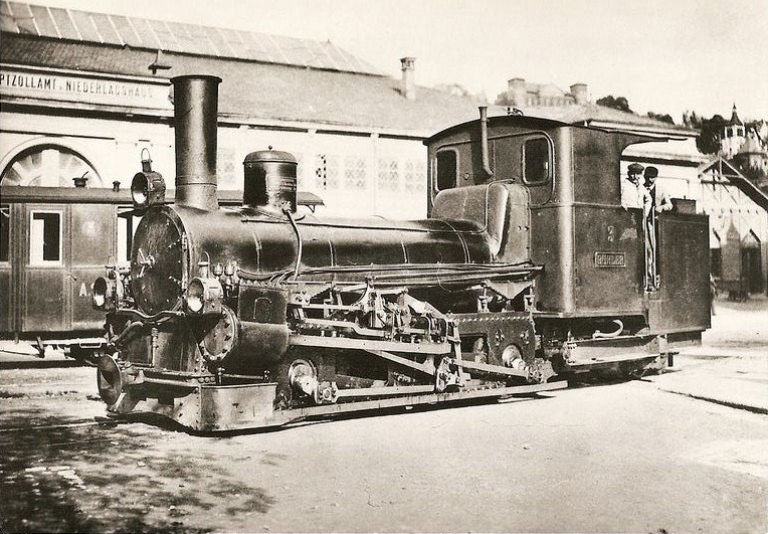
Die von Adolf Klose konstruierte HG 2/3 der Appenzeller Straßenbahn (ASt) war die erste Vierzylinder-Verbundzahnradlokomotive der Welt. (1889)
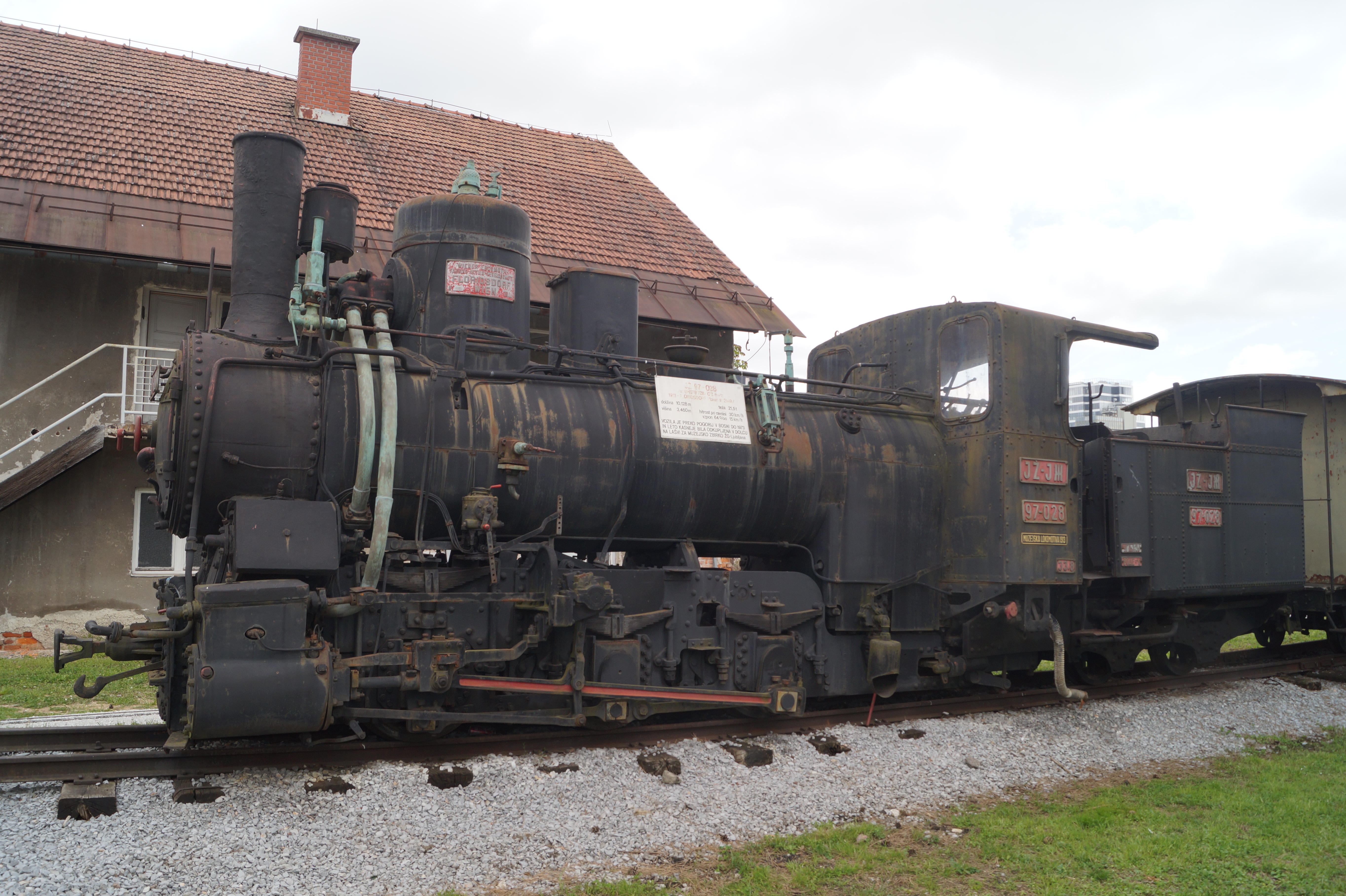
Die 38 IIIc5 der Bosnisch-Herzegowinischen Staatsbahnen waren neben den R.370 der FS eine der meistgebauten Zahnradlokomotiven der Welt. (Floridsdorf, 1894)
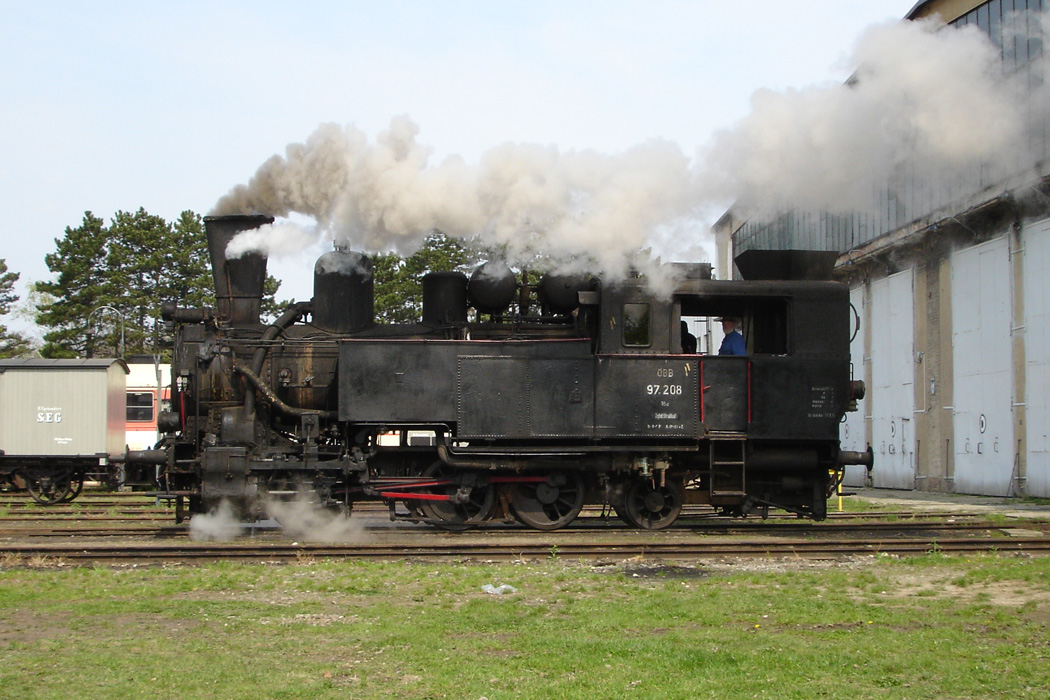
Dreikuppler-Maschine kkStB 69 der Erzbergbahn mit hinterer Laufachse und zwei Triebzahnrädern (1890, Lokomotivfabrik Floridsdorf)
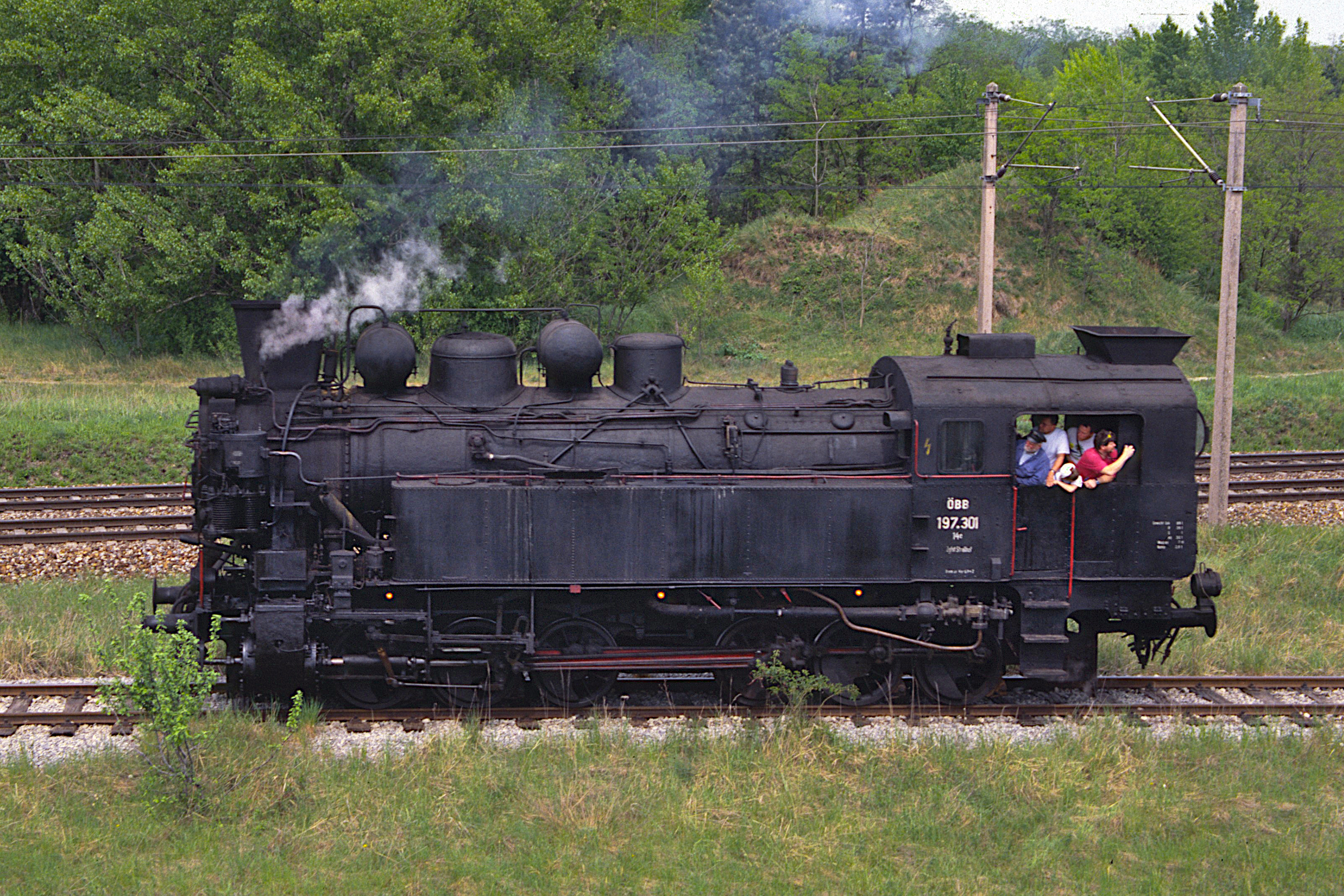
Sechsachsige KkStB 269 der Erzbergbahn mit innenliegenden Niederdruckzylindern für die zwei Triebzahnräder, hergestellt in Floridsdorf (1912)
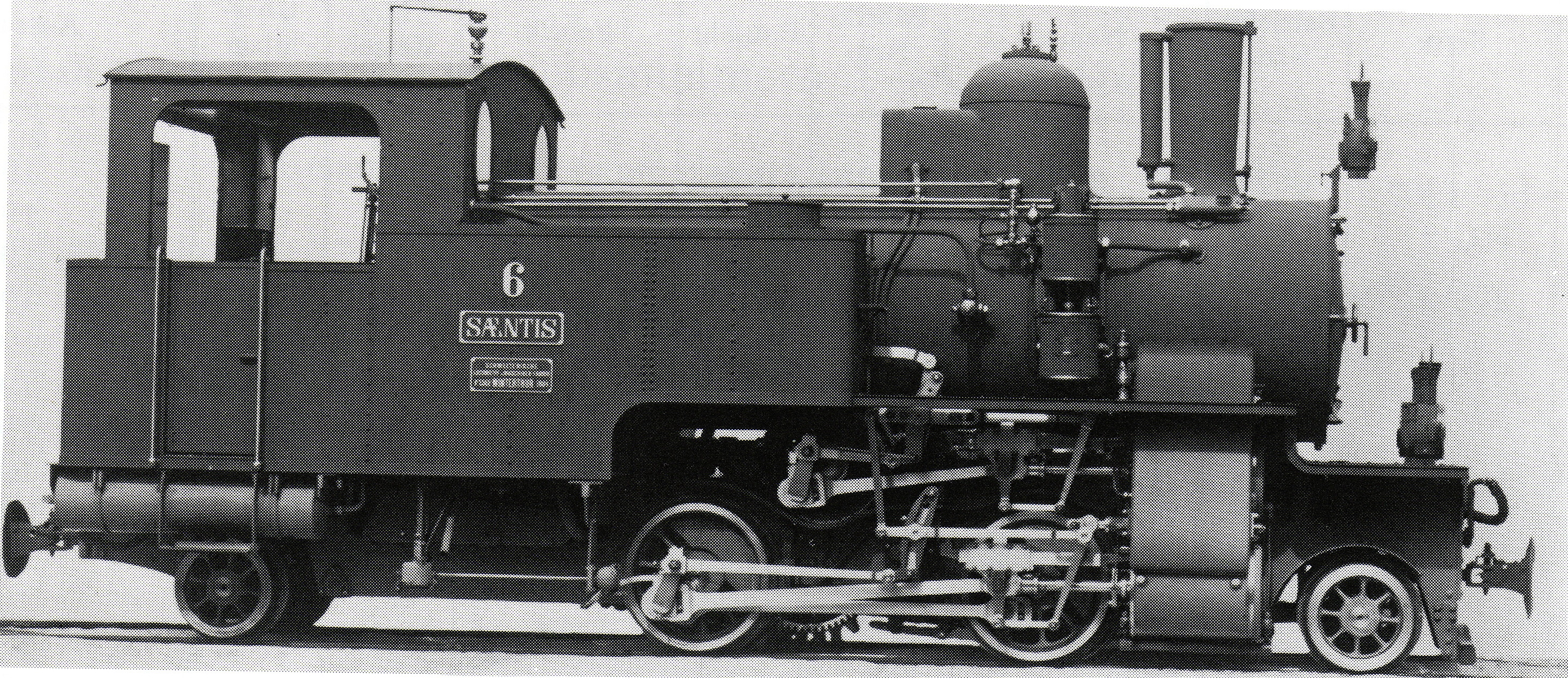
Bei der HG 2/4 der kurvenreichen ASt wurde erstmals der Antrieb System Winterthur angewandt. (1904)
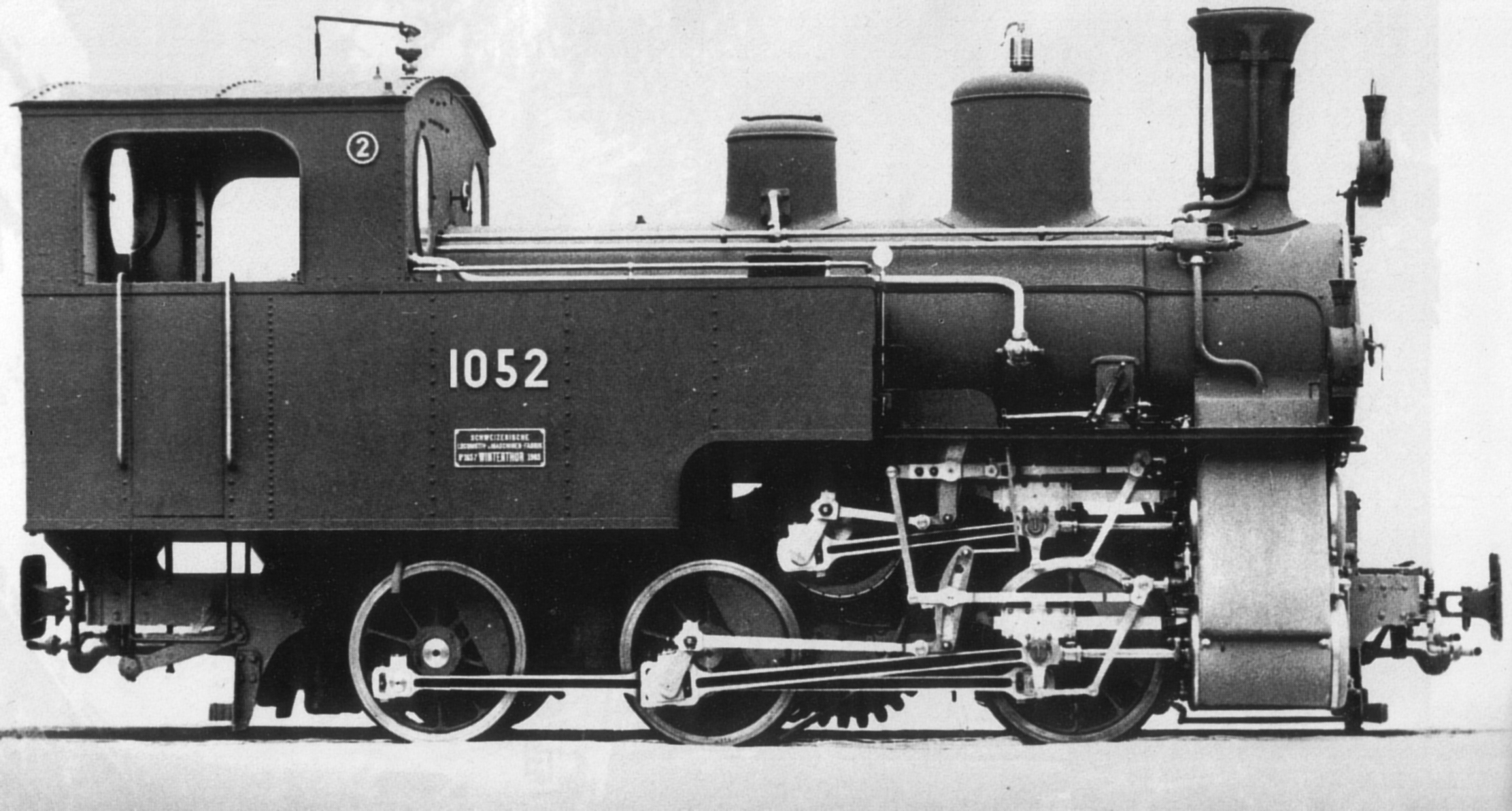
Die 22 HG 3/3 mit Antrieb System Winterthur bewährten sich auf der Brünigstrecke und bei der Berner-Oberland-Bahn. (1905)
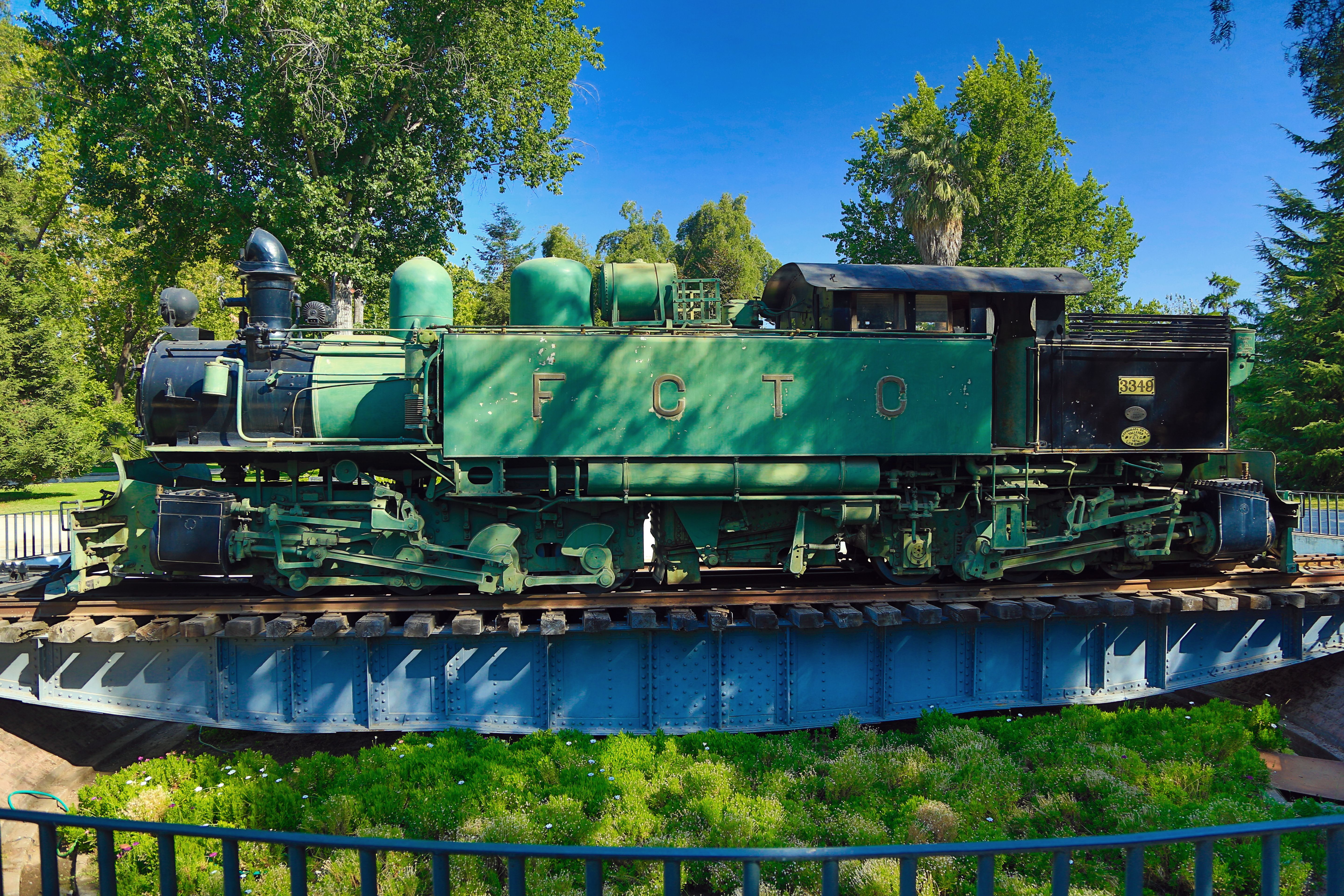
Kitson-Meyer-Gelenklok der Transandenbahn von Kitson & Co in Leeds mit Außenrahmen, Hallschen Kurbeln, vier Triebachsen, zwei Triebzahnrädern und Achsfolge D’(3zz) (1909)
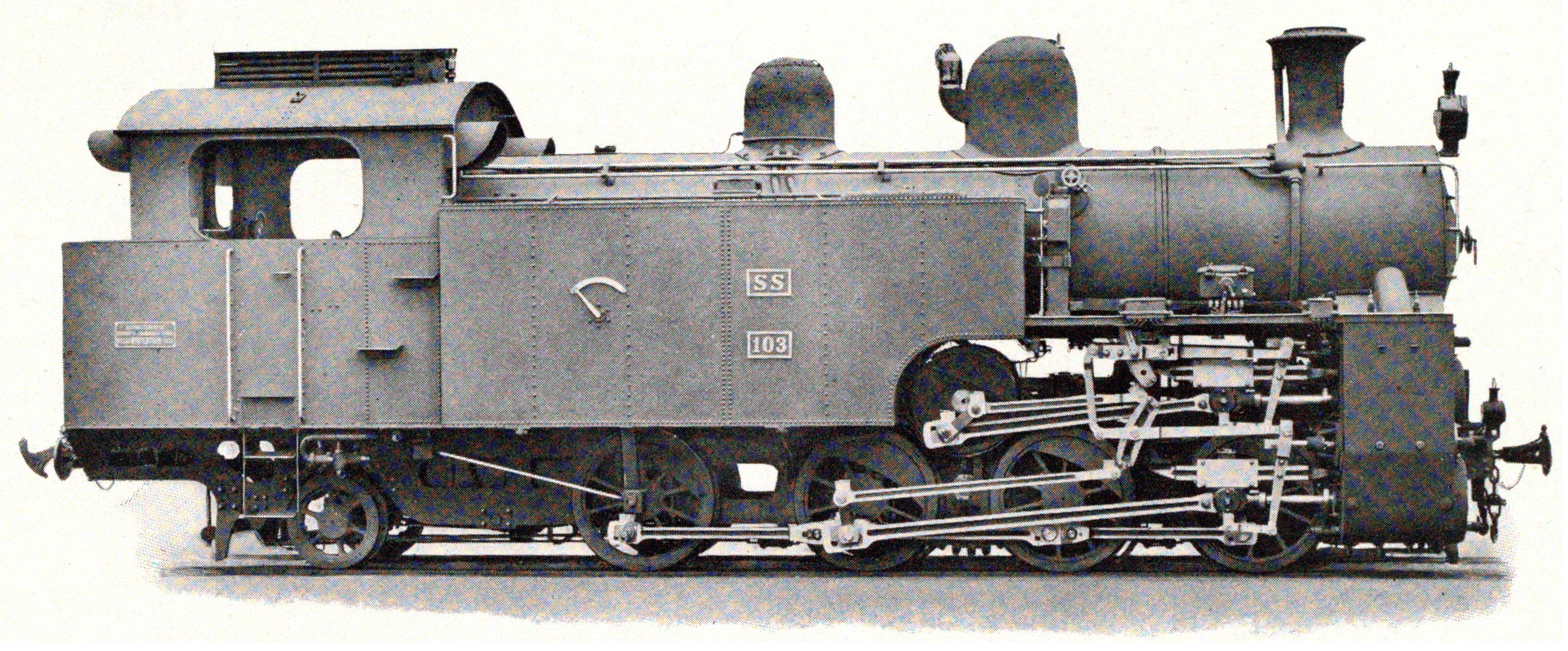
D1’-Lokomotive der Padangbahn auf Sumatra, angetrieben mit System Winterthur und einem Triebzahnrad (1913)
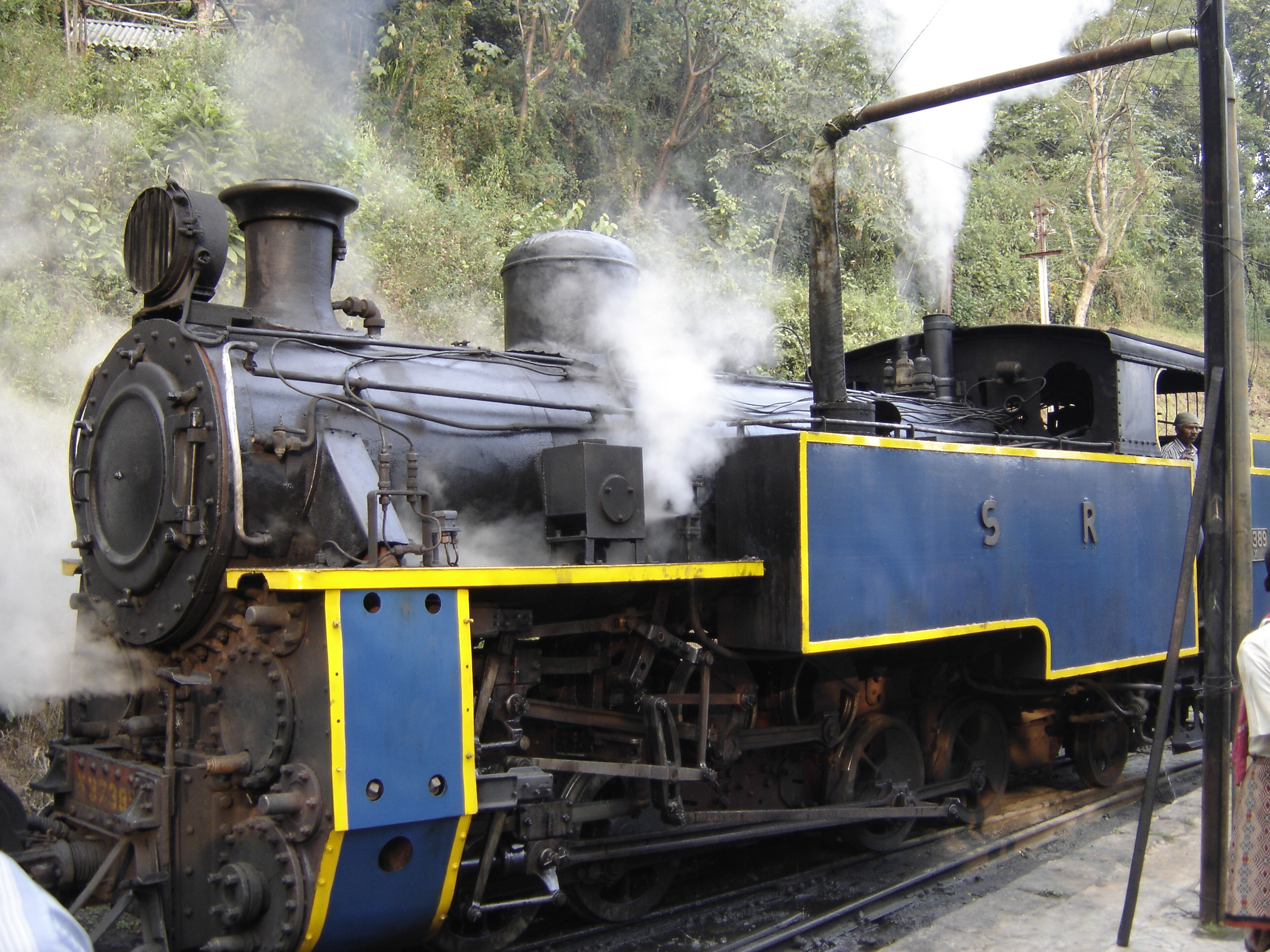
Lokomotive der Klasse X System Winterthur der Nilgiri Mountain Railway in Indien mit vier Kuppelachsen und zwei Triebzahnrädern (1913)
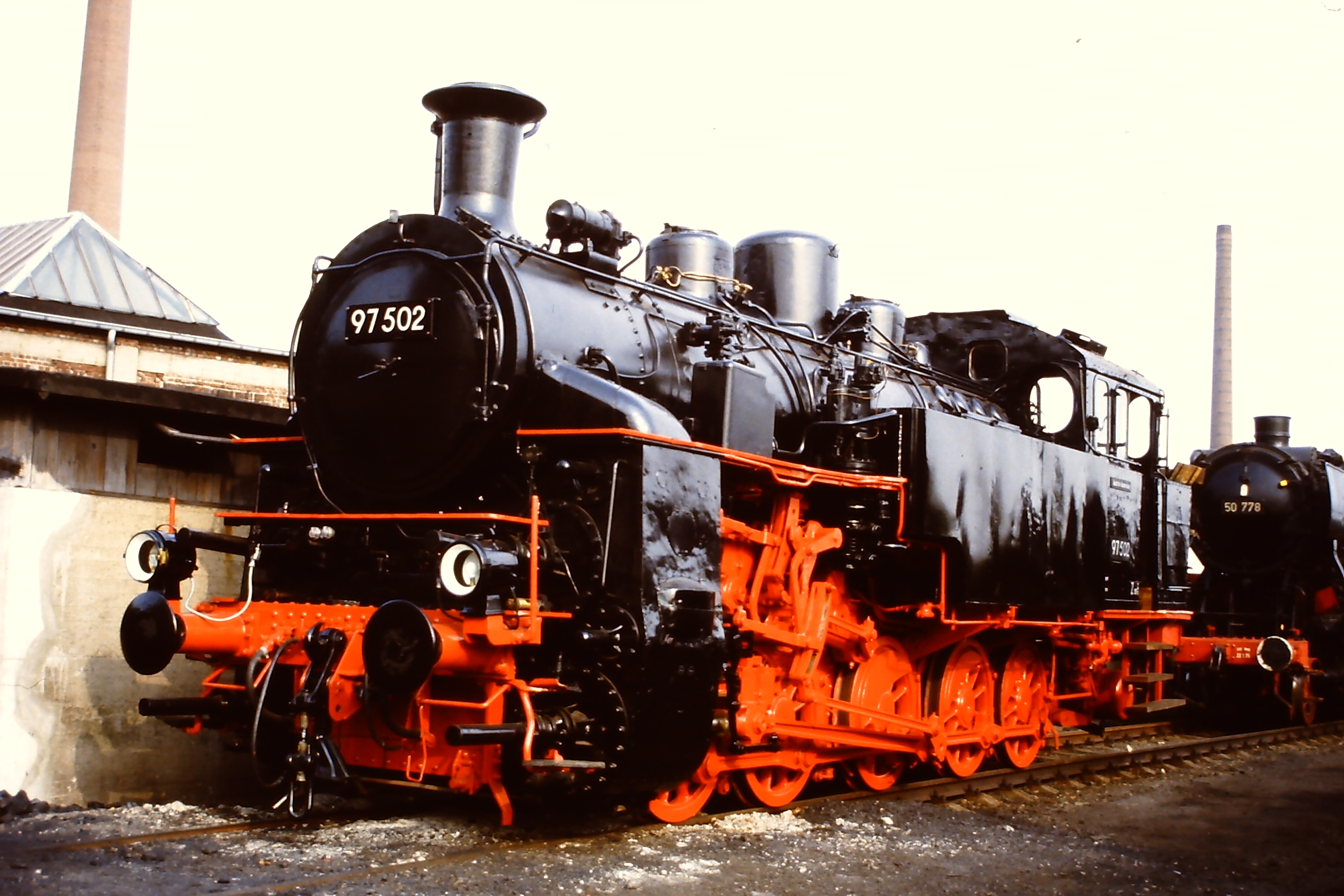
Fünfachsige 97.5 für die Zahnradbahn Honau-Lichtenstein aus Esslingen, Antrieb System Winterthur mit einem Triebzahnrad (1922)
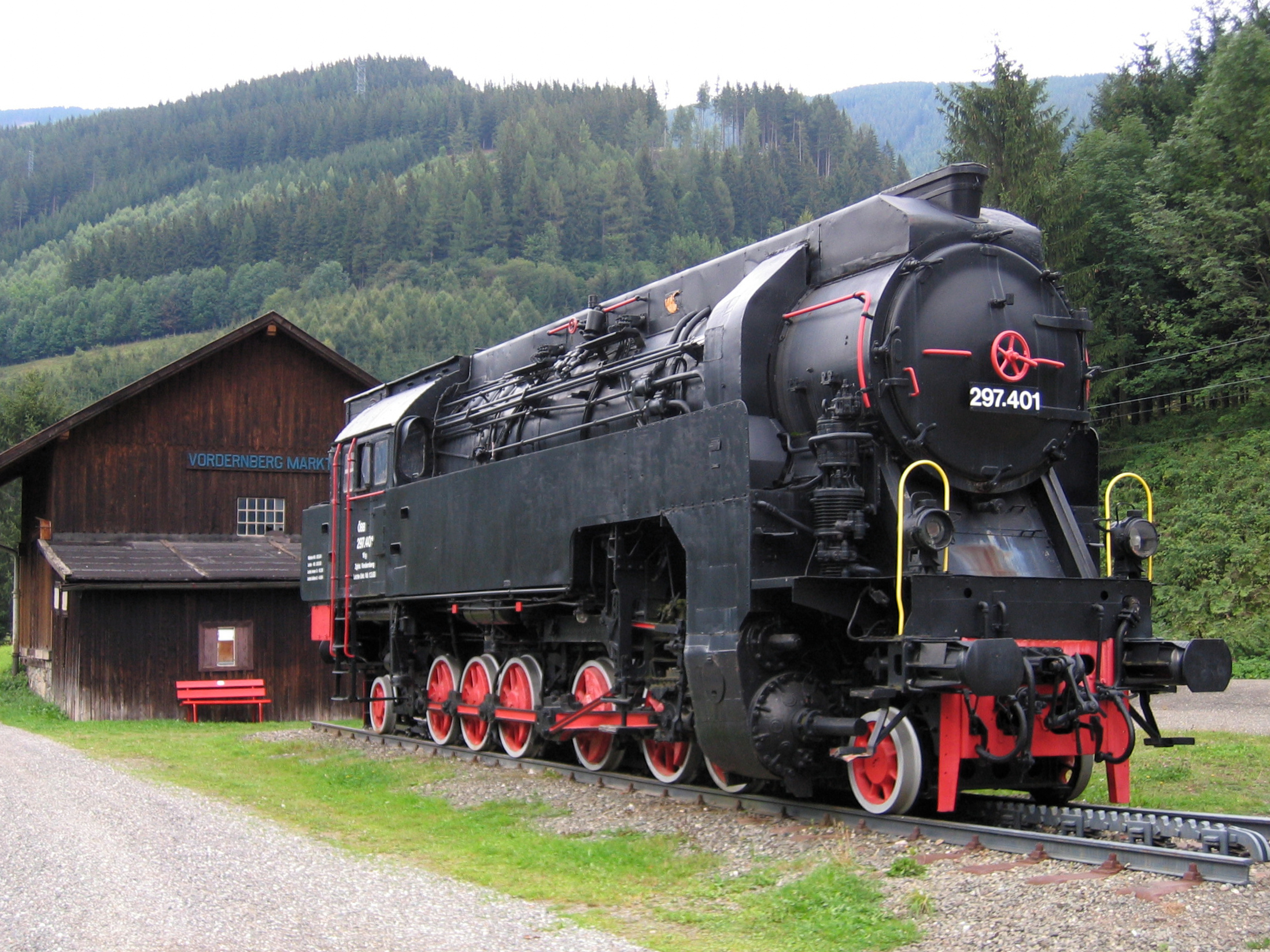
297 401, Reihe 97.4 der Erzbergbahn, stärkste Zahnraddampflokomotive der Welt mit innenliegenden Zylindern für zwei Triebzahnräder von Floridsdorf (1942)

##### Elektrische und dieselbetriebene Triebfahrzeuge

###### Verkuppelter Antrieb

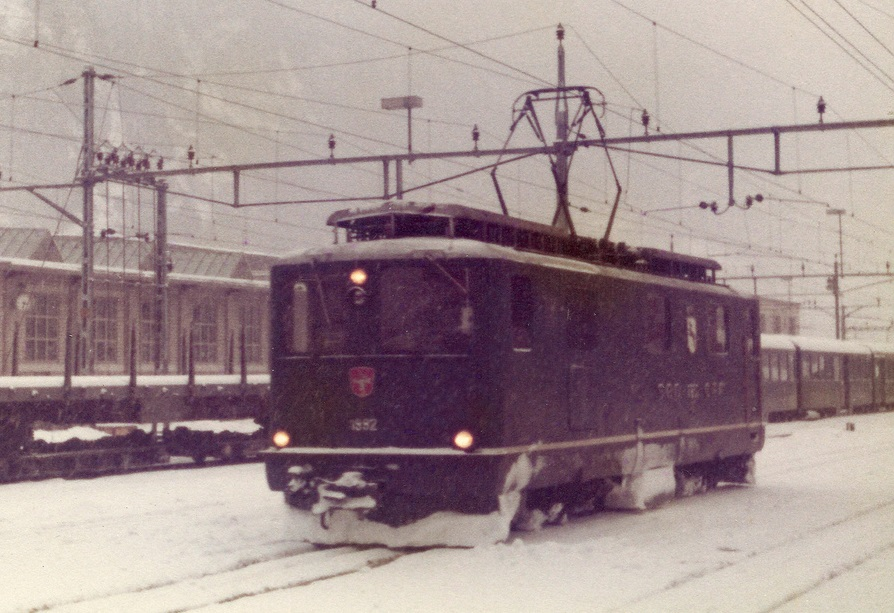
Der bei den kräftigen HGe 4/4 I der Brünigbahn durch den verkuppelten Antrieb erzeugte Schlupf führte zu Getriebe- und Zahnstangenschäden.

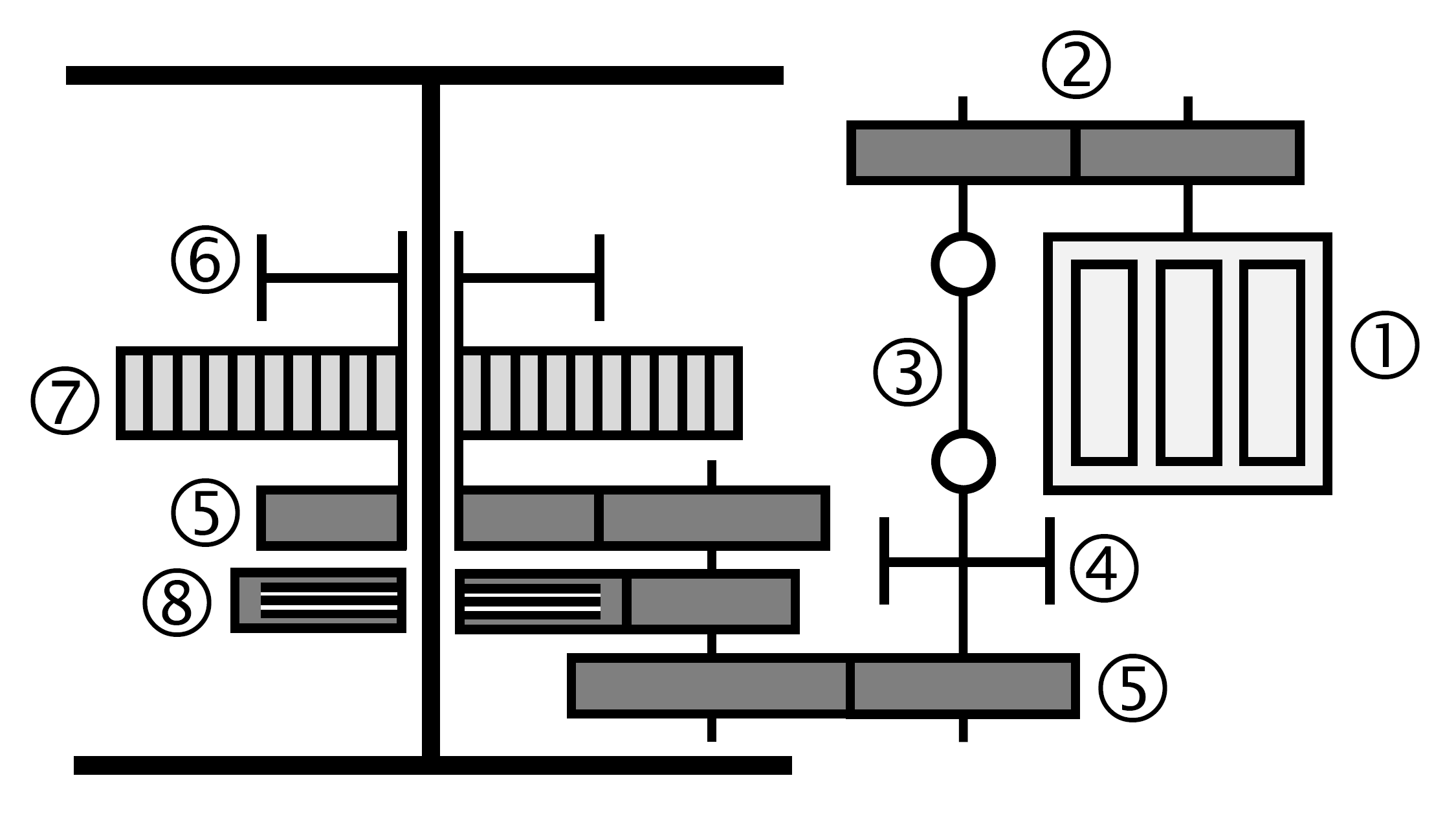
Gemeinsamer Zahnrad- und Adhäsionsantrieb
1) Fahrmotor
2) Vorgetriebe
3) Kardanwelle
4) Getriebebremse
5) zweistufiges Getriebe
6) Zahnradbremse
7) Triebzahnrad
8) eventuelle Adhäsionskupplung

Bei diesem Antrieb wird der Zahnradteil mit einem Adhäsionsteil erweitert. Der Außendurchmesser des Triebzahnrades ist meistens kleiner als der Triebraddurchmesser. Deswegen sind zwei verschiedene Übersetzungen erforderlich. Obwohl sie so gewählt werden, dass beide Antriebsteile die gleiche Fahrgeschwindigkeit ergeben sollen, ist dies nur bei halb abgenutzten Radreifen möglich. Bei neuen und abgenutzten Radreifen entsteht zwischen Rad und Schiene ein Schlupf mit entsprechend hoher Abnutzung. Deswegen ist ein dauernd verkuppelter Antrieb nur für Strecken mit einem bescheidenen Anteil an Zahnstangenabschnitten geeignet. Außerdem muss die zulässige Radreifenabnutzung auf 2 % verringert werden. Mit einer Adhäsionskupplung lässt sich der Adhäsionsantrieb im Zahnradbetrieb abkuppeln, was bei modernen Triebfahrzeugen üblich ist. Auf der Zahnradstrecke wird der Triebradsatz abgekuppelt und läuft dann frei mit, wodurch der Schlupf eliminiert wird. Bei verkuppelten Antrieben wird auf den Zahnstangenabschnitten die Zugkraft sowohl über das Triebzahnrad und als auch mit Haftreibung über die Triebräder übertragen.
Bei einer Kombination von schnellen Adhäsionsstrecken und steilen Zahnradstrecken kann es notwendig werden, den Antrieb mit einem Schaltgetriebe auszuführen, um für beide Bereiche die geeigneten Fahrmotordrehzahlen zur Verfügung zu haben.

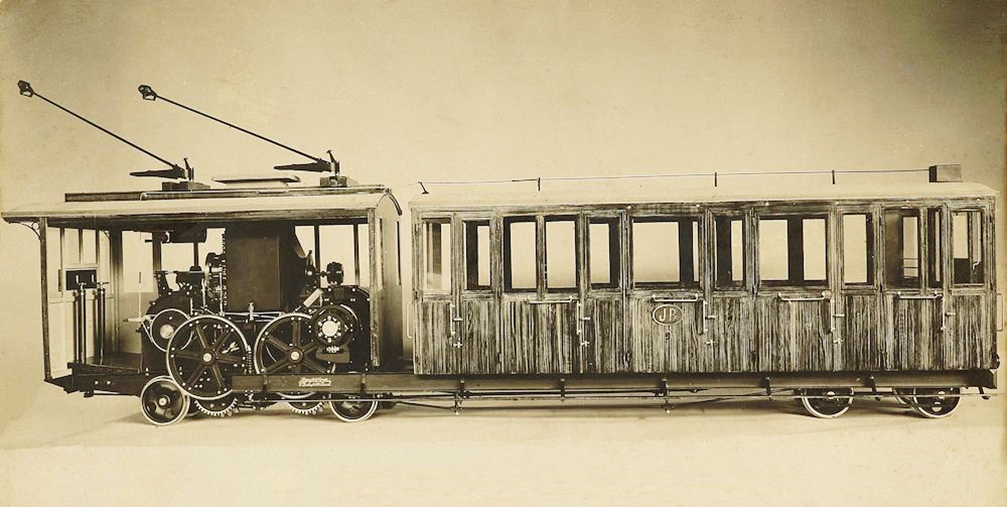
Drehstrombetriebener HGe 2/2 der Jungfraubahn mit unterschiedlichen Übersetzungen für Adhäsion- und Zahnradantrieb (1906)
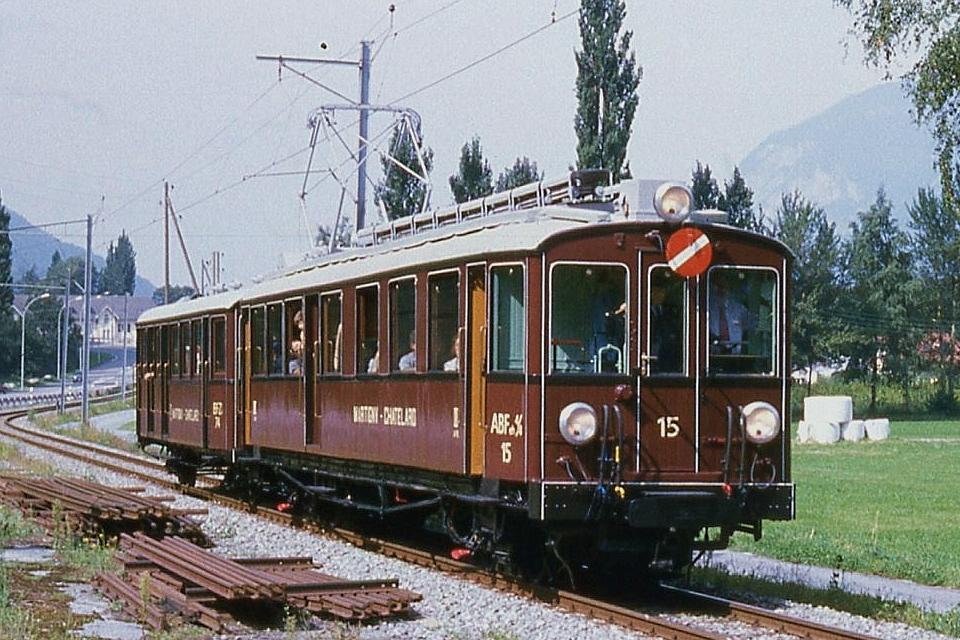
Triebwagen BCFeh 4/4 der Martigny-Châtelard-Bahn für 750 V Gleichspannung mit Tatzlagerantrieb statt hochgelagerten Motoren (1906)
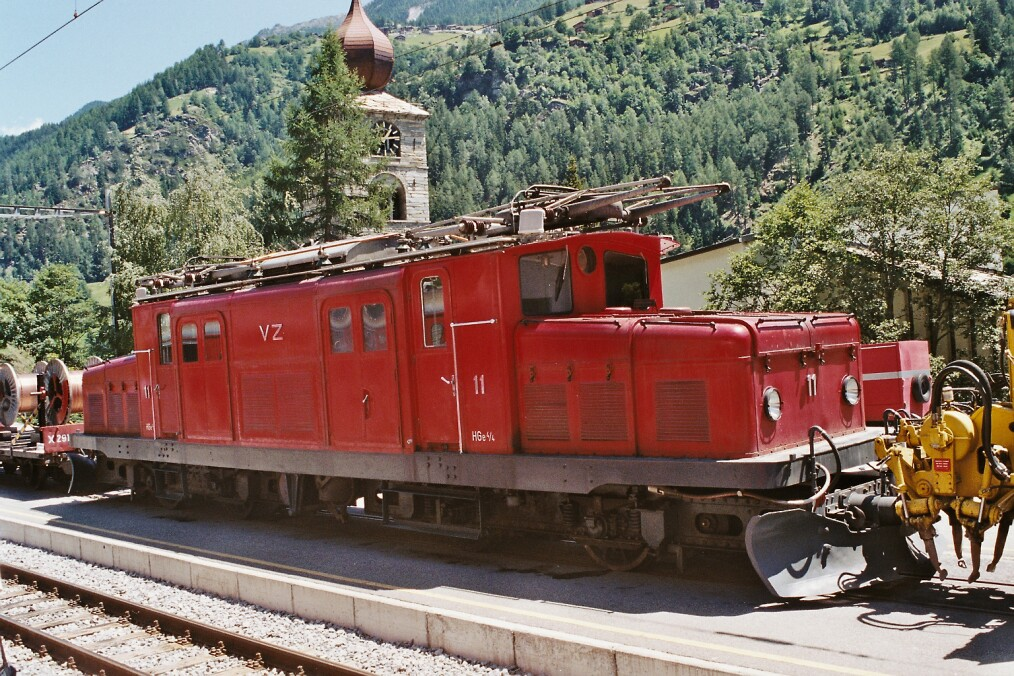
HGe 4/4 der Brig-Visp-Zermatt-Bahn (BVZ) für 11 kV und 16⅔ Hz Wechselspannung mit vier Fahrmotoren und Tatzlagerantrieb (1929)
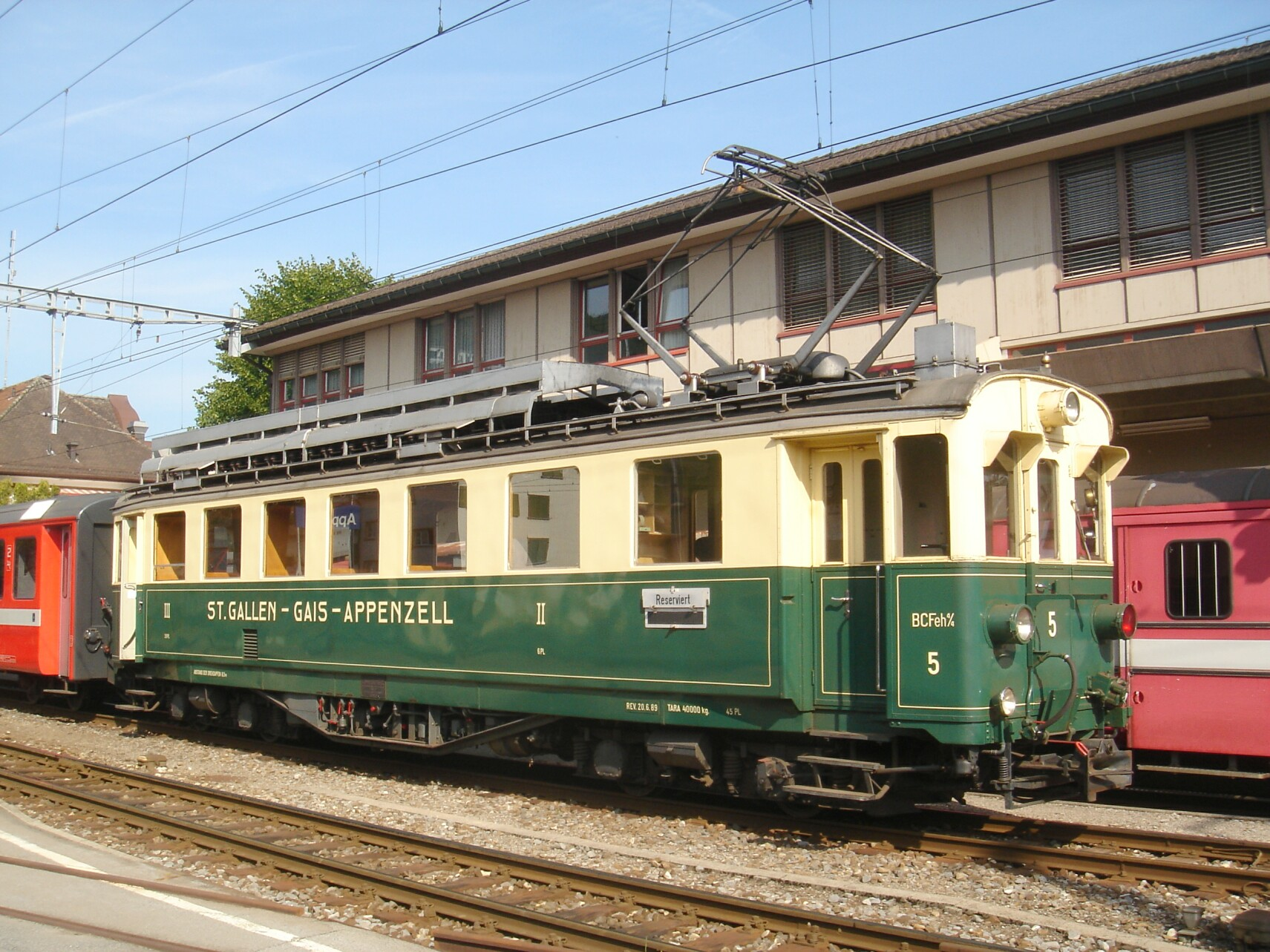
ABDeh 4/4 der St. Gallen-Gais-Appenzell-Altstätten-Bahn mit zwei unter dem Wagenboden eingebauten Fahrmotoren (1930)
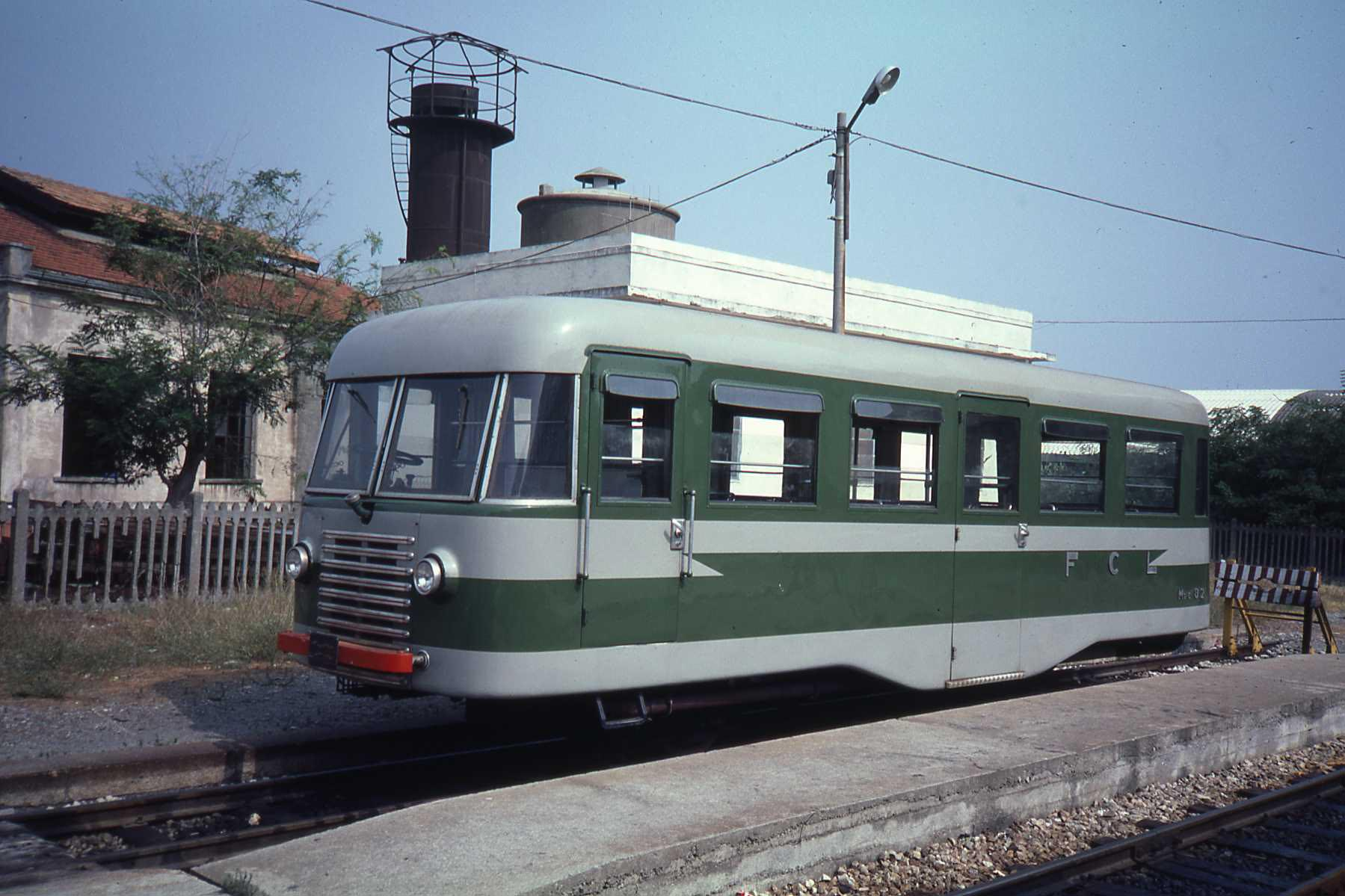
Schienenbusse der Reihe M1c der Mediterranea-Calabro-Lucane mit Zahnradantrieb von verschiedenen italienischen Herstellern vereinfachten den Bahnbetrieb. (1933)
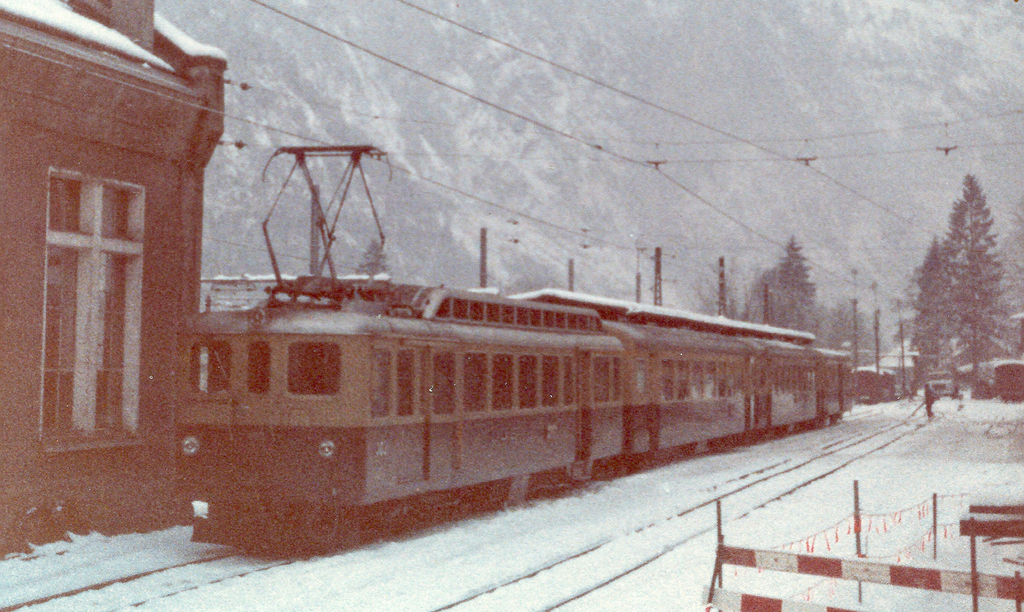
ABDeh 4/4 303 der Berner Oberland-Bahn mit selbsttragendem Wagenkasten und zwei quer eingebauten Fahrmotoren pro Drehgestell (1949)
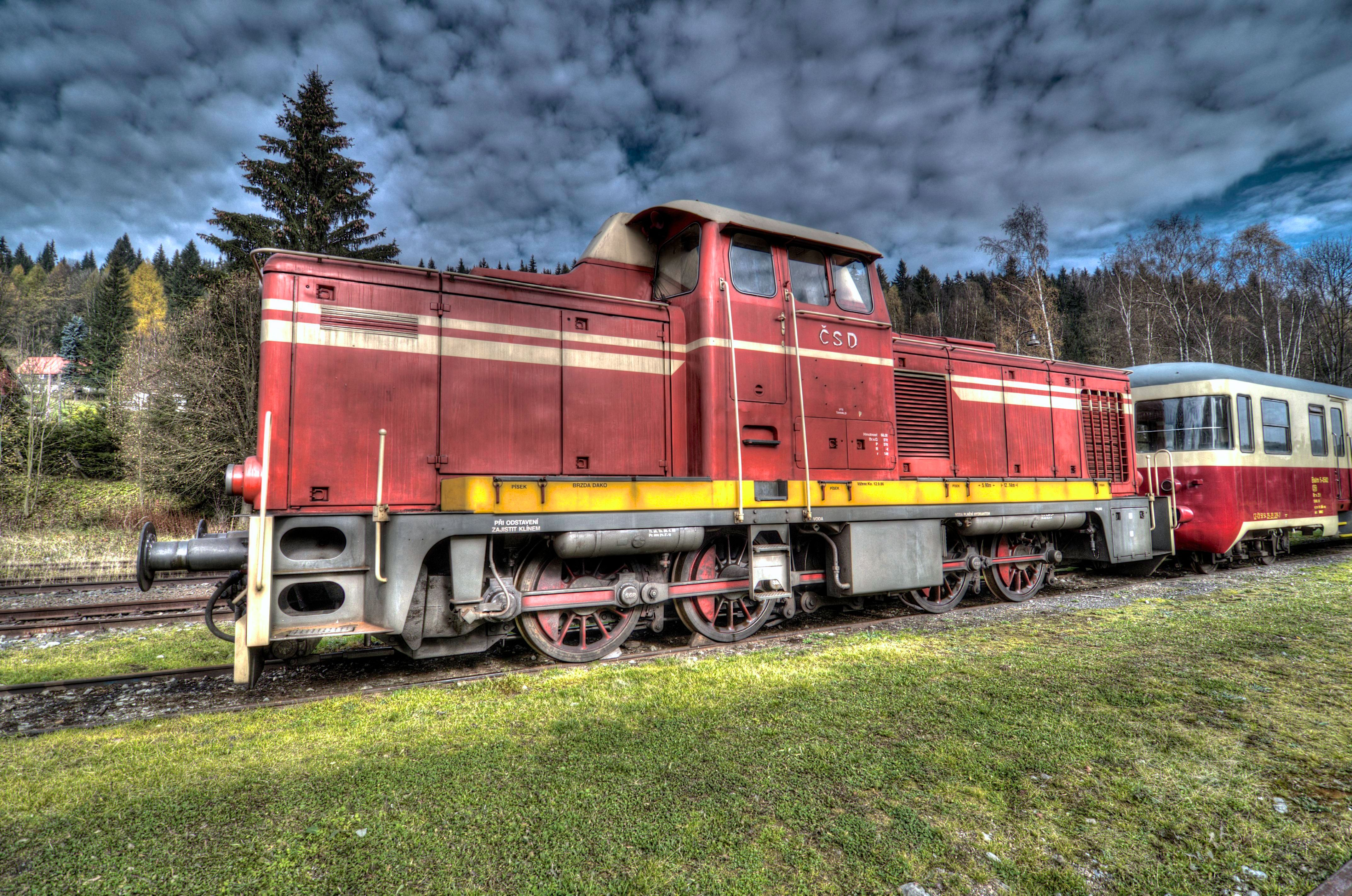
Dieselhydraulische T 426.0 der Tschechoslowakischen Staatsbahnen für die Strecken Tanvald–Kořenov und Podbrezová–Tisovec, hergestellt von SGP in Wien-Floridsdorf (1961)
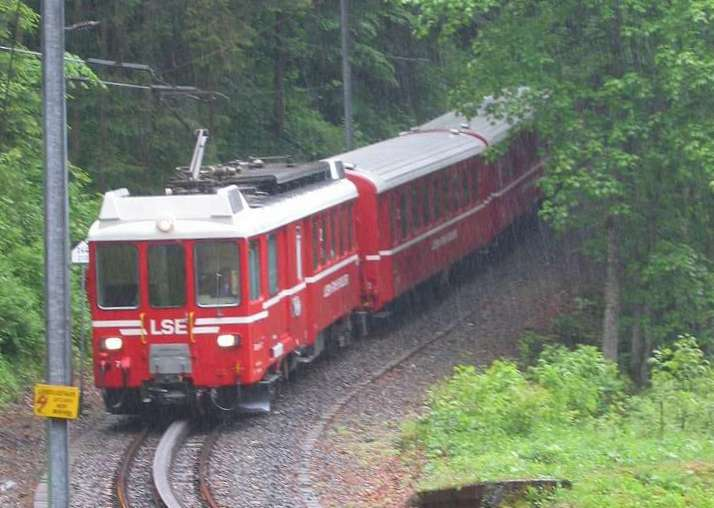
BDeh 4/4 der Luzern-Stans-Engelberg-Bahn mit zwei Übersetzungen für die 246-‰-Zahnstange und 75 km/h Höchstgeschwindigkeit auf der Adhäsionsstrecke (1964)
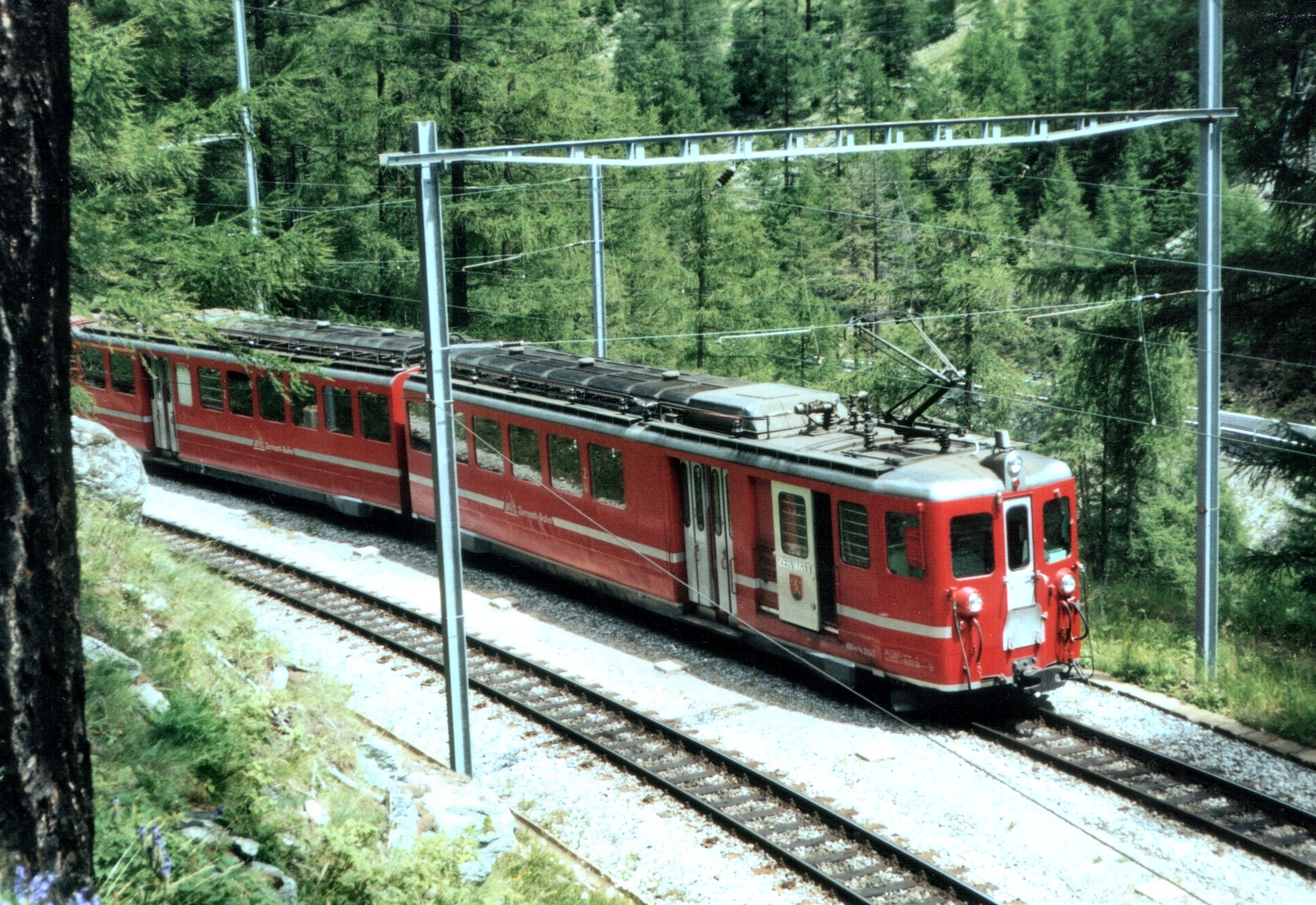
Der Doppeltriebwagen ABDeh 8/8 der BVZ hat dank der Einsparung zweier Personenwagen die Leistungsfähigkeit einer Lokomotive. (1965)
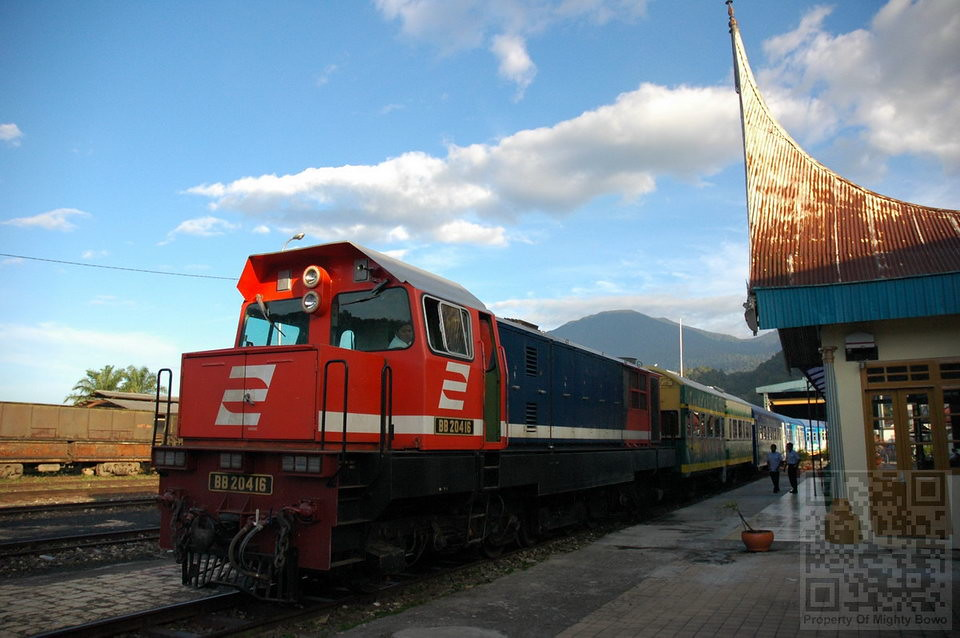
Dieselelektrische Zahnradlokomotive BB 204 der Padangbahn der Indonesischen Staatsbahn mit vier Triebachsen und vier Triebzahnrädern für 200 Tonnen Last auf 70 ‰ (1982)

###### Getrennter Adhäsions- und Zahnradantrieb
Bei der Elektrifizierung der Berner Oberland-Bahn im Jahr 1914 wurde das bewährte Konzept der vorhandenen Dampflokomotiven HG 3/3 mit getrenntem Adhäsions- und Zahnradantrieb übernommen. Auf diese Art unterstützt der Adhäsionsantrieb den Zahnradantrieb und entlastet die Zahnstange. Dies ist insbesondere bei Zahnradbahnen mit mäßigen Neigungen von 80–120 ‰ vorteilhaft, wo ein großer Teil der Traktionskräfte ohne Zahnstange übertragen werden kann. Getrennte Antriebe, wie man sie bis in die 1940er Jahre erfolgreich realisiert hatte, blieben allerdings lange Zeit uninteressant, weil man einen Teil der früher teuren Antriebsmotoren auf den verhältnismäßig langen Adhäsionsstrecken nicht nutzen kann. Inzwischen hat sich das technische Umfeld geändert. Die teuren und unterhaltsaufwendigen Getriebe lassen sich durch leichte und kostengünstige separate Asynchronfahrmotoren ersetzen.
Beim getrennten Antrieb ist die richtige Drehzahl des Triebzahnrades vor der Einfahrt in die Zahnstange nicht gewährleistet. Deswegen ist im Triebfahrzeug eine Synchronisierungseinrichtung unumgänglich.

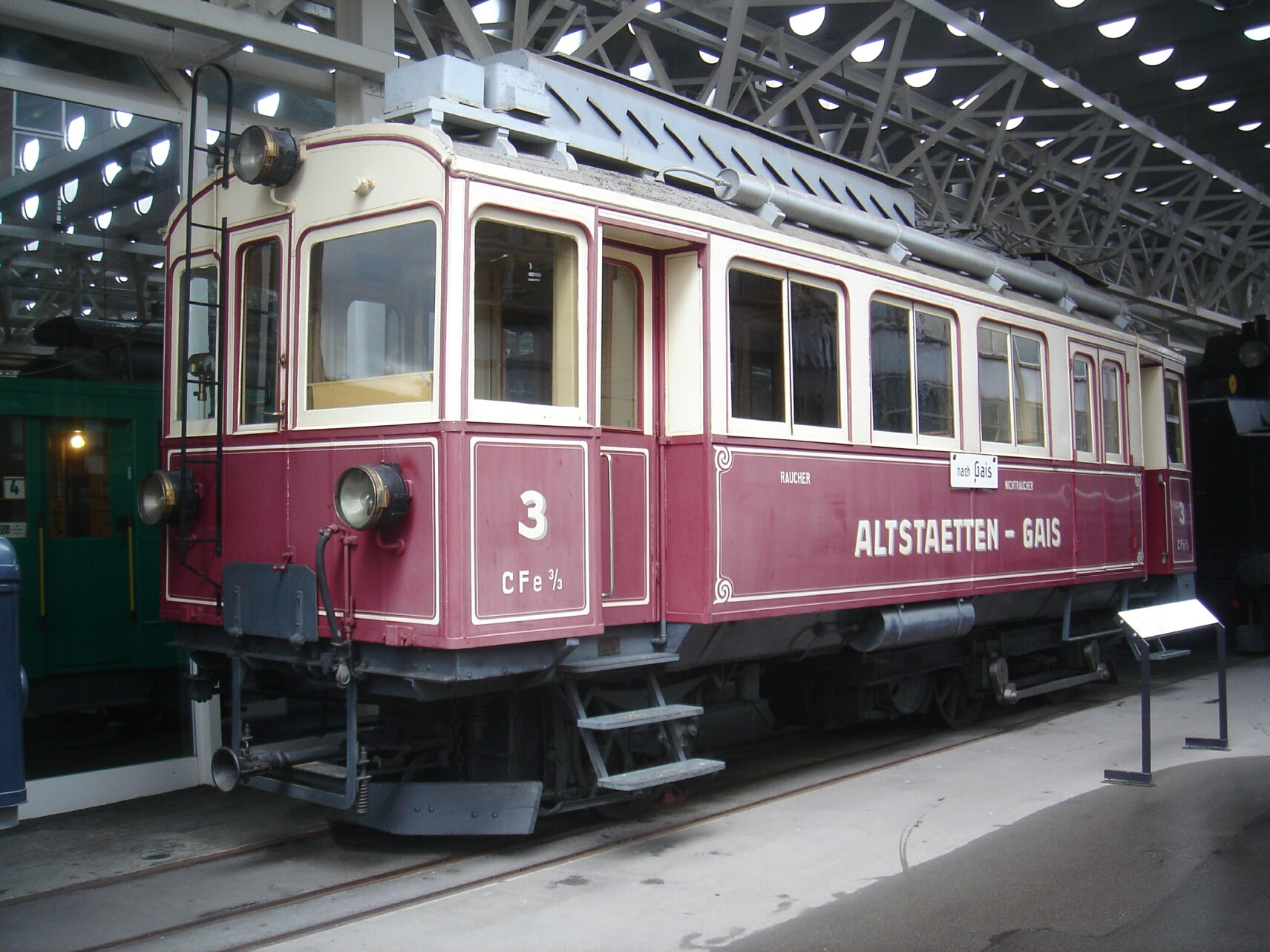
CFeh 3/3 der Altstätten-Gais-Bahn mit zwei Motoren nur für Adhäsionsstrecken und einem Motor nur für Zahnstangenstrecken (1911)
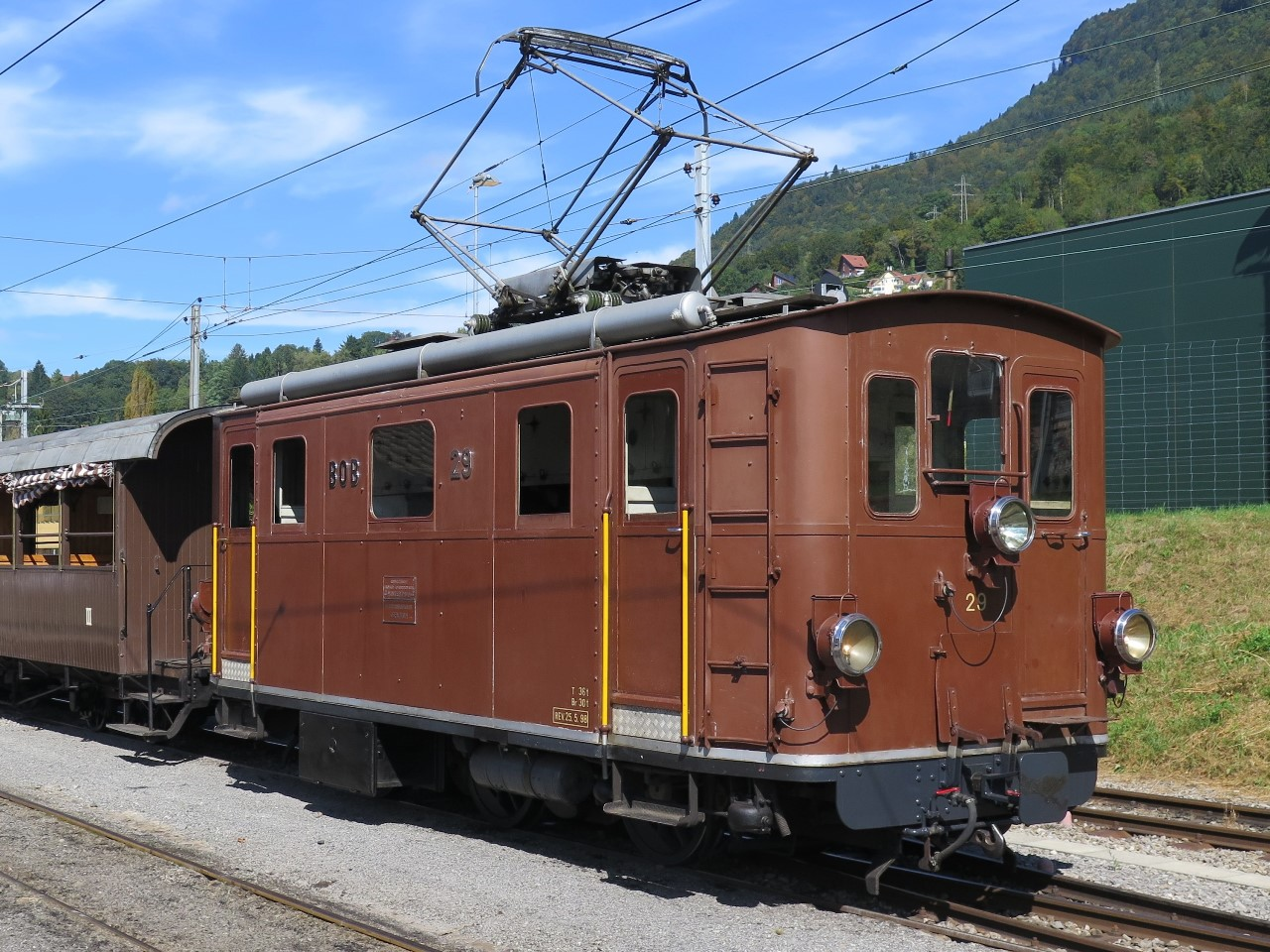
Bei der HGe 3/3 der Berner Oberland-Bahn wirkt ein Motor auf die drei mit Stangen gekuppelten Achsen und ein zweiter auf das Triebzahnrad. (1914)
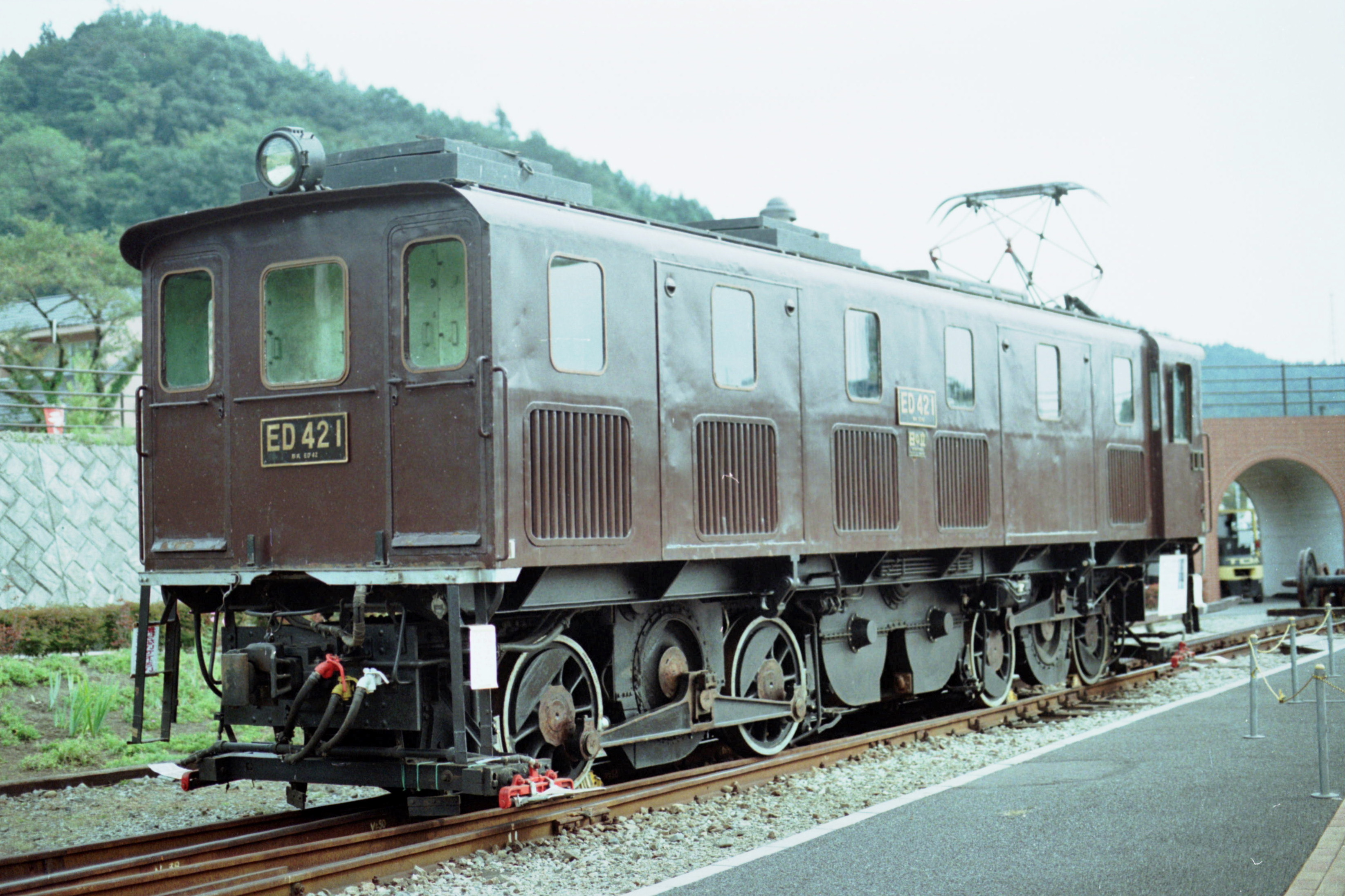
Japanische ED42 (1937–1947) mit zwei Motoren für Adhäsions- und einem für Zahnradantrieb, Nachbau der von SLM und BBC gelieferten ED41 (1926)
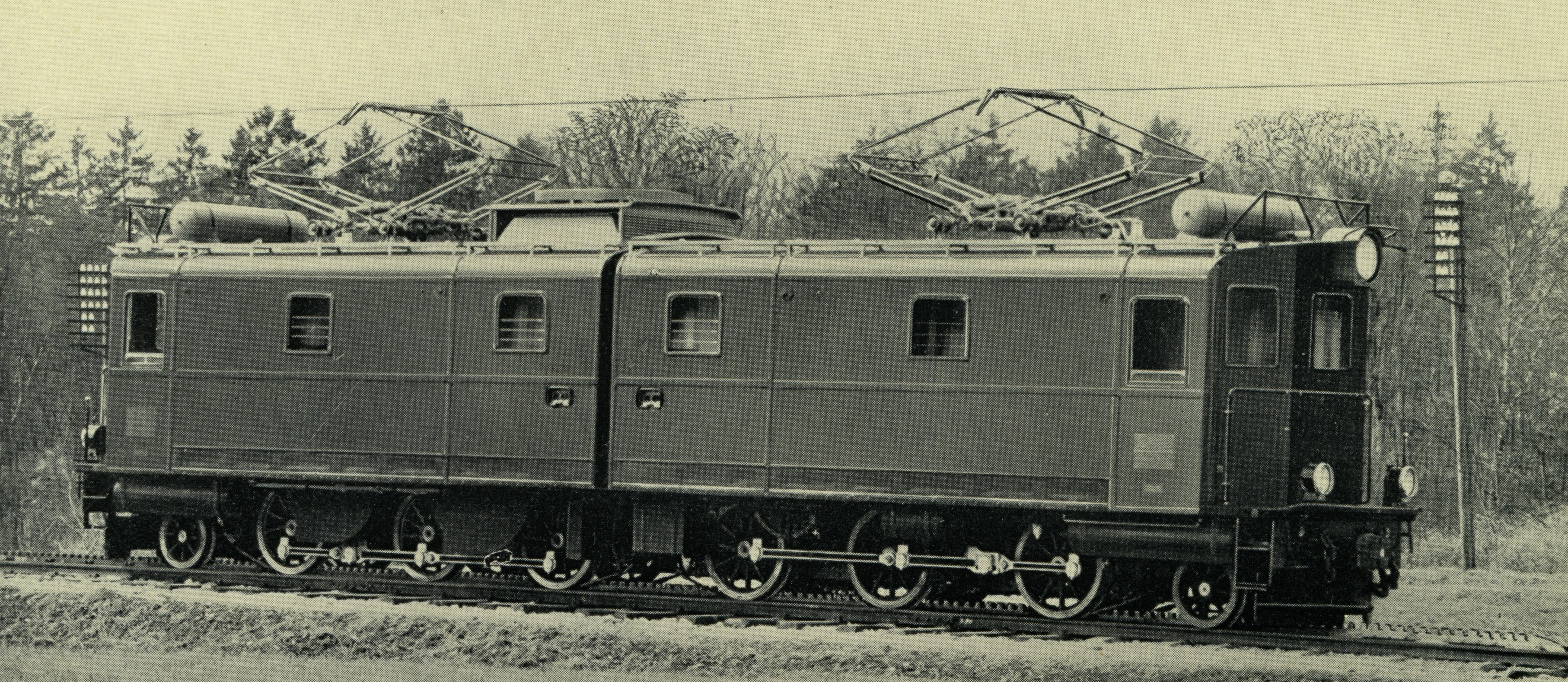
85 Tonnen schwere Doppellokomotive E-100 der Chilenischen Transandenbahn mit vier Motoren für Adhäsionsantrieb und zwei für Zahnradantrieb (1927)
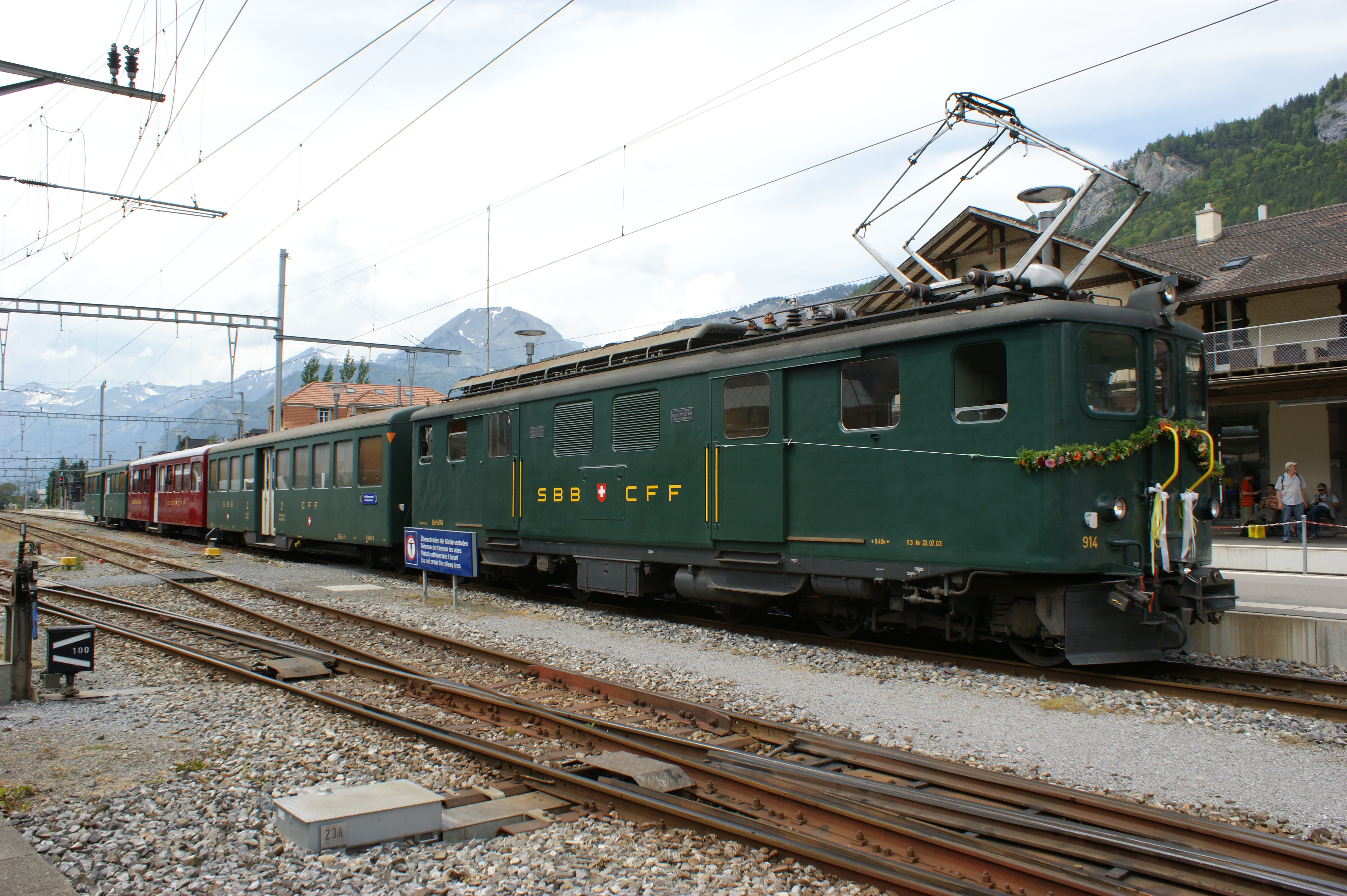
Deh 4/6 der SBB für die Brünigbahn (Bo’2zz’Bo’) mit vier Adhäsionstatzlagermotoren in den Enddrehgestellen und zusätzlich zwei im mittleren Zahnradtriebgestell (1941)
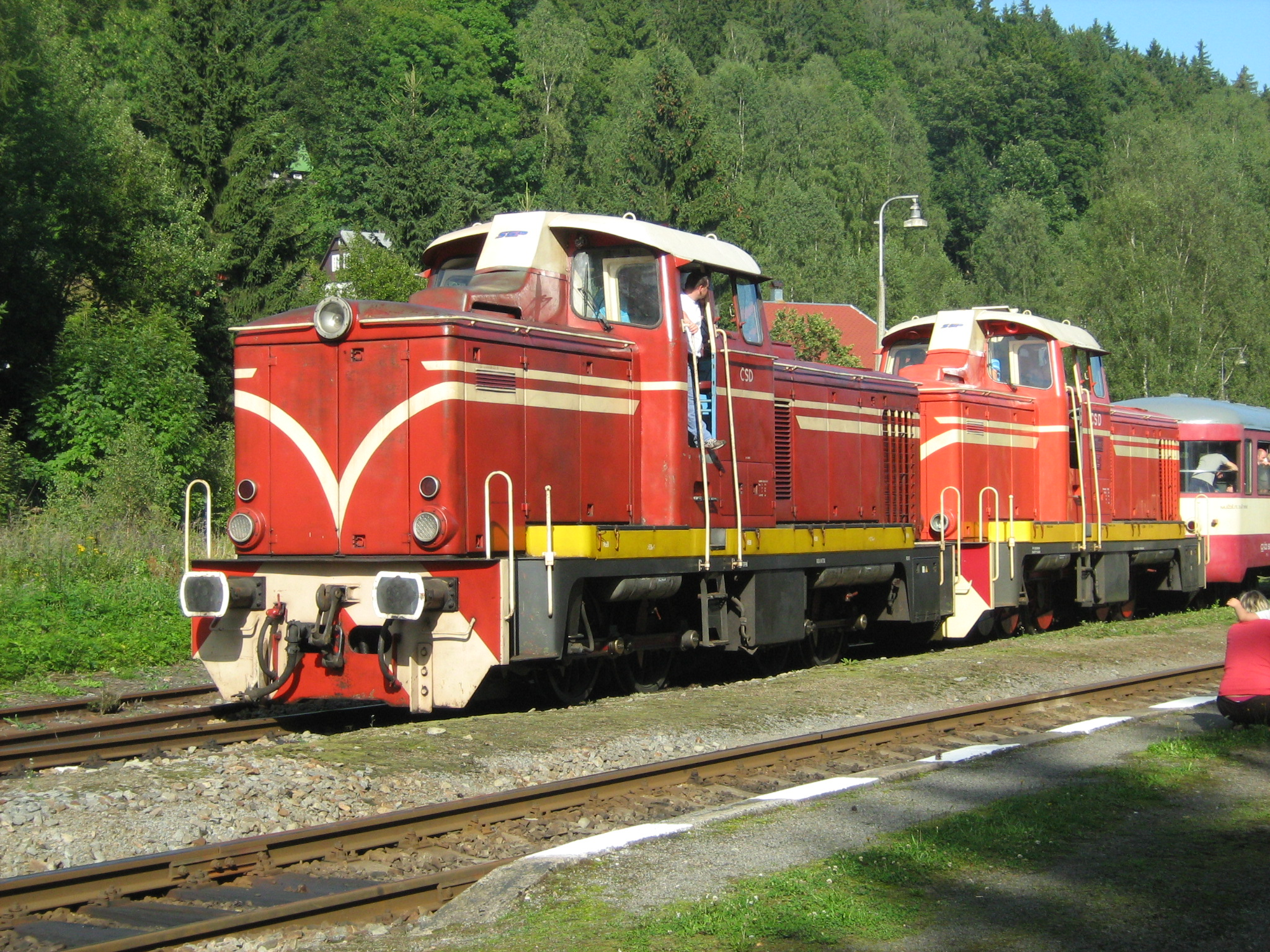
Die Diesellokomotiven der ČSD-Baureihe T 426.0 wurden 1961 für den Betrieb auf den Strecken Tanvald–Kořenov und Podbrezová–Tisovec in der Tschechoslowakei beschafft. Die dieselhydraulischen Lokomotiven haben zwei unabhängige Strömungsgetriebe, die im Zahnradbetrieb gemeinsam zugeschaltet werden können.
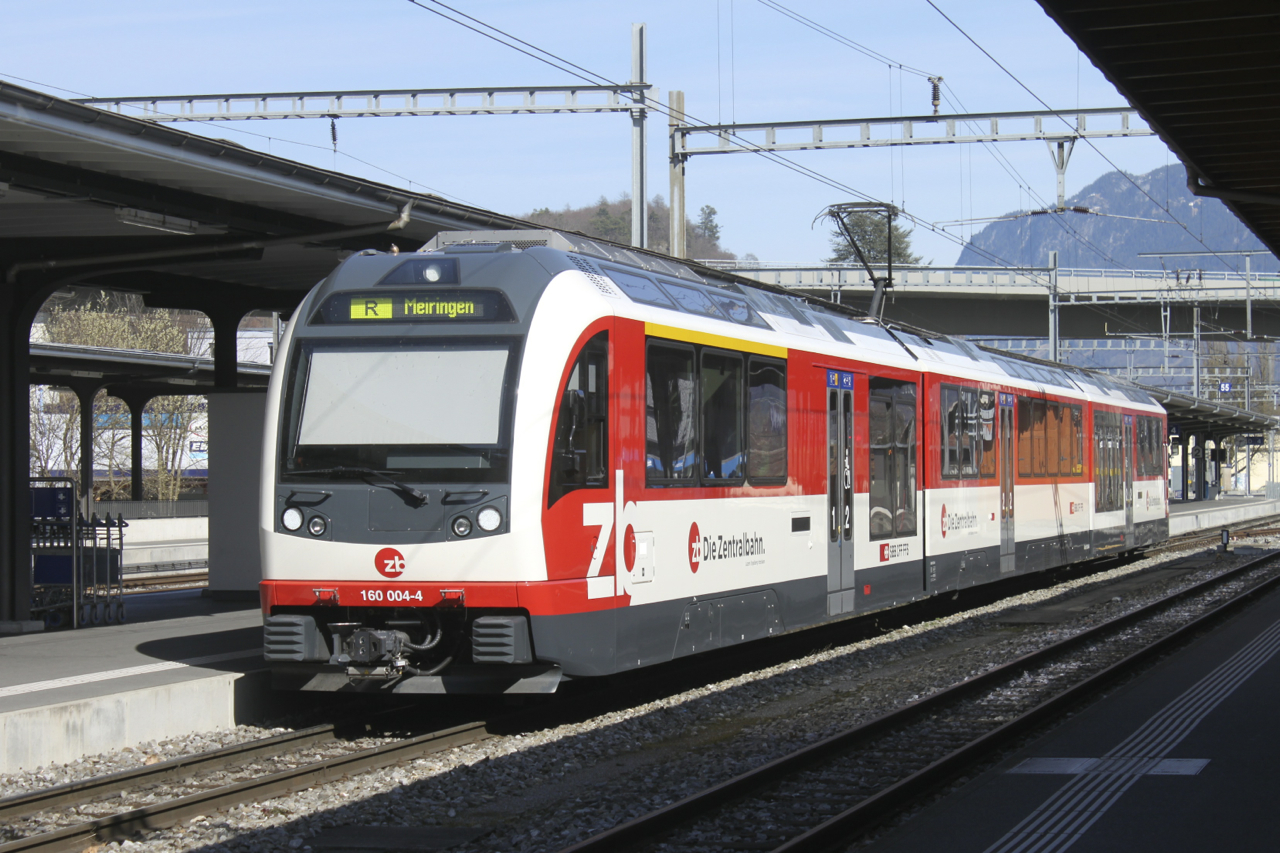
Dreiteiliger ABeh 160 „Fink“ der Zentralbahn mit zwei Adhäsions- und zwei Zahnradtriebdrehgestellen. Die Zahnraddrehgestelle haben je eine Antriebs- und eine Laufachse. (2012)
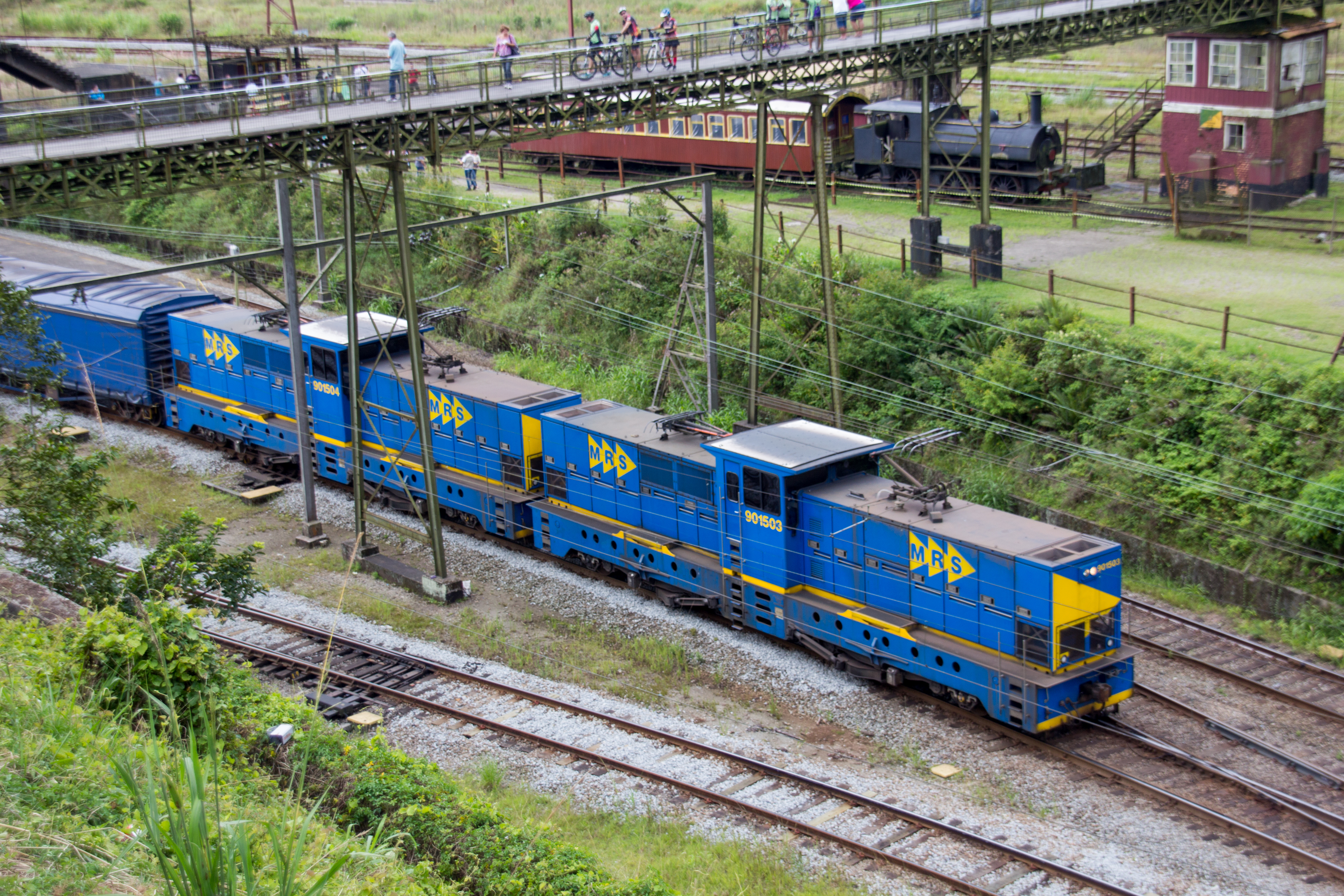
Die weltweit stärksten Zahnradlokomotiven He 4/4 der MRS Logística haben je zwei Drehgestelle mit je zwei Motoren für Adhäsions- und Zahnradantrieb. (2012)

###### Differentialantrieb

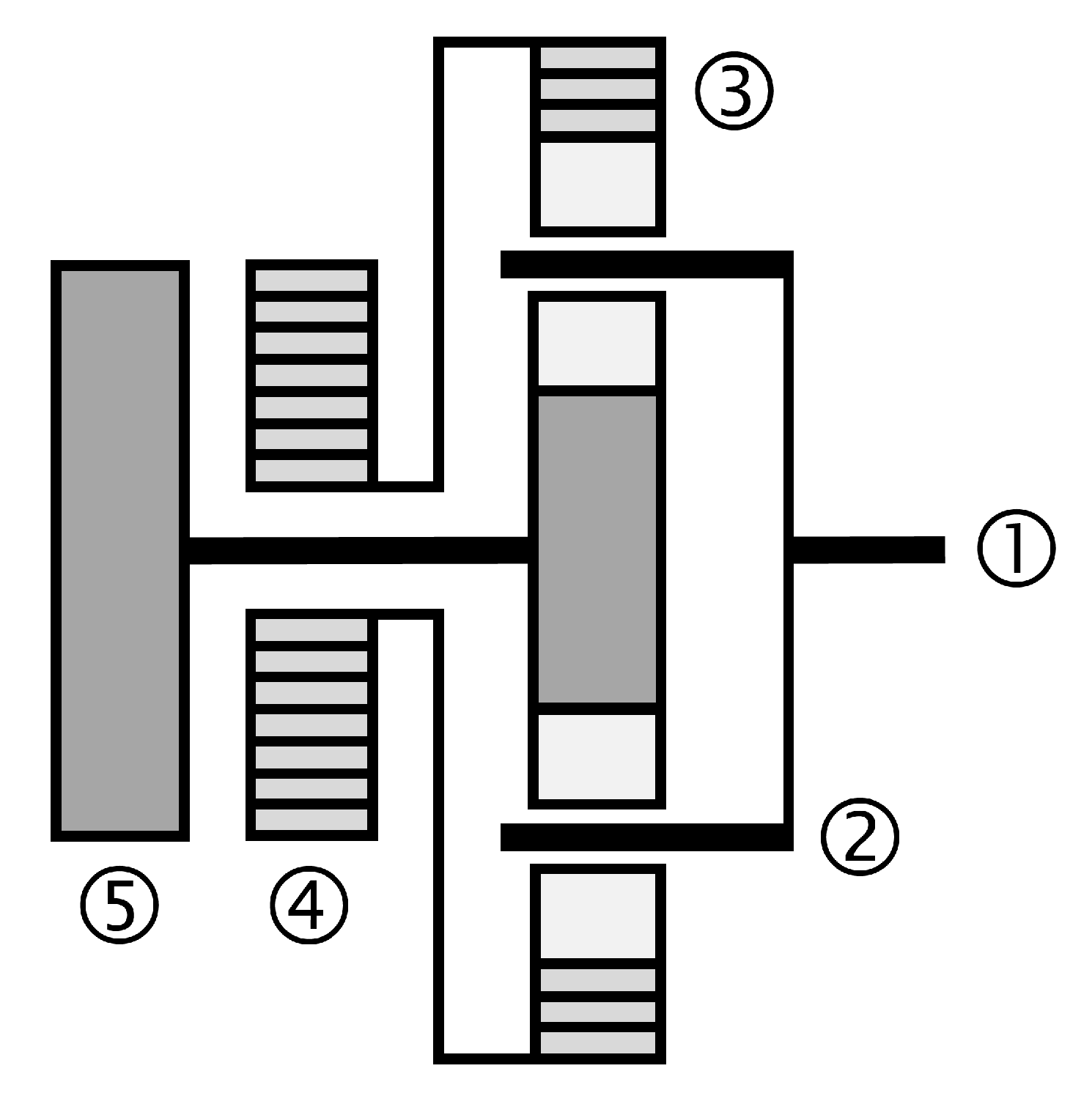
Differentialantrieb
1) motorseitige Antriebswelle
2) Sonnenrad (→ Adhäsion)
3) Hohlrad (→ Zahnrad)
4) zum Zahnradantrieb
5) zum Adhäsionsantrieb

Die von den SBB für die Brünigstrecke und der damaligen Furka-Oberalp-Bahn ab 1986 gemeinsam beschafften HGe 4/4 II mit Differentialantrieb werden heute von den Nachfolgegesellschaften Zentralbahn und Matterhorn-Gotthard-Bahn eingesetzt.

Der Differentialantrieb für Zahnrad-/Adhäsionslokomotiven hoher Leistung verteilt die Zugkraft selbsttätig auf die Adhäsions- und die Zahnräder und entlastet so die Zahnstange. Dieser Antrieb eignet sich für Zahnradbahnen mit bis zu 125 ‰ Neigung. Das Fahrmotordrehmoment wird in einem als Planetengetriebe ausgebildeten Verteildifferential zwischen dem Adhäsions- und dem Zahnradantrieb aufgeteilt. Wenn die Adhäsionsräder bei schlechten Verhältnissen zu schleudern beginnen, greift die im Antrieb integrierte Schlupfbegrenzung korrigierend ein und der nicht mehr auf die Schienen übertragbare Zugkraftanteil wird stufenlos von den Triebzahnrädern übernommen.
Im Bremsbetrieb funktioniert die Einrichtung sinngemäß und der adhäsionsmäßige Überschuss der Bremskraft wird zur Zahnstange geleitet. Ein Blockieren der Adhäsionsräder wird im Zahnstangenbetrieb verunmöglicht.
Auf den zahnstangenlosen Abschnitten wird der Antrieb starr verkuppelt.
Der teure Differentialantrieb wird bei neuen Fahrzeugen nicht mehr verwendet, denn die elektrischen Komponenten haben sich im Verlaufe der Zeit stärker verbilligt als die mechanischen. Die Trennung von Adhäsions- und Zahnradantrieb erlaubt auf Zahnstangenabschnitten die gleichzeitige Nutzung der Fahrmotoren für beide Antriebe.

### Wagenkasten
Die Technik der Bergbahnen ist bestimmt durch die Masseoptimierung. Die Wagenkasten sind bei reinen Zahnradbahnen vorwiegend in Stahlbauweise ausgeführt, denn die verschiedenen Bedingungen wie z. B. unterschiedliche Fahrzeugbegrenzungen erlauben nur den Bau geringer Stückzahlen. Bei Bahnen mit gemischtem Adhäsions- und Zahnradbetrieb werden die Reisezugwagen aus Massegründen oft in Aluminiumbauweise, die Triebfahrzeuge wegen der schweren Antriebsausrüstung vorwiegend als Stahlkonstruktionen erstellt.

### Personen- und Güterwagen

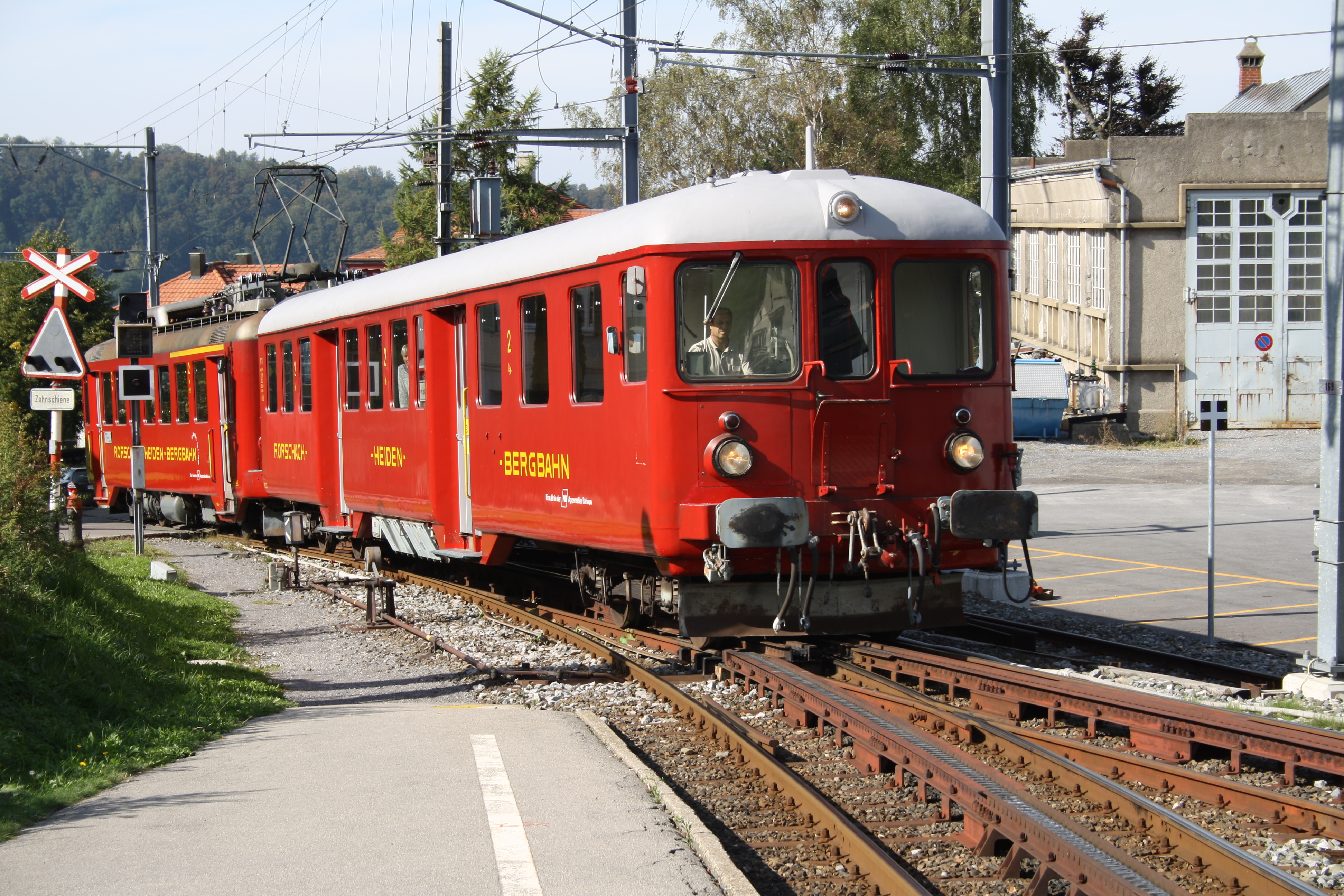
Steuerwagen Bt 31 der Rorschach-Heiden-Bergbahn, 1985 von der Adhäsionsbahn BT übernommen.

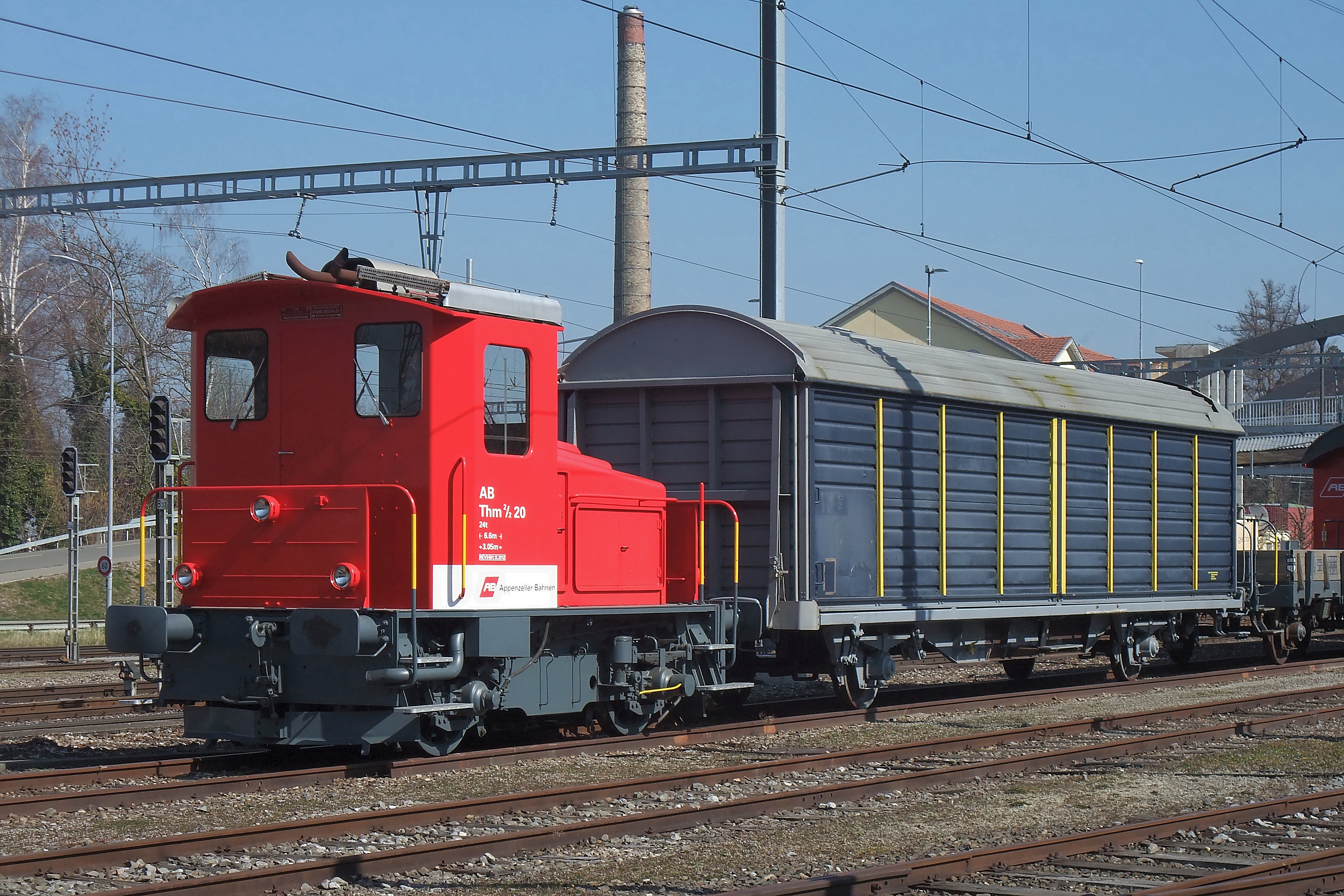
Traktor Thm 2/2 20 der AB mit Adhäsions- und Zahnradantrieb für die Strecke Rorschach–Heiden mit einem Standard-Güterwagen Hbis

Grundsätzlich unterscheiden sich die Wagen der Zahnradbahnen nicht von denen der Adhäsionsbahnen. So wurden in der Schweiz gleiche schmalspurige Leichtstahl- und Einheitswagen sowohl an Adhäsions- als auch an Zahnradbahnen geliefert. Die normalspurige Rorschach-Heiden-Bergbahn hatte von den SBB zwei Einheitswagen I und von der Bodensee-Toggenburg-Bahn (BT) einen Steuerwagen übernommen. Die leichten, versuchsweise in Aluminium gebauten Einheitswagen sind für die Zahnradbahn nach Heiden besonders geeignet. Durch die immer weitere Verbreitung der Triebzüge ist die Zahl der Reisezugwagen auf Zahnradbahnen rückläufig.
Güterwagen sind auch bei Zahnradbahnen zu finden, die sich auf den Personenverkehr beschränken. Der Transport von Material und Werkzeugen auf die häufig schwer zugänglichen Baustellen ist auf der Straße oft nicht möglich.
Die Wagen der Zahnradbahnen sind in der Regel mit einem Bremszahnrad ausgestattet. Bei leichten Gepäck-, Güter- und Dienstwagen, bei Fahrzeugen für Spezialtransporte und bei Vorstellwagen kann auf die Zahnradbremse verzichtet werden. Auch die auf die Matterhorn-Gotthard-Bahn (MGB) übergangsfähigen Wagen der Rhätischen Bahn, die ihrerseits keine Zahnstangenabschnitte aufweist, verfügen über eine Zahnradbremse. Die MRS Logística in Brasilien verzichtet bei ihren Güterwagen auf ein Bremszahnrad und schiebt sie bei der Bergfahrt auf dem 104 ‰ steilen Zahnstangenabschnitt der Bahnstrecke Santos–Jundiaí.
Bei gezogenen Zügen muss im Falle einer Zugtrennung jeder Zugteil angehalten und gegen Entlaufen gesichert werden können. Bahnen mit Neigungen über 250 ‰ müssen die Wagen bergseitig des Triebfahrzeugs einreihen und bei der Bergfahrt auf gezogene Züge verzichten. Von 1964 bis 2010 verkehrten die Personenzüge der Luzern-Stans-Engelberg-Bahn als dreiteilige Wende- oder Pendelzüge mit talwärts eingereihten Triebfahrzeug, wobei auf dem 246 ‰ steilen Zahnstangenabschnitt hinter dem Triebwagen ein Post- oder leichter Güterwagen zulässig war. Auch die nur selten verkehrenden Güterzüge wurden auf der Bergfahrt geschoben. Wendezüge werden auf Zahnstangenabschnitten nach Möglichkeit bergwärts geschoben.
Wenn die Sicherheit gegen Entgleisen nicht gewährleistet ist, wird das Triebfahrzeug bergseitig eingereiht. Zudem bleibt der Zug auf der Talfahrt beim elektrischen Bremsen des Triebfahrzeug gestreckt.
Die Matterhorn-Gotthard-Bahn verzichtet bei der Fahrt ihrer Wendezüge über den Oberalppass auf der Passhöhe auf das Umstellen des Triebfahrzeugs; die Züge verkehren auf dem ganzen Laufweg in gleicher Formation.
Auf normalspurigen, mit üblichen Zug- und Stoßvorrichtung verkehrenden Zahnradbahnen können gängige Eisenbahnwagen verkehren. Früher war das vielerorts üblich und in Deutschland auf Zahnstangenabschnitten mit einer Neigung bis zu 100 ‰ zulässig. Die Rorschach-Heiden-Bergbahn (RHB) mit 93,6 ‰ Neigung beförderte bis in die 1990er Jahre UIC-Güterwagen, die wegen des fehlenden Bremszahnrads bergwärts geschoben wurden. In Zügen mit mehreren Wagen ohne Zahnradbremse reihte die RHB Wagen mit Bremszahnrad ein.
Die Zahnradbremsen der Wagen sind im Abschnitt Eingriff der Zahnräder in die Zahnstange beschrieben.

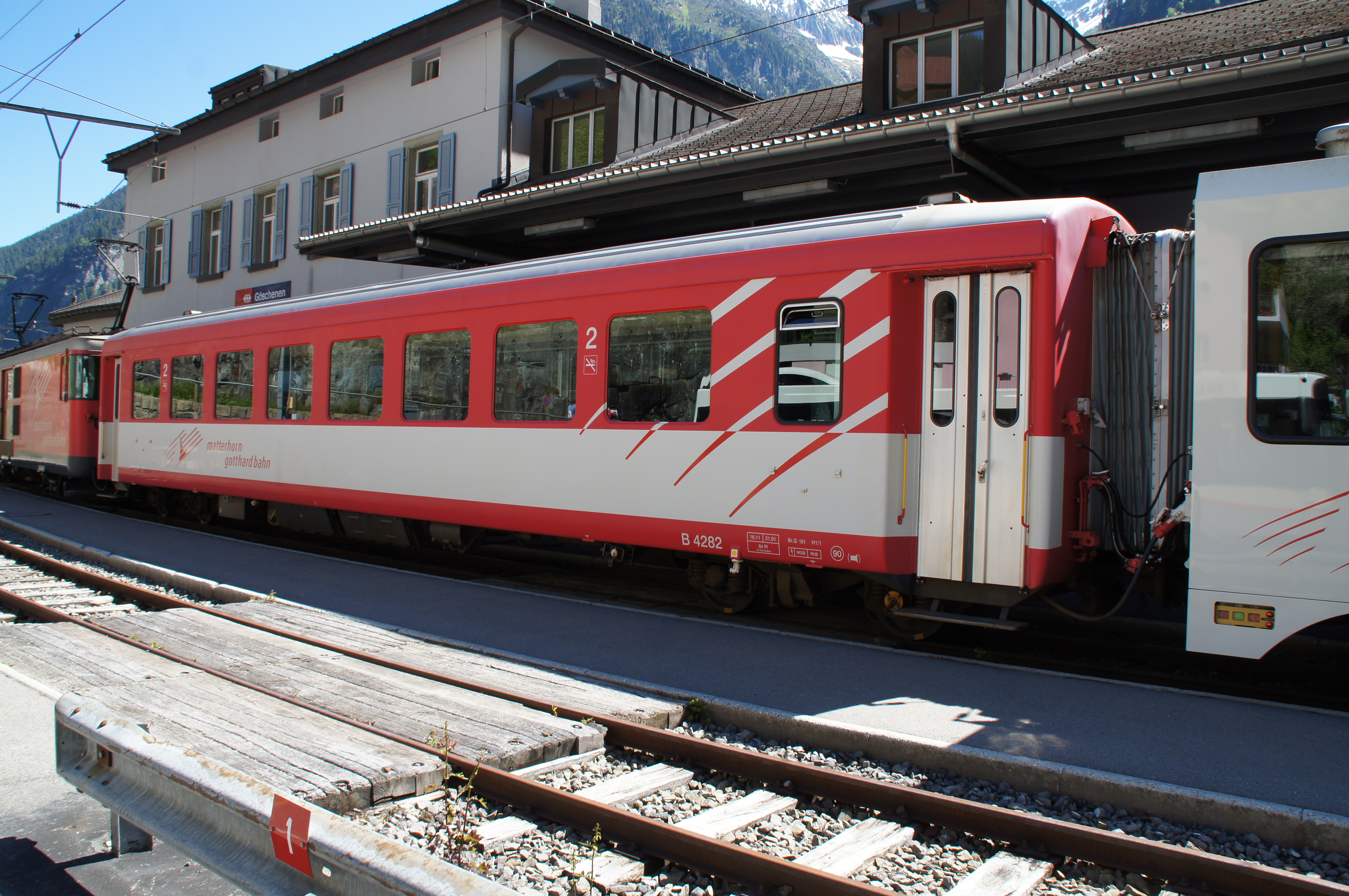
Einheitswagen II der MGB. Den gleichen Wagentyp beschafften auch mehrere Adhäsionsbahnen.
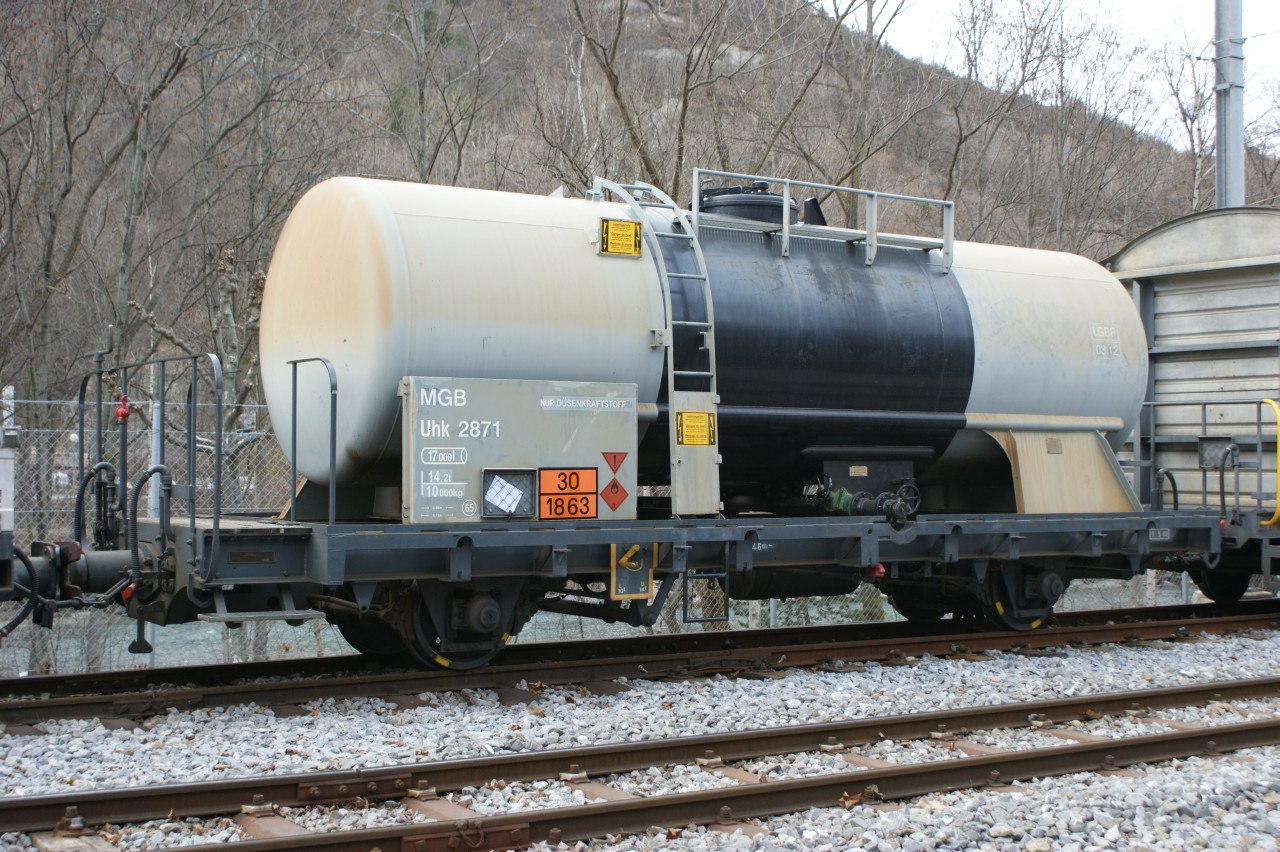
Kesselwagen der MGB. Das Bremszahnrad befindet sich an der rechten Achse.
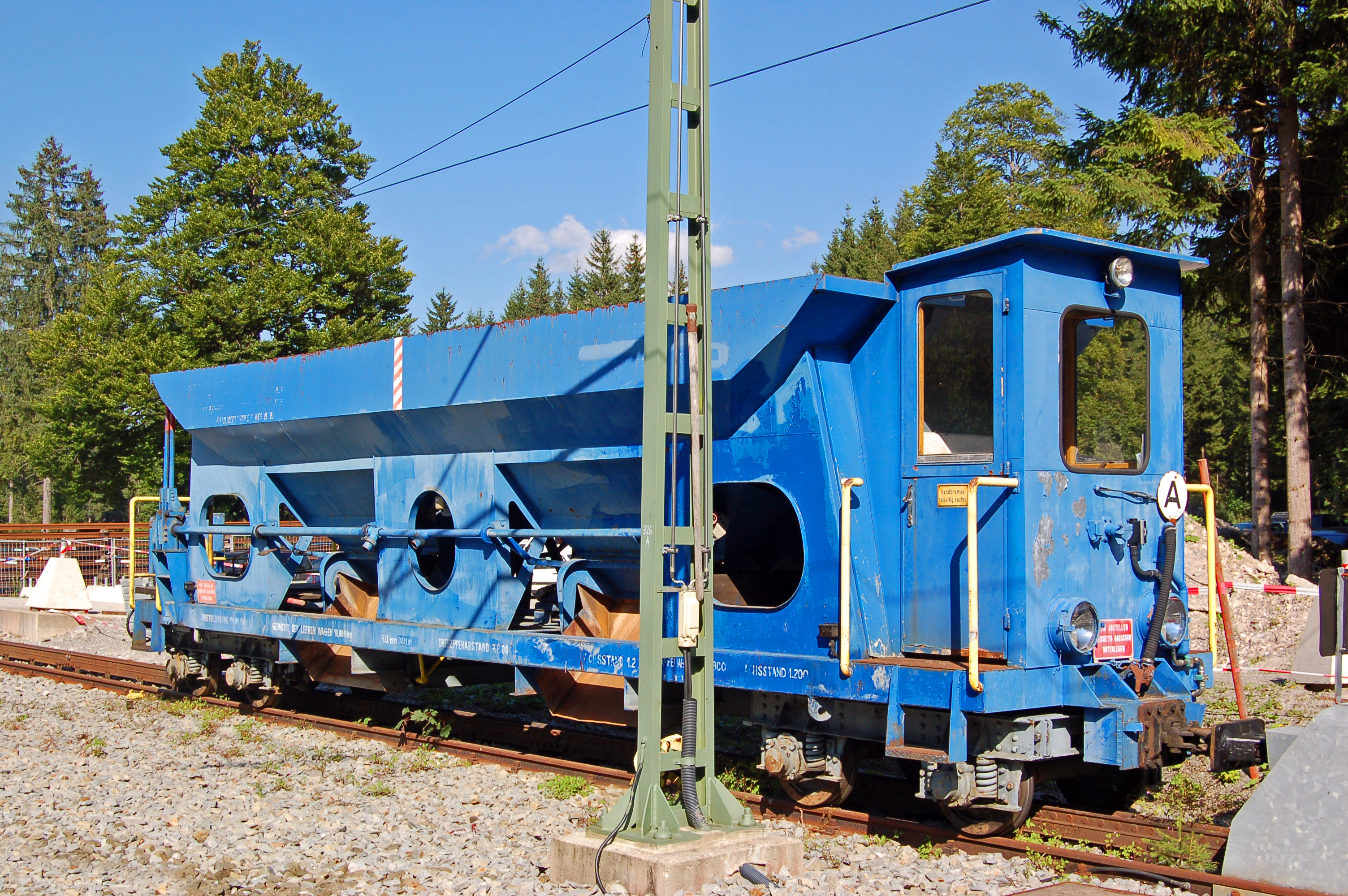
Schotterwagen der Zugspitzbahn. Die Kabine für den Bremser weist auf den Einsatz als Vorstellwagen hin.
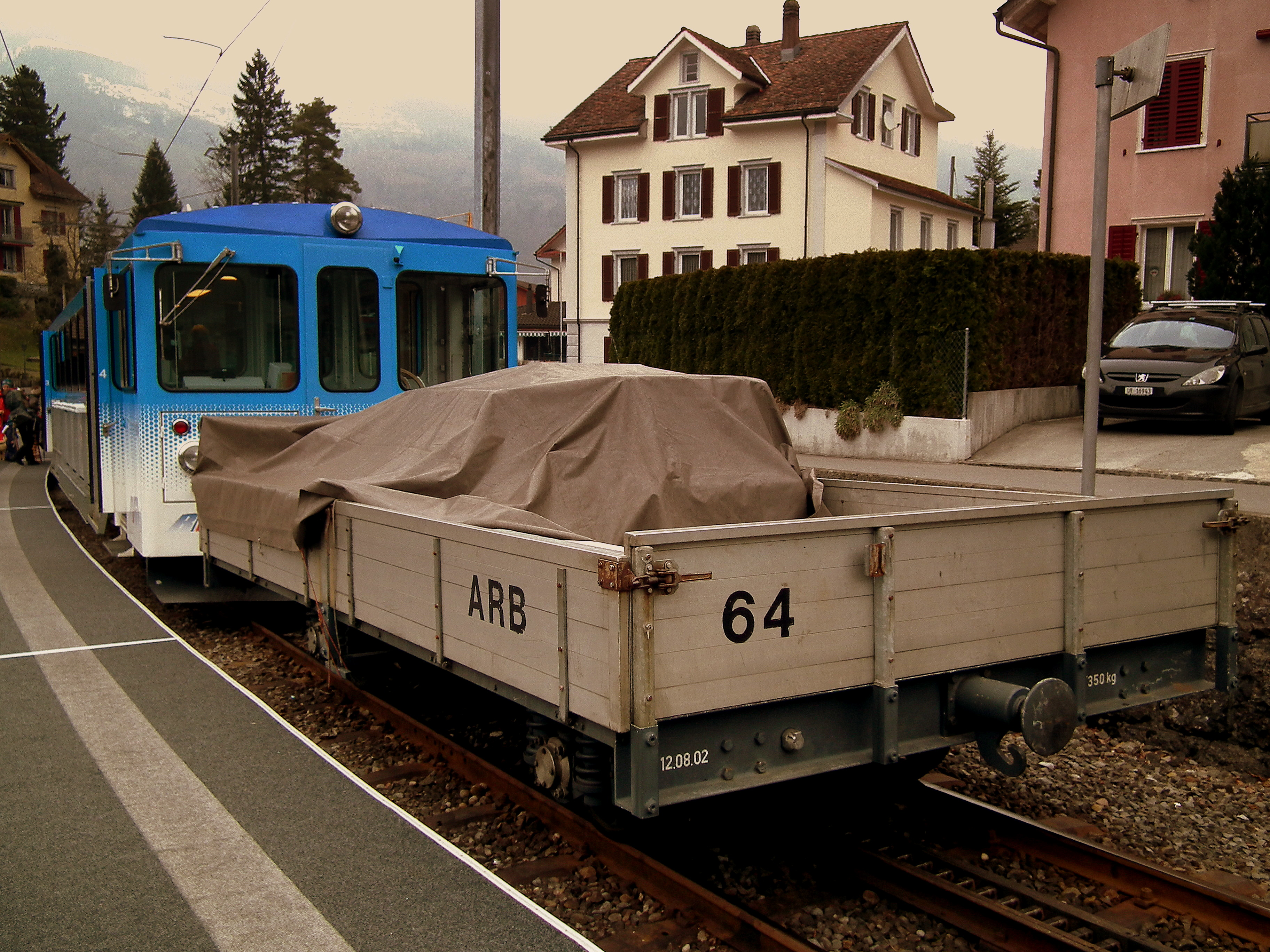
Vorstellwagen der Arth-Rigi-Bahn. Am bergseitigen Ende der Vorstellwagen gibt es nur einen Stoßpuffer.

### Sicherheit und Bremsen
Der Bau und Betrieb der Zahnrad- und anderen Eisenbahnen werden in der Schweiz durch die Eisenbahnverordnung und den Ausführungsbestimmungen dazu geregelt. Weil in anderen Ländern keine so detaillierte Regelungen für Zahnradbahnen bestehen, akzeptieren weltweit fast alle Eisenbahnen und Behörden die Schweizer Vorschriften als verbindlich.

#### Zulassung
Weil sich die Zulassungsbehörden außerhalb der Schweiz nur sehr selten mit Zahnradfahrzeugen beschäftigen müssen, war es über Jahrzehnte üblich, dass das schweizerische Bundesamt für Verkehr (BAV) die Neuzulassung des zahnradtechnischen Teils als Gutachten durchführte. Dieses wurde dann von der zuständigen Zulassungsbehörde anerkannt, wie das heute auch bei Adhäsionsfahrzeugen im Rahmen eines Cross-Acceptance-Verfahrens möglich ist. Weil das BAV keine Gutachten mehr erstellen darf, wurde für die 2016 abgelieferte Berglokomotive 19 der Bayerischen Zugspitzbahn beim BAV eine Schweizer Typenzulassung beantragt, die von einem unabhängigen Sachverständigen geprüft und dem deutschen Eisenbahn-Bundesamt vorgelegt wurde.

#### Geschwindigkeitsreihe V+
Auf Zahnstangenstrecken wird bei der Talfahrt die Höchstgeschwindigkeit durch die Leistungsfähigkeit der Bremssysteme 1 und 2 bestimmt (vgl. Abschnitt Bremsen). Jedes dieser beiden Bremssysteme muss für sich alleine ohne thermische Überlastung den Zug sicher zum Stillstand bringen. Die Matterhorn-Gotthard-Bahn ist bestrebt, zukünftig bei der Talfahrt die gleiche Geschwindigkeit wie bei der Bergfahrt zu fahren. Sie rüstete für Versuchsfahrten den Orion-Triebzug 312 entsprechend aus. Der dazu erforderliche regulatorische Aufwand ist jedoch sehr groß. Grundidee ist, dass für die Bremsberechnung nicht nur die Bremssysteme 1 und 2, sondern auch die elektrische Bremse miteinbezogen werden. Zudem ließen sich die beiden Bremssysteme abwechselnd oder gleichzeitig, aber dosiert anlegen.

#### Bremsen

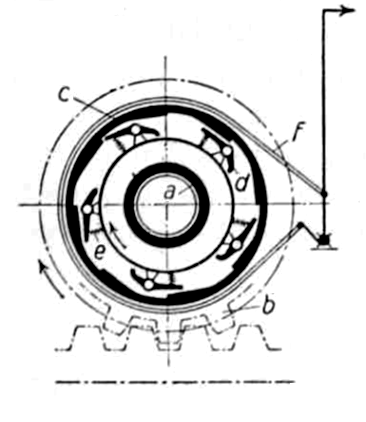
Schema der Klinkenbremse
a) Nabe des Triebzahnrades
b) Triebzahnrad
c) Bremstrommel mit innerer
Klinkenzahnung
d) Klinke
e) Klinkenfeder
f) Bremsband

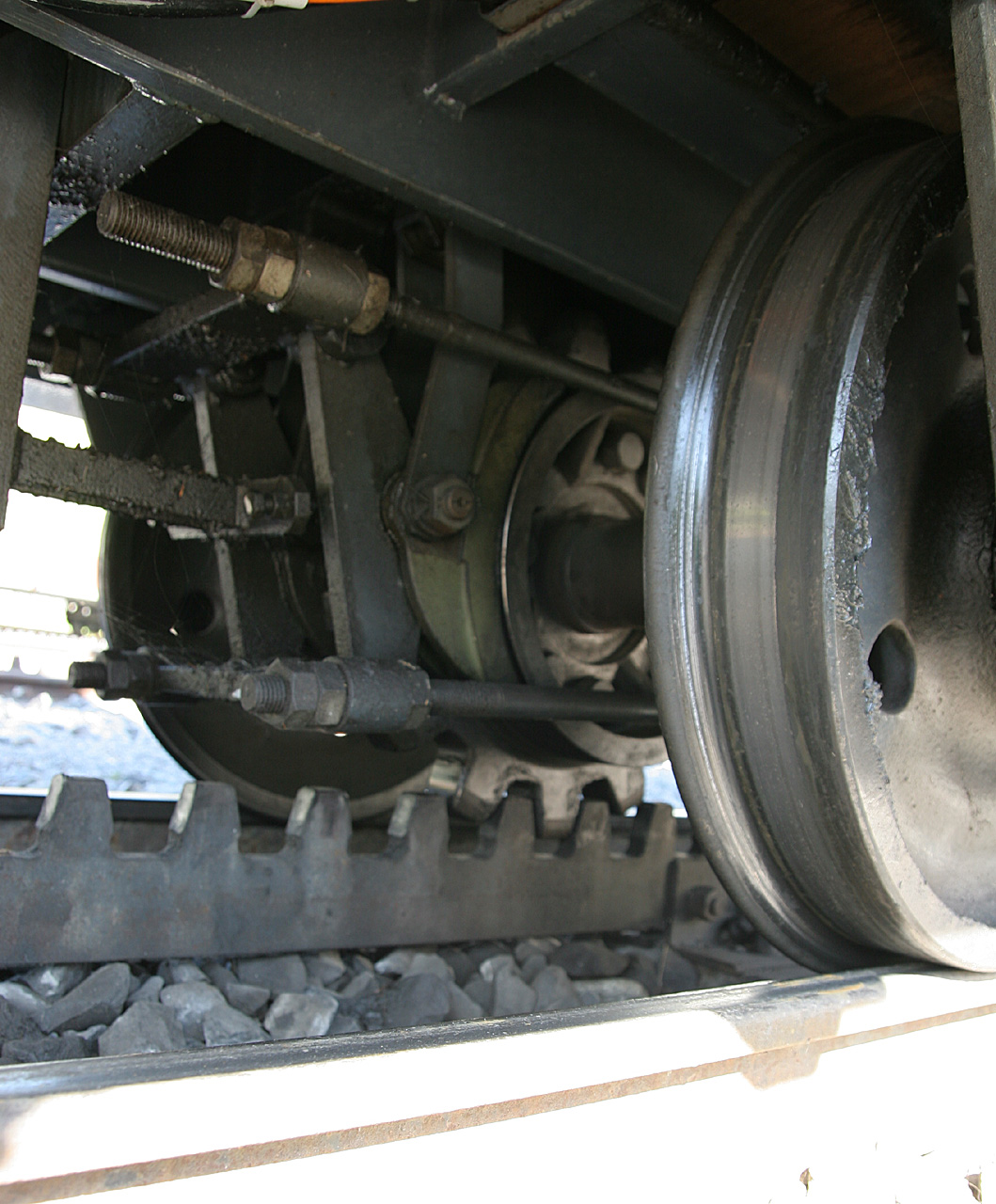
Bremszahnrad eines Wagens der Wengernalpbahn

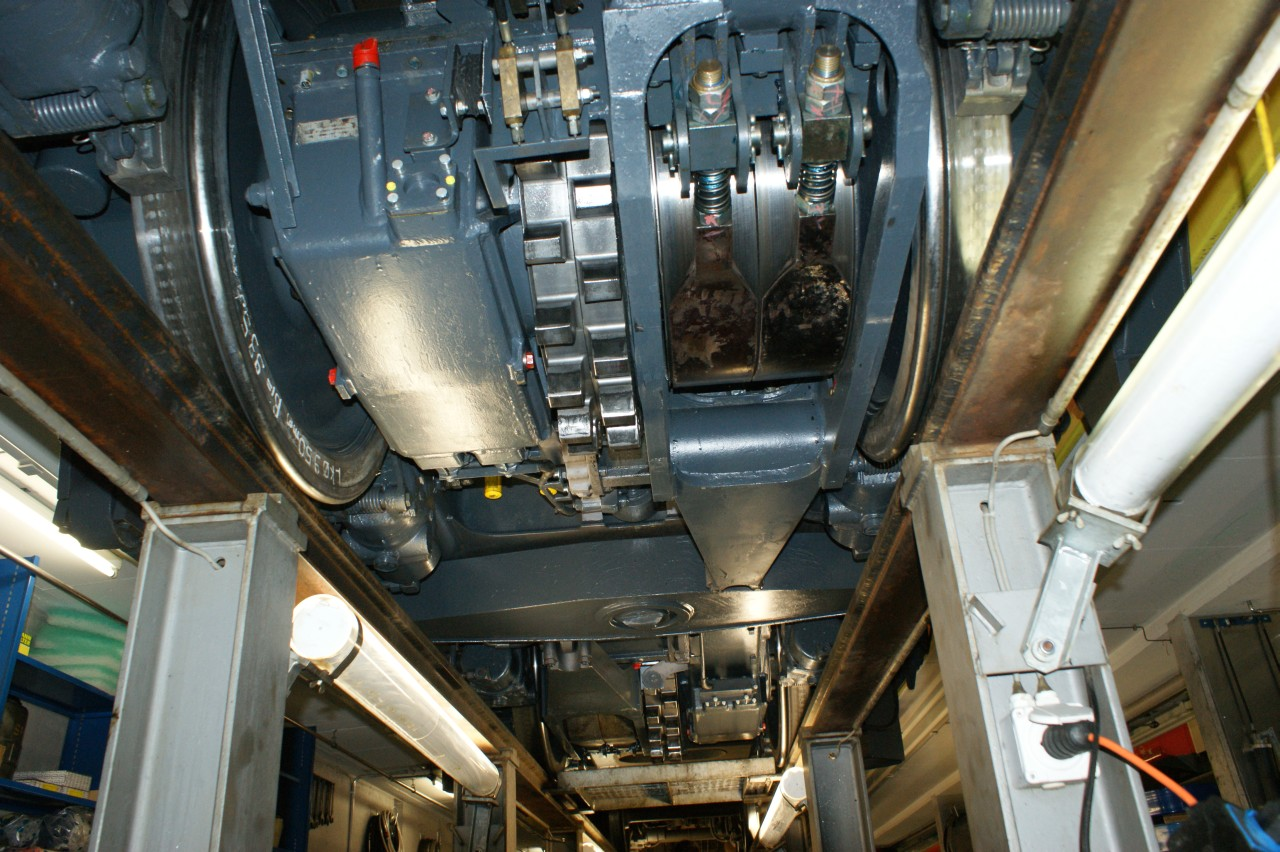
Drehgestell einer HGe 4/4 II mit Getriebekasten, zweilamelligen Zahnrad und Bandbremsen

Die Bremsen spielen für die Sicherheit der Bergbahnen eine wesentliche Rolle. Zahnradtriebfahrzeuge müssen über zwei voneinander unabhängige mechanische Bremssysteme verfügen. Sie werden als System 1 und 2 bezeichnet, wobei das Bremssystem 1 stufenlos regulierbar sein muss. Die andere dient als „Notbremse“ und muss den Zug zum Stillstand bringen, ohne dass die Bremsen allenfalls angehängter Wagen mitarbeiten. Die Pufferkräfte an der Zugspitze dürfen jedoch nicht zu groß werden, um eine Entgleisung auszuschließen. Zur Vermeidung übermäßiger Bremskräfte muss ein Ansprechen beider Bremssysteme unbedingt verhindert werden. Im Notfall muss der Zug mit einem dieser Bremssysteme mit mindestens 0,3 m/s² zum Stillstand gebracht werden. Die Höchstgeschwindigkeit bei der Talfahrt wird durch die thermische Leistungsfähigkeit der Bremssysteme 1 und 2 bestimmt. Ein nur wenige Sekunden ungebremster Zug würde wegen des Hangabtriebs sehr stark beschleunigt und könnte bereits nach kurzer Zeit nicht mehr unter Kontrolle gebracht werden. Die kurze Reaktionszeit verunmöglicht die Verwendung von Steuerventilen nach UIC-Norm.
Bei Triebfahrzeugen mit Drehgestellen sind die beiden unabhängigen Anhaltebremsen als Getriebebremse oder Bremse auf der Motorwelle und als Zahnradbremse ausgebildet (vgl. Abbildungen im Abschnitt Elektrische und dieselelektrische Triebfahrzeuge). Fahrzeuge für gemischten Adhäsions- und Zahnradverkehr sind zusätzlich noch mit einer Adhäsionsbremse ausgerüstet. Bei Neigungen von höchstens 125 ‰ kann als regulierbare Anhaltebremse die automatische Bremse des ganzen Zuges verwendet werden oder das Bremssystem 2 durch die Widerstandsbremse unterstützt werden.
Wenn das Gefälle 125 ‰ übersteigt, müssen Zahnradtriebfahrzeuge zusätzlich zu den beiden Bremssystenen 1 und 2 mit einer Beharrungsbremse ausgerüstet sein.  Als Beharrungsbremse zählen Rekuperationsbremse, Motorbremsen, hydraulische Bremsen und Gegendruckbremse. Eine fahrdrahtunabhängige Widerstandsbremse erlaubt bei Stromausfällen eine Räumung der Strecke. Die mechanische Bremse kann im Normalfall nicht als Beharrungsbremse ausgelegt werden, weil die in Wärme umzusetzende potentielle Energie des Zuges die Bremsen thermisch überlasten würde. Die Beharrungsbremsen müssen auch bei Ausfall der Stromversorgung oder des Dieselmotors funktionieren. Jede Anhaltebremse (System 1 und 2) muss alleine in der Lage sein, den Zug auf dem größten Gefälle bei maximalem Zugsgewicht zum Stillstand zu bringen. Die Bremskräfte sind ein wichtiger Faktor der Sicherheit gegen Entgleisen. Als Anhaltebremsen kommen bei neuen Fahrzeugen unerschöpfliche Federspeicher-Bandbremsen zum Einsatz.
Bei einseitig geneigten Strecken wird oft eine Anhaltebremse als richtungsabhängige Klinkenbremse gebaut. Sie bremst nur bei Talfahrt. Bei der Bergfahrt ist die angezogene Klinkenbremse durch einen Klinkenmechanismus freilaufend und verhindert Rückwärtsrollen des Zuges. Bei der Talfahrt kann die gelöste Klinkenbremse jederzeit als normale Bremse benutzt werden.
Dass die Zahnstange für das Bremsen mindestens so wichtig ist wie für die Bergfahrt, zeigte sich 1995 und 2005, als eine Adhäsionslokomotive Ge 4/4 III der Rhätischen Bahn den 110 ‰ steilen Oberalppass mit eigener Kraft erklomm. Zur Sicherheit wurde eine jeweils talseitig gekuppelte Zahnradlokomotive zum Bremsen mitgegeben. Triebfahrzeuge für Adhäsionsstrecken mit mehr als 60 ‰ Gefälle sind mit Magnetschienenbremsen oder Wirbelstromschienenbremsen ausgestattet.
Die Zahnradbremsen der Eisenbahnwagen sind im Abschnitt Eingriff der Zahnräder in die Zahnstange beschrieben.

#### Selbsterregte Beharrungsbremse für Umrichterfahrzeuge

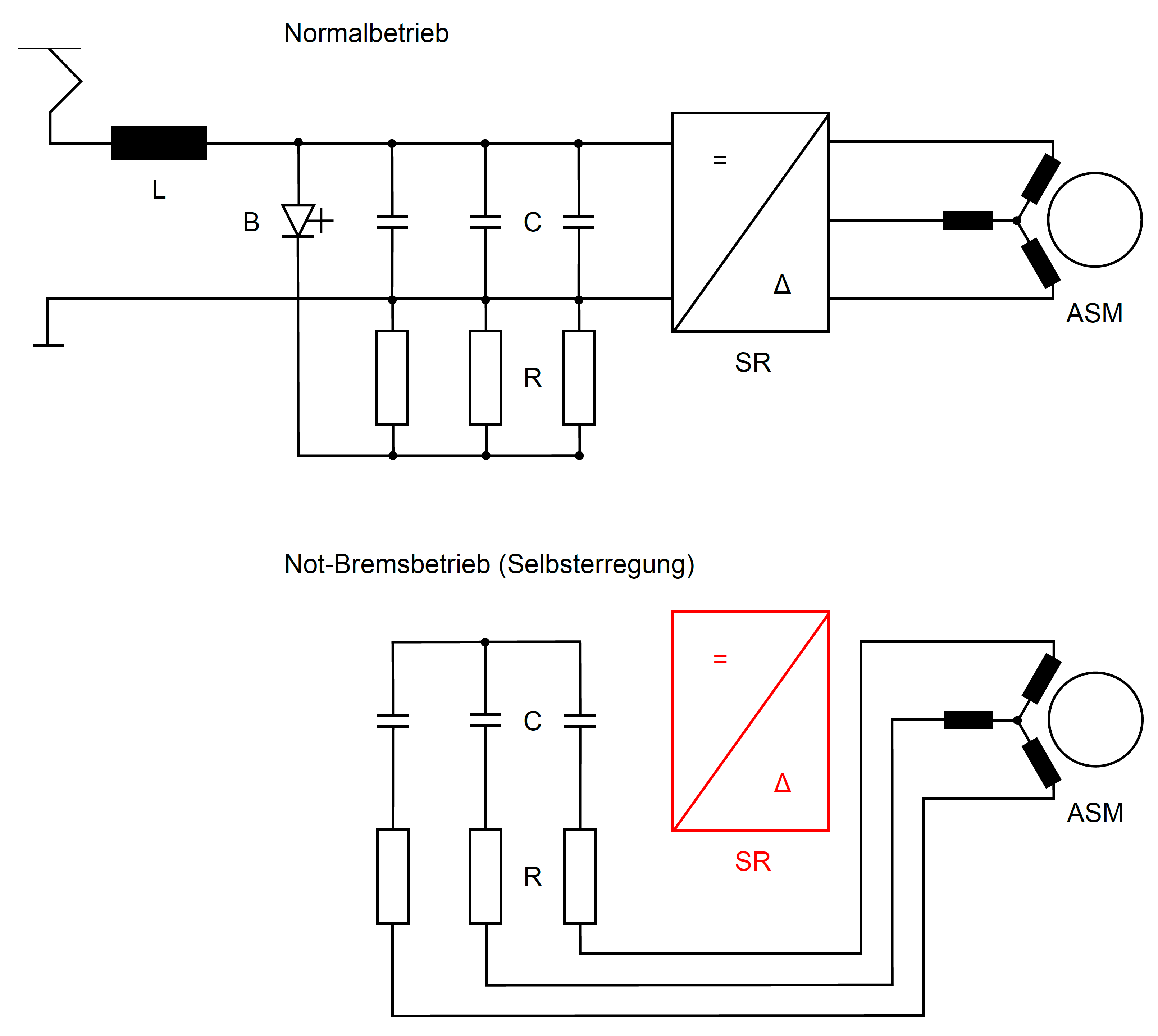
Prinzipschema eines Triebfahrzeugs für Gleichstrombahnen mit Speisung der Asynchron-Fahrmotoren über Umrichter und Umschaltmöglichkeit auf die selbsterregte Widerstandsbremse.
L: Eingangsfilter-Drossel, C: Eingangsfilter-Kondensatoren, R: Bremswiderstände, B: Brems-Chopper, SR Stromrichter, ASM: Asynchron-Fahrmotor

Zunächst zögerte man, Zahnradfahrzeuge mit Drehstrom-Umrichterantrieb zu bauen. Beim Ausfall eines Stromrichters oder dessen Leitelektronik hätte der Zug mit mechanischen Bremsen im Gefälle angehalten und ein Reservetriebfahrzeug angefordert werden müssen. Wegen unzulässiger langer Streckenbelegung und Trassenführung in oft unbewohnten und schwer zugänglichen Gebieten ging man dieses Risiko nicht ein.
Die Lösung besteht darin, im Störfall die Fahrmotoren vom Stromrichter abzutrennen und jede Phase der Drehstrom-Asynchronmotoren mit einem RC-Kreis zu verbinden. Die drei RC-Kreise bestehen aus den ohnehin vorhandenen Bremswiderständen und den Eingangsfilter-Kondensatoren des Stromrichters. Sobald sich die Motoren drehen, erregen sie sich selbst und erzeugen eine Bremskraft. Diese elektrische Bremse kann nicht reguliert werden. Ihre Geschwindigkeit stabilisiert sich auf Werte je nach Gefälle und Zuggewicht. Zum Anhalten wird die mechanische Bremse eingesetzt. Die Schaltung ist so auszulegen, dass der Zug etwas langsamer als im Normalbetrieb talwärts fährt. Diese Selbsterregungsschaltung, die auch in Kleinstkraftwerken eingesetzt wird, wurde in Messfahrten mit der He 2/2 10 der Jungfraubahn im Jahr 1992 erprobt und 1995 bei den He 2/2 31 und 32 der Wengernalpbahn erstmals angewandt.

#### Sicherheit gegen Entgleisen

Die Entlastung (rot) der bergseitigen Achsen durch die vom Triebfahrzeug ausgeübte Zugkraft (grün) kann auf steilen Streckenabschnitten die Sicherheit gegen Entgleisen beeinträchtigen.

Die Zug- und Bremskräfte werden zwischen Zahnrad und Zahnstange über die Zahnflanken übertragen. Bei idealer Schmierung ist die Richtung dieser Kraft senkrecht zur geneigten Fläche der Zahnflanke (Normalkraft). Die Differenz zwischen ihr und der Zug- oder Bremskraft ist der Zahnauftrieb. Er hat die Tendenz, das Fahrzeug von den Schienen abzuheben.

Im Zahnradbetrieb kann das Fahrzeug einzig über den Zahneingriff in die Zahnstange gebremst werden. Der Zahneingriff muss darum unter allen möglichen Bedingungen wie starkem Seitenwind, unterschiedliche Reibungskoeffizienten, Notbremsung oder Ausfall der Bremse in einem Zugteil gewährleistet sein. Die bei einer Bremsung während der Talfahrt auftretenden Kräfte belasten die vorderen und entlasten die hinteren Radsätze. Zusammen mit dem Zahnauftrieb kann die Entlastung des hinteren Radsatzes bei starker Bremsung die Gewichtskraft übersteigen und das Fahrzeug aus den Schienen heben. Weil diese gefährliche Situation verhindert werden muss, dürfen die Bremsen nicht zu stark sein.
Bei Zahnstangen mit vertikalem Zahneingriff entsteht bei schlechter Schmierung eine senkrecht zur Schienenebene gerichtete Kraft, der Zahnauftrieb. Er hat die Tendenz, das Fahrzeug von den Schienen abzuheben und darf keinesfalls die Gewichtskraft des Fahrzeuges überwinden. Damit die Gefahr einer Entgleisung nicht zu groß wird, muss die Zahnstange gut geschmiert werden.
Bei geschobenen und gezogenen Zügen ist die Länge der Züge beschränkt. Die Last des Zuges übt auf der Höhe der Kupplung eine Kraft auf das Triebfahrzeug auf. Diese Längskraft und die Höhendifferenz zwischen Kupplung und Zahnstange bewirken ein Drehmoment auf das Triebfahrzeug, das dieses zusätzlich zum Zahnauftrieb bergseitig entlastet und die Sicherheit gegen Entgleisen beeinträchtigen kann. In engen Kurven verschärft sich diese Gefahr durch Seitenkräfte zusätzlich. In diesen Situationen ist die Zugbildung mit starren Mittelpufferkupplungen wie Typ +GF+ oder Schwab vorteilhafter als die von der Matterhorn-Gotthard-Bahn verwendeten Mittelpuffer mit zwei Schraubenkupplungen.
Bei Bürstenfeuer am Fahrmotorkollektor oder bei Kurzschlüssen können übermäßige Kräfte entstehen, die die Stabilität des Triebfahrzeuges gefährden. Zur Verhinderung werden zwischen den Fahrmotoren und den Triebzahnrädern Rutschkupplungen eingebaut. Beim Antrieb über einen Drehstrommotor ist diese Einrichtung nicht nötig, weil dessen maximales Drehmoment bekannt ist.
Ursprünglich wurde die „Stand- und Entgleisungssicherheit“ nach der Methode von Borgeaud nachgewiesen.
Die Sicherheit muss auch bei der Überlagerung von kritischen Situation, z. B. Talfahrt im Bogen mit Doppelbremsung und Seitenwind, gewährleistet sein.
In den 1970er-Jahren wurden aufgrund der damaligen Möglichkeiten manche Vereinfachungen, aber auch Vernachlässigungen, an der Methode von Borgeaud vorgenommen.
Heute wird der Nachweis der Sicherheit gegen Entgleisen mittels Computersimulation erbracht, wobei in der Regel eine relative Radentlastung {\displaystyle \Delta {Q}/{\bar {Q}}_{0}} bis zu 95 % toleriert wird.
Die bisherige Methode von Borgeaud ist nicht mehr Stand der Technik.

#### Helixverwindung

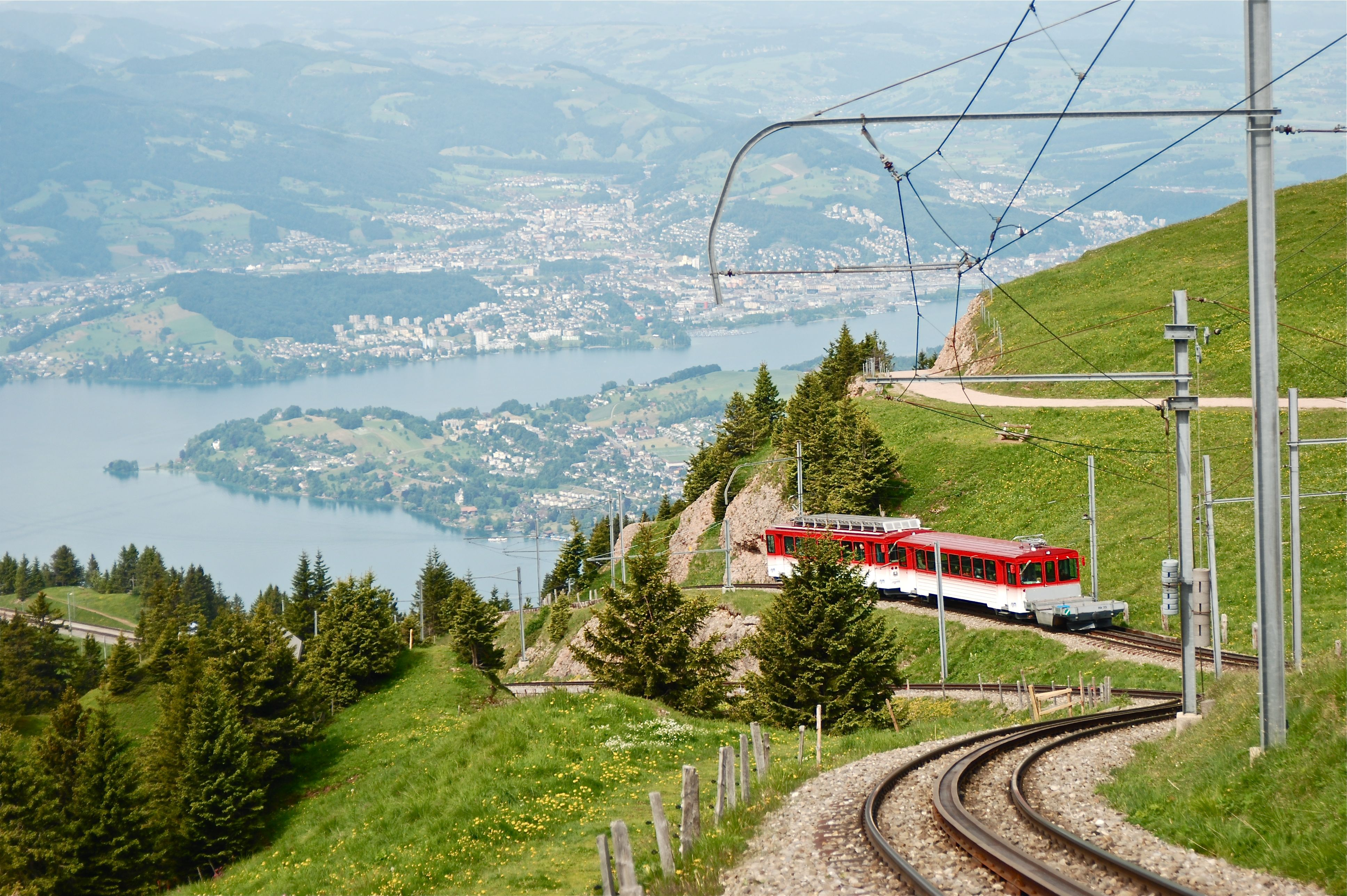
Helixverwindung bei den Rigibahnen unterhalb von Rigi-Kulm

Die Helixverwindung kann durch eine Wendeltreppe veranschaulicht werden. Die Neigung des äußeren Handlaufs ist wesentlich kleiner als jene des inneren Handlaufs.

Bisher nicht in den Vorschriften zur Sicherheit gegen Entgleisen berücksichtigt wird die Gleisverwindung in geneigten Gleisbögen, kurz als Helixverwindung bezeichnet. Die Helixverwindung beträgt {\displaystyle g_{H}=-N/(1+N^{2})\cdot s_{w}/R} (mit Neigung {\displaystyle N}, Bogenradius {\displaystyle R} und Stützweite {\displaystyle s_{w}}).
In Gleisbögen ist die Neigung der äußeren Schiene geringer als die der inneren. Befindet sich ein Drehgestell auf einem solchen Gleisabschnitt, wird das äußere Rad der oberen Achse entlastet und im Extremfall von der Schiene gehoben. Bei Neigungen bis 40 ‰ ist die Helixverwindung vernachlässigbar. Bei größeren Neigungen kann sie jedoch die maximalen Werte der Überhöhungsverwindung überschreiten. Bei der Überlagerung der beiden Verwindungen besteht je nach Randbedingungen ein Entgleisungsrisiko. In einigen für die Gleistrassierung verwendeten Computerprogrammen wird die Helixverwindung noch nicht berücksichtigt.
Die Überlagerung von Helixverwindung und Überhöhungsverwindung ließe sich vermeiden, wenn die Überhöhungsverwindung bereits vor dem Übergangsbogenanfang eingebaut würde. Obwohl ohne Fliehkräfte im geraden Gleisabschnitt eine Überhöhung bestehen würde, wäre der Einfluss auf den Fahrkomfort gering, denn bei Bergbahnen werden wegen den niedrigen Geschwindigkeiten nur geringe Überhöhungen eingebaut.

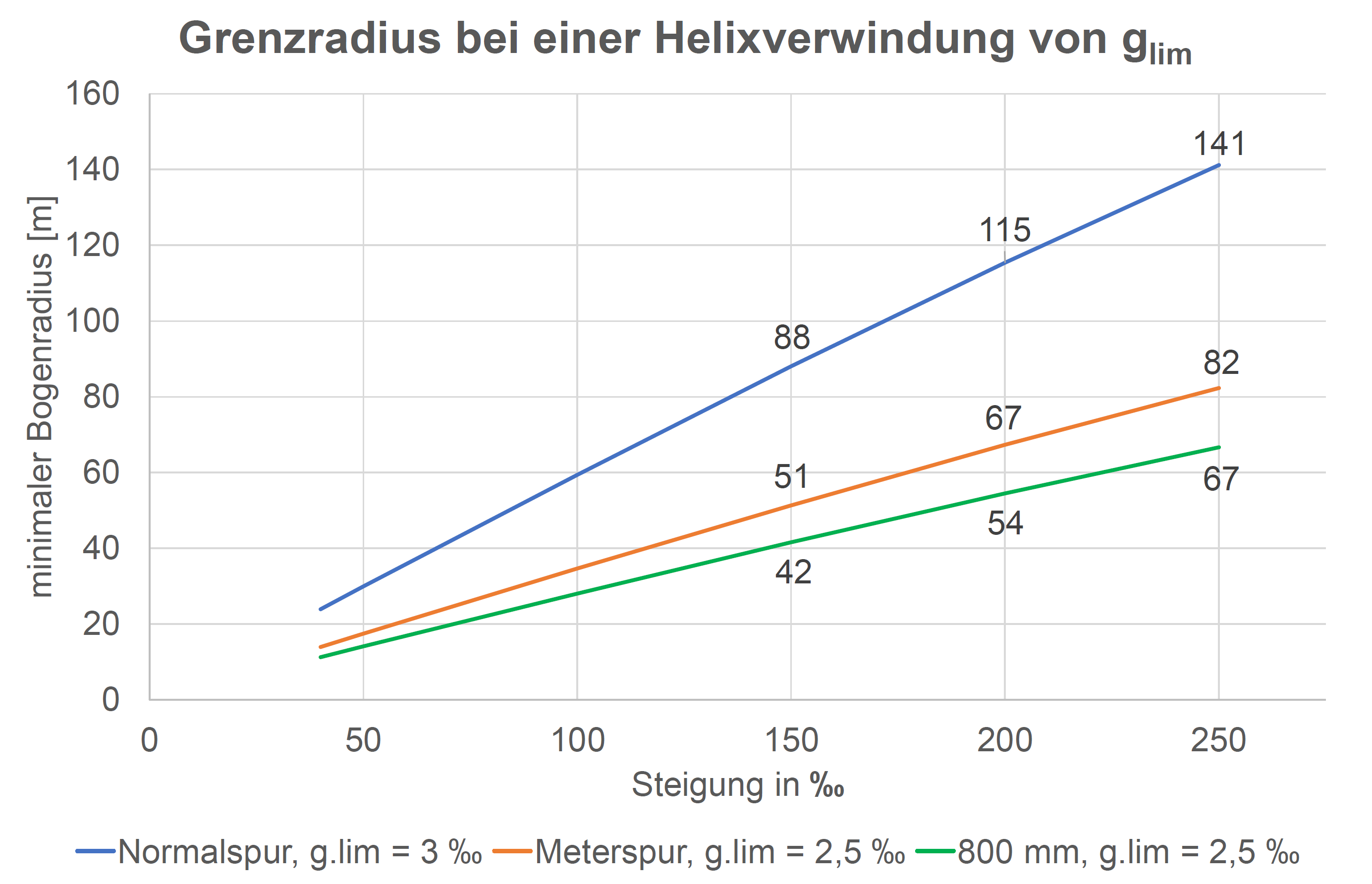
Bei einer gegebenen Neigung und einem sinnvollen Grenzwert von 2,5 oder 3 ‰ für die Helixverwindung ergibt sich ein Grenzradius in der Helix.

Im Gleisbau der Bergbahnen müsste nicht nur die Überhöhungsverwindung, sondern auch die davon unabhängige Helixverwindung beziehungsweise die Gesamtverwindung begrenzt werden. Bei bestehenden Strecken ist es jedoch kaum möglich, Neigungen oder Bogenradien großräumig anzupassen. In diesem Fall müsste die bestehende Helixverwindung in der Fahrzeugauslegung berücksichtigt werden.
|  |

| Bahn: | BOB 1,19 | Brünig 1,18 | BZB 2,92 | GGB 3,28 | JB 3,38 | MGB¹ 2,33 | MPPR 3,34 | MVR 3,18 | PB² 7,15 | VRB 2,76 | SSB³ 1,53 | TdC 2,64 | WAB 3,76 | WZB 3,76 |

| Anmerkungen: | ¹ | Schöllenenbahn                           |
|              | ² | kein Aufklettern möglich (System Locher) |
|              | ³ | Zahnradbahn Stuttgart                    |

#### Überwachungen

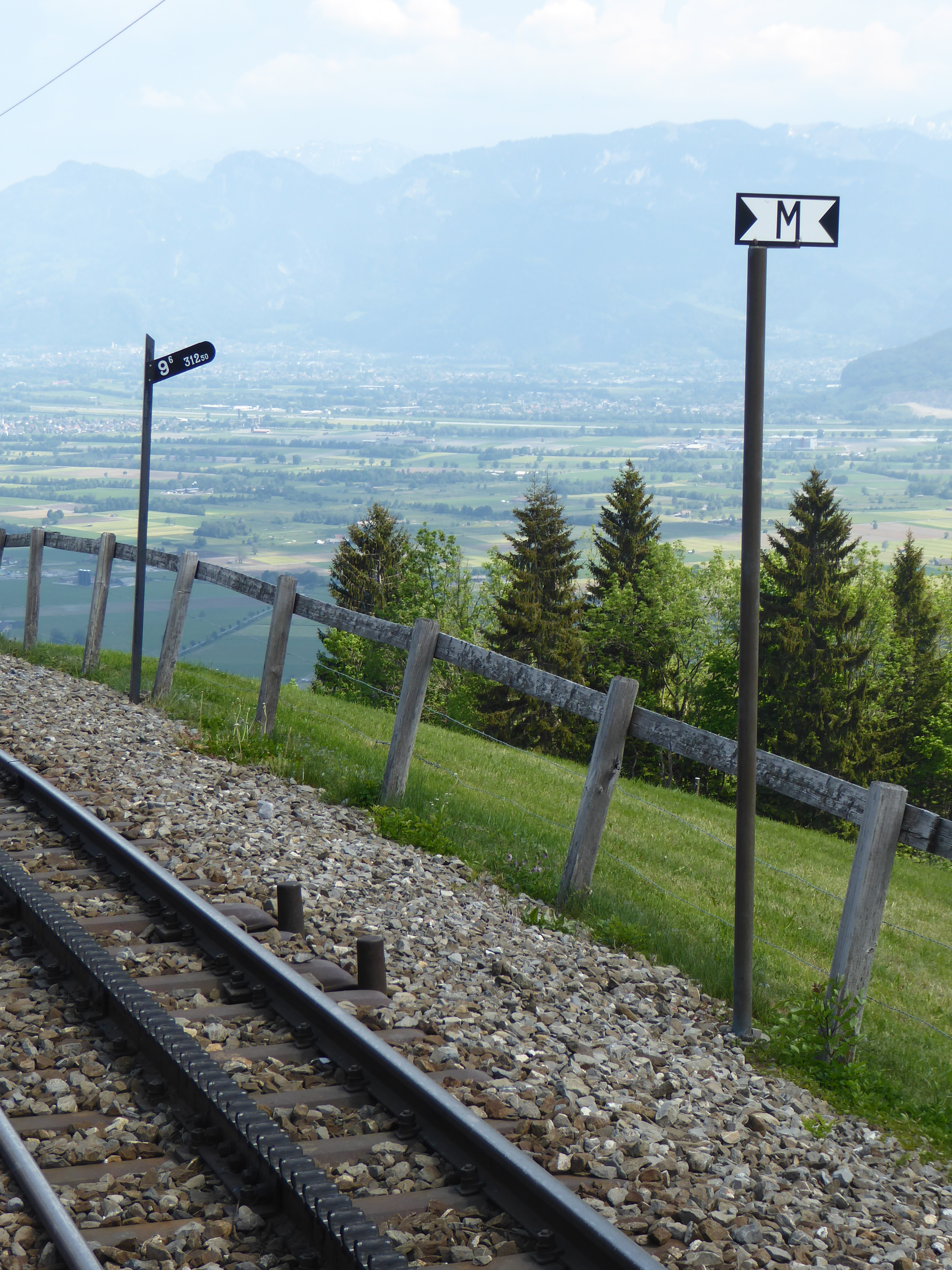
Gleismagnete bei der Zahnstangeneinfahrt Stoss mit dem zugehörigen Signalschild zur Betriebsartenüberwachung bei den Appenzeller Bahnen, dahinter Neigungszeiger

Weil bei einer Überbeanspruchung der mechanischen Anhaltebremsen wegen der Erwärmung die Gefahr des Bremsversagens besteht, ist die Überwachung der Fahrgeschwindigkeit während der Talfahrt besonders wichtig. Bereits bei kleiner Überschreitung wird eine mechanische Bremse betätigt und der Zug angehalten. Auch andere für die Funktion der Bremsen wichtige Zustände werden überwacht. Eine Überbremsung durch gleichzeitige Betätigung beider mechanischen Anhaltebremsen muss verhindert werden. Bahnen mit kombiniertem Zahnrad- und Adhäsionsbetrieb sind mit einer Betriebsartenüberwachung ausgestattet. Gleismagnete oder Eurobalisen überwachen bei den Zahnstangenein- und -ausfahrten, ob der Lokomotivführer den Regimewechsel Adhäsion/Zahnrad oder umgekehrt auf dem Führertisch richtig umgestellt hat. Mit der Betriebsartenumschaltung werden auf dem Triebfahrzeug umfangreiche, zum Teil sicherheitsrelevante Funktionsänderungen vorgenommen.
Die Sicherheitssteuerung, die Übergeschwindigkeitskontrolle, die Betriebsartenüberwachung oder andere technische Überwachungen können automatisch eine Schnellbremsung auslösen.

#### Sicherungs- und Signalanlagen

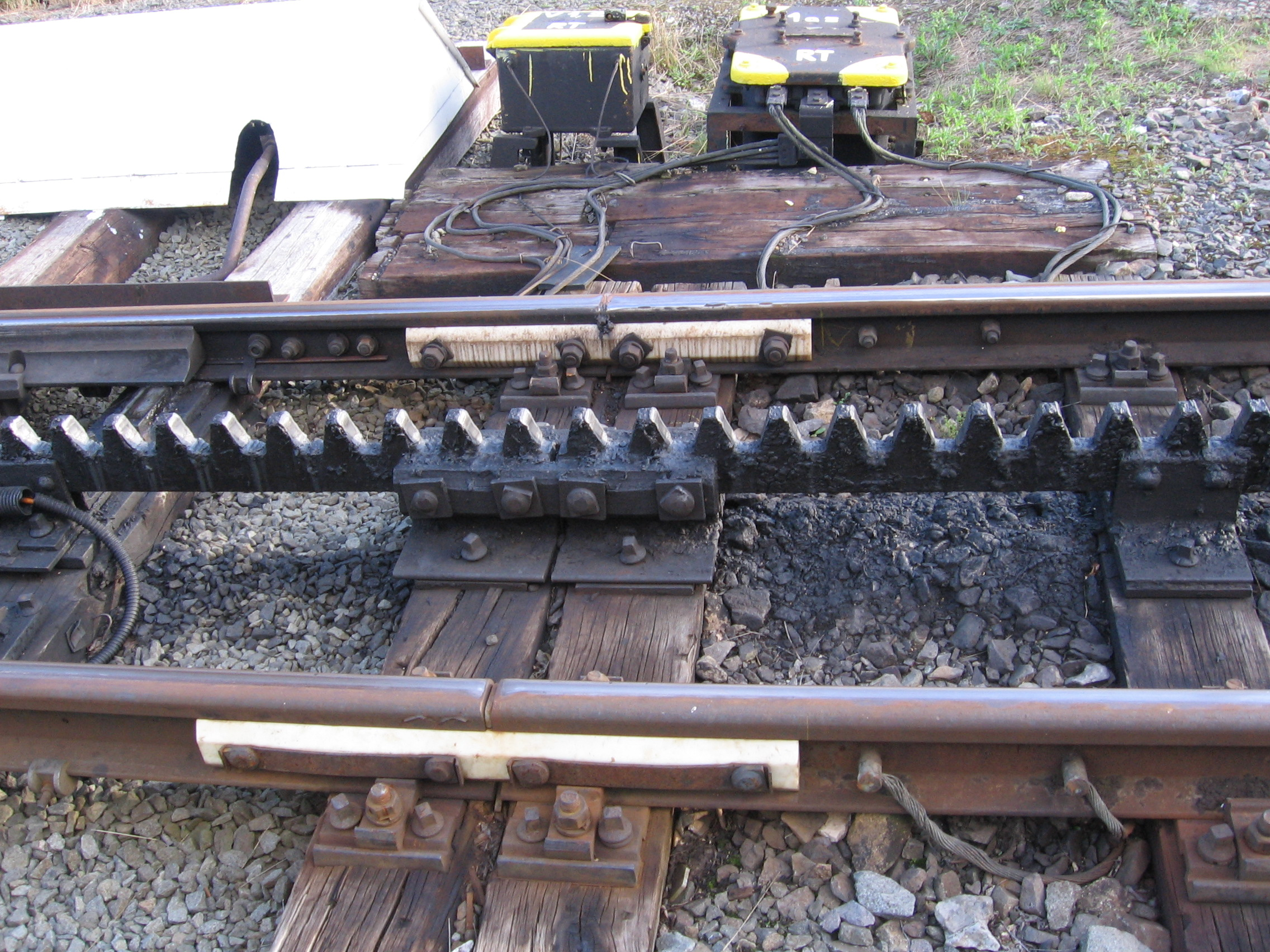
Zahnstangengleis mit Isolierstoß, auch der Zahnstangenstoß ist isoliert

Die Sicherungs- und Signalanlagen reiner Zahnradbahnen sind den örtlichen Verhältnissen angepasst und weichen von denen der Hauptbahnen oft ab. Sie sind abhängig von den zulässigen Geschwindigkeiten, der Zugdichte und den Kreuzungsstellen auf eingleisigen Strecken. Folgefahrten mehrerer Züge auf Sicht sind häufig zugelassen (vgl. Abbildung rechts im Abschnitt Vor- und Nachteile). Weil Zahnstangenweichen in der Regel nicht auffahrbar sind, ist eine eindeutige Signalisierung gegen Fahrt in falschstehende Weichen sinnvoll. Vorsignale sind aufgrund der geringen Geschwindigkeiten in Zahnstangenabschnitten bei ausreichender Sicht auf die Hauptsignale häufig nicht erforderlich. Der Streckenblock dient meist nur als Gegenfahrschutz. Die Gleisfreimeldung erfolgt bei neueren Anlagen meist über Achszähler, denn Gleisstromkreise können wegen der teilweise kleinen Achslasten der leicht gebauten Fahrzeuge und des Fehlens der Zugkraftübertragung über die Schienen unzuverlässig sein. Diese neigen deshalb zur Verschmutzung durch Schmiermittelrückstände, Blütenstaub und Falllaub. Es gibt jedoch auch reine Zahnradstrecken mit Gleisfreimeldung durch Gleisstromkreise, zum Beispiel die Zahnradbahn Štrba–Štrbské Pleso in der Hohen Tatra. Die in der Schweiz viele Jahre herrschende Skepsis gegenüber Gleisfreimeldeeinrichtungen mit Achszählern mag den lange ausgeübten Verzicht auf Sicherungsanlagen bei einigen Zahnradbahnen unterstützt haben. Allerdings ist auf Zahnstangenabschnitten das Kollisionsrisiko geringer als bei Adhäsionsbahnen. Die niedrigen Geschwindigkeiten und die formschlüssige Kraftübertragung führen zu kürzeren Bremswegen und bei den oft übersichtlichen Gleisanlagen erhöht sich die Wahrscheinlichkeit, dass bei einer Fehlhandlung die Züge noch vor einem Zusammenstoß anhalten können. Der Betrieb ist zumindest bei reinen Zahnradbahnen überschaubarer, wegen des Zugfunks mit offenem statt selektivem Sprachanruf ist das Bahnpersonal über alle Betriebsabweichungen informiert.

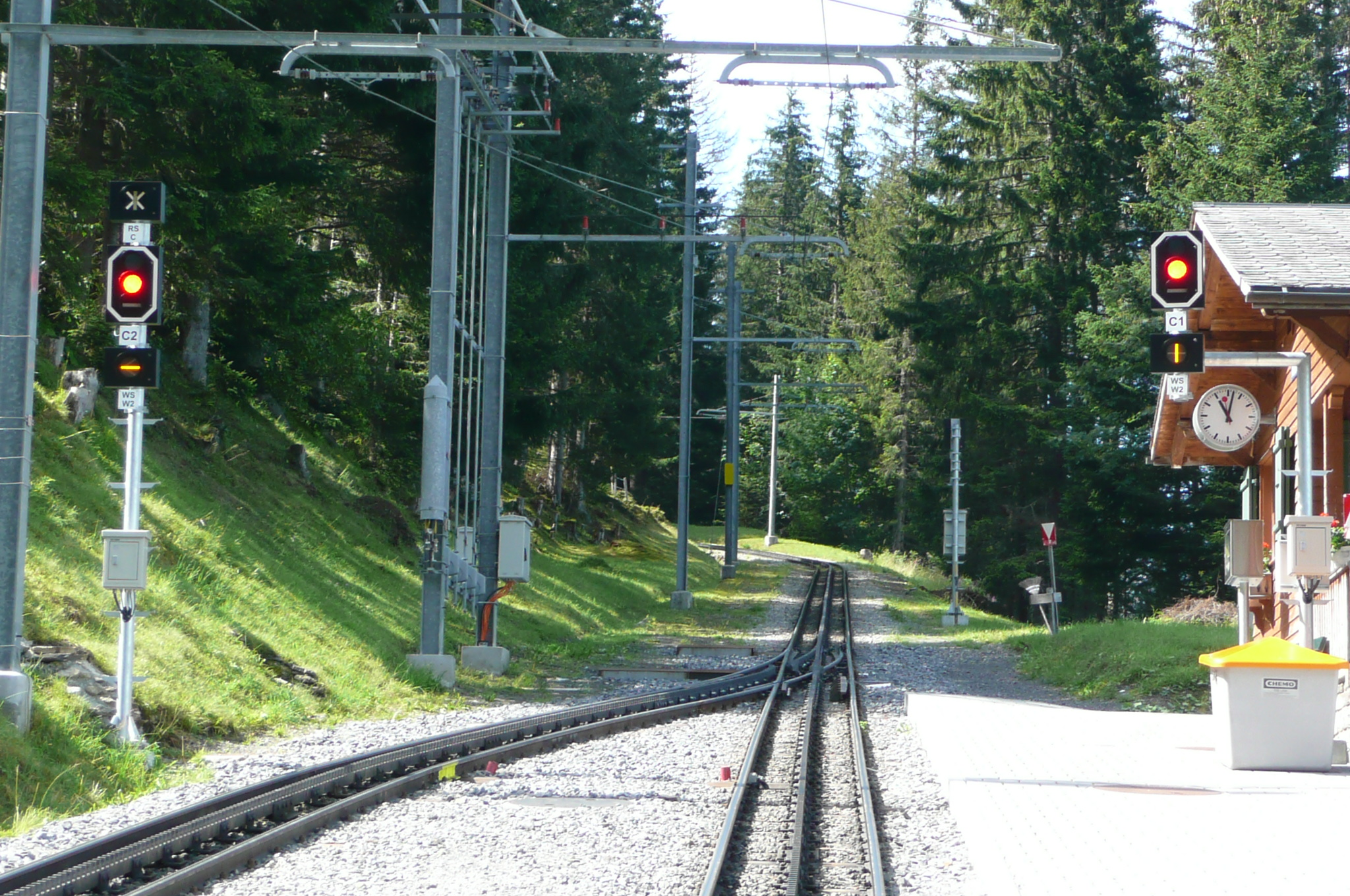
Ausfahrsignale für Folgezugbetrieb in der Ausweichstelle Allmend der Wengernalpbahn. Über dem Hauptsignal links befindet sich das Rangiersignal, unter den beiden Hauptsignalen ist das Weichensignal angebracht.

Der Folgezugbetrieb mit Fahrt auf Sicht reiner Zahnradbahnen führt zu Anpassungen bei den Signalanlagen. Weil bei der Wengernalpbahn die Signale nur die Fahrerlaubnis, nicht aber die zulässige Geschwindigkeit vorgeben, werden alle Fahrstraßen mit Fahrbegriff 1 angezeigt. Die Folgefahrten werden angelehnt an das Besetztsignal mit einem waagrechten, orangen Balken signalisiert, der im Hauptsignal integriert ist.
| Hauptsignal | Bedeutung                                                                |
| ----------- | ------------------------------------------------------------------------ |
|             | Fahrbegriff 1 an Signal Typ L für Folgezugbetrieb bei der Wengernalpbahn |
|             | Signalbild für Folgefahrt, angelehnt an das Besetztsignal                |
|             | Signalbild Halt an Signal Typ L für Folgezugbetrieb                      |

Bei der Ausfahrt aus der Station erfasst ein Achszähler die Gesamtzahl der Achsen aller Folgezüge. Dabei wird dem Folgezug am Ausfahrsignal das Signalbild für eine Folgefahrt gezeigt. An der nächsten Station zählt wiederum ein Achszähler die eintreffenden Achsen. Erst wenn die Gesamtzahl der Achsen eingetroffen ist, kann die Erlaubnis gewechselt werden, um die Strecke für Züge der Gegenrichtung freizugeben. Dadurch entfällt die Signalisierung von Folgezügen an den Zügen selbst.

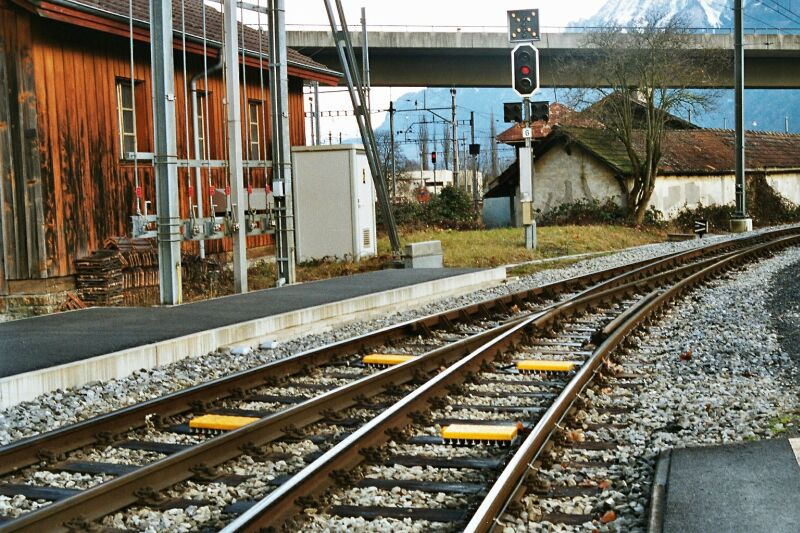
Die Eurobalisen der bei der Berner Oberland-Bahn eingesetzten Zugbeeinflussung ZSI 127 sind wegen der Zahnstangen seitlich versetzt.

Mit der Zugbeeinflussung ZSI 127 besteht seit dem Jahr 2003 ein System, das die Sicherheitsbedürfnisse gemischter Adhäsions- und Zahnradbahnen abdeckt. Im Zugsicherungssystem ZSI 127 ist die Betriebsartenüberwachung Adhäsion/Zahnstange integriert und die Geschwindigkeitsüberwachung erfolgt mit einer Genauigkeit von ±1 km/h. ZSI 127 ist mit ETCS-Komponenten aufgebaut, insbesondere mit Eurobalisen, Euroloops und ETCS-Fahrzeuggeräten. Auf ein Bediengerät im Führerstand nach ETCS-Norm (Driver Machine Interface) musste verzichtet werden, weil der Platz in den engen Führerständen der Schmalspurfahrzeuge oft nicht ausreicht. Wegen der Zahnstange in Gleismitte sind die Balisen außermittig angeordnet. ZSI 127 kommt bei der Zentralbahn und bei der Berner Oberland-Bahn zum Einsatz. 2013 legte das Bundesamt für Verkehr eine Weiterentwicklung des Systems ZSI 127 als Standard für alle Schweizer Schmalspurbahnen, auch für solche mit reinem Adhäsionsantrieb, fest.
| Funktion                                       | ZSI 127                             | ETCS Level 1                                                  |
| ---------------------------------------------- | ----------------------------------- | ------------------------------------------------------------- |
| Betriebsartenüberwachung Adhäsion/Zahnstange   | integriert                          | nicht vorhanden                                               |
| Geschwindigkeitsabstufung                      | 1 km/h                              | 5 km/h                                                        |
| Führerstandssignalisierung                     | nein (nur Bedien- und Anzeigegerät) | ja (Driver Machine Interface)                                 |
| Position Eurobalisen                           | außermittig (bei Zahnradbahnen)     | in der Mitte zwischen beiden Schienen                         |
| Vorzeitiges Abfahren bei Halt zeigendem Signal | auch nach Wenden                    | nur mit Schleife oder zusätzlichen Balisen, nicht nach Wenden |

## Betrieb

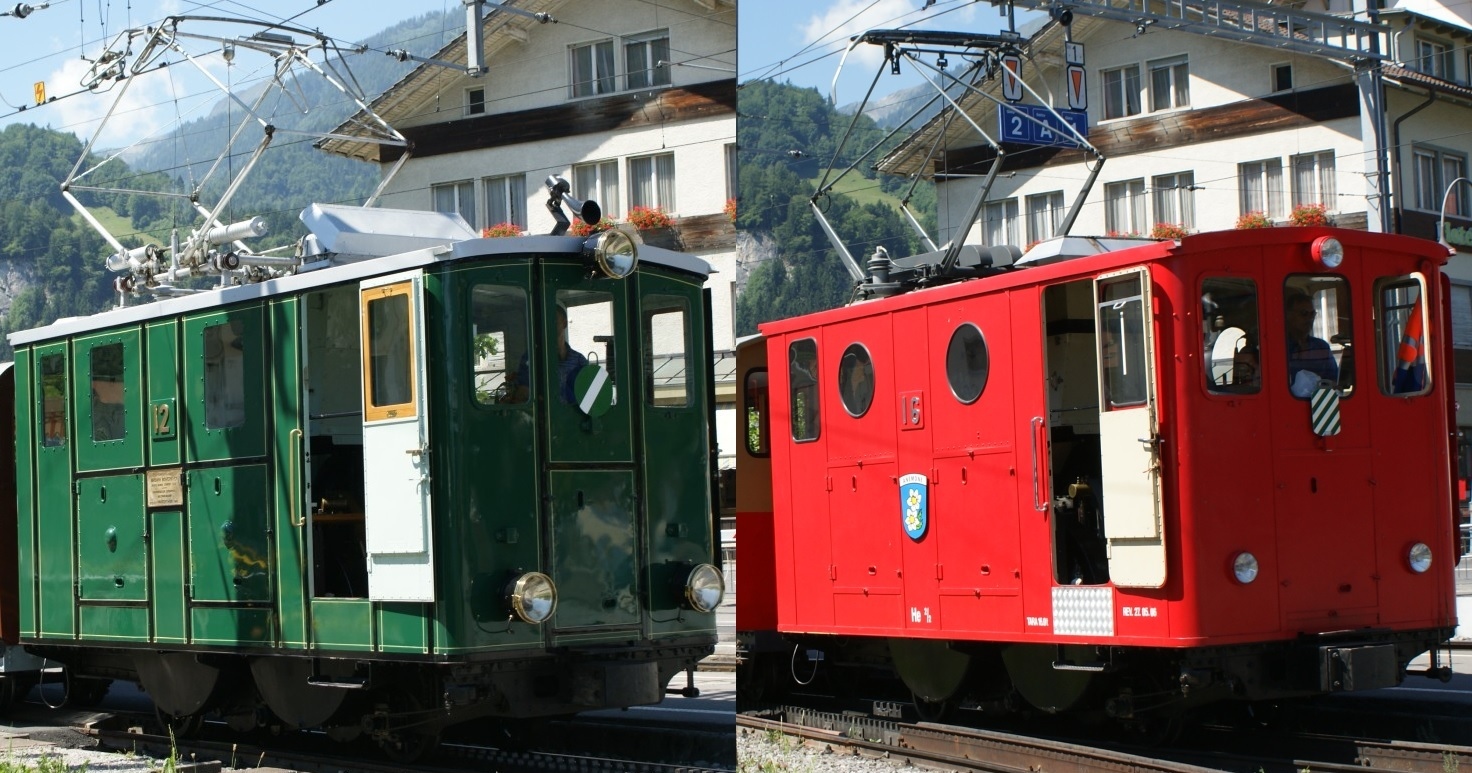
Lokomotiven der Schynige-Platte-Bahn mit unterschiedlichen Folgezugtafeln

Das beleuchtete A signalisiert bei der Zugspitzbahn dem Gegenverkehr den letzten von bis zu drei Folgezügen.

Der Betrieb von Bahnen mit gemischtem Adhäsions- und Zahnradantrieb unterscheidet sich nicht grundsätzlich von reinen Adhäsionsbahnen. Allerdings sind die Vorschriften zur Zugbildung zu beachten, um die Sicherheit gegen Entgleisen zu gewährleisten.
Eine Besonderheit vieler reiner Zahnradbahnen sind Folgezugbetrieb mit Fahrt auf Sicht sowie gleichzeitige Einfahrten in einen Bahnhof. Bei Zahnradbahnen mit starkem Verkehr wurde es notwendig, Einspurstrecken mittels Streckenblock zu sichern. Gleichzeitig musste der Folgezugbetrieb aufrechterhalten bleiben, weil Zahnradbahnzüge zur Gewährleistung der Sicherheit gegen Entgleisen nur eingeschränkt gekuppelt werden dürfen. Die Sicherungsanlagen solcher Bahnen sind so konzipiert, dass in einer Richtung mehrere Züge freie Fahrt erhalten können.
Grundlage für die Sicherheit der Zahnradbahnen sind eine seriöse Wartung von Anlagen und Fahrzeugen sowie die Einhaltung der ausgereiften technischen und betrieblichen Vorschriften.

### Betriebsergebnisse

#### Gemischte Zahnradbahnen

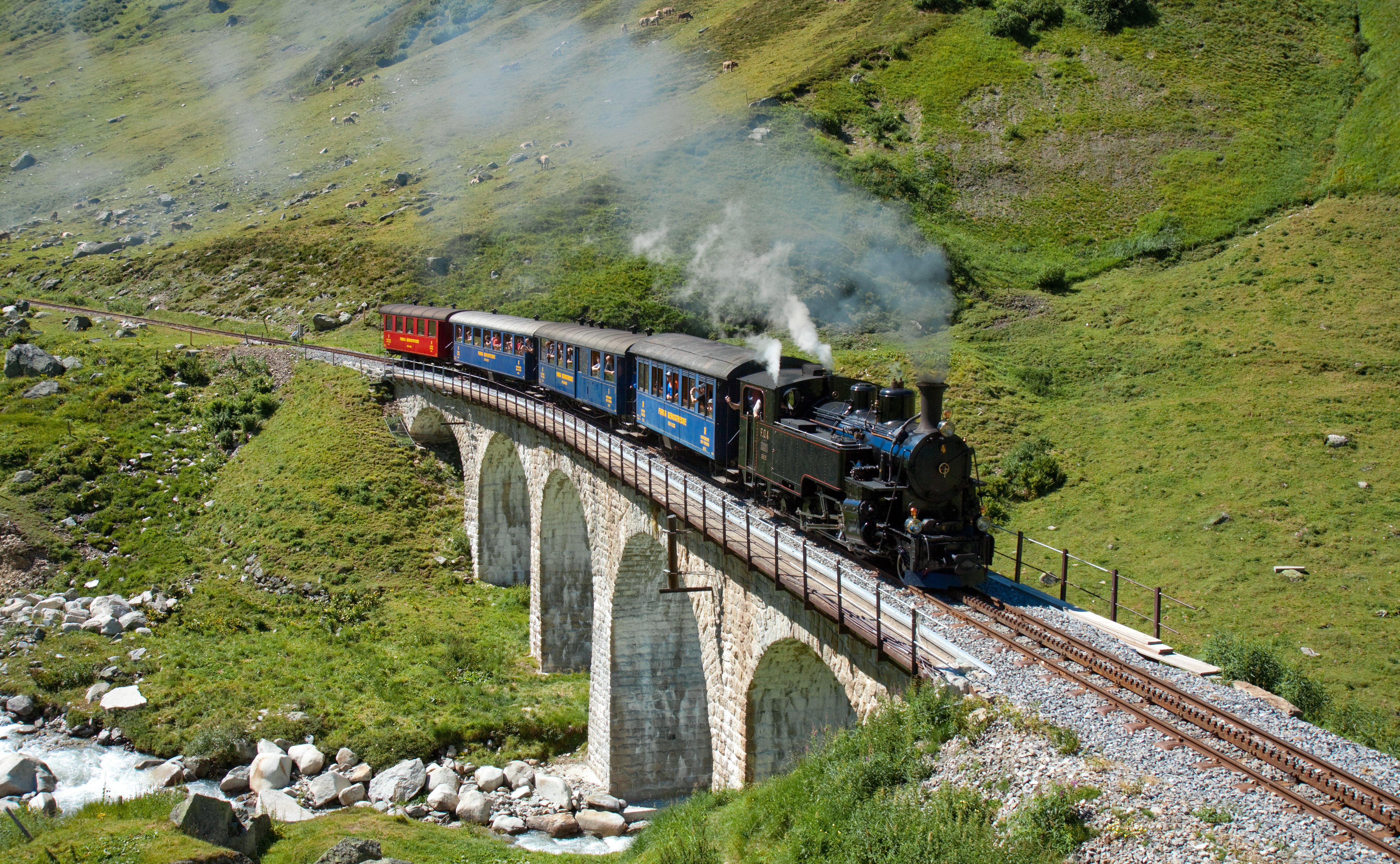
Auf der nach Eröffnung des Furka-Basistunnels nicht mehr benötigten Bergstrecke bietet die Dampfbahn Furka-Bergstrecke (DFB) seit 1992 Fahrten mit historischen Zahnrad-Fahrzeugen an. Das Personal der Bahn rekrutiert sich fast ausschließlich aus Freiwilligen.

Anhand der gut dokumentierten Schweizer Bergbahnen wird die Entwicklung der Betriebsergebnisse aufgezeigt. Die Visp-Zermatt- und die Berner Oberland-Bahn waren ausgesprochen touristische Bahnen und schütteten bis 1913 respektable Dividenden aus, die in den besten Jahren 7 bis 8 Prozent erreichten. Auch die Brünigbahn Luzern–Interlaken, die Stansstad-Engelberg-Bahn und die Aigle-Leysin-Bahn erschlossen Touristendestinationen und waren rentabel. Die anderen gemischten Zahnradbahnen der Schweiz hatten hingegen bereits vor dem Ersten Weltkrieg zeitweise oder dauernd finanzielle Probleme. Die Bex-Villars-Bretaye- und die 1967 eingestellte Leuk-Leukerbad-Bahn waren auf die Zuschüsse ihrer bahneigenen Elektrizitätswerke angewiesen.
Ab 1914 verschlechterte sich die Finanzlage aller Bahnen rapide. Der Betrieb wurde defizitär und erholte sich auch in den 1920er Jahren nicht. Die Bilanz vieler Bahnen musste saniert werden, wobei namhafte Teile des Aktienkapitals abgeschrieben wurde. Die 1915 in Betrieb genommene Brig-Furka-Disentis-Bahn war stets in finanzieller Schieflage und geriet 1924 in Konkurs. Ihrer Nachfolgerin, der Furka-Oberalp-Bahn, wurde auch militärische Bedeutung beigemessen. Aber finanziell sah es auch nach der Sanierung von 1925 nie gut mit ihr aus.
Nach dem Zweiten Weltkrieg fusionierten die St. Gallen-Gais-Appenzell-Bahn mit der Altstätten-Gais-Bahn. Auch die Monthey-Champéry-Morgins-Bahn und 1961 die Schöllenenbahn schlossen sich mit benachbarten Unternehmungen zusammen und profitierten von den im Privatbahnhilfegesetz festgelegten Unterstützungen des Bundes. In Deutschland wurden die St. Andreasberger Kleinbahn und die Zahnradbahn Honau–Lichtenstein stillgelegt. Baulich saniert wurden im Jahr 1964 die Stansstad-Engelberg-Bahn mit dem Loppertunnel, 1982 die Furka-Oberalp-Bahn mit dem Furka-Basistunnel und 2010 die Luzern-Stans-Engelberg-Bahn mit dem Tunnel Engelberg. In Österreich übernahmen 1979 die Anliegergemeinden die Achenseebahn und sanierten die Flachstrecke mit Hilfe von Bund und Land.
Heute sind in der Schweiz die gemischten Zahnradbahnen wie die anderen Bahnen des regionalen Personenverkehrs auf Abgeltungen angewiesen. Lediglich die zu den autofreien Touristenorten Zermatt und Wengen führenden Bahnen BVZ und WAB würden auch ohne Zuschüsse Gewinne erwirtschaften. In Deutschland ist die Wendelsteinbahn auf Ausgleichszahlungen angewiesen. Die dem Gemeindewerk Garmisch-Partenkirchen angegliederte Bayerische Zugspitzbahn erwirtschaftet dank der touristisch geprägten Bergstrecke kleinere Gewinne. Durch Fusionen können Synergien genutzt und Kosten gespart werden. Seit 1999 verkehren vier Westschweizer Meterspurbahnen unter dem Dach der Transports Publics du Chablais. Die 2003 entstandene Matterhorn-Gotthard-Bahn verkehrt auf einem Streckennetz von 144 km; die 2005 gebildete Zentralbahn hat 98 km Länge. Die seit dem Jahr 2006 bestehenden Appenzeller Bahnen betreiben Zahnradbahnen mit drei unterschiedlichen Spurweiten.

#### Reine Zahnradbahnen

Die Vitznau-Rigi-Bahn erzielte im 19. Jahrhundert äußerst erfolgreiche Betriebsergebnisse.

Die Pilatusbahn ist nicht nur die steilste Zahnradbahn, ihr Betreiber erzielt auch die beste Rendite.

Die Baukosten der von 1871 bis 1912 erstellten reinen Zahnradbahnen wurden zwar meist zu niedrig angesetzt, aber die Frequenzzahlen übertrafen die Erwartungen. Bis zur Jahrhundertwende war die Rendite im Allgemeinen gut. Außerordentlich erfolgreich war die Vitznau-Rigi-Bahn, die von 1871 bis 1890 eine jährliche Rendite von durchschnittlich rund 13 Prozent erzielte.
Die durch weitere Neubauten entstandene Konkurrenz verminderte die Gewinne. Die Arth-Rigi-Bahn konnte nicht an den finanziellen Erfolg der Vitznau-Rigi-Bahn anknüpfen; Dividenden gab es praktisch keine. Die Generoso-, die Brienz-Rothorn- und die Brunnen-Morschach-Bahn standen finanziell bis zum Beginn des Zweiten Weltkriegs stets knapp am Abgrund. Die Rorschach-Heiden-Bergbahn überstand die Kriegs- und Krisenjahre nur dank des Güterverkehrs vergleichsweise gut. Die Pilatus-, die Gornergrat- und die Jungfraubahn waren gemessen am Fahrpreis pro Kilometer die teuersten Bahnen der Schweiz. Wegen ihrer im Vergleich zu den damaligen Einkommen exorbitanten Fahrpreise konnten die beiden erstgenannten Bahnen bis 1913 alljährlich Dividenden von 4 bis 7 Prozent des Aktienkapitals ausschütten. Die Zinslasten der extrem hohen Baukosten der Jungfraubahn ermöglichten nur bescheidene Dividenden. Die zusätzlichen Investitionen vieler Bahnen für die elektrische Traktion widerspiegeln den Optimismus, der vor dem Ersten Weltkrieg in der Tourismusbranche noch vorherrschte.
Die beiden Weltkriege und die Krisen dazwischen trafen die Tourismusbahnen mit aller Härte ; die Betriebsergebnisse rutschten tief in die roten Zahlen. In Österreich mussten die Kahlenbergbahn und die Gaisbergbahn bereits nach dem Ersten Weltkrieg aufgeben, in der Schweiz war der Personenverkehr der Brienz-Rothorn-Bahn eingestellt. Ein Hoffnungsschimmer war der aufkommende Wintersport, der die Passagierzahlen ansteigen ließ, aber Ausbauten für den Winterbetrieb erforderte. Nach dem Zweiten Weltkrieg mussten in Deutschland die Petersbergbahn und die Barmer Bergbahn den Betrieb einstellen, die Niederwaldbahn wurde durch eine Gondelbahn ersetzt.
Heute ist die finanzielle Lage der einzelnen Unternehmungen unterschiedlich. Die Pilatus-Bahnen erzielten 2011 bis 2016 einen durchschnittlichen Cashflow von 6,6 Prozent, die Jungfraubahn-Gruppe von 6,2 Prozent. Die Jungfraubahn profitiert von den mehrheitlich aus Asien stammenden Fahrgästen, die auch bei schlechtem Wetter auf das Jungfraujoch fahren. Die anderen Bahnen, auch in Deutschland und Österreich, erzielen einen geringen oder gar keinen Gewinn. Um die Jahrtausendwende wurde geprüft, die Arth-Rigi-Bahn und einen Teil der Wengernalpbahn durch kostengünstigere Luftseilbahnen zu ersetzen.

### Unfälle
Trotz des erheblichen Risikopotenzials wegen der großen Gefälle sind Zahnradbahnen heute ein sehr sicheres Verkehrsmittel. In der Vergangenheit kam es zu einigen schweren Unfällen mit mehreren Todesopfern. 1883 entgleiste bei der Werkbahn in Salgótarján (Ungarn) ein zurückrollender Kohlenzug, weil die Zähne des Triebzahnrads der Lokomotive eines bergwärts fahrenden Zugs brachen. 1907 entgleiste bei der Brohltalbahn ein talwärts fahrender Güterzug mit Personenbeförderung und stürzte einen Bahndamm hinab. 1958 forderte der auf einen Bedienungsfehler des Lokomotivpersonals zurückzuführende Eisenbahnunfall vom Drachenfels 18 Todesopfer. 1964 entgleiste ein talwärts fahrender Zug der Rittner Bahn in Südtirol wegen mangelhafter Wartung von Oberbau und Fahrzeugen. 1967 entgleiste die Lokomotive eines talwärts fahrenden Zuges der Mount Washington Cog Railway und kippte zur Seite, worauf der vollbesetzte Vorstellwagen ungebremst bis zur Entgleisung weiterfuhr.

## Geschichte

### Vorgeschichte
Die Erfindung des Zahnradantriebs für Eisenbahnen geht zurück zu den Anfängen der Dampflokomotiven:
1804 hatte Richard Trevithick die erste Dampflokomotive der Welt für die Merthyr Tramroad der Pen-y-Darren Eisenhütte in der Nähe von Merthyr Tydfil in Wales, Großbritannien, gebaut. Diese Lokomotive war aber zu schwer für die gusseisernen Schienen, die für von Pferdegespannen gezogene Wagen ausgelegt waren. Da die Schienen immer wieder brachen, wurde der Betrieb nach wenigen Monaten eingestellt.

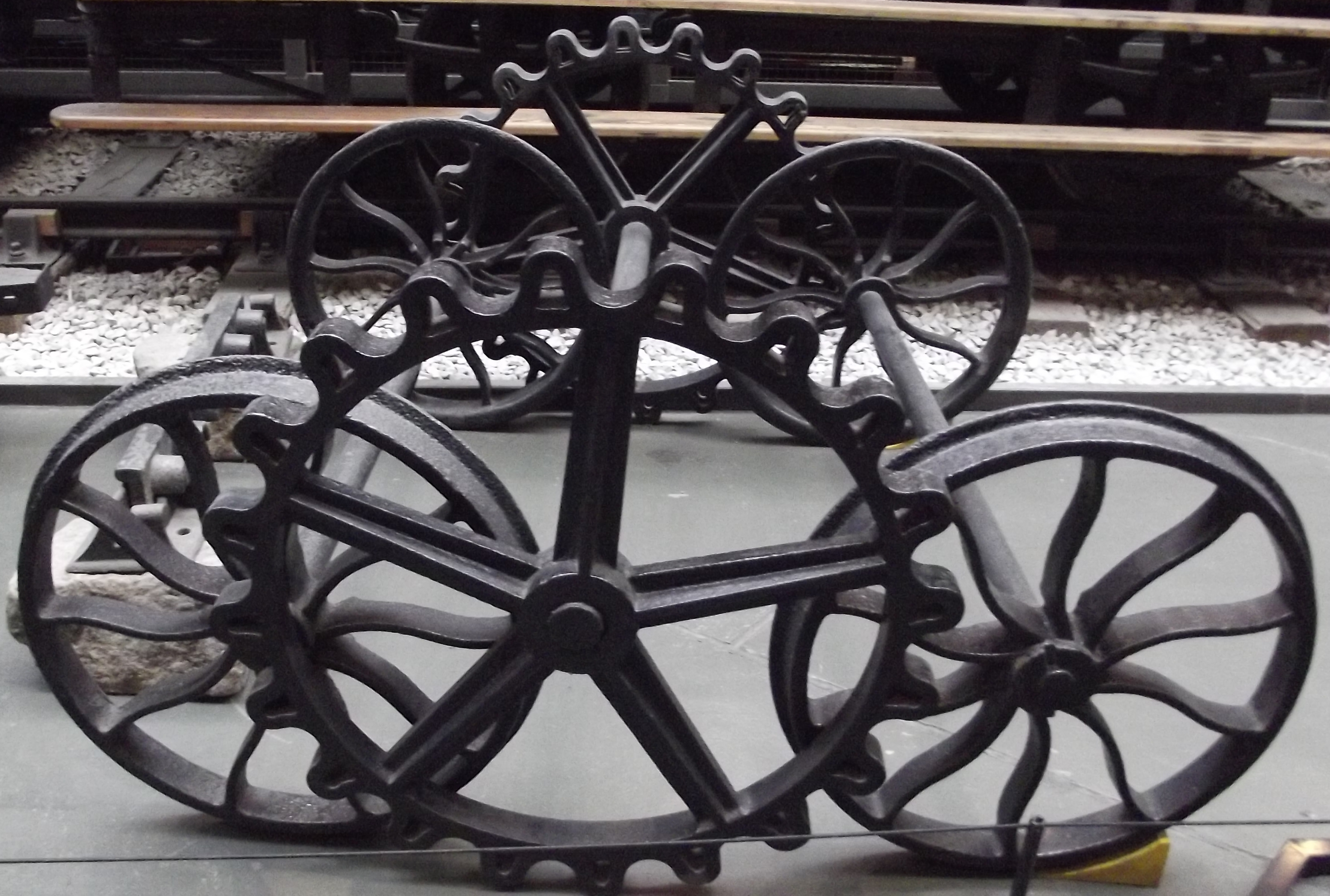
Nachgefertigtes Zahnrad der „Salamanca“

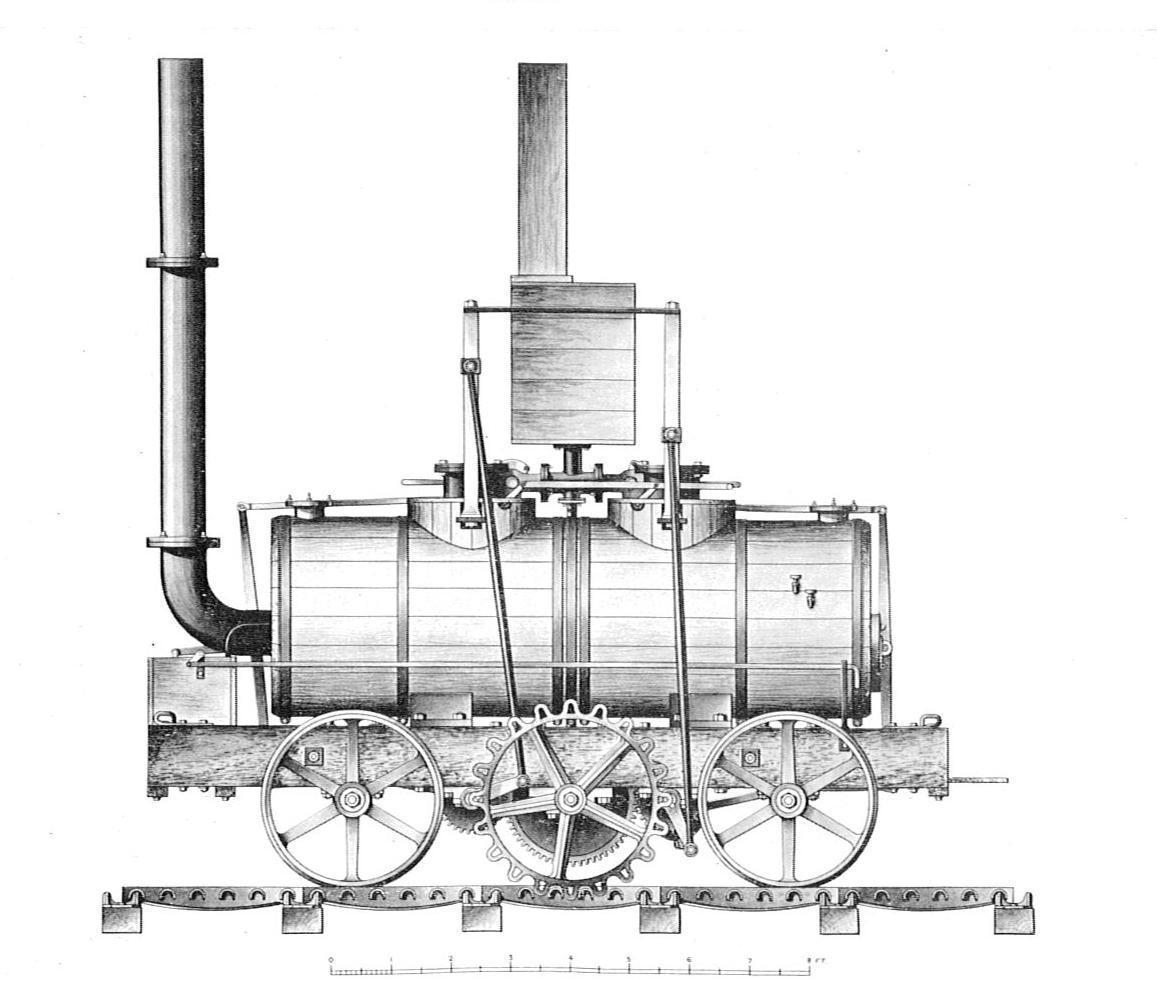
Blenkinsops „Salamanca“ mit Zahnrad außerhalb der Schienen

Zahnstange System Blenkinsop

1811 erhielt John Blenkinsop in England das Patent Nummer 3431 für seine Erfindung, Dampflokomotiven über Zahnräder anzutreiben, die in außerhalb, parallel zur Schiene angebrachten Zahnstangen eingriffen. Die erste Zahnradbahn der Welt wurde von ihm nicht zum Überwinden großer Neigung konstruiert, sondern führte als Industriebahn von der Kohlenzeche in Middleton nach Leeds in England. Sie nahm ihren Betrieb am 12. August 1812 auf.
1814 baute George Stephenson die Lokomotive Blücher für die Killingworth-Kohlenzeche, die Stahlräder mit Spurkranz hatte und auf Stahlschienen den Vortrieb allein durch Adhäsion erzielte. Dieses System setzte sich von nun an allgemein durch.

Zahnstange System Cathcart

1848 wurde eine 60 ‰ steile Strecke der Madison & Indianapolis Railroad in Betrieb genommen, für die der Amerikaner Andrew Cathcart eine gusseiserne Lamellenzahnstange und eine entsprechende Lokomotive entwickelte. Die Zahnstange von Cathcart war in der Gleismitte verlegt und nahm die heute übliche Lamellenzahnstange bereits vorweg. Die Anlage bewährte sich zwanzig Jahre lang, bis solche Neigungen mit gewöhnlichen Lokomotiven überwunden werden konnten. 1868 wurde die Strecke mit einer besonders dafür konstruierten Lokomotive auf Adhäsionsbetrieb umgestellt.
Das Prinzip des Zahnradantriebs wurde wieder aufgegriffen, als in den 1860er Jahren die Natur touristisch erschlossen wurde und Eisenbahnen Berge erklimmen sollten.

### Bahnen auf den Mount Washington und die Rigi

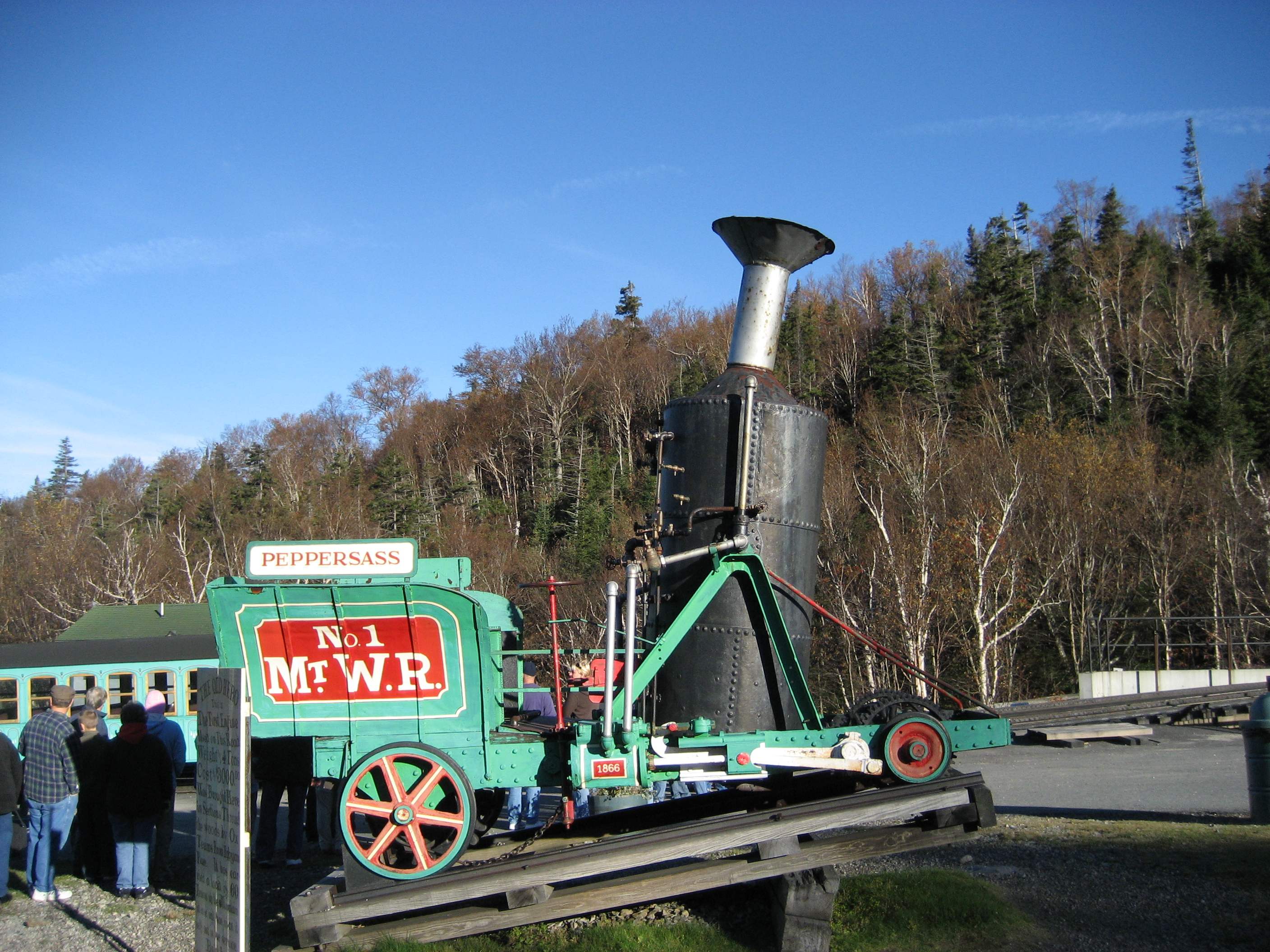
„Peppersass“, die erste von Marsh erbaute Zahnradlokomotive

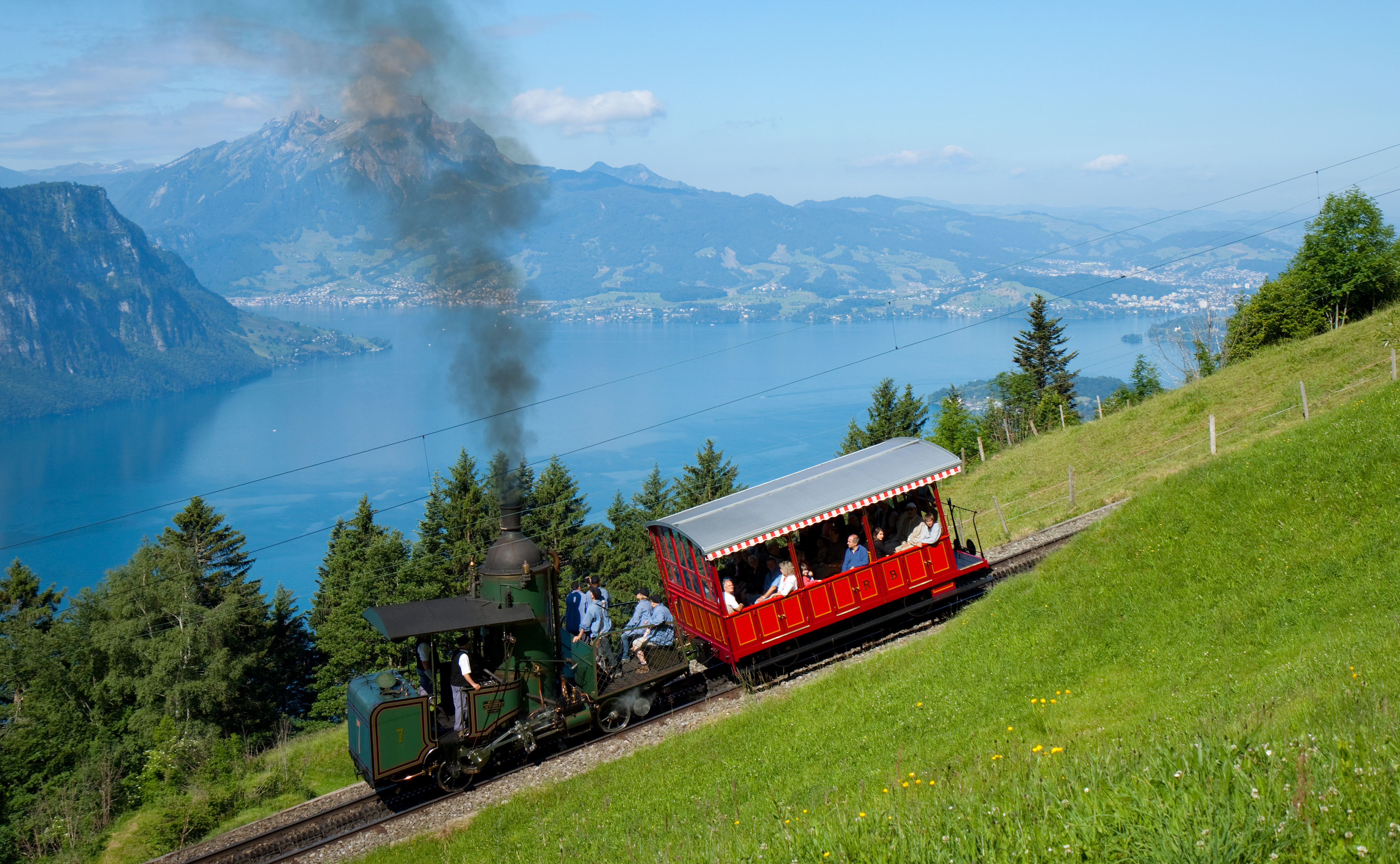
Zahnradlokomotive H 1/2 System Riggenbach der Vitznau-Rigi-Bahn

Die erste Bergbahn der Welt mit Zahnradantrieb wurde ab 1866 von Sylvester Marsh errichtet. Sie erklimmt den Mount Washington, New Hampshire, USA und wurde 1869 eröffnet. Die Bahn mit einer Spurweite von 1422 Millimetern ist heute noch in Betrieb, überwindet auf einer Länge von 4,8 km einen Höhenunterschied von 1097 Metern und weist eine bemerkenswert große Maximalneigung von 374 ‰ auf.
Der aus dem Elsass stammende Niklaus Riggenbach erhielt 1863 in Frankreich ein erstes Patent für seine Zahnradbahn. Die Erfindung führte er zurück auf seine Erfahrung als technischer Leiter der Hauensteinlinie mit 26 ‰ Neigung, wo selbst mit Sandstreueinrichtungen das Schleudern der Triebräder nicht immer verhindert werden konnte. 1869 erfuhr er, dass Marsh eine Zahnradbahn auf den Mount Washington baute. Die von Riggenbach projektierte Rigibahn wurde am 21. Mai 1871 eröffnet und ist die erste Bergbahn mit Zahnradantrieb Europas. Sie führt in der Schweiz mit einer maximalen Neigung von 250 ‰ von Vitznau am Vierwaldstättersee auf die Rigi. Die Bahn endete zunächst an der Luzerner Kantonsgrenze, da die Konzessionen damals von den Kantonen erteilt wurden. Erst zwei Jahre später erreichte sie den heutigen Endpunkt Rigi Kulm. Riggenbach ging es beim Bau der Rigibahn auch darum, Vorteile der Zahnradbahn gegenüber Adhäsionsbahnen aufzuzeigen. Seine Vorschläge, Alpentransversalen wie die geplante Gotthardbahn als Zahnradbahn zu bauen, erwiesen sich jedoch als Fehlkalkulation. Die ebenfalls von Riggenbach konstruierte Werkbahn zum Steinbruch Ostermundigen wurde am 6. Oktober 1871 eröffnet. Ihr Betriebsbeginn ist jedoch umstritten.

### Aufschwung der Zahnradbahnen

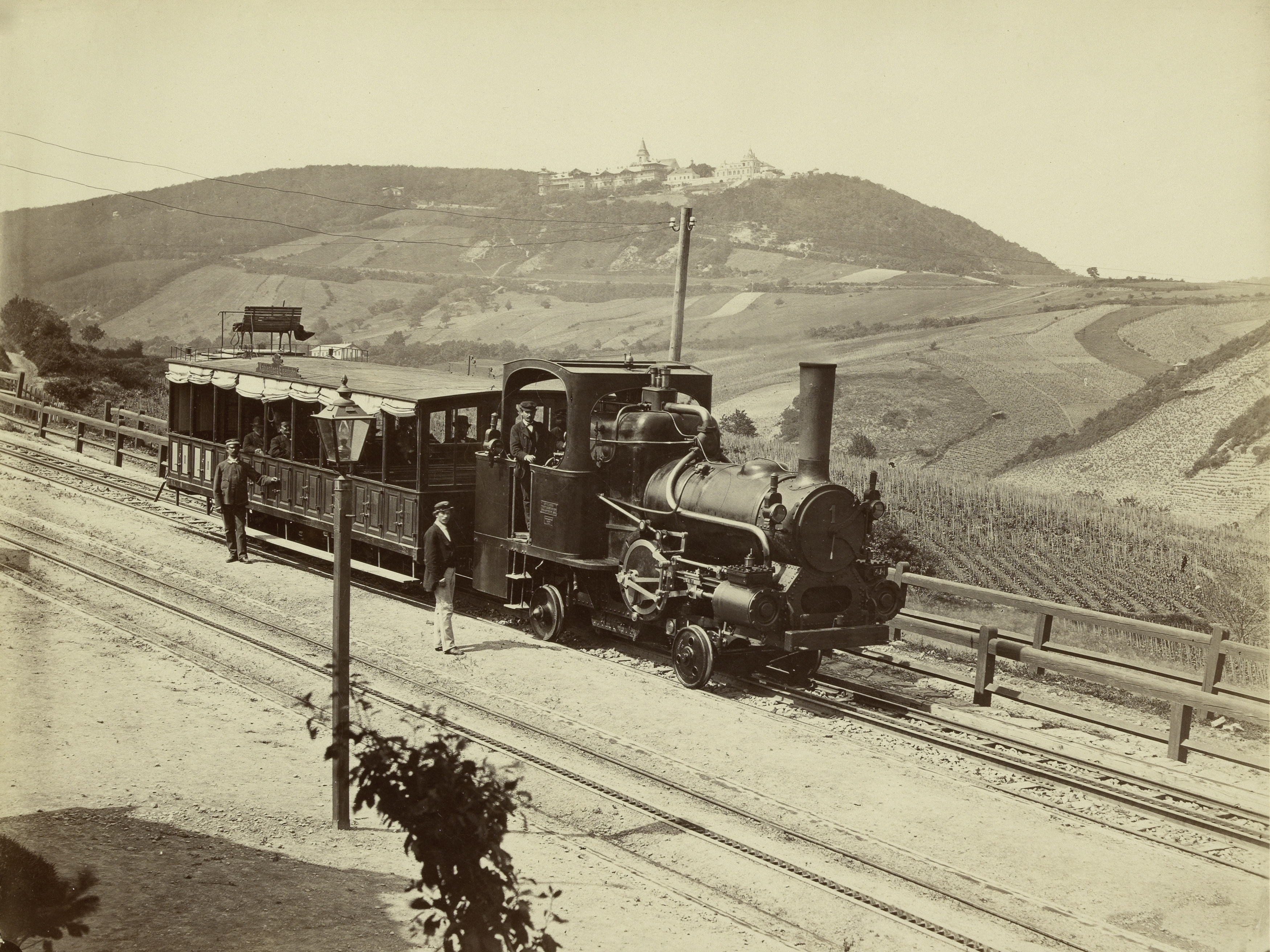
Die Kahlenbergbahn war die erste Zahnradbahn Österreichs.

Der Rigibahn war ein durchschlagender technischer und kommerzieller Erfolg beschieden. Sie leitete zu Beginn der 1880er Jahre einen Aufschwung im Bau von Zahnradbahnen ein. Die ersten Zahnradbahnen in Österreich-Ungarn waren die am 7. März 1874 eröffnete Kahlenbergbahn bei Wien und die Schwabenbergbahn in Budapest, die am 24. Juni 1874 den Betrieb aufnahm. Als erste Zahnradbahn mit nicht-touristischem Personenverkehr wurde am 6. September 1875 die Rorschach-Heiden-Bergbahn in der Ostschweiz dem Verkehr übergeben.
Die erste Zahnradbahn Deutschlands war die 1876 in Betrieb genommene Zahnradbahn des Hüttenwerks Wasseralfingen. Die beiden nachfolgenden Zahnradbahnen Grube Friedrichssegen bei Bad Ems an der Lahn und der Grube Kunst bei Herdorf im Siegerland waren Grubenbahnen. 1883 ging mit der Drachenfelsbahn die erste öffentliche Zahnradbahn in Betrieb, die heute noch im Betrieb ist. Sie weist Neigungen bis 200 ‰ auf.
Bis zur Zeit des Ersten Weltkrieges wurden insgesamt mehr als hundert Zahnradbahnen in Betrieb genommenen, die sich mehrheitlich in Europa befanden. Die weltweit steilste Zahnradbahn ist mit einer maximalen Neigung von 480 ‰ die 1889 eröffnete Pilatusbahn, die vom Ufer des Vierwaldstättersees auf den Pilatus führt. Für diese Bahn entwickelte Eduard Locher ein spezielles, nach ihm benanntes Zahnradsystem.
Die ersten Zahnradbahnen wurden ausschließlich mit Dampflokomotiven betrieben. Im Verlaufe der 1890er Jahre kam es zur Einführung der elektrischen Traktion, die rasch an Bedeutung gewann. Nach dem Ersten Weltkrieg trat ein Rückgang der Zahl der Zahnradbahnen ein, weil der Zahnradbetrieb durch Adhäsionsantrieb ersetzt oder der Verkehr eingestellt wurde. Viele ursprünglich mit Dampf betriebene Bahnen wurden elektrifiziert, bei einigen wurden die Dampfloks durch Dieseltriebfahrzeuge ersetzt oder ergänzt. Durch die im Laufe der Jahre erfolgte Erneuerung des Rollmaterials wurden Leistungsfähigkeit und Attraktivität der modernisierten Zahnradbahnen gesteigert, wie einige Beispiele zeigen:

Die Zahnradbahn Štrba–Štrbské Pleso in der Hohen Tatra in der Slowakei wurde 1931 abgebrochen, aber 1970 neu eröffnet.
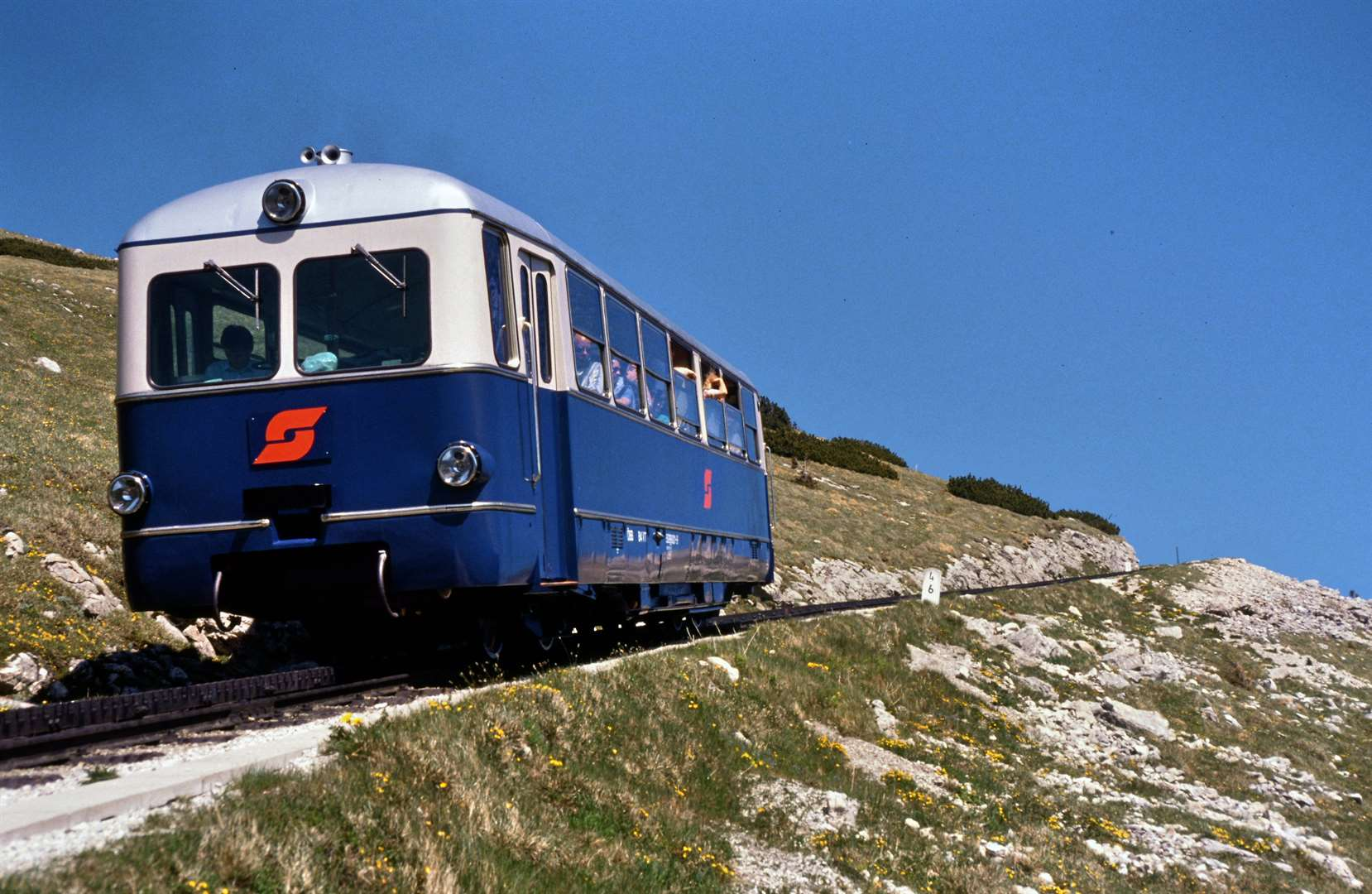
Bei der Schafbergbahn in Österreich kamen ab 1964 die weltweit ersten Zahnrad-Triebwagen mit dieselhydraulischem Antrieb in Betrieb (ÖBB 5099).
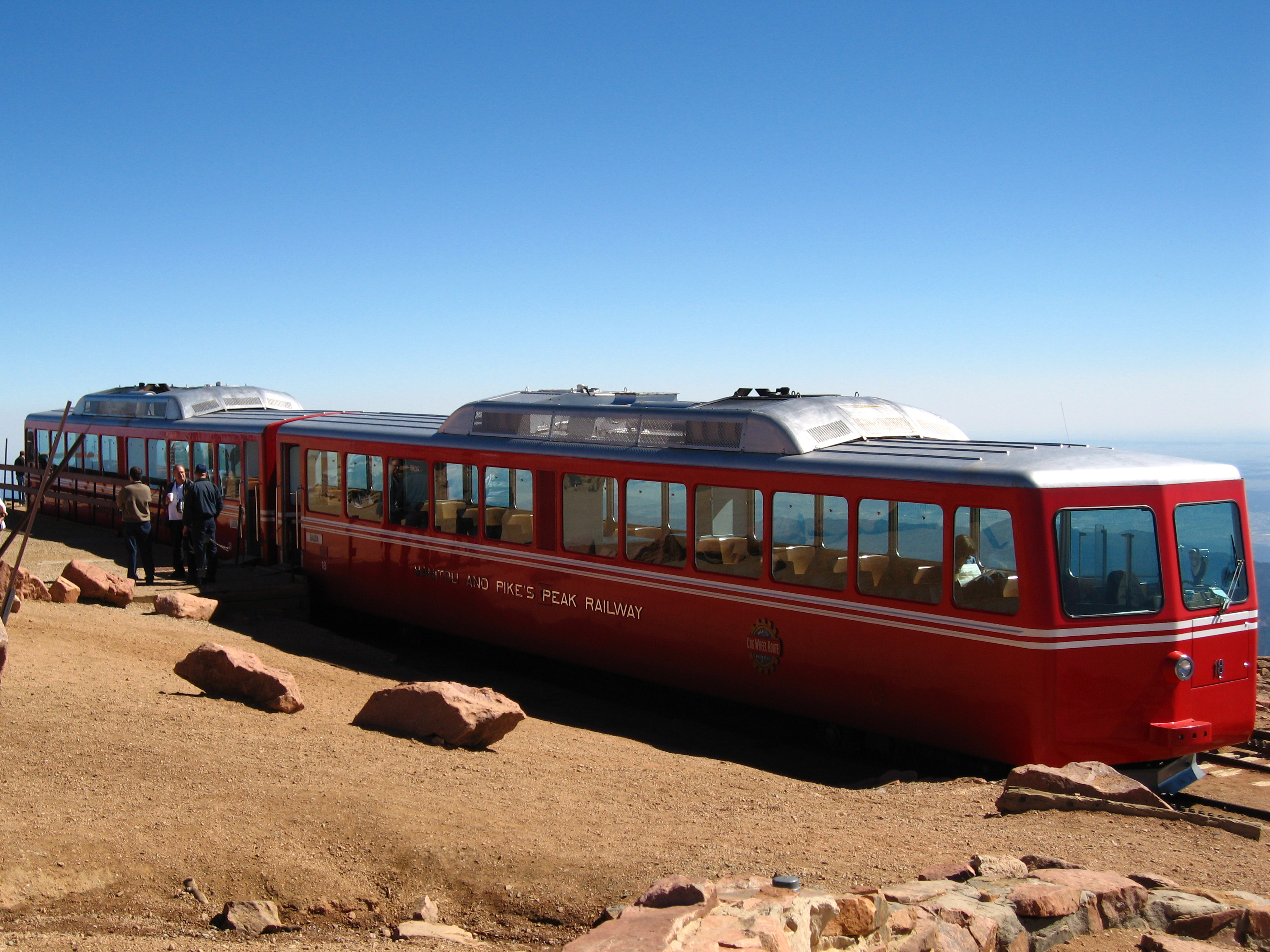
Bei der Pike’s Peak Railway in Colorado kamen ab 1976 ebenfalls Triebwagen mit dieselhydraulischem Antrieb in Betrieb.
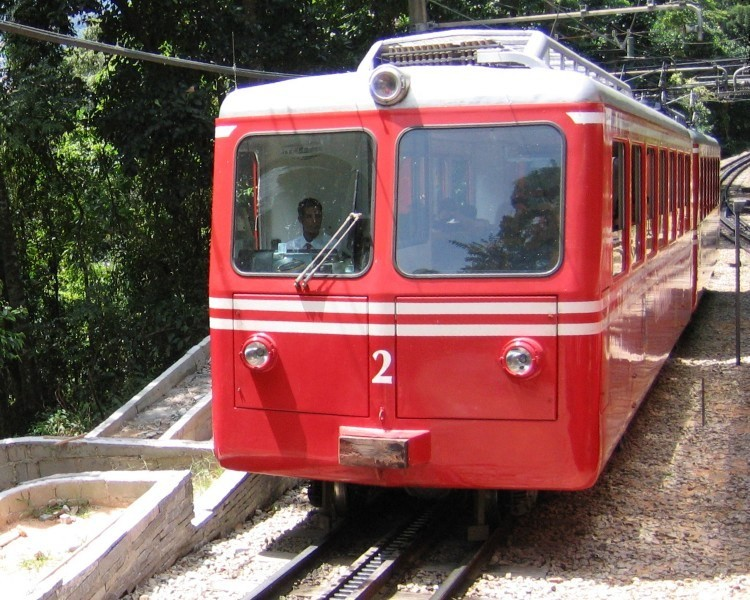
Die Corcovado-Bergbahn in Rio de Janeiro nahm nach einer Gesamterneuerung im Jahr 1979 den Betrieb mit neuen Triebwagen auf.
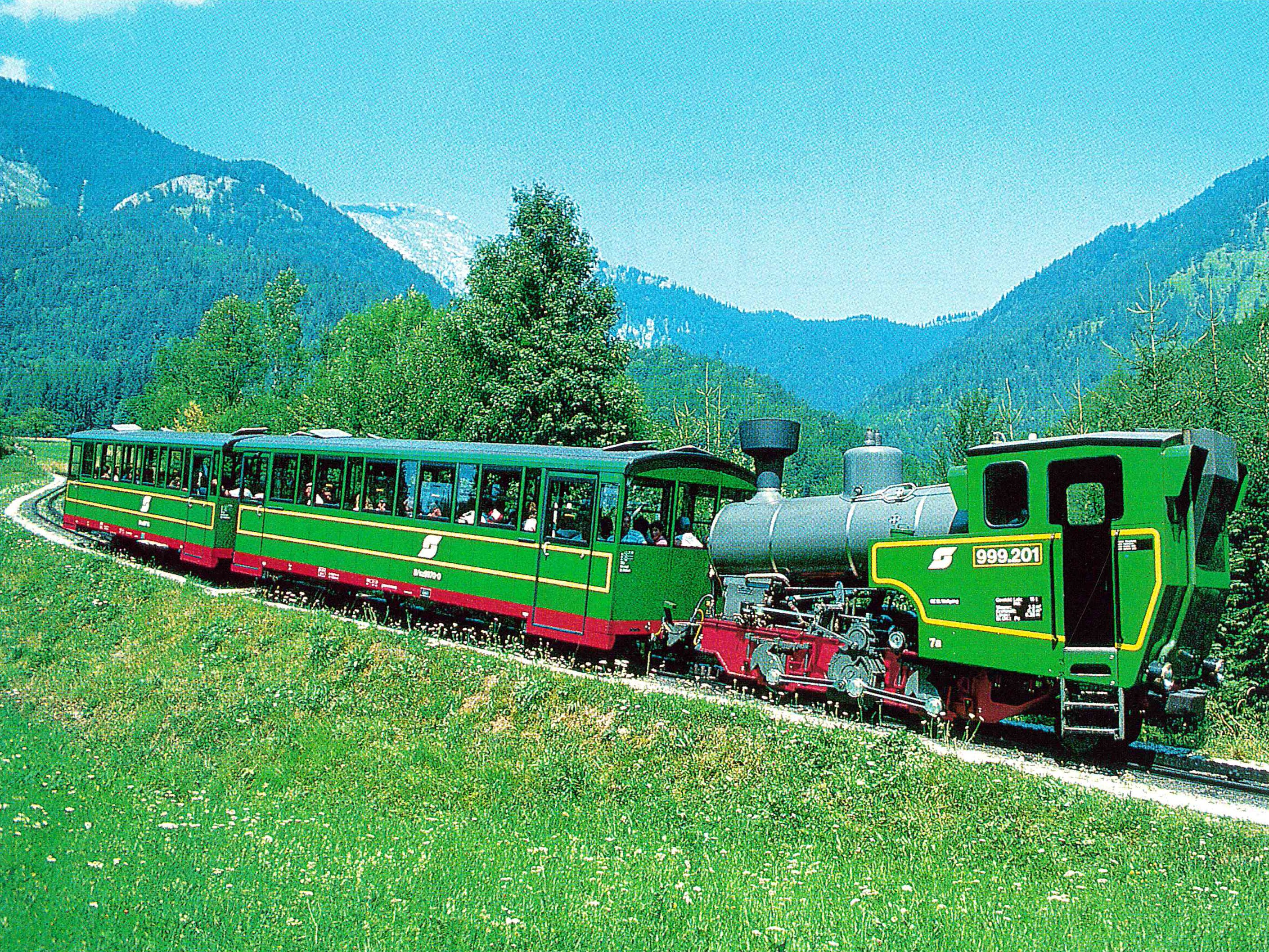
1992 erhielt die Schafbergbahn Neubaudampflokomotiven 999.2 zur Steigerung der touristischen Attraktivität.
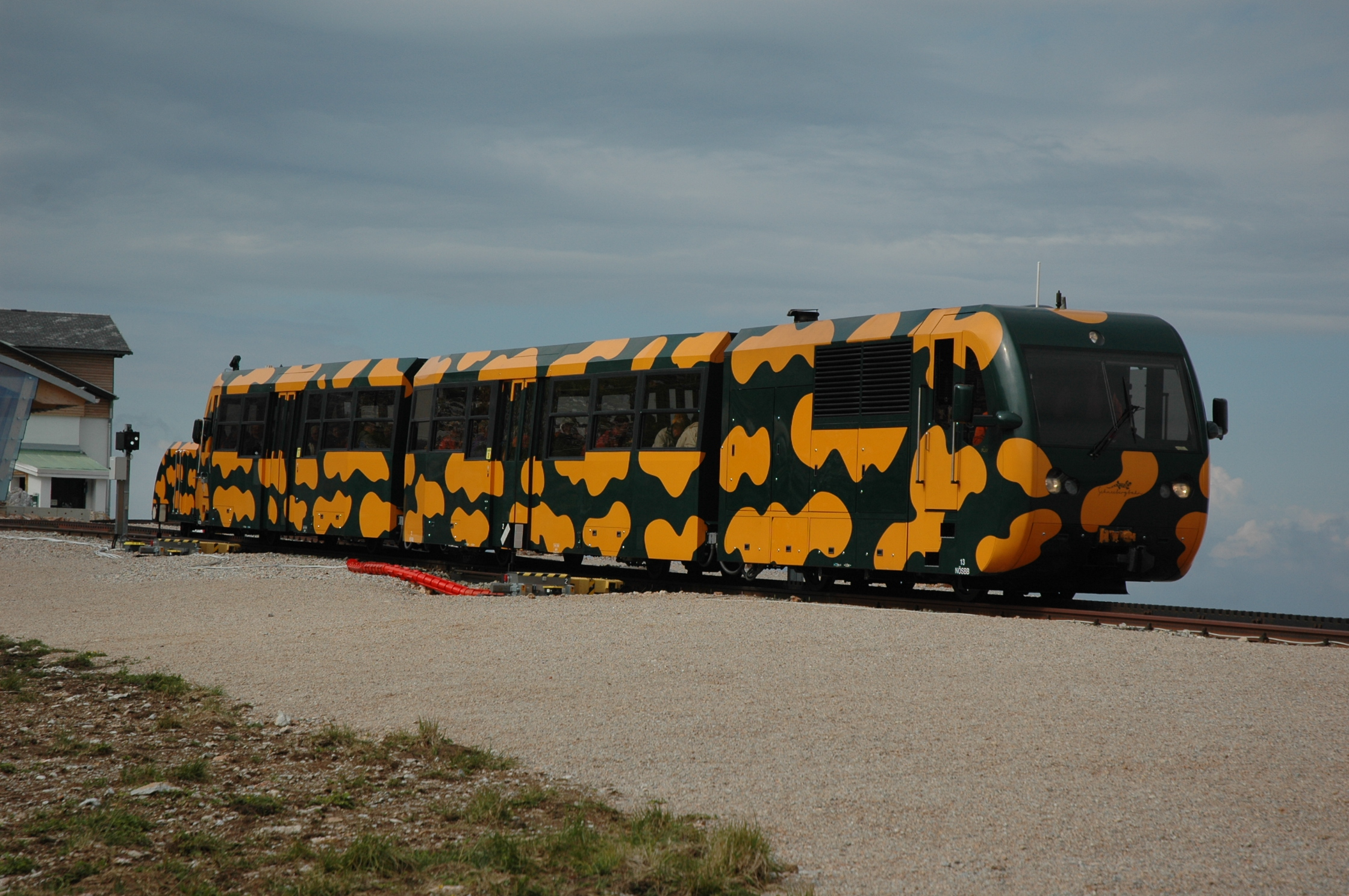
Seit 1999 verkehren auf der Schneebergbahn Salamander-Züge mit dieselhydraulischen Lokomotiven von Hunslet-Barclay Ltd.
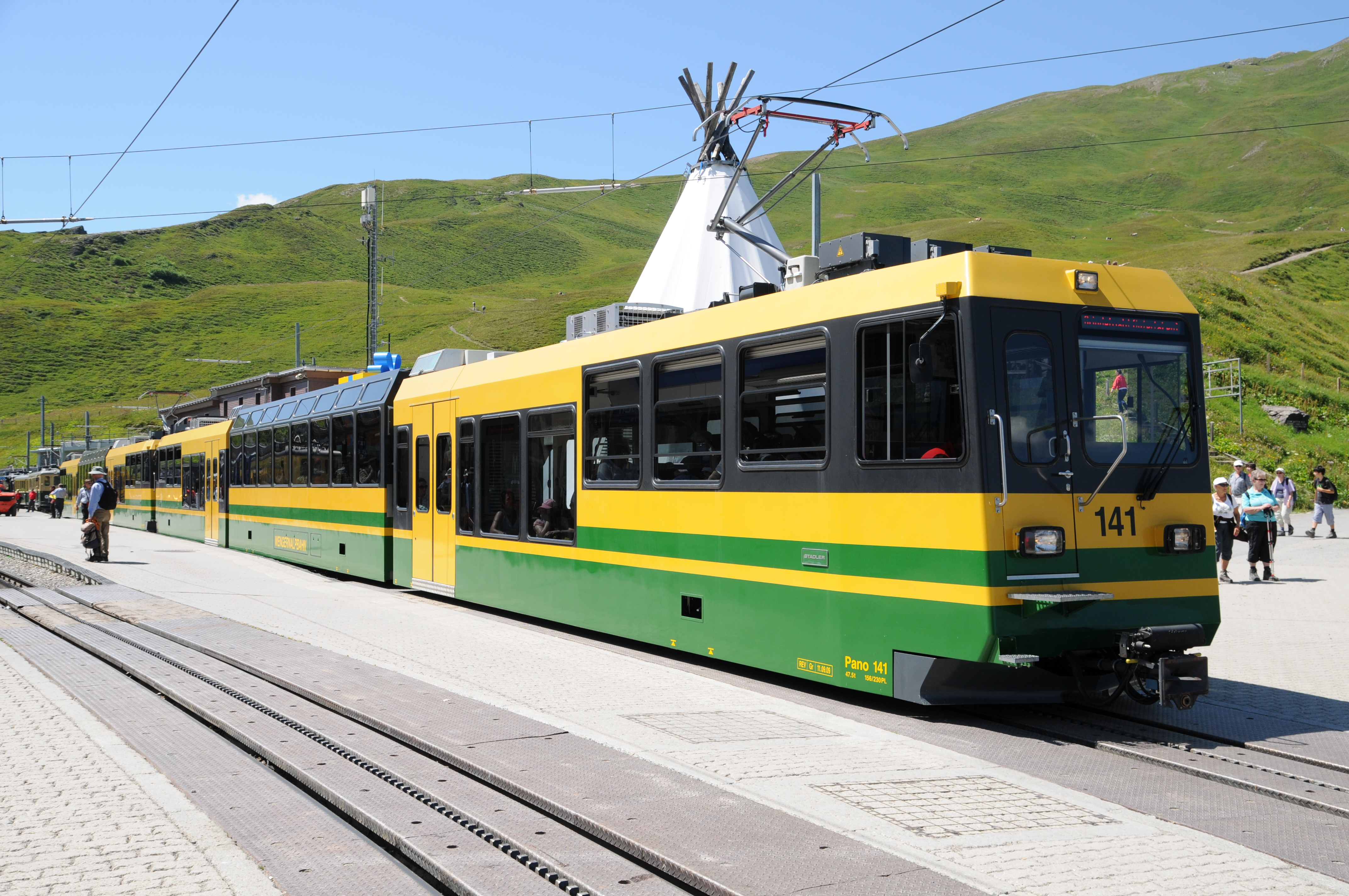
2004 beschaffte die Wengernalpbahn im Berner Oberland Panorama-Zahnrad-Triebwagen.
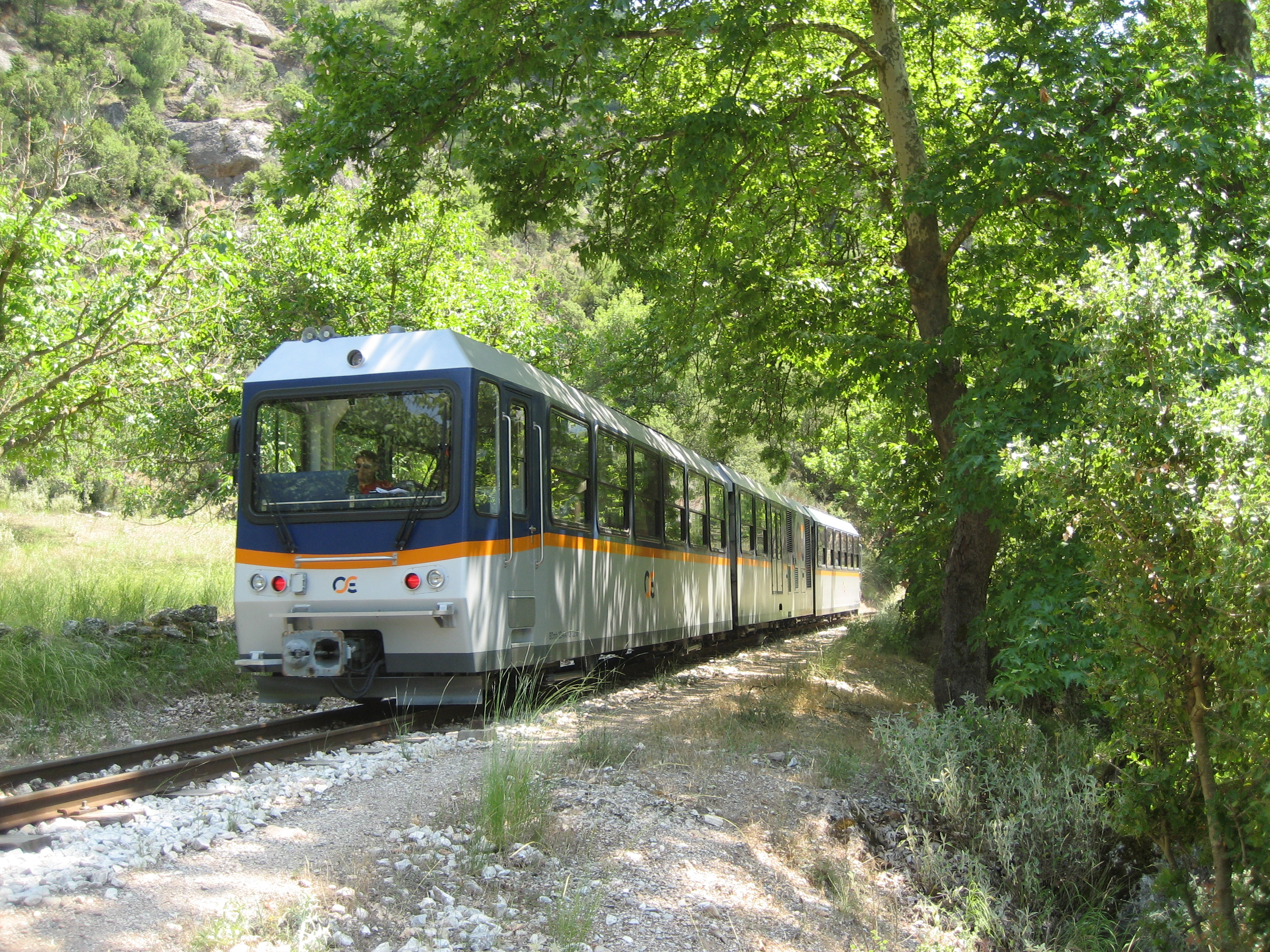
Das Rollmaterial der Strecke Diakopto–Kalavryta auf dem Peloponnes wurde 2007 mit vier Dieseltriebzügen BDmh 2Z+4A/12 modernisiert.
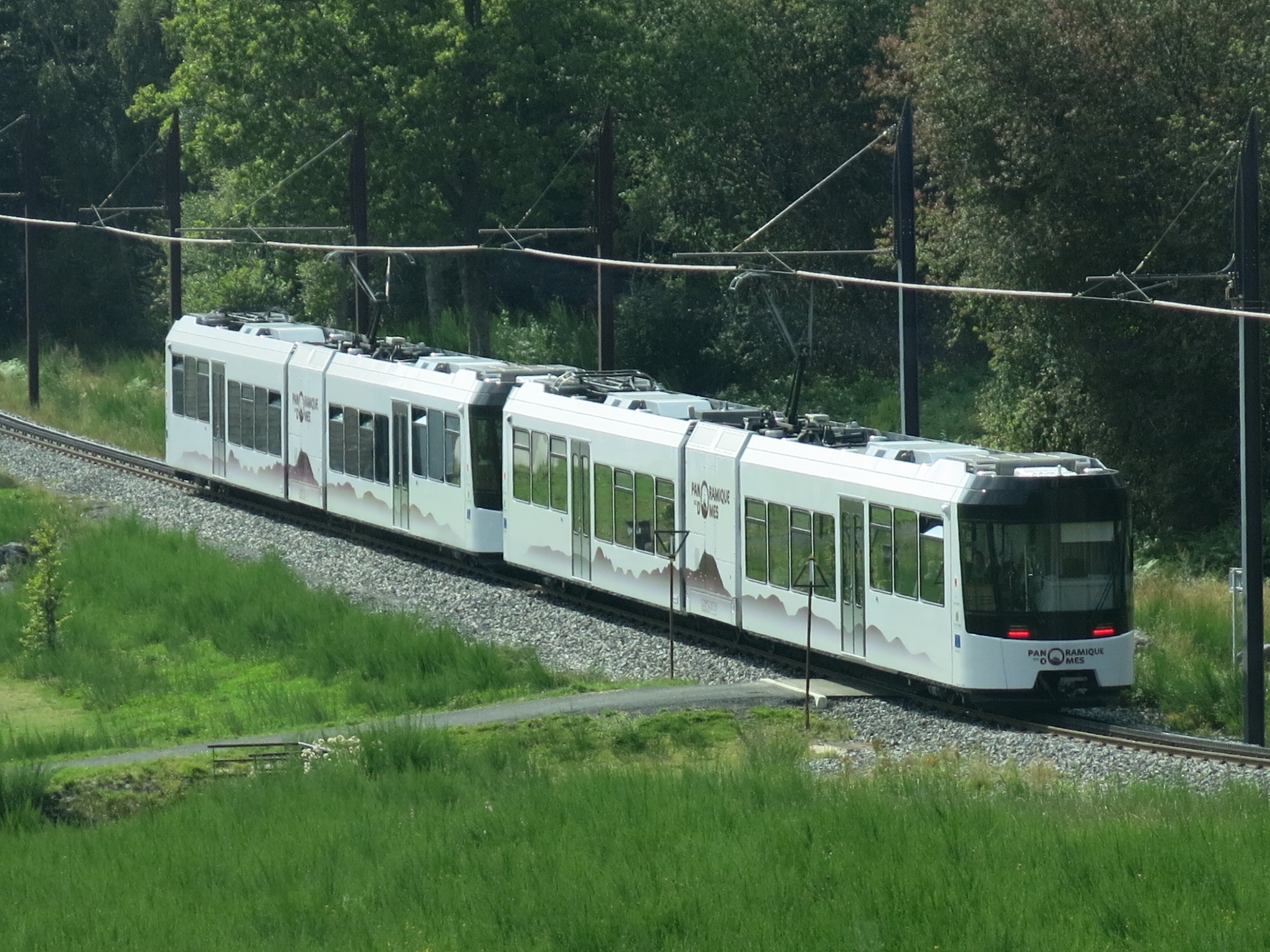
Bei der 1925 eingestellten und 2012 wiedereröffneten Panoramique des Dômes in Frankreich kommen Stadler-Zahnrad-GTW zum Einsatz.

Im 20. Jahrhundert sind neue Zahnradstrecken entstanden durch den Umbau und die Erweiterung von Standseilbahnen, wie die Zahnradbahn Lausanne–Ouchy, der Dolderbahn in Zürich oder eine Tunnelstrecke in Lyon, die heute in das Netz der städtischen Métro integriert ist. 1987 wurde in Australien die Perisher zur Erschließung eines Skigebiets dem Verkehr übergeben. Im Jahr 1990 wurde in Japan wegen des Baus eines Staudamms ein Abschnitt der bisher als reine Adhäsionsbahn betriebenen Ikawa-Linie verlegt und mit Zahnstange versehen.

### Umstellungen auf Adhäsionsbetrieb
Schon seit den 1920er Jahren wurden viele Strecken mit Zahnstangenabschnitten mit Neigungen bis etwa 70 ‰ auf reinen Adhäsionsbetrieb umgestellt. Möglich wurde es durch Fortschritte im Lokomotivbau, höhere Achslasten aufgrund von stabilerem Oberbau und dem flächendeckenden Einsatz der durchgehenden, selbsttätigen und mehrlösigen Druckluftbremsen. Pionierleistungen auf diesem Gebiet erbrachte die Halberstadt-Blankenburger Eisenbahn mit ihrer Strecke Blankenburg–Tanne (seinerzeit „Harzbahn“, später Rübelandbahn genannt). Auch als Gruben- und Industriebahnen existieren keine Zahnradbahnen mehr. Sie wurden durch Förderbänder und gleislose Förderung abgelöst.
Die Zentralbahn (zb) führte 2024 im 105 ‰ steilen Tunnel Engelberg und auf der 120 ‰ steilen Brünigbahn Versuchsfahrten durch mit dem Ziel, Zahnradbremsen durch Magnetschienenbremsen zu ersetzen. Nachdem jeweils der Adhäsionstriebwagen Be 4/4 der Aare Seeland mobil den Zahnstangenabschnitt hinaufgeschoben worden war, fanden Bremsversuche aus verschiedenen Geschwindigkeiten statt. Das Konzept beruht auf einer Fahrgeschwindigkeit von 40 km/h bei der Talfahrt, wobei der Triebwagen bis zum Einsetzen der Bremswirkung der Magnetschienenbremse von 49 km/h erreichte. Nachteilig bei der Magnetschienenbremse ist der große Verschleiß an Magneten und Schienen, weshalb sie nur bei ungenügender Wirkung der Druckluftbremse verwendet werden soll.
Der Verzicht auf den Zahnradantrieb birgt ein großes Sparpotenzial. Die Zahnradausrüstung eines dreiteiligen Fink-Triebzuges kostete die zb im Jahr 2022 2,5 Millionen Franken. Wenn der geplante Grimseltunnel gebaut wird, wird das Streckennetz der zb mit dem der Matterhorn-Gotthard-Bahn (MGB) verbunden. Die Zahnstangensysteme der beiden Bahnen sind jedoch nicht kompatibel. Die zb verwendet das System Riggenbach, bei der MGB kommt das System Abt zum Einsatz.